# Армянская архитектура
Армянская архитектура — архитектурная культура армянского народа, созданная на территории всей исторической Армении, а также армянских общин в диаспоре.

## VI в. до н. э. — III в. н. э.

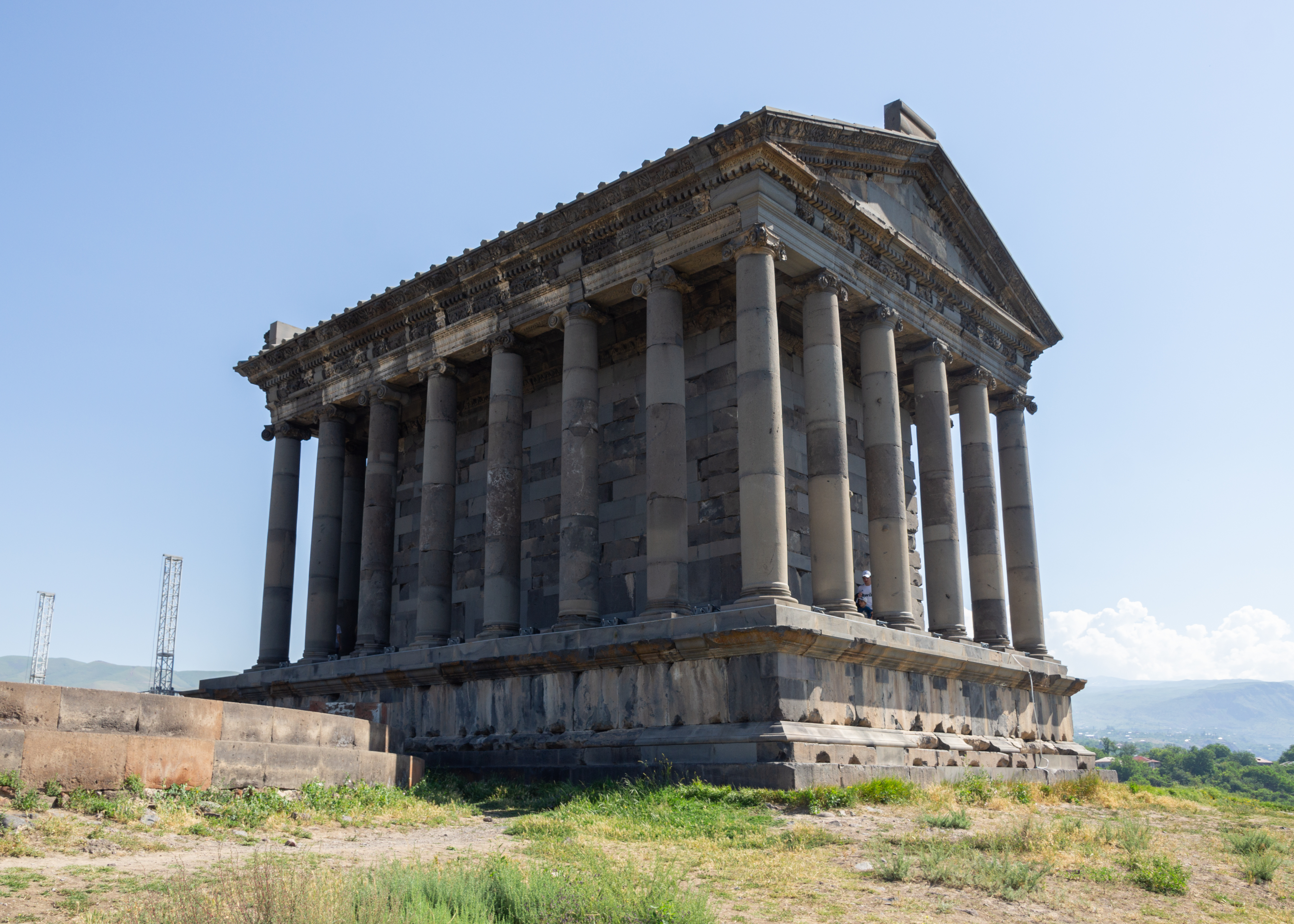
Гарни, I век н. э. Надпись царя Трдата гласит: «Гелиос! Трдат Великий, Великой Армении (Μεγαλη Αρμενια) государь, когда властитель построил агарак царице (и) эту неприступную крепость в год одиннадцатый своего царствования…»

В VI веке до н. э. в основном завершается процесс формирования армянского этноса. С VI в. до н. э. архитектура и градостроительство на Армянском нагорье вступают в новый этап развития, проявляя новые качественные особенности. Ксенофонт в труде «Анабасис» приводит первое упоминание о народном жилище армян — глхатуне. В III—I вв. до н. э. возникают и развиваются города ранней армянской государственности — Армавир, Ервандашат, Арташат, Вагаршапат, Тигранакерт, Заришат и другие. В больших городах значительное развитие получают металлургия, гончарное производство, художественная обработка камня и дерева, строительное дело. Эти города, так же как и крупные крепости (Гарни, Артагерс, Ани-Камах, Даруйк), языческие святыни (Багаван, Багреванд, Аштишат и прочие), становятся основными звеньями развития древнеармянской архитектуры и градосторительства. Согласно письменным источникам, частично материалам раскопок Гарни, Армавира и Арташата, традиционные градостроительство и архитектура Армении начиная с IV в. до н. э. развивались под влиянием греко-эллинистической, а с I в. до н. э. — римской культуры, формируя «армянский эллинизм». Градостроительные факторы, включая защитные особенности городов, были во многом похожи на эллинистические. Для строительства городов местность выбиралась вблизи рек (Аракс и Арацани), которые, кроме обеспечения жизнедеятельности городов, составляли часть их оборонительной системы.
Шедевром античной архитектуры Армении является Гарни, построенный армянским царём Трдатом I (54—88 гг.) в 76 г., о чём свидетельствует обнаруженная там же его надпись на греческом языке.
По свидетельству Плутарха в Арташате и Тигранакерте существовали театры, которые предположительно были построены по типу античных амфитеатров. В результате раскопок Гарнийской крепости открылись останки царского дворца и бани — с мозаичными полами. В Арташате обнаружились бани, системы водоснабжения, архитектурные и скульптурные фрагменты зданий.

### Галерея

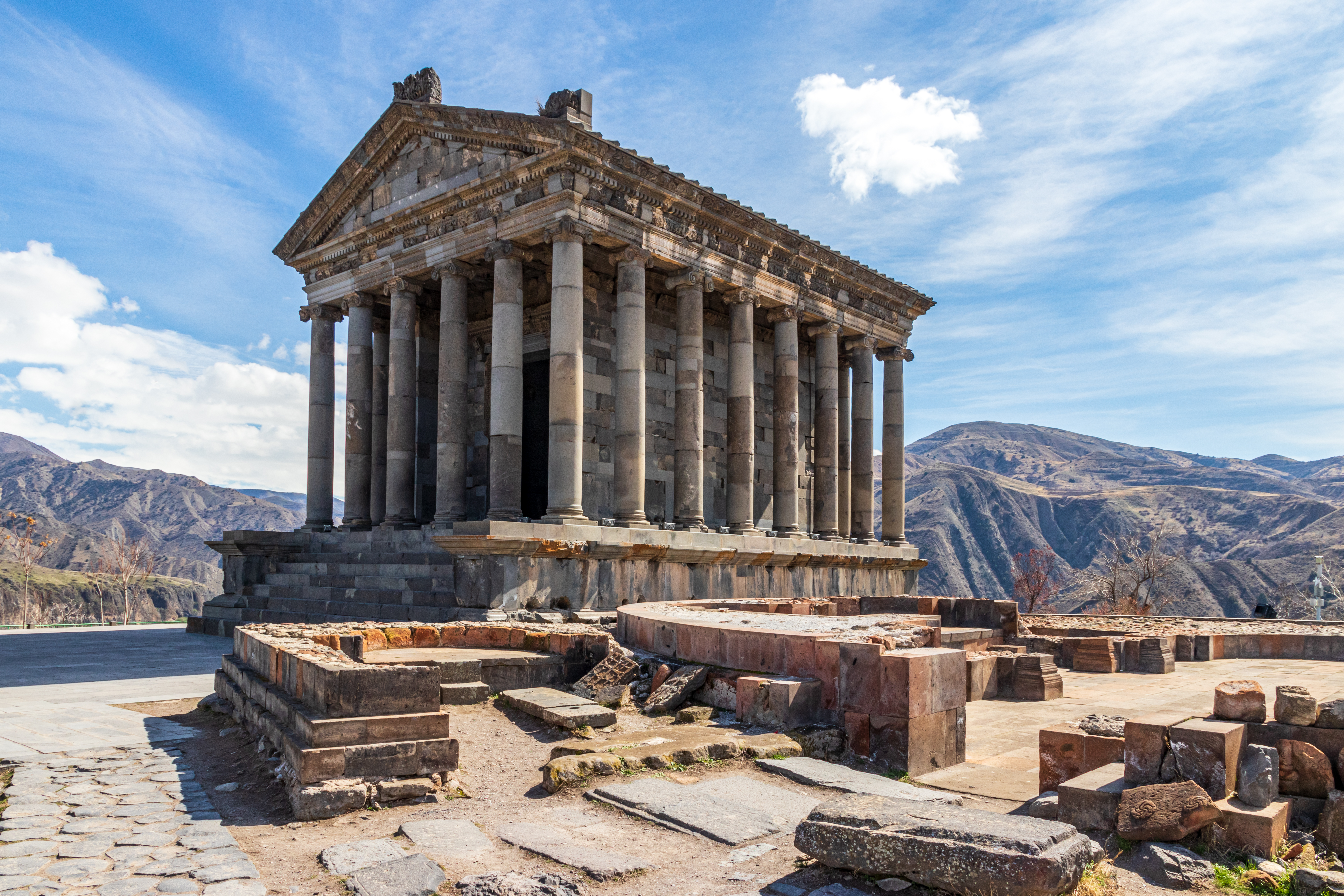
Храм Гарни
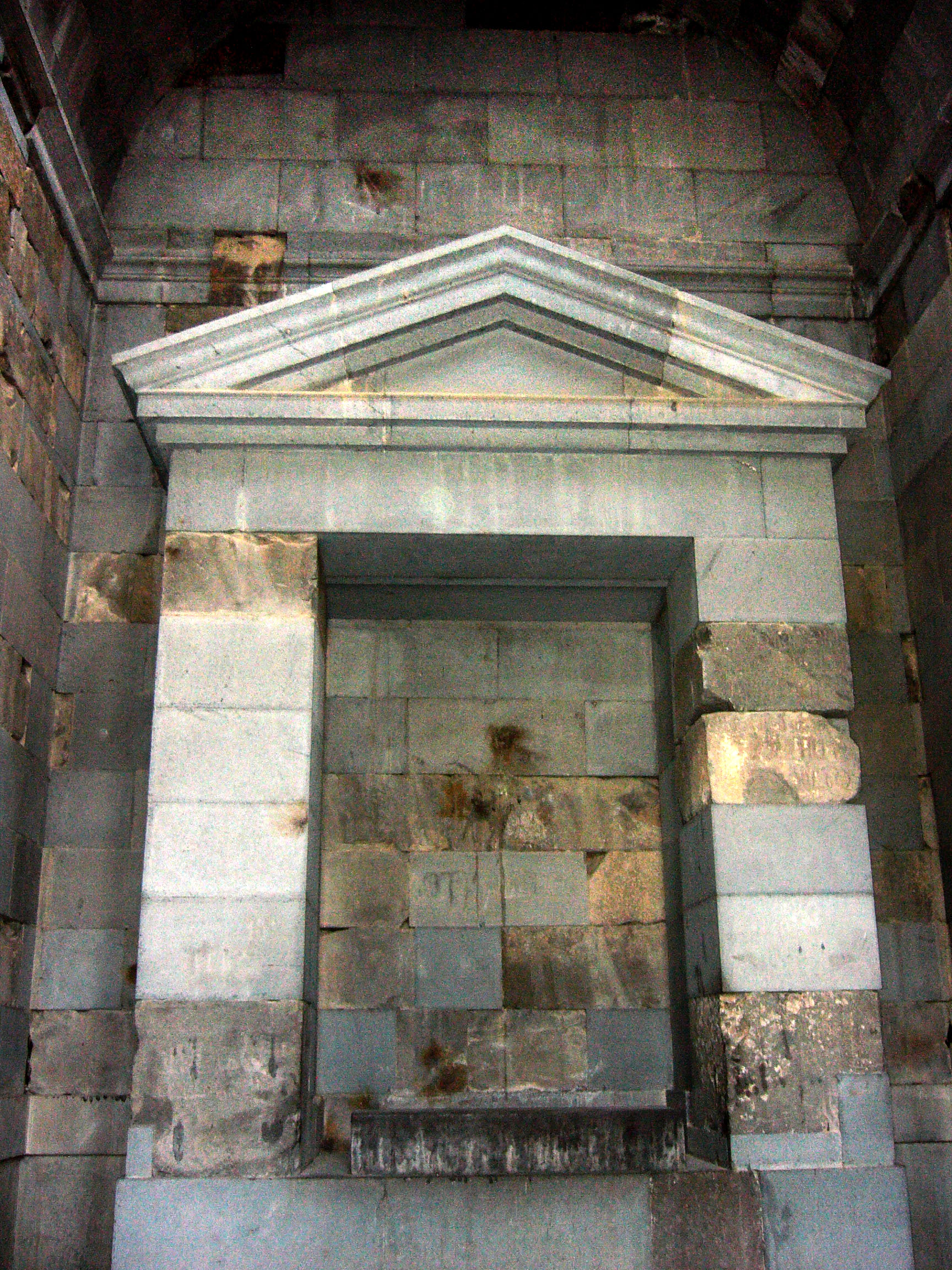
Алтарь Гарни
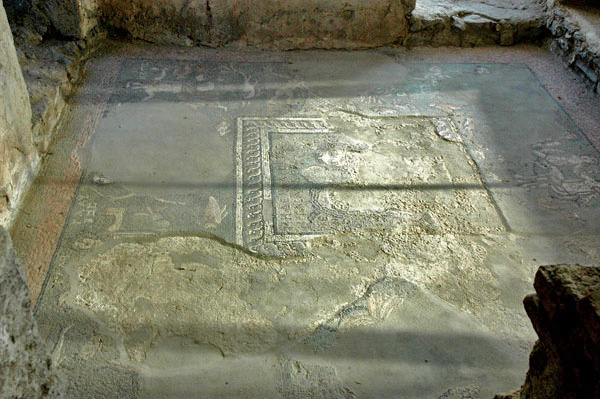
Бани Гарни
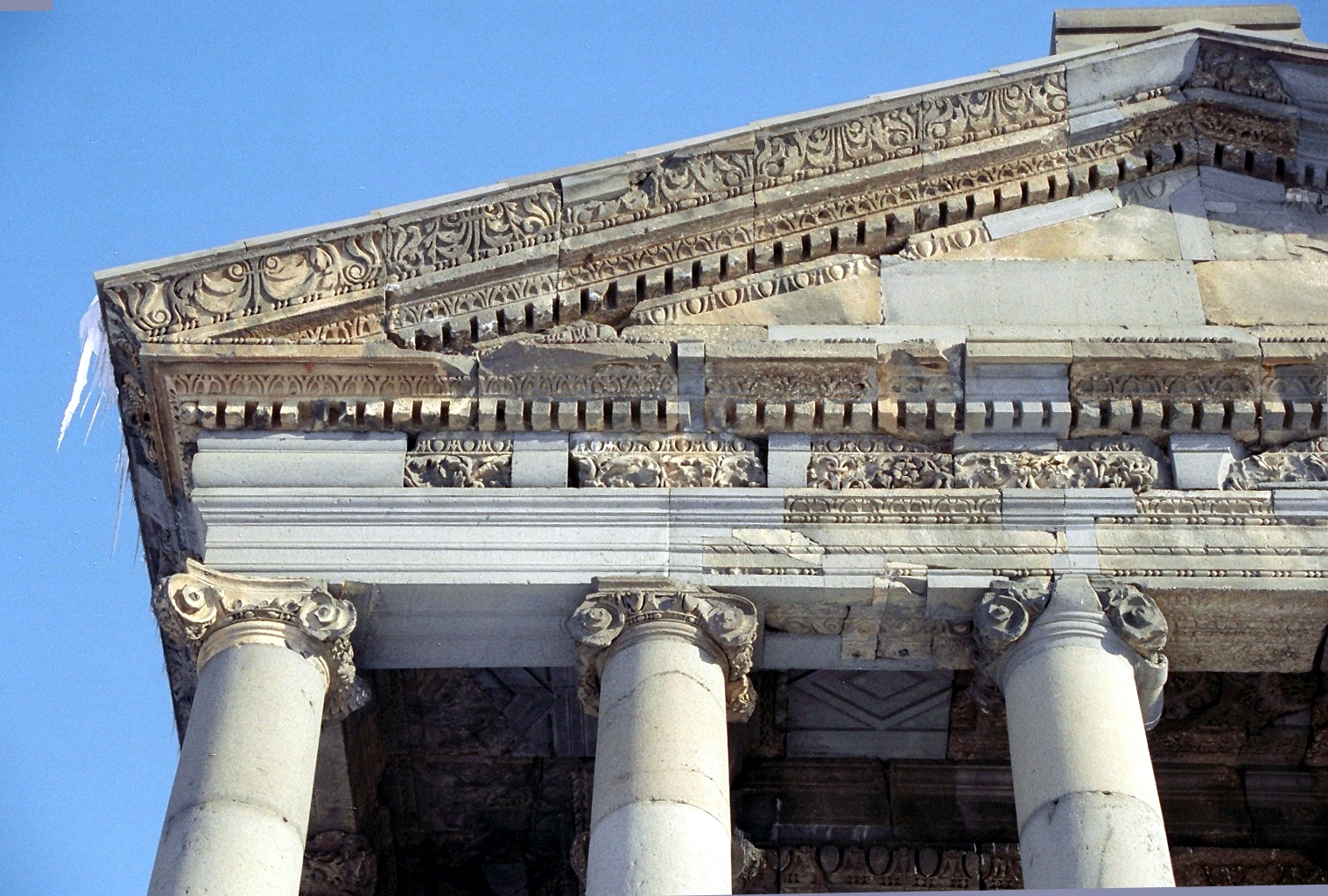
Фрагмент

## IV—VII века

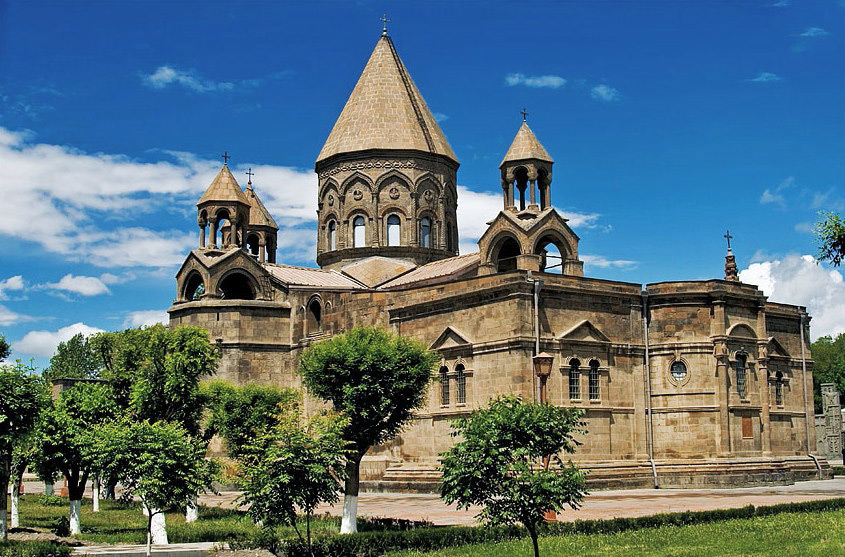
Кафедральный собор Эчмиадзин

С самого начала образования феодальных отношений, архитектура и градостроительство Армении вступили в новый этап. Античные армянские города переживали экономический упадок, своё значение сохраняли только Арташат и Тигранакерт. Возростало значение городов Двин и Карин (Эрзурум). Строительство города Аршакаван царем Великой Армении Аршаком II не было закончено полностью. Христианство воплотило в жизнь новую архитектуру религиозных сооружений, которая изначально питалась традициями прежней, античной архитектуры.

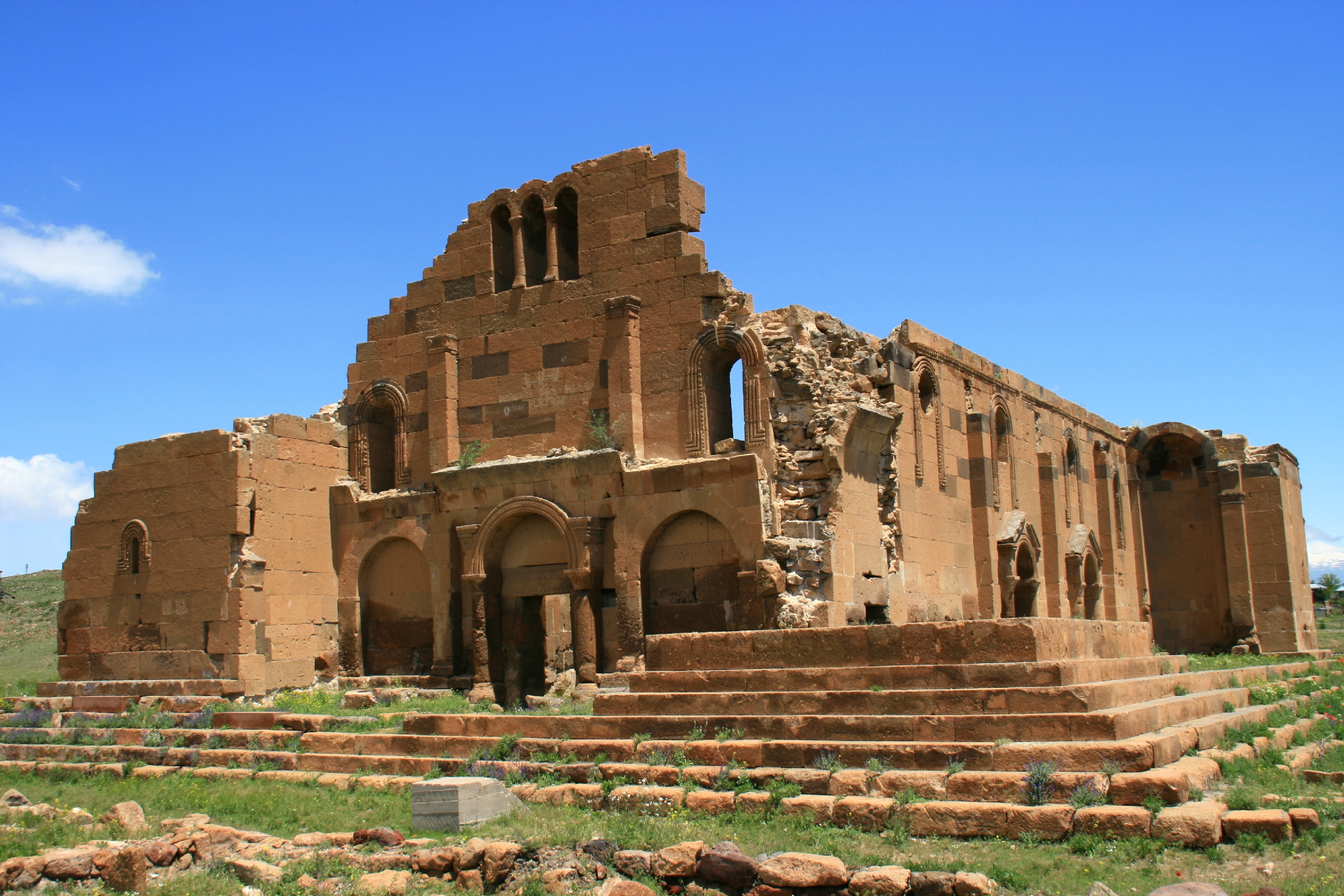
Ереруйкская базилика, V век

Церкви IV—V веков в основном являются базиликами (Касах, IV—V вв., Аштарак, V в., Ахц, IV в., Егвард, V в.). Некоторые базилики армянской архитектуры относятся к так называемому «западному типу» базиликальных церквей. Из них наиболее известны церкви Текора (V в.), Ереруйка (IV—V вв.), Двина (470 г.), Цицернаванка (IV—V вв.). Трёхнефная Ереруйкская базилика стоит на 6-ступенчатом стилобате, сооружена предположительно на месте более раннего дохристианского храма. Сохранились также базилики Карнута (V в.), Егварда (V в.), Гарни (IV в.), Зовуни (V в.), Цахкаванка (VI в.), Двина (553—557 гг.), Талина (V в.), Танаата (491 г.), Джарджариса (IV—V вв.), Лернакерта (IV—V вв.), и т. д..

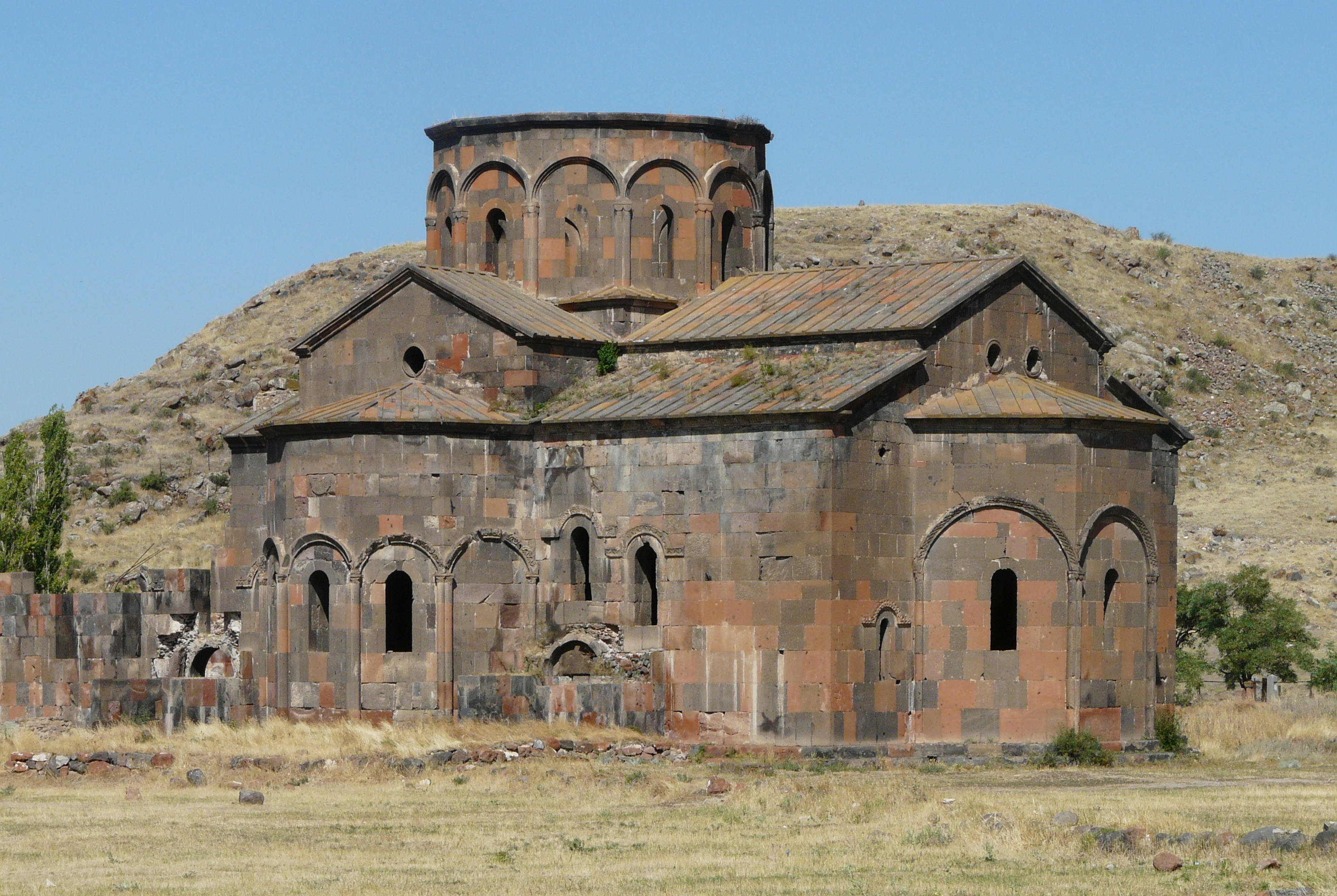
Талинский собор, VII в.

С V века базилики начинают сменяться купольными церквями с разными архитектурными выражениями. Из них купольные залы (Птхни, VI—VII вв., Аручаванк, 661—666 гг.), купольные базилики (реставрированный Текор, 478—490 гг., Одзун, VI в., Мрен, 613—640 гг., Гаянэ, 630 г., Багаван, 631—639 гг.) а также триабсидные купольные базилики (реставрированный св. Григор Двина, 608—615 гг., большой храм Талина, VII в.) восходят к трехнефным базиликам. Более разнообразны крестообразные центракупольные храмы VI—VII веков, когда армянская архитектура стремилась к целостности внутреннего пространства. Данная архитектурная идея развита в церкви 588—597 гг. а Аване и достигла классического совершенства в церкви св. Рипсимэ (618 г.) и в ряде других похожих церквей (Гарнаовит, VI—VII вв., Таргманчац, VII в., Арамус, VII в., Сисаван, VII в., Арцваберд, VII в.). В них с максимальной ясностью и лаконичностью решены задачи взаимосвязи архитектурного плана, форм и перспективы, единства архитектурной идеи. Мастара (V—VI вв.), Артик (VII в.), Воскепар (VI—VII вв.) св. Тадеос Багарана (624—631), представляют тип четырёхабсидной крестообразной центракупольной церкви. Стремление к созданию новых типов крестообразных центракупольных церквей приводит к появлению в VII веке шедевра армянской архитектуры эпохи — Звартноца (641—652 гг.). Звартноц отличается также декоративным принципом архитектурного построения. Среди первоочередных памятников армянской архитектуры VII века выделяется также Аручаванк, где некоторые время находился армянский престол. В церкви сохранились следы древних фресок. Аручаванк особо примечателен своим купольным залом (16,95 м.—34,6 м.). К концу VI-го — началу VII века относится один из наиболее совершенных памятников армянской раннесредневековой архитектуры — церковь Мастара. Мастара вариант крестово-купольного храма, является центрическим зданием с широким куполом (диаметр 11,2 метра) на тромпах и с выступающими извне 4 апсидами, имеет подчёркнуто пластическую выразительность.
|                   |  |                              |  |                              |  |                                                    |  |
| Аручаванк, VII в. |  | Церковь св. Рипсиме, 618 год |  | Руины Звартноца, 641—661 гг. |  | Руины мавзолея армянских Аршакидов в Ахцкe, IV век |  |

Во второй половине VII века создается многоалтарный тип церквей (церковь Зоравара в Егварде, 661—685 гг., церкви Иринда, VII в., Арагаца, VI в.). Одновременно, в V—VI вв,. разрабатывается стиль маленьких церквей с крестообразным планом. Совершенствуясь в VI—VII веках, этот стиль проявился в целом ряде храмов и церквей, из которых наиболее известны аштаракский Кармравор (VI в.), св. Степанос в Коше (VII в.), малый храм Талина (VII в.), св. Саркис в Бджни (VII в.) а также церкви в Агараке (VII в.), Алмана (637 г.), Арзни (VI в.), св. Ншан в Дзагаванке (VII в.), Манканоц св. Сион в Ошакане (VII в.), св. Степанос Лмбатаванка (VI в.) и т. д.. Последний — крестообразная купольная базилика с восьмигранным барабаном и тромповым переходом. В церкви сохранились также ценнейшие остатки раннесредневековой армянской фресковой живописи.

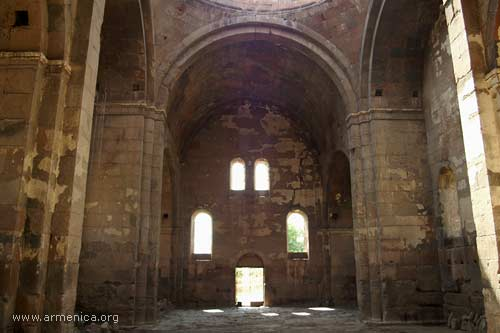
Интерьер Аручаванкa, 660-гг

Архитектура светских зданий развивалась самостоятельно. Два дворца Двина (V и VII века), дворец Звартноца (VII в.) и два дворца Аруча (VII в.) отличаются единством композиционного решения плана — центральное место в них занимают колонные залы. Разные типы светских зданий представлены обнаруженными в Двине жилыми домами, общественными и другими зданиями. Монументальные памятники VI—VII вв., кресты — хачкары — приходят на смену деревянным крестам, которые были распространены в Армении в первые периоды христианства. Каменные «крылообразные» хачкары характерны для раннего периода развития малой архитектуры хачкарного искусства.
В Эчмиадзинском соборе, в церкви св. Григора в Двине, в Звартноце обнаружены памятники мозаичного искусства. Полностью сохранилась мозаика VI века в армянской церкви св. Иакова в Иерусалиме (с армянскими надписями). Раннесредневековые фрески обнаружены в мавзолее Ахца, в базиликах Касаха, Ереруйка, Циранавор и т. д.
Архитектурная традиция строительства мавзолеев восходит к урартской и эллинистической эпохе. Среди древнейших мавзолеев этой эпохи известны мавзолей Аршакидов в Ахце (IV в.) и Григориса (489 г.) в Арцахе. Погребальни в мавзолее Аршакидов — подземные, погребальня Григориса — под главным алтарем церкви. Похожее строение имеют мавзолеи св. Рипсиме и св. Гаянэ (VII в.). Зовунийский мавзолей (V в.) расположен у стен небольшой часовни св. Вардан. Методы художественной выразительности архитектуры IV—VII веков адекватны принципам архитектуры и художественным-эстетическим представлениям, господствовавшим в ту эпоху. В основе образного представления лежали взаимосвязанные решения архитектурного плана и перспективы, ясное совершенство форм и фасадов, пропорциональная гармония, правильные механизмы выражения архитектоники. Возведение стен из разноцветных камней (что, кроме конструктивного, имело также художественное значение) являлось одной из характерных черт архитектуры данной эпохи. Стремлением к внешней и внутренней лаконичности обусловлено ограниченное использование декоративных элементов. Они были призваны в основном подчёркивать формы окон и входов, пластически обогащать некоторые части стен и расчленять плоскости фасадов.

### Галерея. IV—VII века

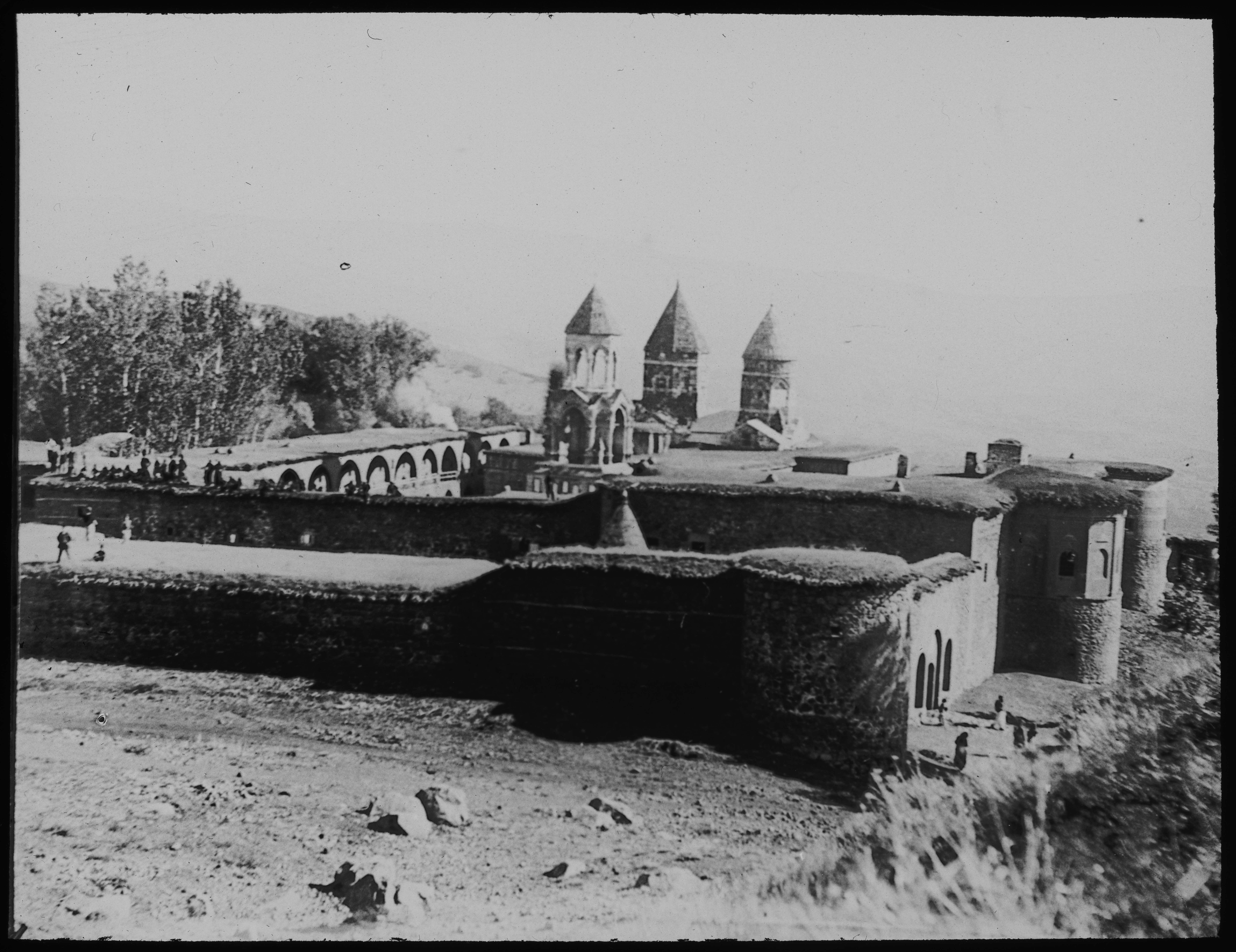
Монастырь Сурб Карапет, IV век
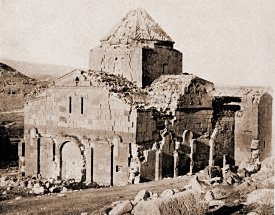
Церковь Текор, конец V века
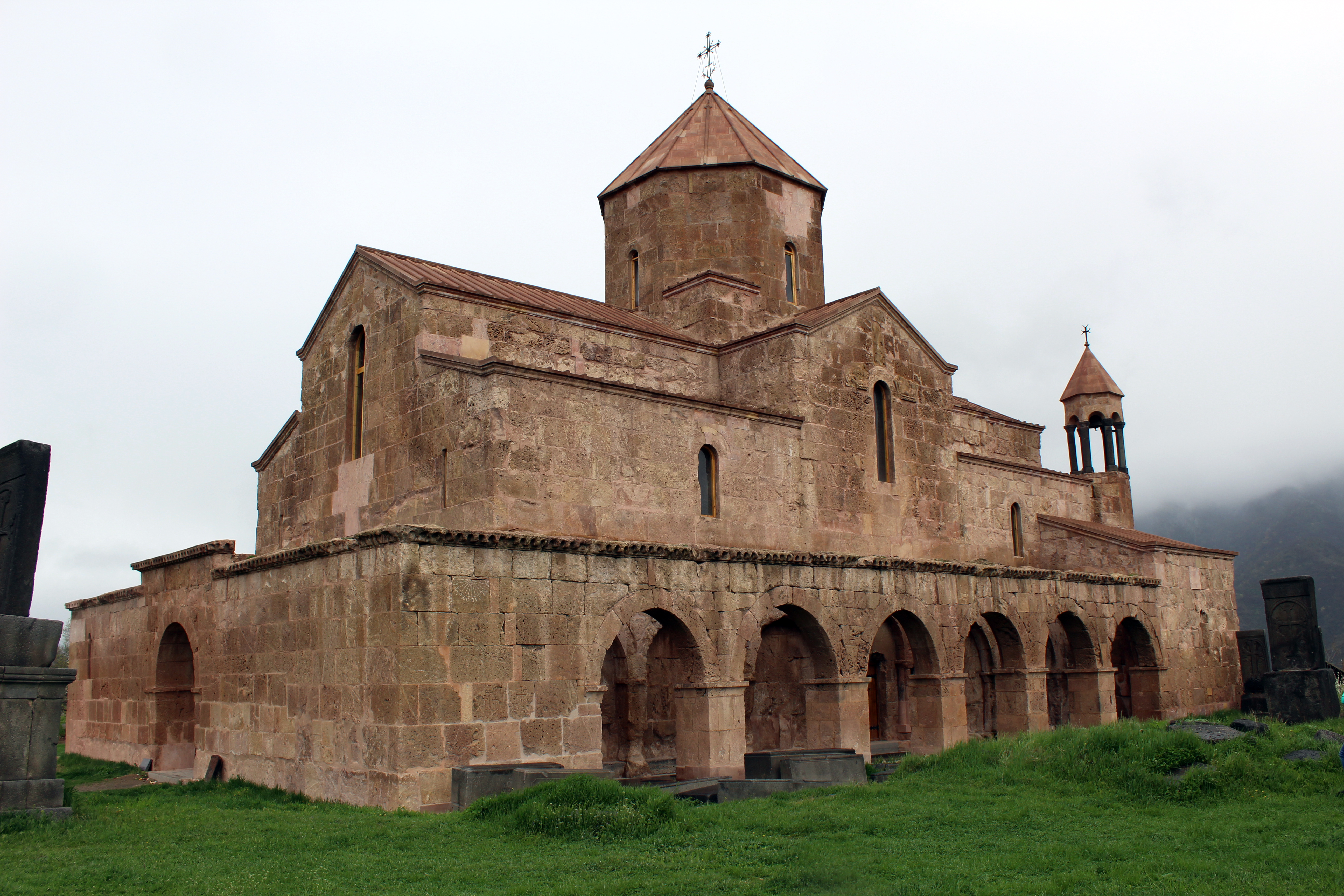
Одзун, VI век
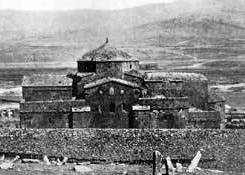
Собор Святого Иоанна, Багаван, 613—619 гг.
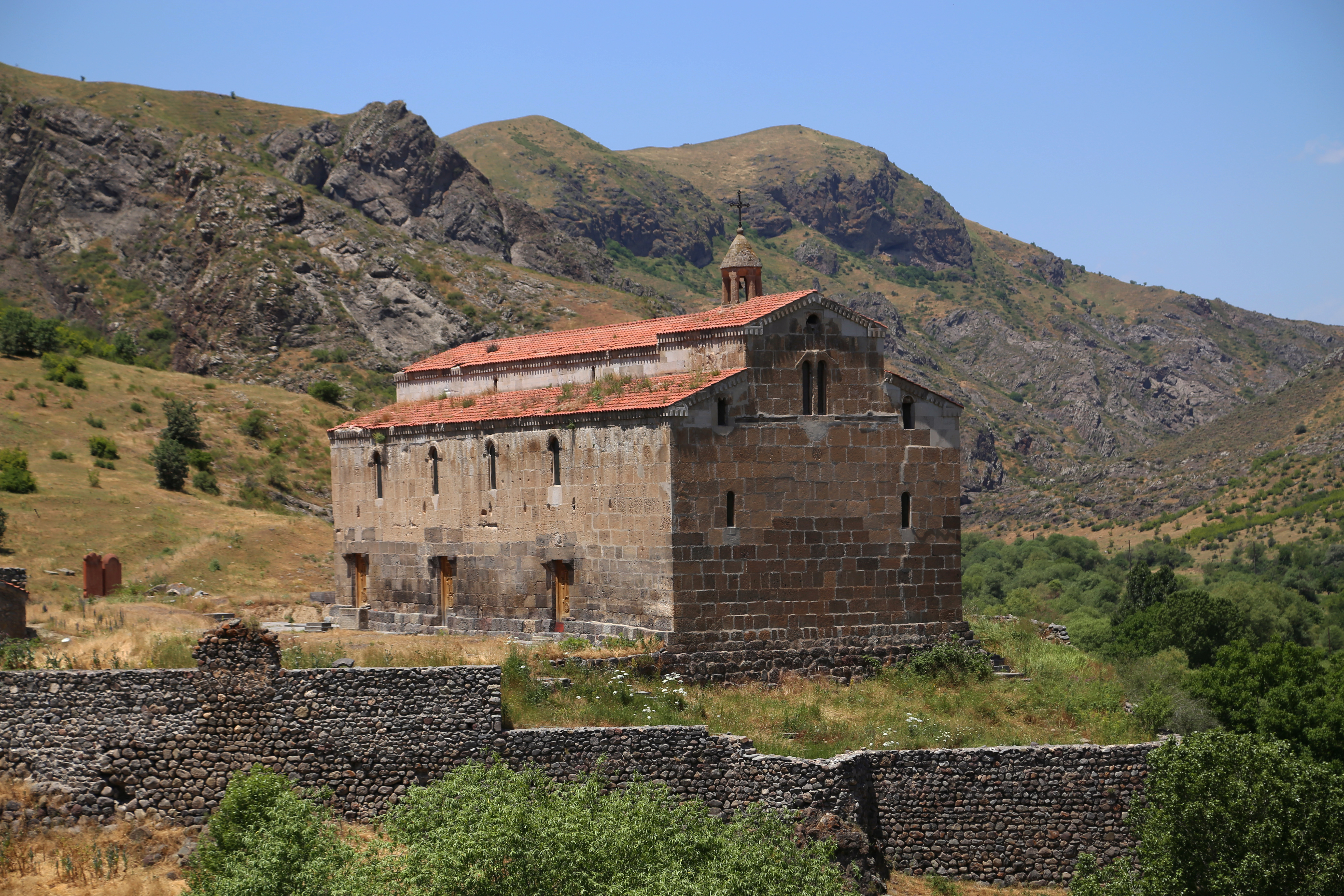
Цицернаванк, исторический Сюник, IV в.
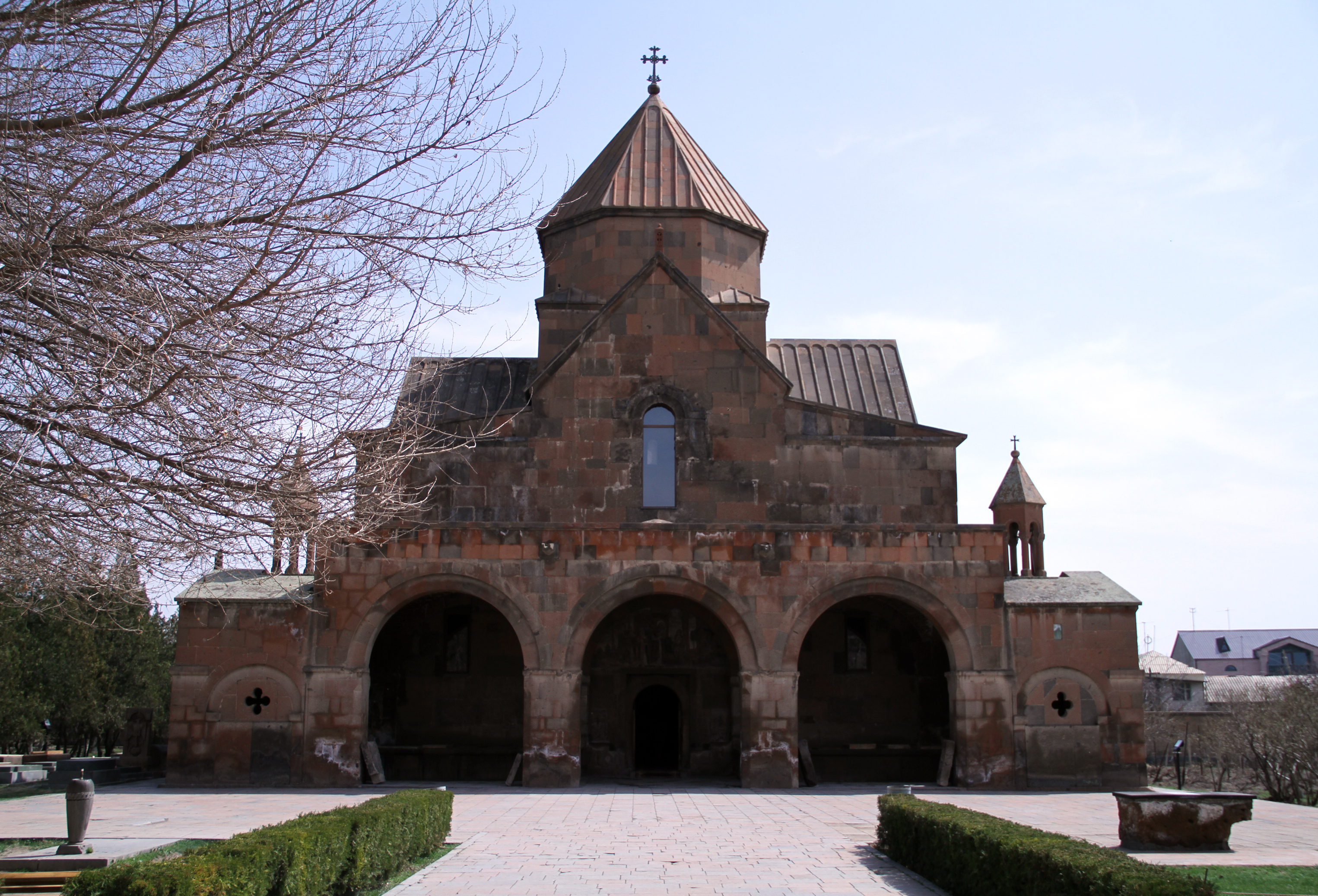
Церковь Святой Гаянэ 630 год
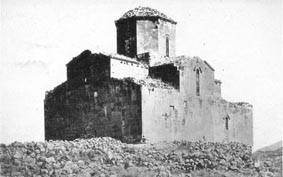
Мренский собор, 631—639 гг.
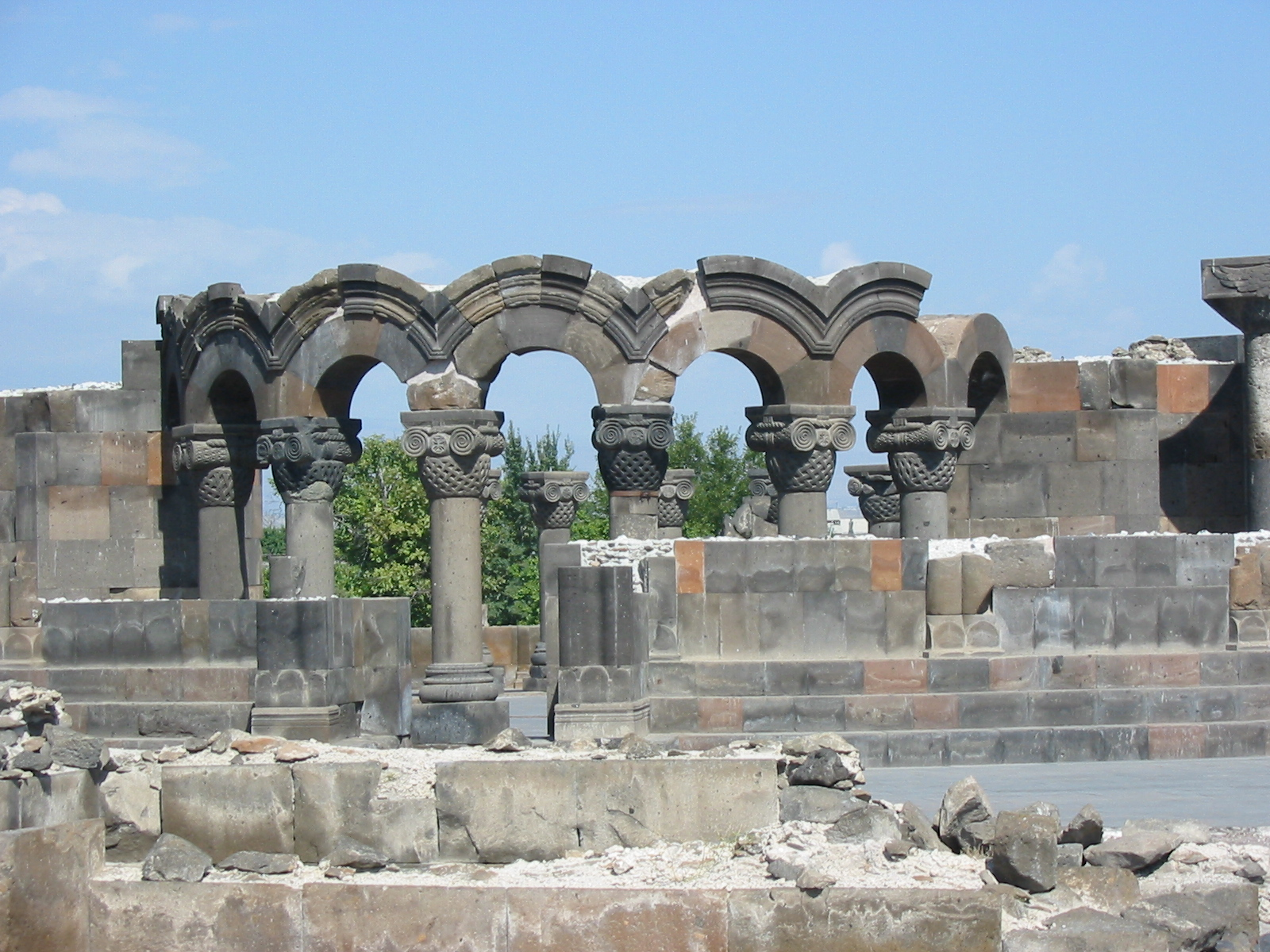
Руины храма Звартноц, 641—652 гг.

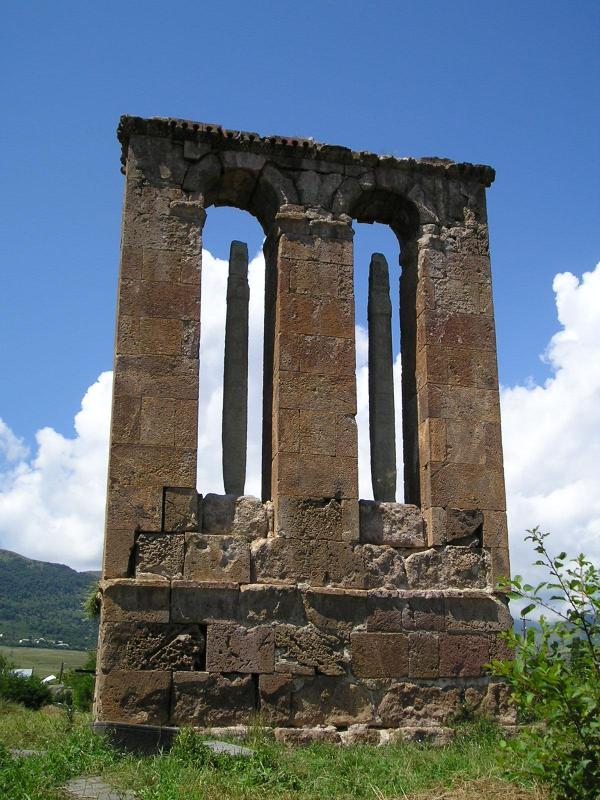
Одзун, могильный монумент, V—VII вв.
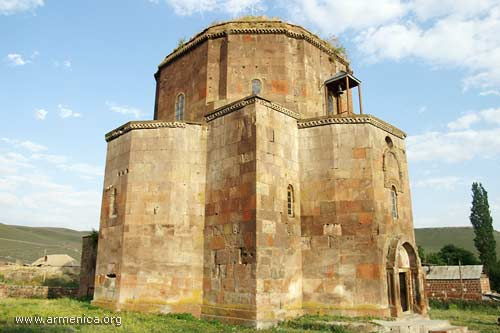
Мастара, VII в.
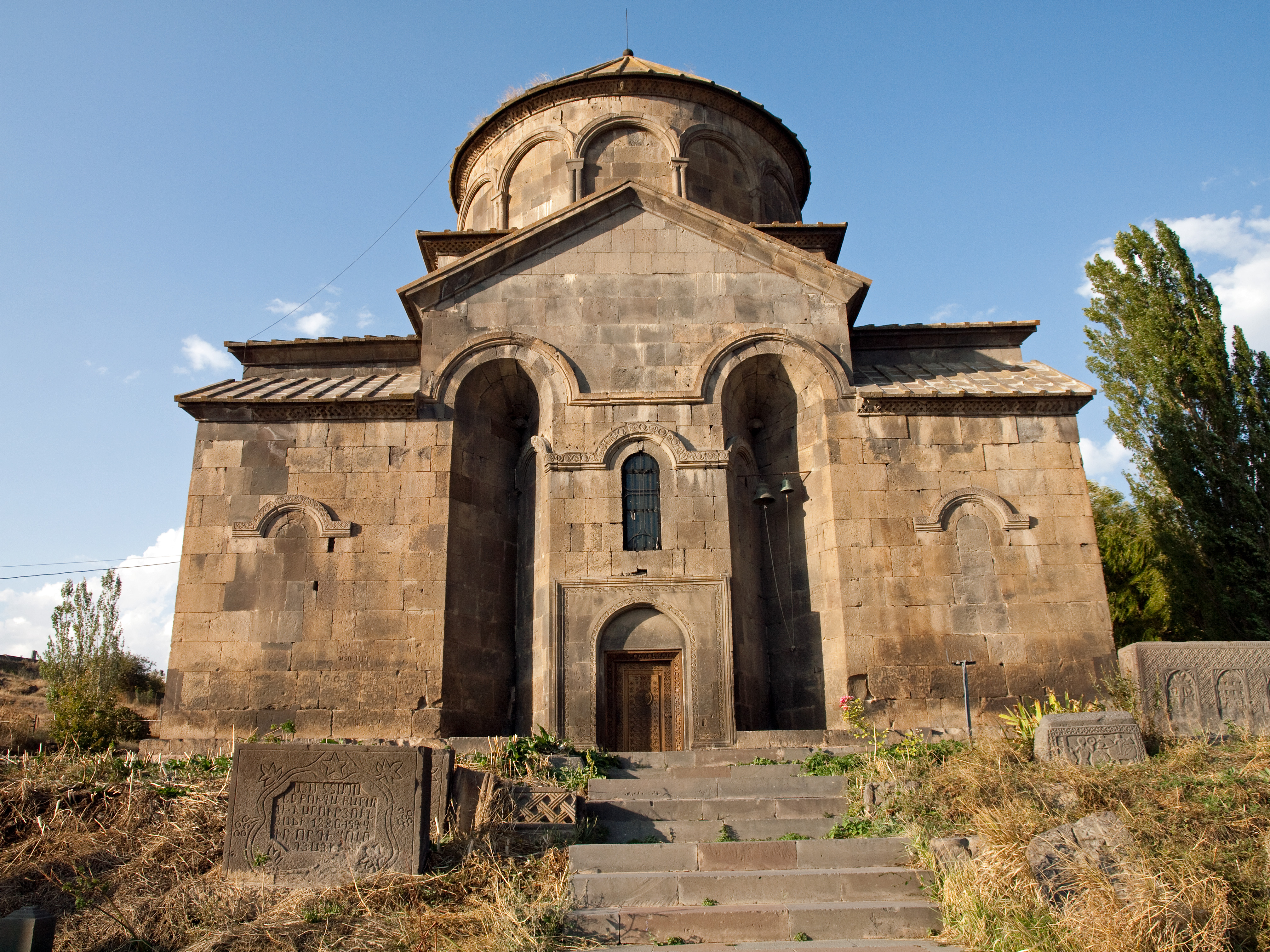
Церковь Сисаван, Сюник, VII век
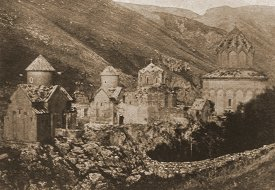
Монастырь Хцконк, VII век.
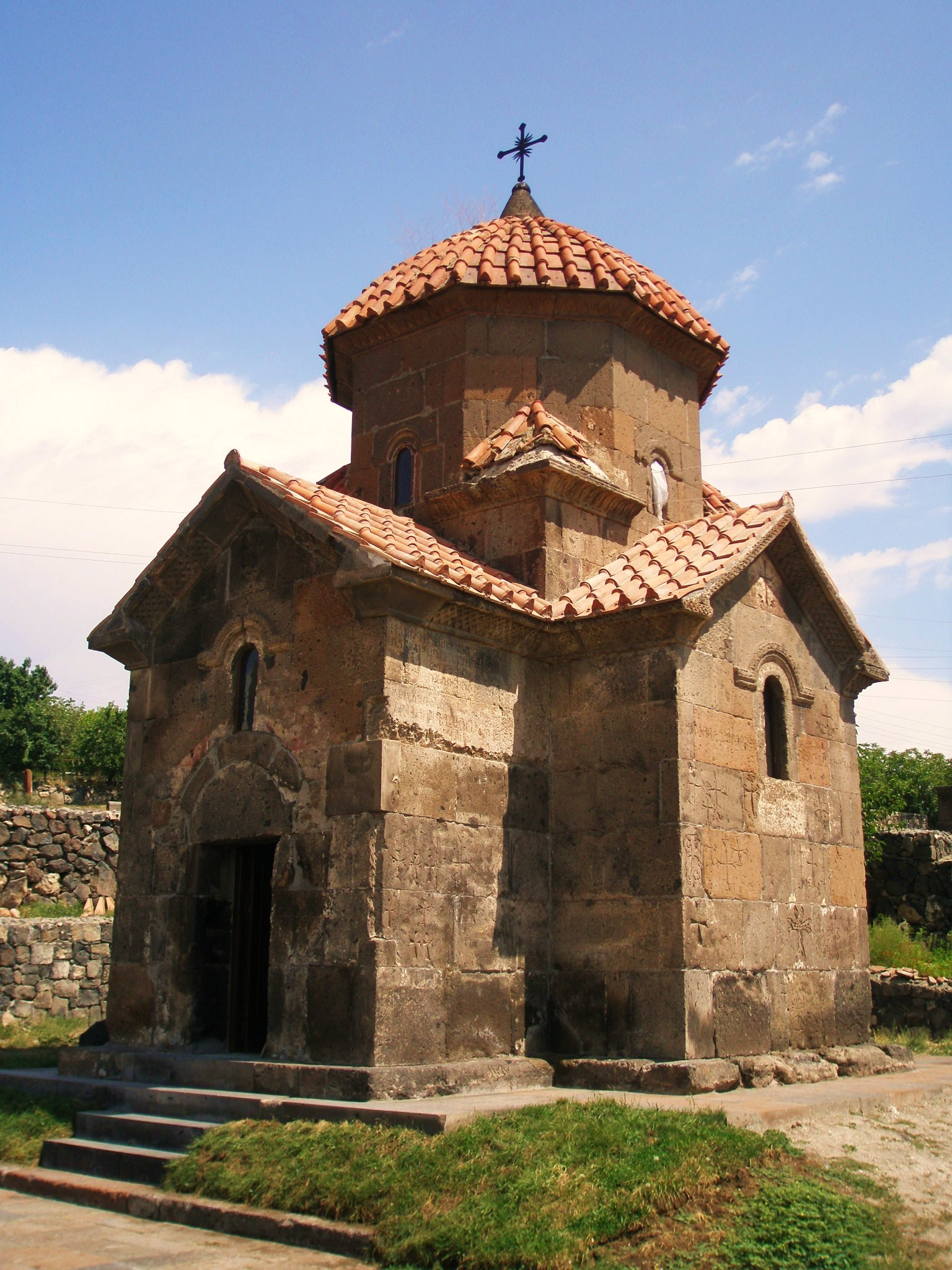
Кармравор, VII в.
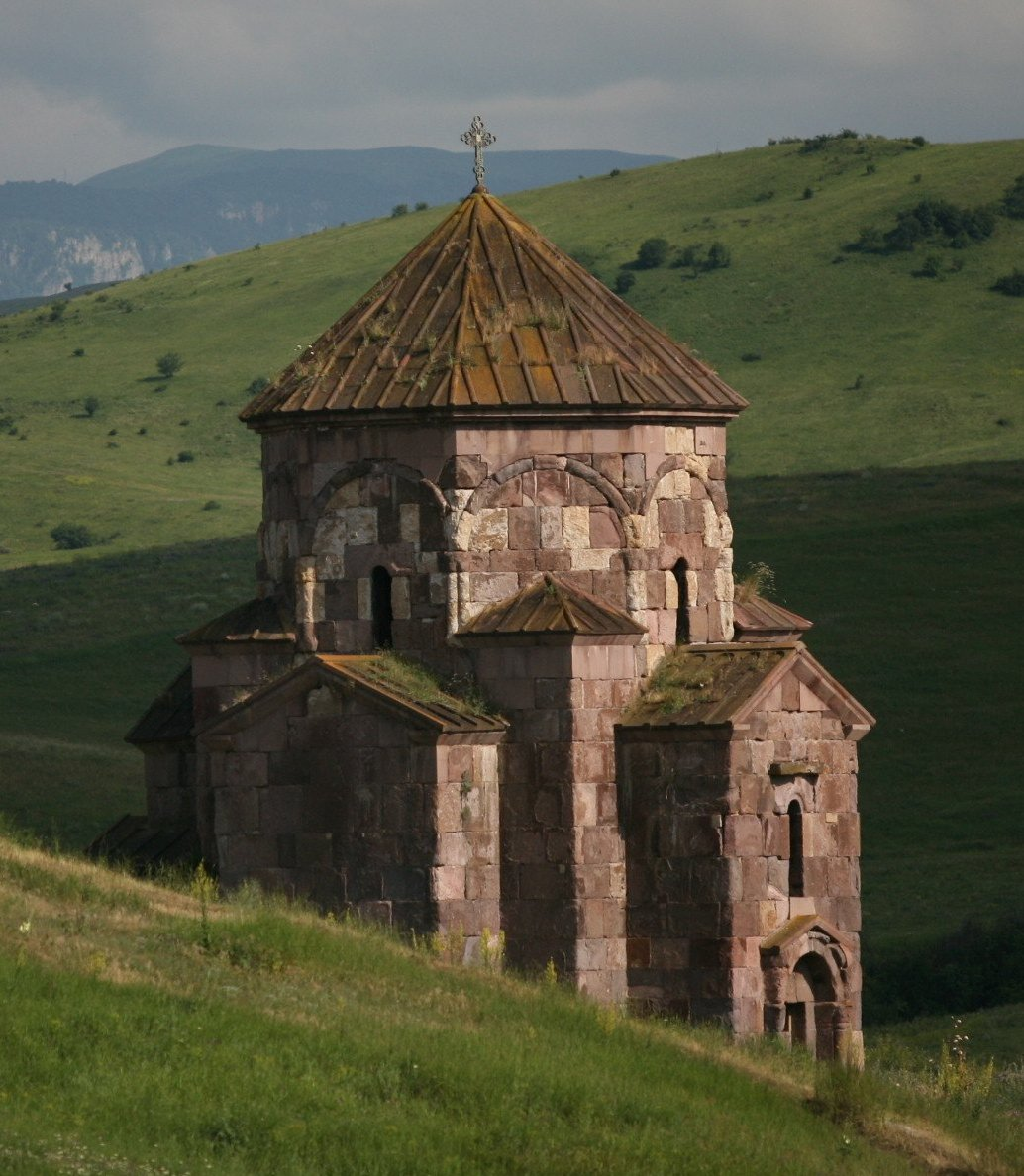
Церковь Святой Богородицы, Воскепар, VII в.
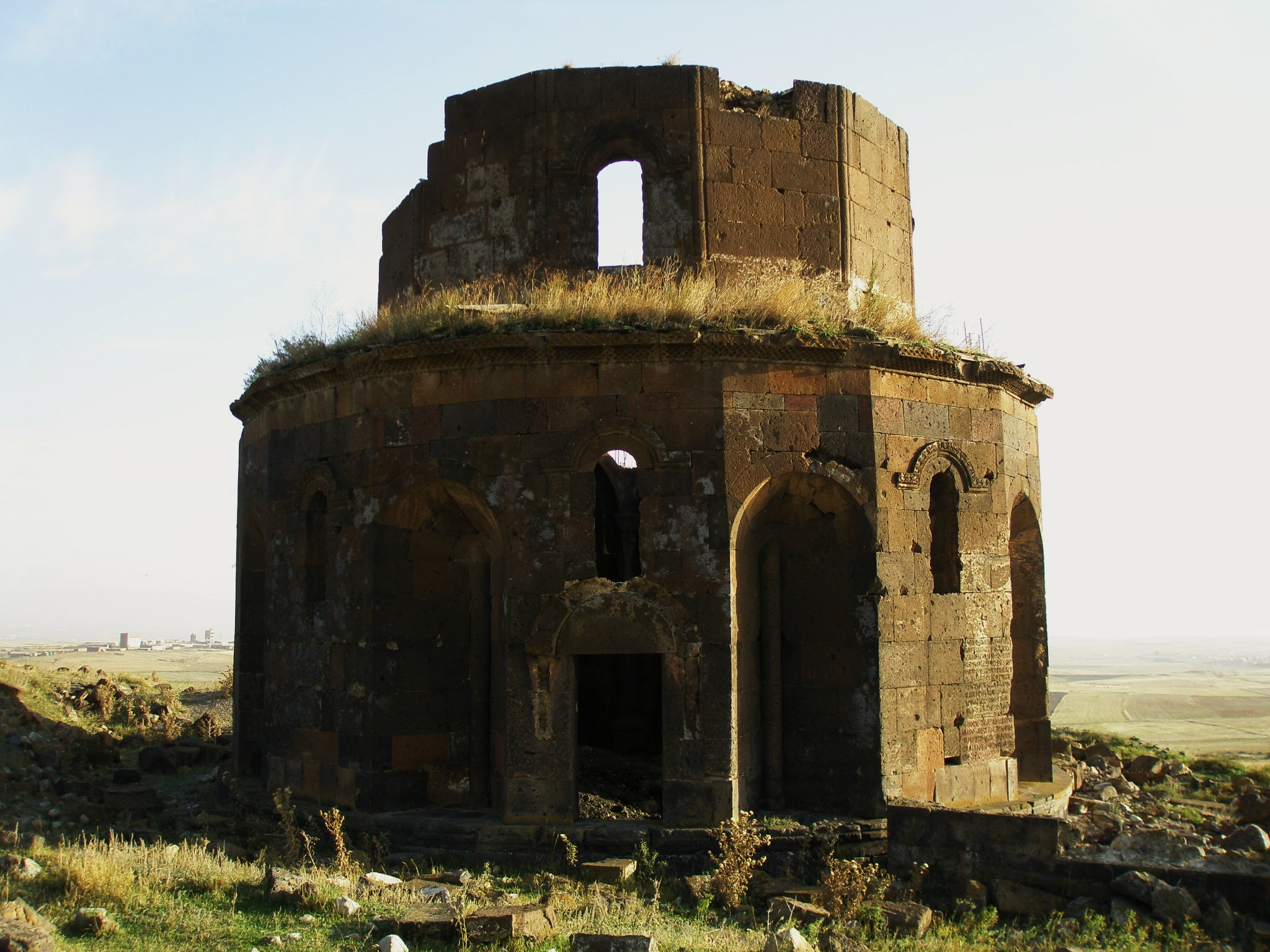
Гаргаванк,  661—685 гг.

## VIII—XIV века

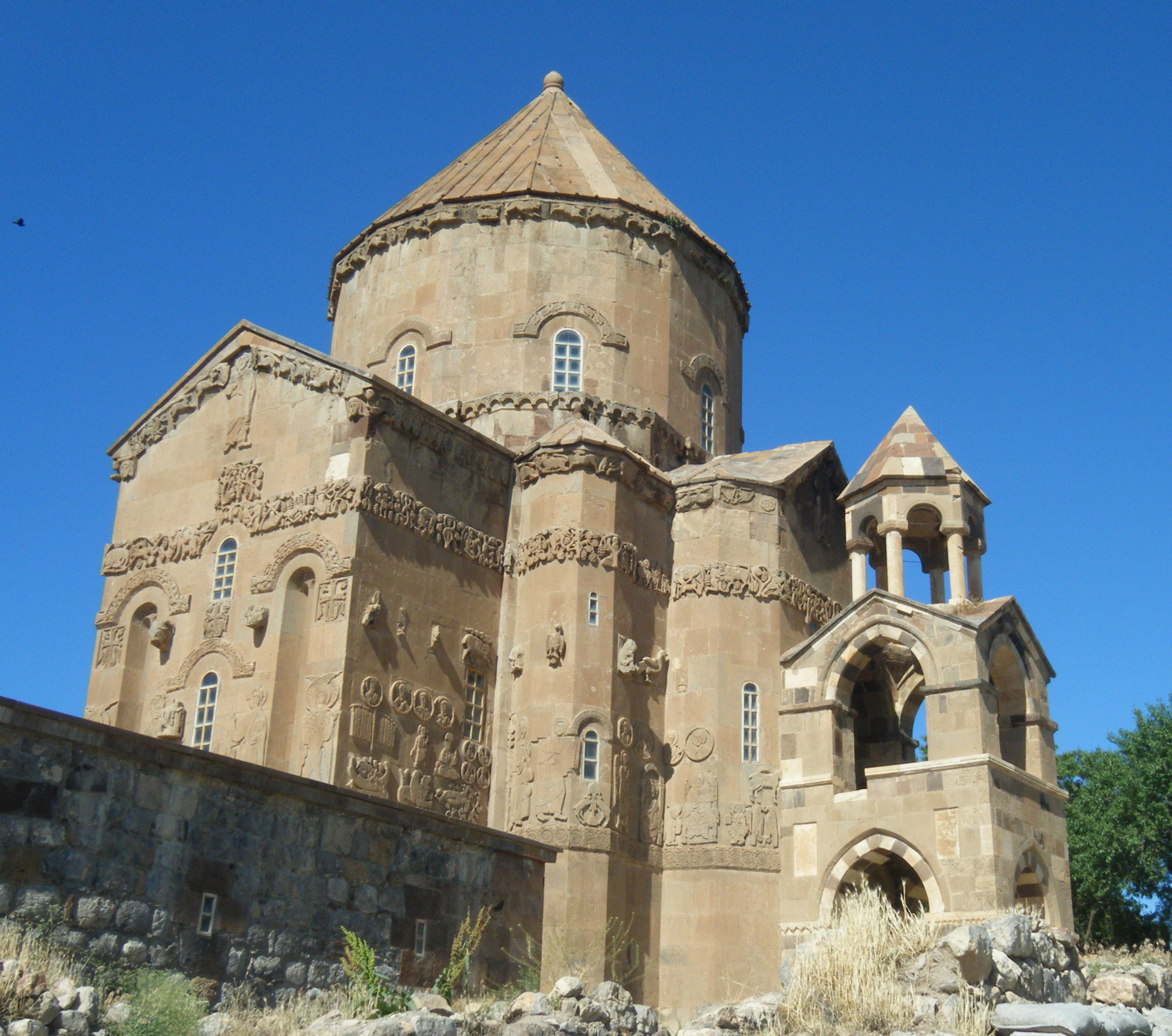
Церковь Святого Креста (Ахтамар), 915—921 гг.

В начале VIII века в связи с арабскими нашествиями строительство в Армении временно переживает сравнительный упадок. Сооружения строились в отдельных княжеских владениях (подземный мавзолей Артавазда Камсаракана), развивалась светская архитектура. Католикосы Армении, несмотря на тяжелые политические условия, всячески способствовали строительству новых церковных зданий (Давид I Арамонеци строит церковь и дворец). В Двине было воздвигнуто дворянское здание центральной городской крепости. В эпоху Раннего Средневековья формируется искусство хачкаров — памятников малой архитектуры.
В 885 году, после восстановления армянской государственности, архитектура Армении переживает новое возрождение. В главных городах строятся новые значительные архитектурные здания, развивающие архитектурные методы IV—VII веков. На основе исторического-стилистического единства развиваются архитектурные школы Ани-Ширака, Ташир-Джорагета, Сюника, Васпуракана.
Кроме собственно городов, архитектура развивалась также в отдельных княжеских владениях, крепостях и особенно церковных комплексах, которые, переживая быстрое развитие, становятся культурными центрами своего времени. В недавно освобожденной от арабского ига стране вначале строились сравнительно небольшие здания, самые ранние из которых известны в горном Сюнике, на побережье Севана.

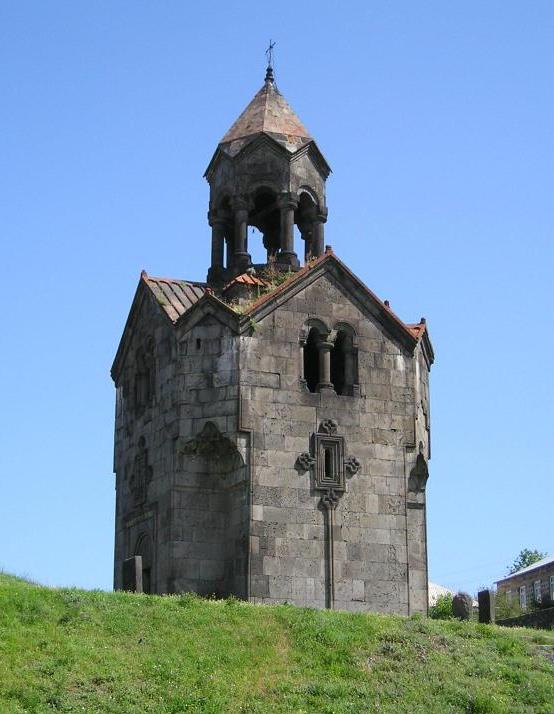
Колокольня Ахпата, 1245 г.

Первые построенные в IX веке церкви воспроизводили композиции трёхапсидных и четырёхапсидных крестообразных в плане центральнокупольных храмов VII века (построенные в 874 году две церкви на острове Севан — Севанаванк и Айраванк). Однако в остальных сооружениях того же типа наблюдается пристройка угловых приделов (монастырь Шогакаванк, 877—888 гг.), а также тенденция включения этих приделов в общую композицию сооружений (монастыри Котаванк, Макеняц). Купольная композиция VII века с четырьмя отдельно стоящими пилонами была использована при возведении храма Погосо-Петроса в Татеве (895—906 гг.), причём угловые стены двух добавочных приделов заменили несущие купол пилоны. Результатом подобного творческого подхода к композиционной задаче и явилась сооружение главной церкви монастыря Каракоп в Вайоц-дзоре (911 г.), в которой нет несущих купол пилонов, и купол опирается на угловые стены четырёх пределов. В 903 г. строится церковь Котаванк, к первой четверти X века относится церковь Бюракана, в 936 году строится купольный храм Гндеванк в гаваре Вайоц-Дзор, в конце X века — церковь Макеняц.
В X веке формировалось Васпураканское царство, центром которого становится остров Ахтамар в озере Ван. Товма Арцруни описывает строительство центральной крепости, дворца и других сооружении Ахтамара. Ныне сохранилась только церковь св. Креста архитектора Мануела, которая была построена в 915—921 гг. Своим планом церковь напоминает храм св. Эчмиадзин Дзорадира, возведенный в VI веке. Церковь особо известна богатейшей резьбой по камню, разнообразными по сюжетам рельефами, а также фресками.
Широко распространились армянские технологии строительства и отделки; материалы, используемые в армянском архитектурном строительстве, приобрели популярность за пределами Армении. Они были настолько специфичны, что их называли армянскими. Так, арабский историк и путешественник Аль-Масуди X века в своей работе «Золотые копи и россыпи самоцветов», описывая один из домов, который он посетил в Багдаде, говорил: «Вошел я к нему однажды зимним весьма холодным днем, в Багдаде, и обнаружил его в просторном зале, обмазанном красной армянской глиной, и она сверкала, подобно молнии»
Более плодотворным становится архитектурная школа Ани-Ширака, развивавшаяся на владениях Багратидов (центральное владение гавар Ширак). Столицей Анийских Багратидов изначально являлось Багаран, позже — Ширакаван, где в конце IX века по примеру Аручского храма (VII в.) царь Смбат I возвел новый храм. Позже в Карсе в 940-гг. царь Аббас строит центральнокупольный храм. Один из классических образцов Ани-Ширакской школы архитектуры — церковь Мармашен, строительство которого был начат в 988-м и завершилась в начале следующего века.
В X—XI вв. с распространением парусной конструкции гранёная форма барабана купола уступает место круглой; при этом купола часто увенчиваются покрытием зонтичной формы. В этот же период под влиянием народного жилища — глхатуна — получает развитие оригинальная центрическая форма покрытия монастырских зданий-гавитов (гавиты — своеобразные церковные притворы, выполнявшие различные функции: усыпальниц, мест для прихожан, залов для собраний и занятий).

Крепости
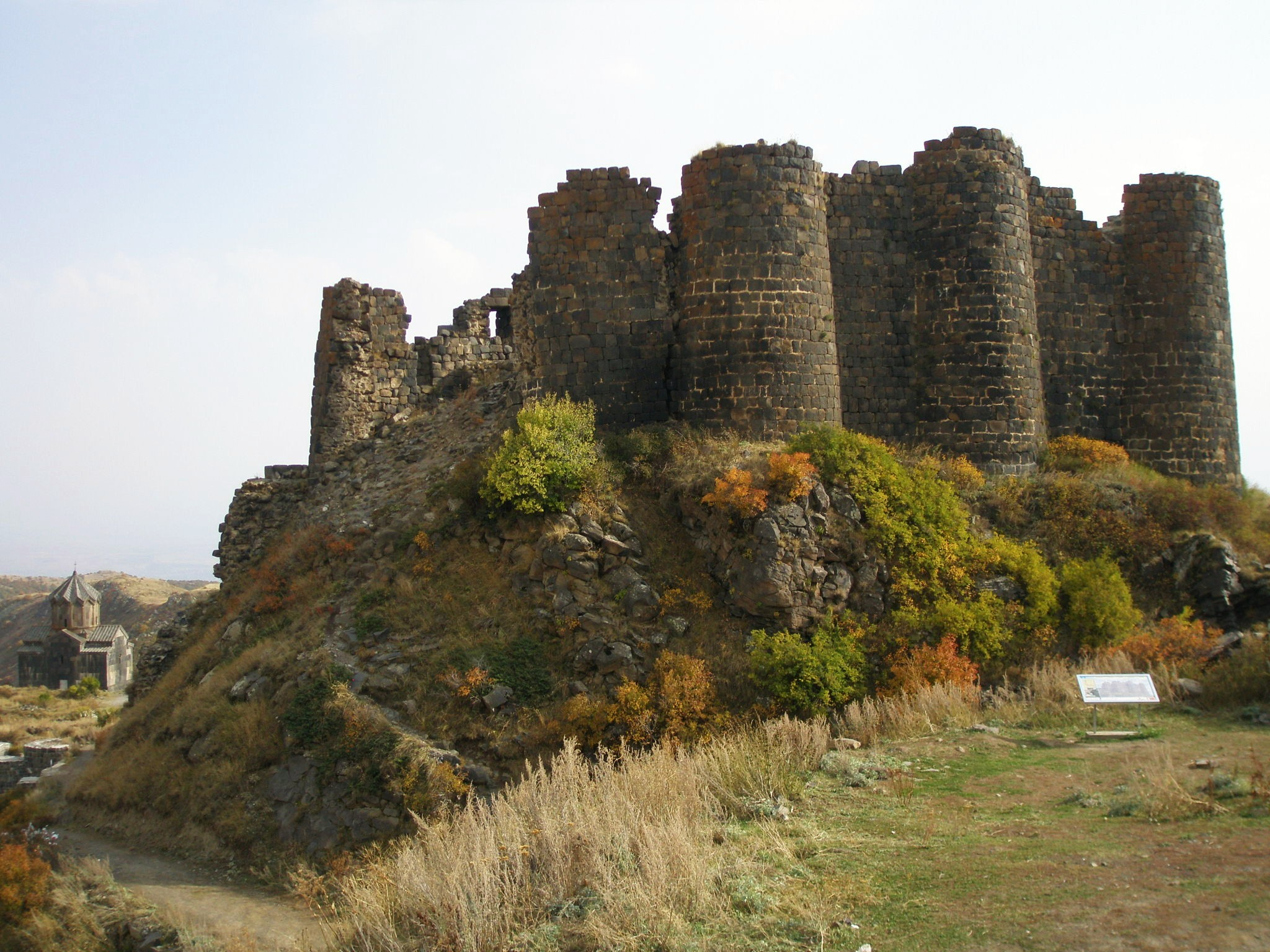
Крепость Амберд, VII век, церковь 1026 г.
Крепость Тигнис, IX век
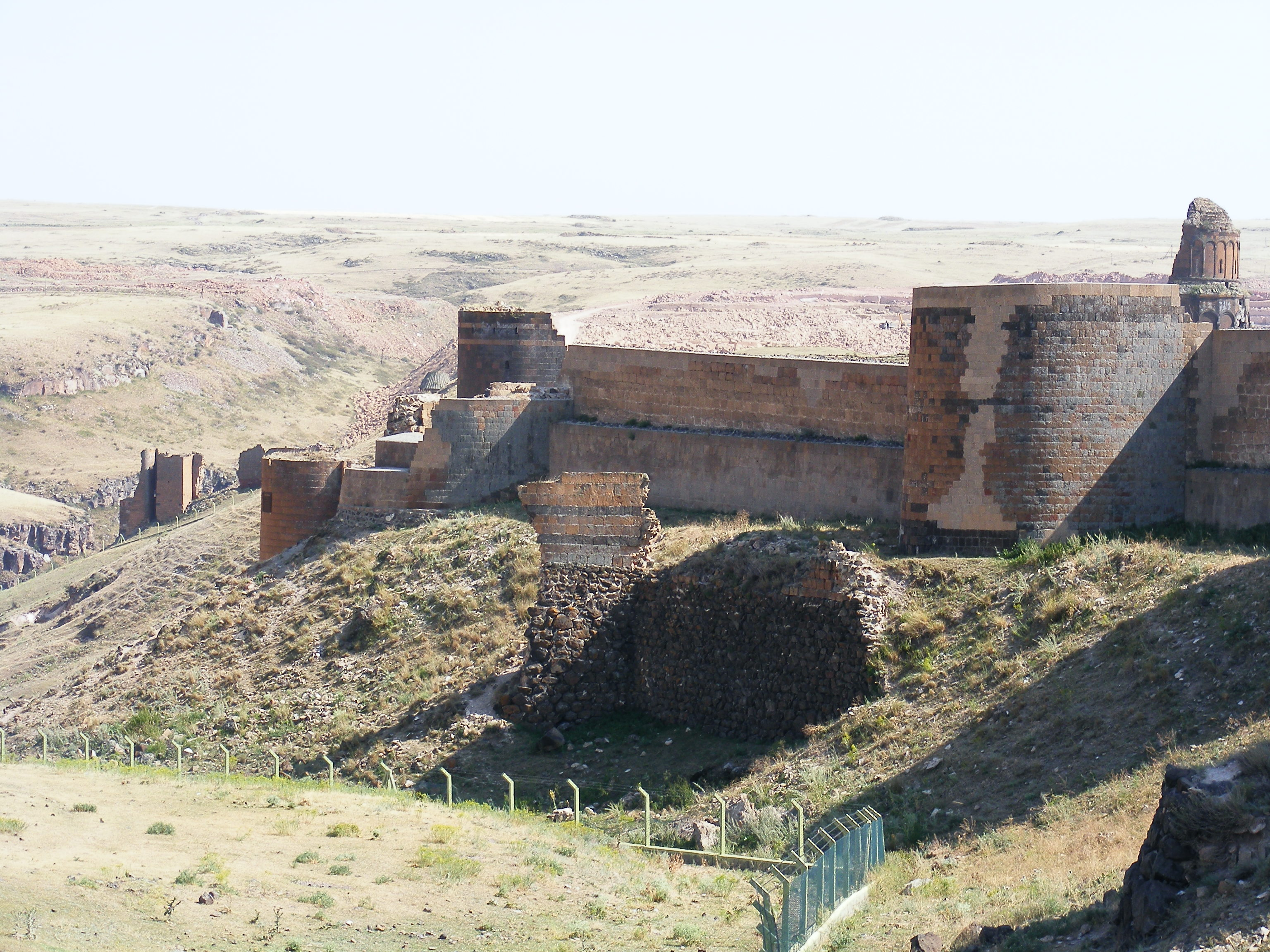
Городские крепостные стены Ани, X—XI века

В середине X века развивается Ташир-Дзорагетская школа архитектуры: в 957—966 гг. строится монастырь Санаин, в 976—991 гг. царица Хосровануйш и его младший сын Гурген основывают монастырь Ахпат — один из крупшнейших архитектурных и духовных центров Армении. Почти все архитектурные типы VII века были реализованы а храмах X столетия, но особенно часто армянские архитекторы обращались к структуре купольных залов. В архитектуре X века начинает формироваться композиция притворов — гавитов. Армянские архитекторы X века обладали международным признанием. Армянские зодчие прославившиеся своим мастерством, начиная с X века значительно повлияли на храмовое зодчество Восточной Европы и Крыма, Византии и стран Западной Европы

До середины XI века армянская архитектура бурно развивается в Ани. Среди памятников других областей страны, особо выделяются монастырь Кечарис (1033), церковь св. Богородицы в Бджни (1031), Ваграмашен (1026), Бхено Нораванк (1062), Воротнаванк (1007) и некоторые др.. В начале XI века строились монастырь Варагаванк и Хцконк (1029 г.) в Западной Армении.
Развитие каменных зданий гражданского назначения тесно связано с развитием монастырских комплексов, замечательных образцов архитектурных ансамблей. Значительное место в них отводилось жилым и хозяйственным постройкам, а также таким светским зданиям, как трапезные, школы, книгохранилища, гостиницы, гавиты (монастыри в Санаине, X—XIII вв., в Ахпате (X—XIII вв.).

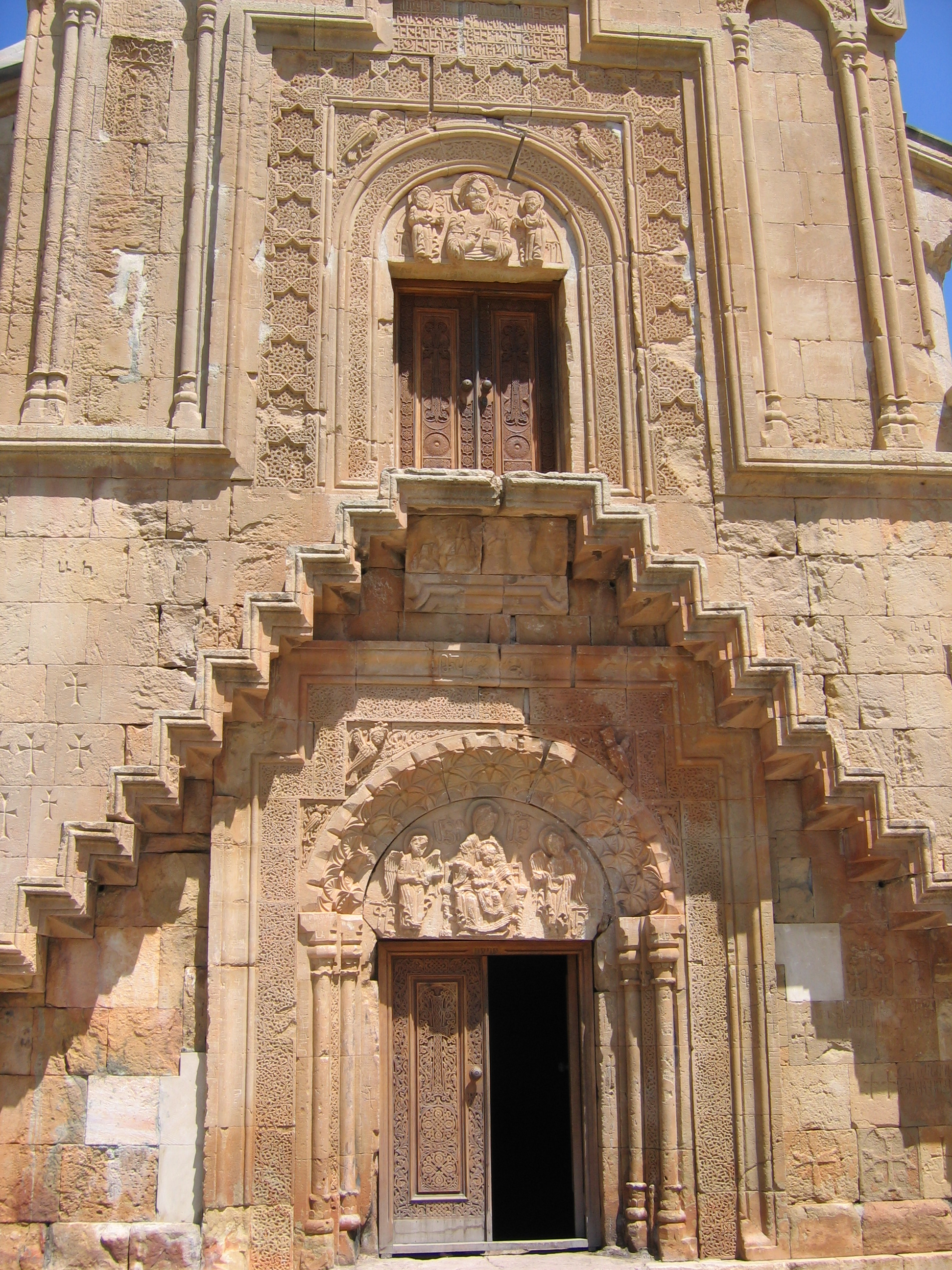
Нораванк, Сурб Аствацацин — детали фасада, 1339 г.

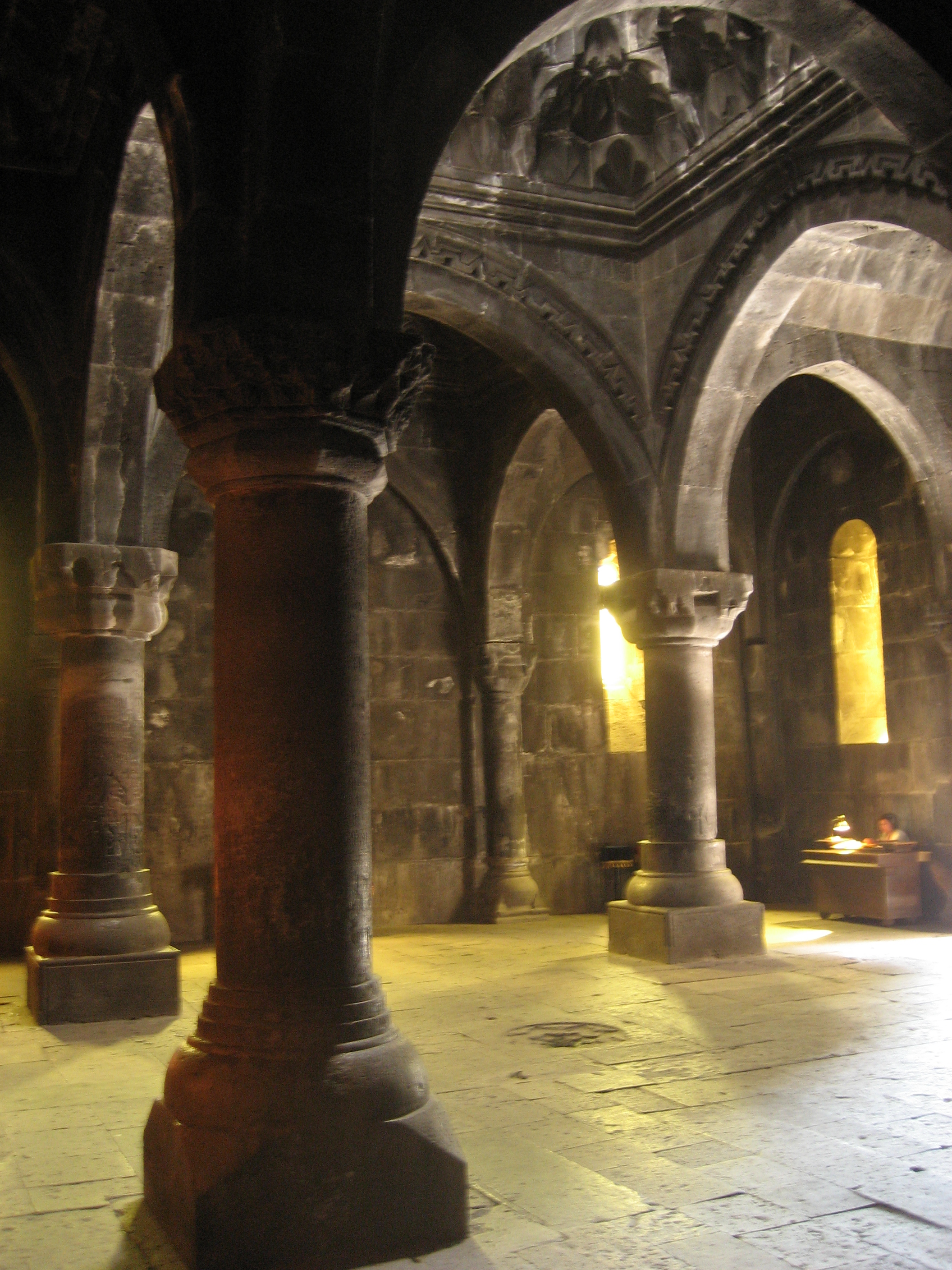
Интерьер Гегарда, начало XIII века

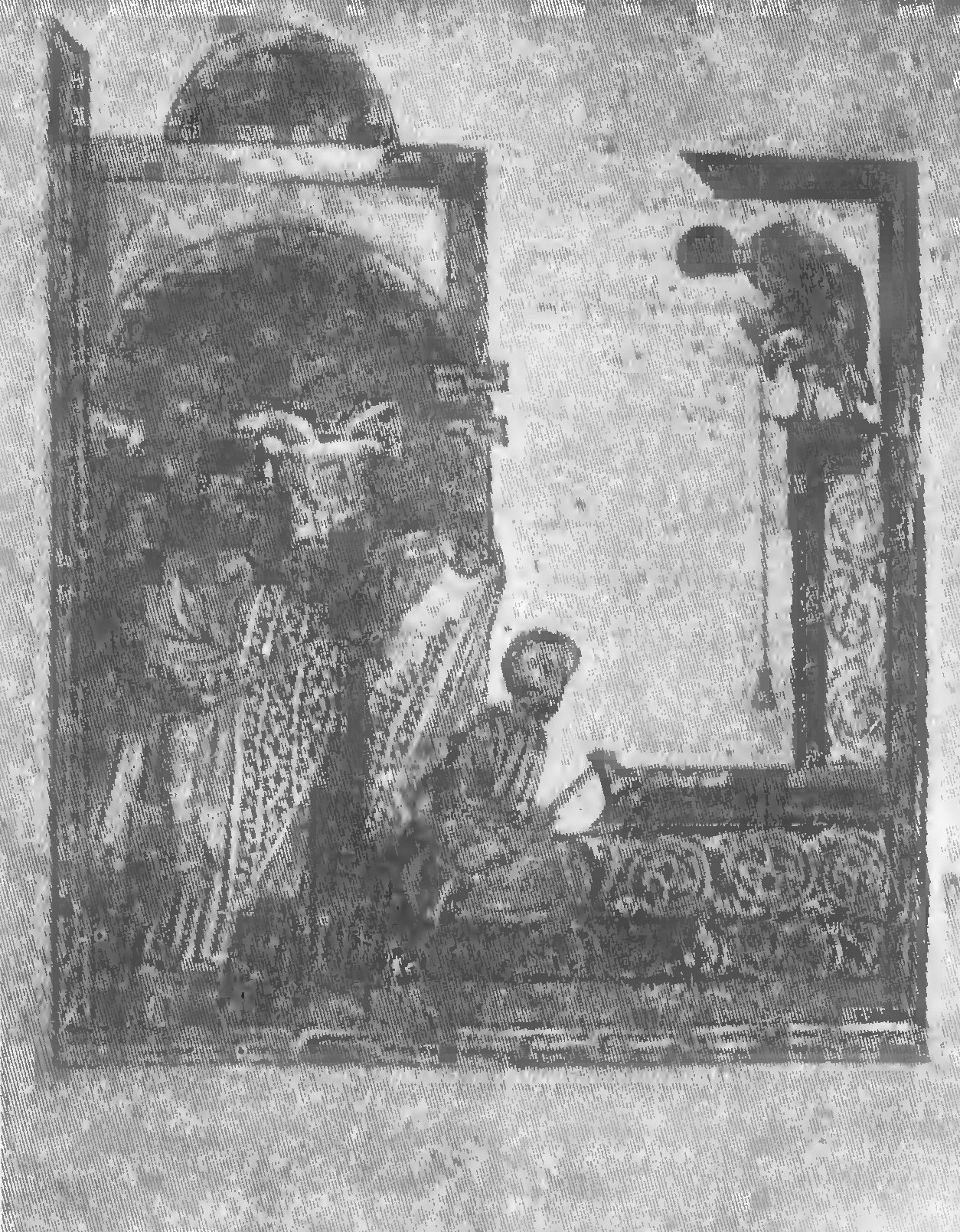
Закладка церкви, худ. Вардан Багишеци, 1577 год

Особенно сильное влияние на армянскую архитектуру оказывают светские здания в XII—XIV вв. Выделяются оригинальные чытырёхстолпные залы и бесстолпные помещения с перекрытием на пересекающихся арках, особенно характерные для широко строившихся в монастырях гавитов. Четырёхстолпные гавиты чаще всего были квадратными в плане с арками, перекинутыми между колоннами и стенами. В центре на четырёх колоннах делается купол или шатёр с круглым проёмом в вершине (гавит в Санаине 1181 г.).
В 1188 году на месте старой церкви Гетик Мхитар Гош основывает новое здание — крестовокупольную церковь Нор Гетик или Гошаванк. Строительство главной церкви св. Аствацацин (Богородицы) осуществляется в 1191—1196 гг. архитектором Хюсн.
Вместе со строительством благоустроенных магистралей, широкое распространение получило сооружение мостов, о чём может свидетельствовать строительство одноарочного моста в Санаине через р. Дебед в 1192 г.
Бесстолпные залы с перекрытием на пересекающихся арках — выдающееся изобретение армянских зодчих, в котором оригинальная конструктивная система позволила построить интерьер нового типа. Яркая пластика и основные членения здесь целиком образуются конструктивными элементами, создающими ясную и логичную тектоническую структуру центрического нервюрного свода; являвшегося основной конструкцией и главным украшением просторного зала. Устраиваемый над квадратом пересечённых арок световой фонарь в виде купола или шатра обогащал композицию, придавая ей стройность и вертикальную устремлённость. Характерным примером может служить Большой гавит монастыря Ахпат (1209 г.). В его композиции завершающий «купол» сам представляет собой систему пересекающихся арок, несущих световой фонарь.
Наряду с монастырскими постройками в рассматриваемый период в Армении интенсивно застраивались и благоустраивались города. Получили развитие общественно-коммунальные здания: караван-сараи, бани, производственные и инженерные сооружения: водяные мельницы, оросительные каналы, дороги и др.
Новый подъём армянской архитектуры начинается с последней четверти XII века при правлении Закарянов. Памятники конца XII — первой четвери XIII века показывают непрерывность развития архитектурных традиции, несмотря на более чем вековое сельджукское иго. Новые стилевые особенности, разработанные в X—XI веках полностью сохраняются, декоративные способы становятся более тонкими. Церковные комплексы с XIII века начинают расширяться новыми сооружениями. Среди наиболее крупных и известных архитектурных памятников начала XIII века Аричаванк (1201), Макараванк (1205), Тегер (1213—1232), Дадиванк, (1214), Гегард (1215), Сагмосаванк (1215—1235), Ованаванк (1216), Гандзасар (1216—1238) и т. д.. Элементами построения церковных ансамблей, кроме собственно гавитов, являлись также гавиты-мавзолеи, библиотеки, колокольни, трапезные, водоемы и прочие мемориальные здания.
К середине XIII века относятся Гтчаванк (1241—1246), Хоракерт (1251), к концу XIII века Танаде (1273—1279) и Агарцин (1281).
Особое развитие в XIII веке получила именно архитектура монастырей. Существовали весьма разнообразные принципы планировки монастырских комплексов. При сохранении типологии храмов, были изменены их пропорции, в частности значительно повысились барабан, фасадные щипцы и шатер. Гавиты строятся с весьма разнообразными пространственными решениями. Прочерченная схема свода центральной ячейки сохранившаяся на южной стене гавита монастыря Аствацнкал считается ранней среди известных средневековых архитектурных рабочих чертежей.
В XIII столетии среди архитектурных школ особо выделяются Лорийская, Арцахская и Сюникская, с конца того же века такжа Вайоц-Дзорская. Вайоц-Дзор становится одним из центров армянской культуры в конце XIII — первой половине XIV века. Здесь действовал также Гладзорский университет, где развилось отдельное направление армянской миниатюрной школы. В Вайоц-Дзоре строятся такие памятники архитектуры как Нораванк (1339 г.), церковь Арени (1321 г.), Зорац (не позднее 1303 г.) и др.. Подъем Вайоц-Дзорской школы архитектуры связан с деятельностью княжеского дома Орбелян.
Видные архитекторы, мастера по камню и художники эпохи — Момик, Погос, Сиранес (гавит церкви Аратес, 1262, родовая усыпальница Орбелянов, 1275) и другие.
В XII—XIV веках развиваются здания княжеских мавзолеев-церквей (церковь Егварда, 1301, Нораванк, 1339, Капутан, 1349). В то же время, иноземное иго привело экономику страны в катастрофическое положение, усиливалась эмиграция населения, почти приостановилась строительство монументального типа. В XII—XIV веках процветала архитектура в Киликийском царстве, где традиции классической армянской архитектуры сочетались с особенностями византийского, итальянского, французского искусства и архитектуры. Развитие архитектуры большей частью было обусловлено развитием армянских городов, которые стали центрами развития светской городской архитектуры. Для армянской архитектуры новым явлением становится строительство портовых городов. Принципы строительства горных городов и сёл было в основном то же, что и в собственно Армении.

### Галерея. VIII—XIV века

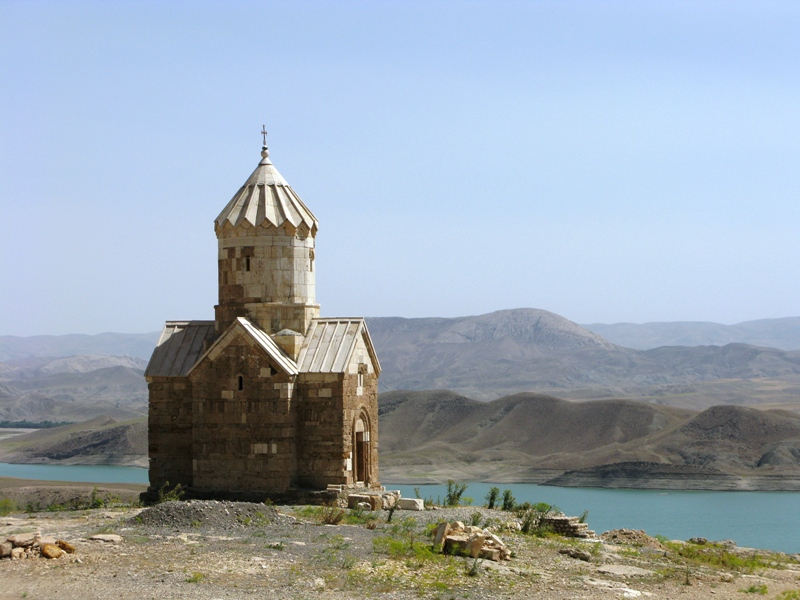
Церковь ДзорДзор IX век
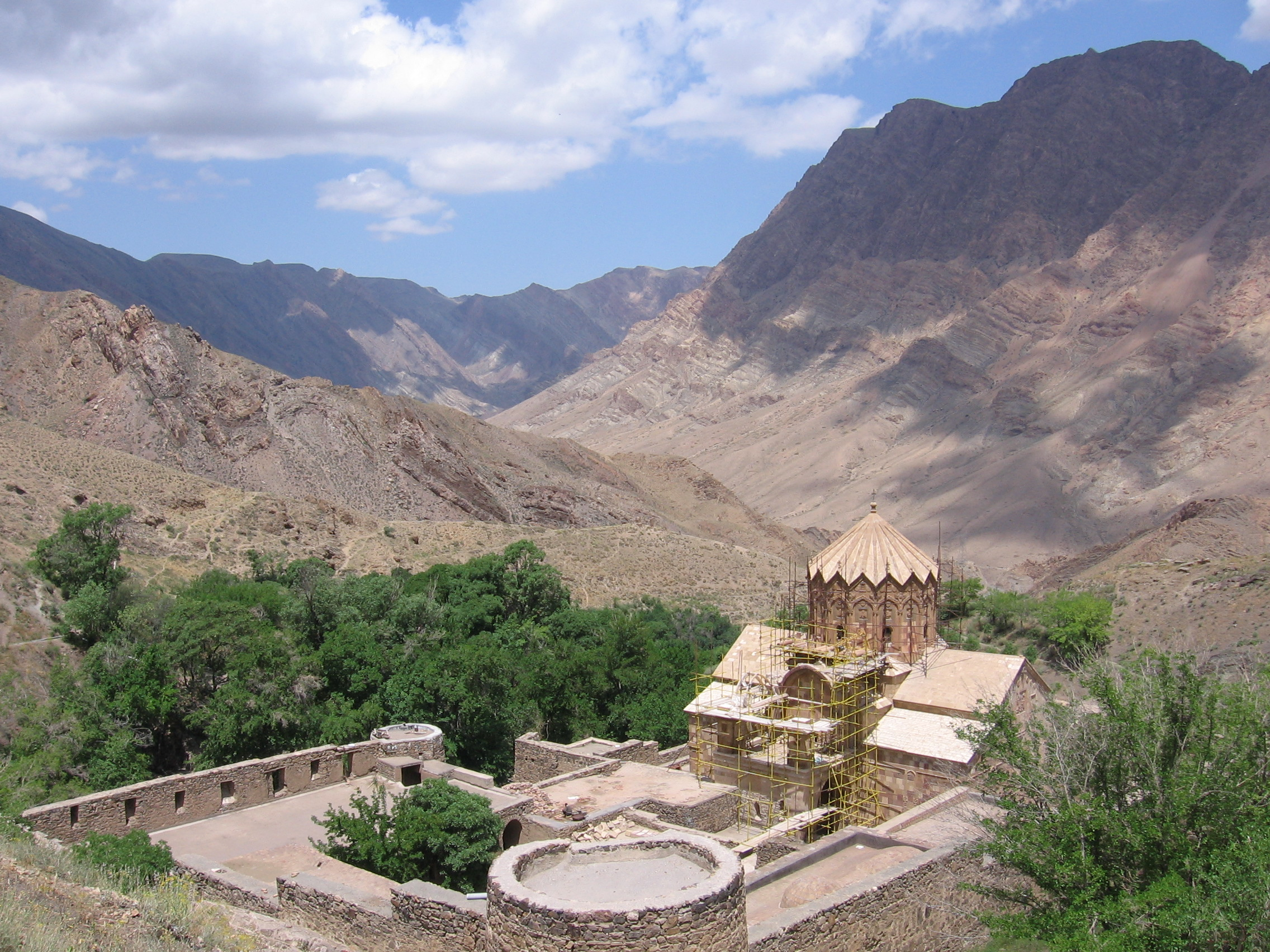
Монастырь Святого Стефана IX век
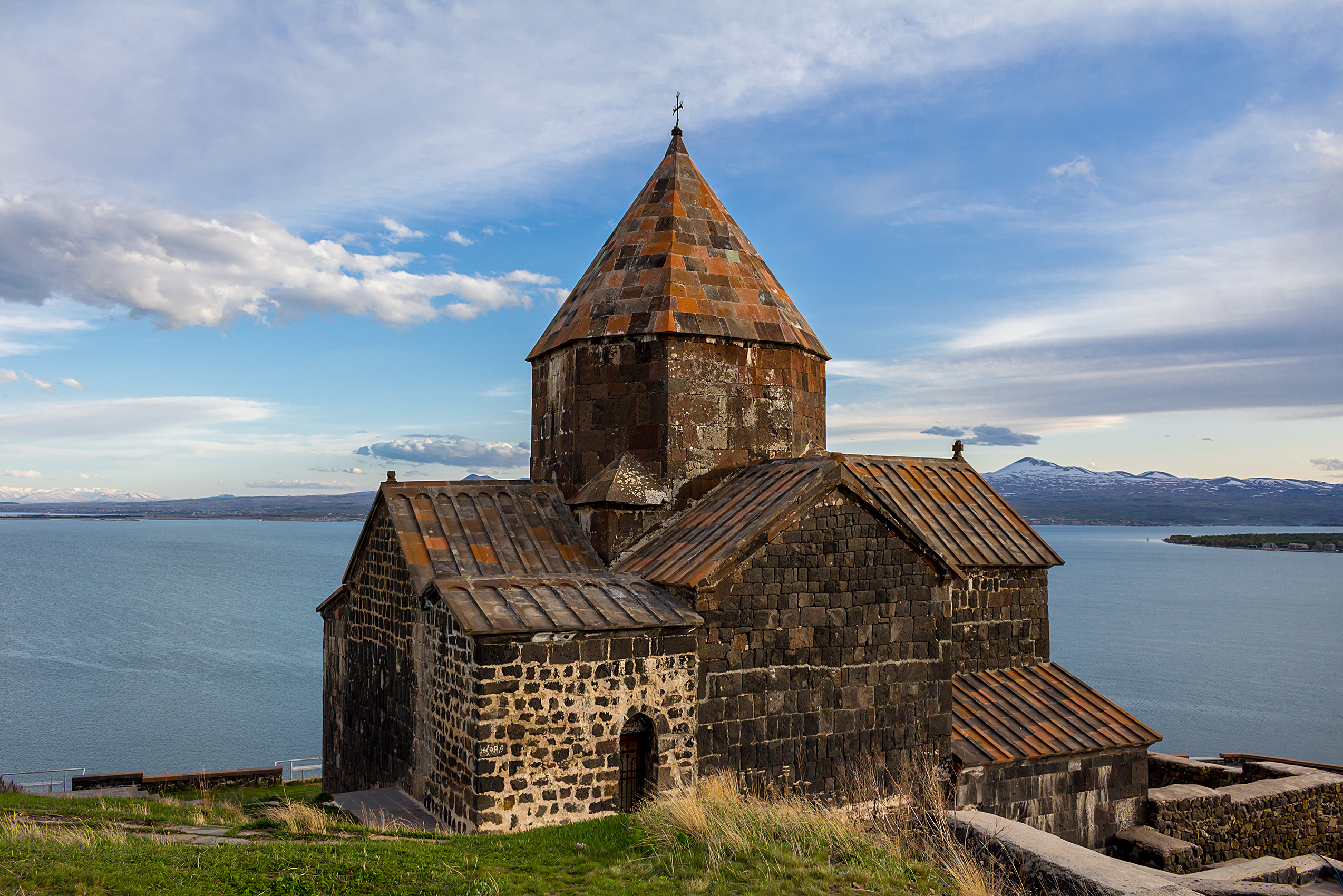
Севанаванк, 874 г.
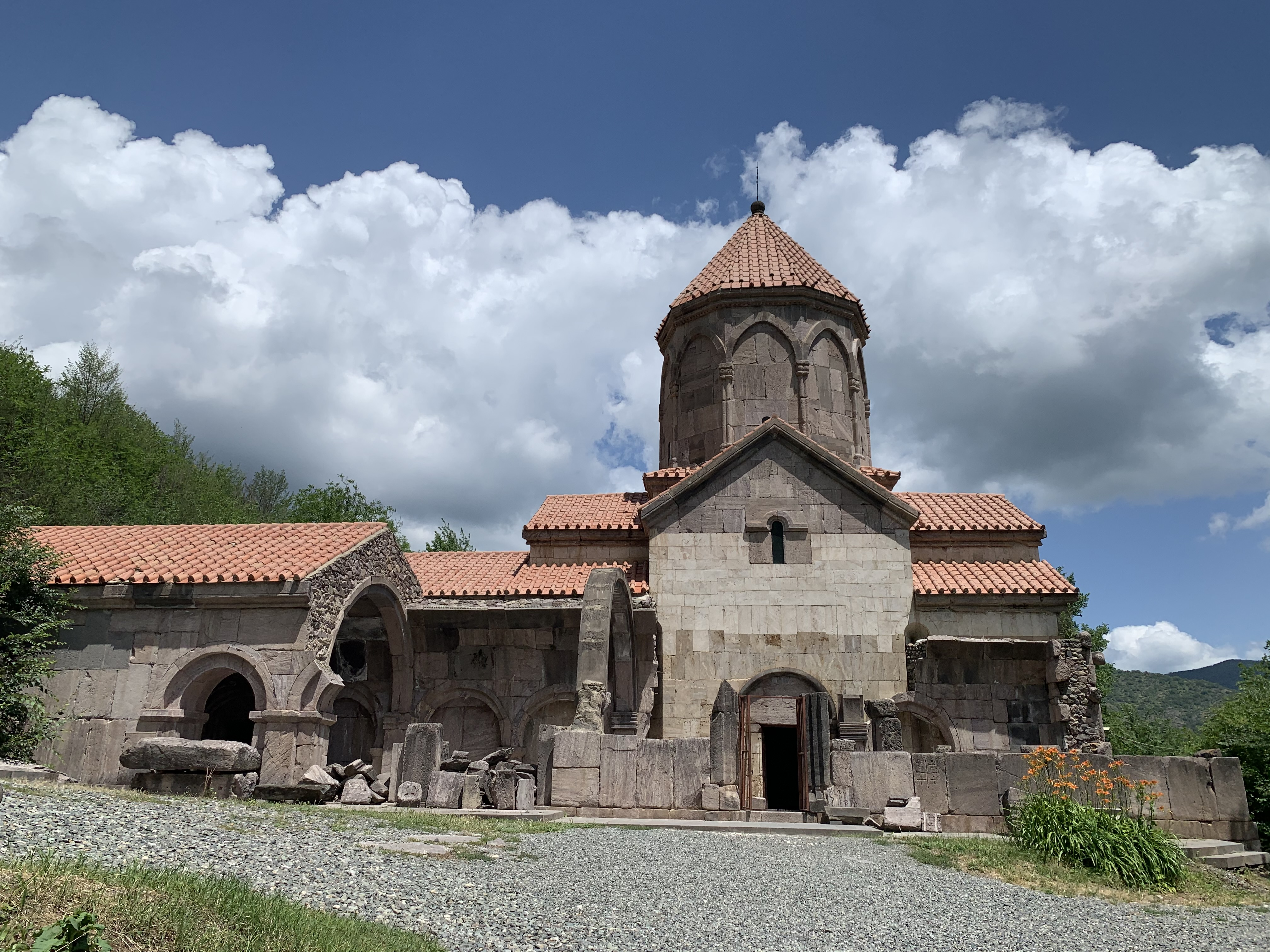
Ваганаванк, 911 г.
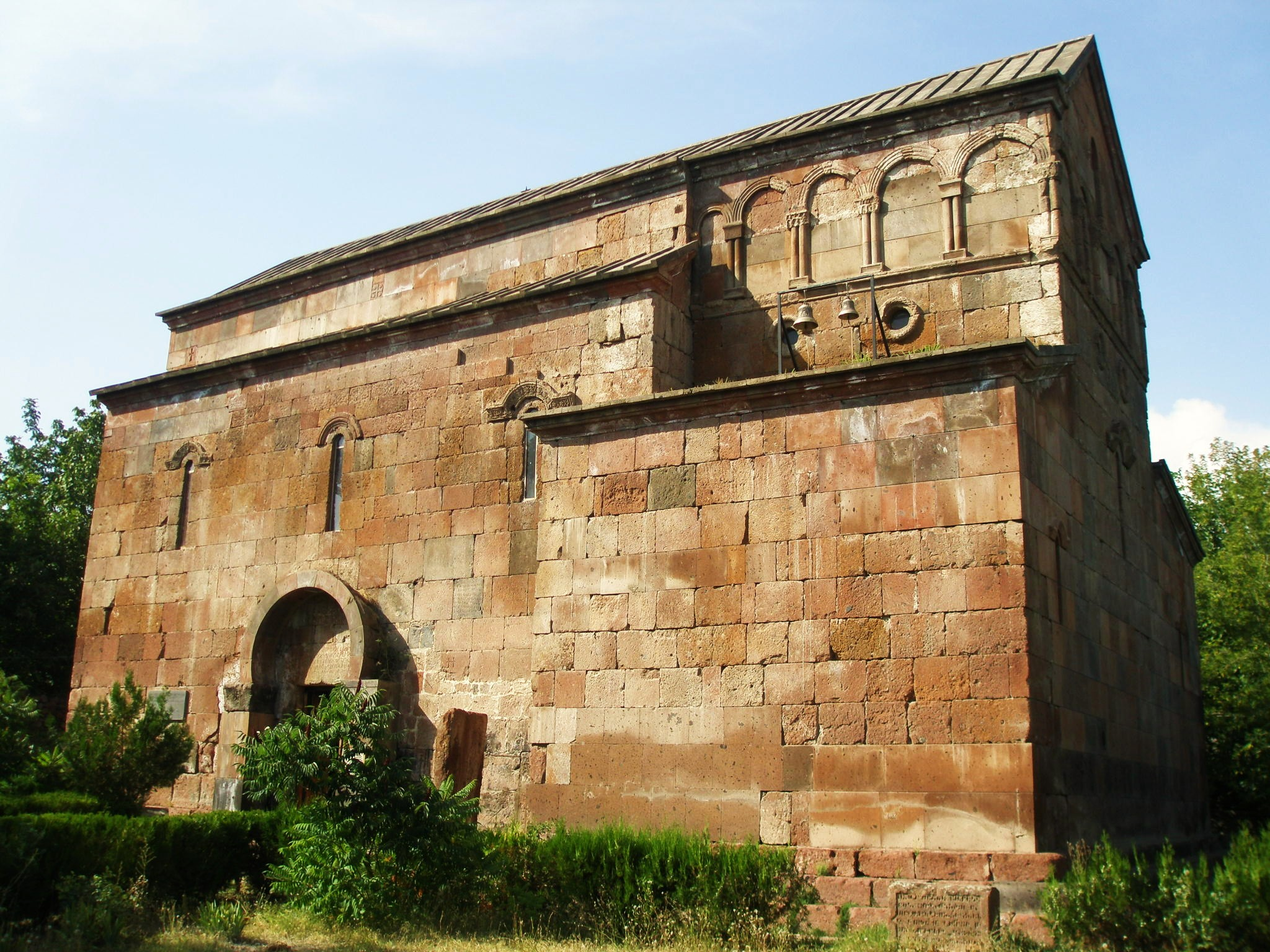
Церковь Святого Иоанна Крестителя, Бюракан, X в.
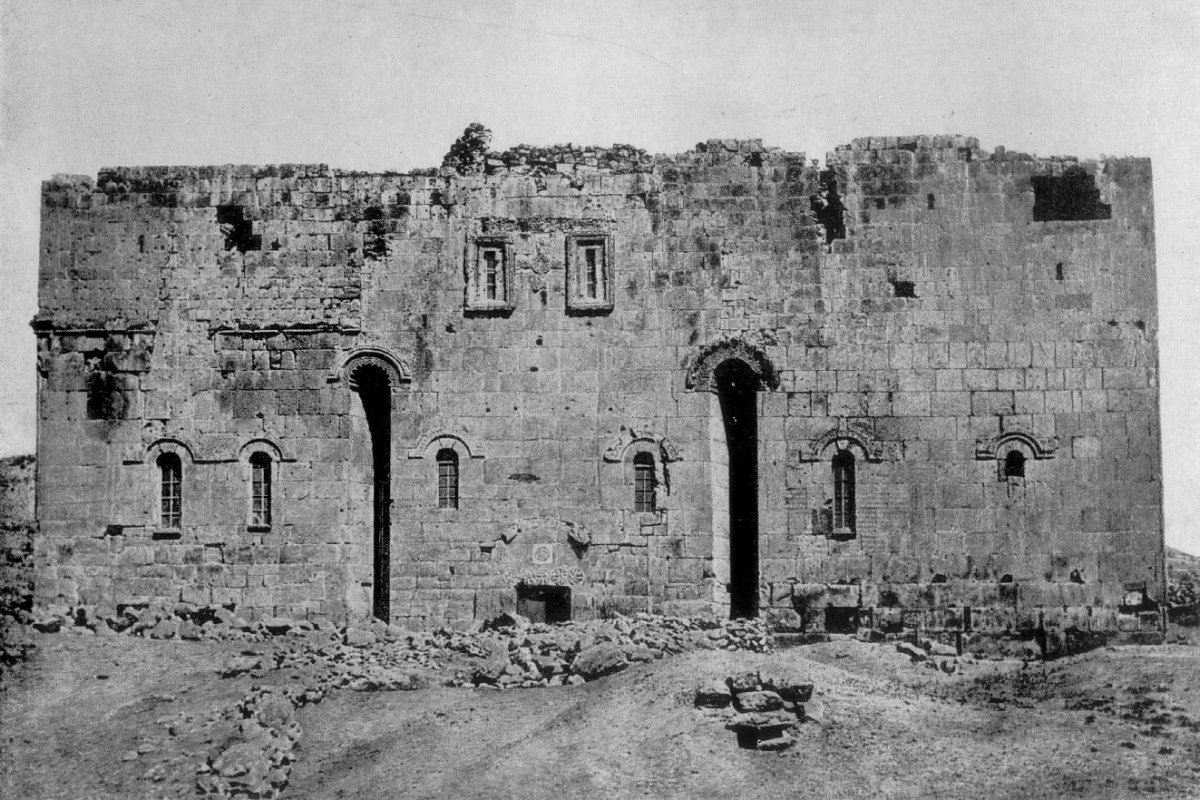
Собор Ширакавана, конец IX в.
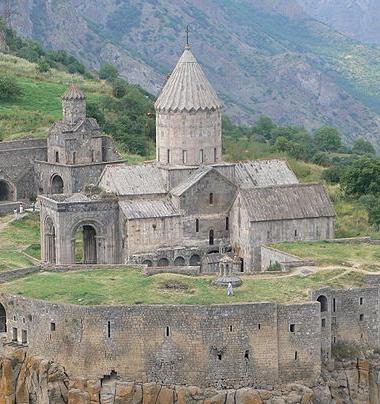
Татев, Церковь Погос-Петрос, 895—906 гг.
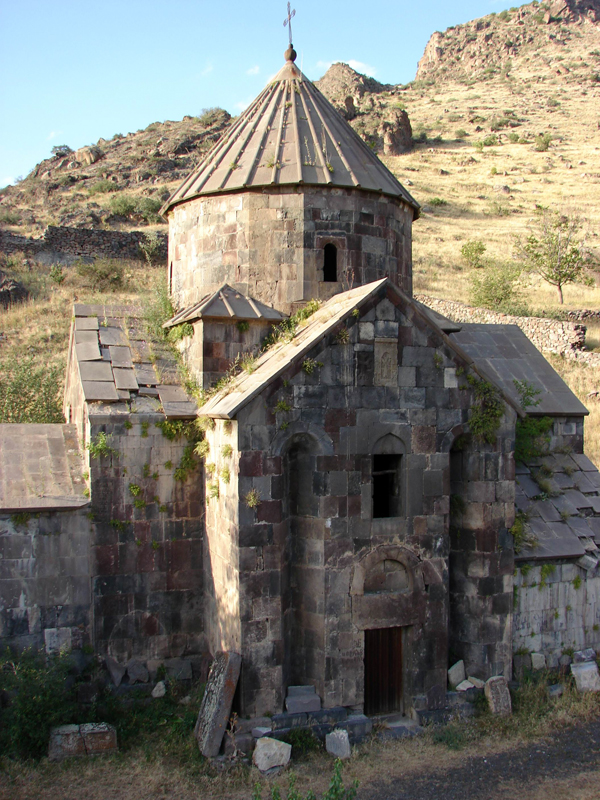
Гндеванк, 931—936 гг.

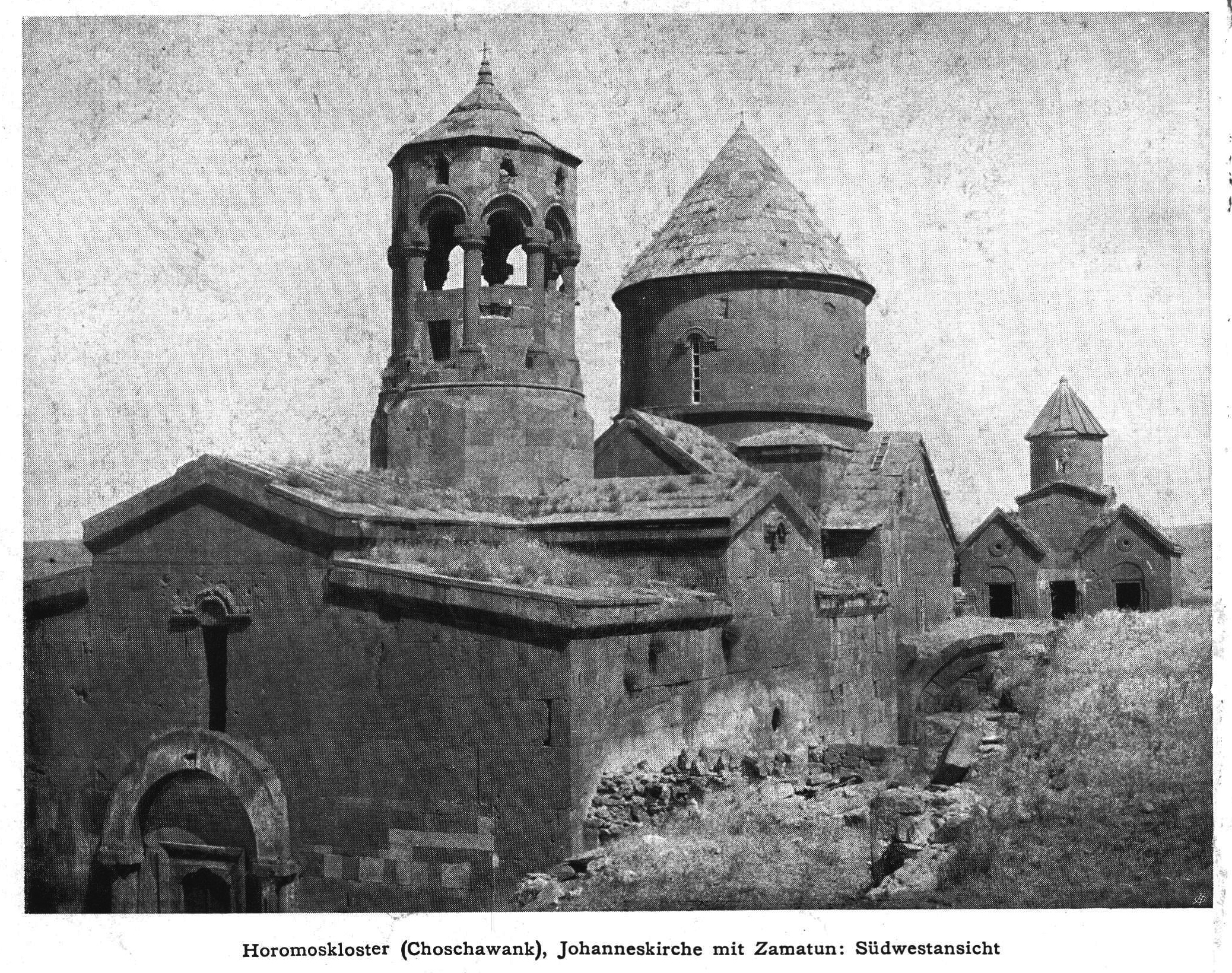
Оромос, X век.
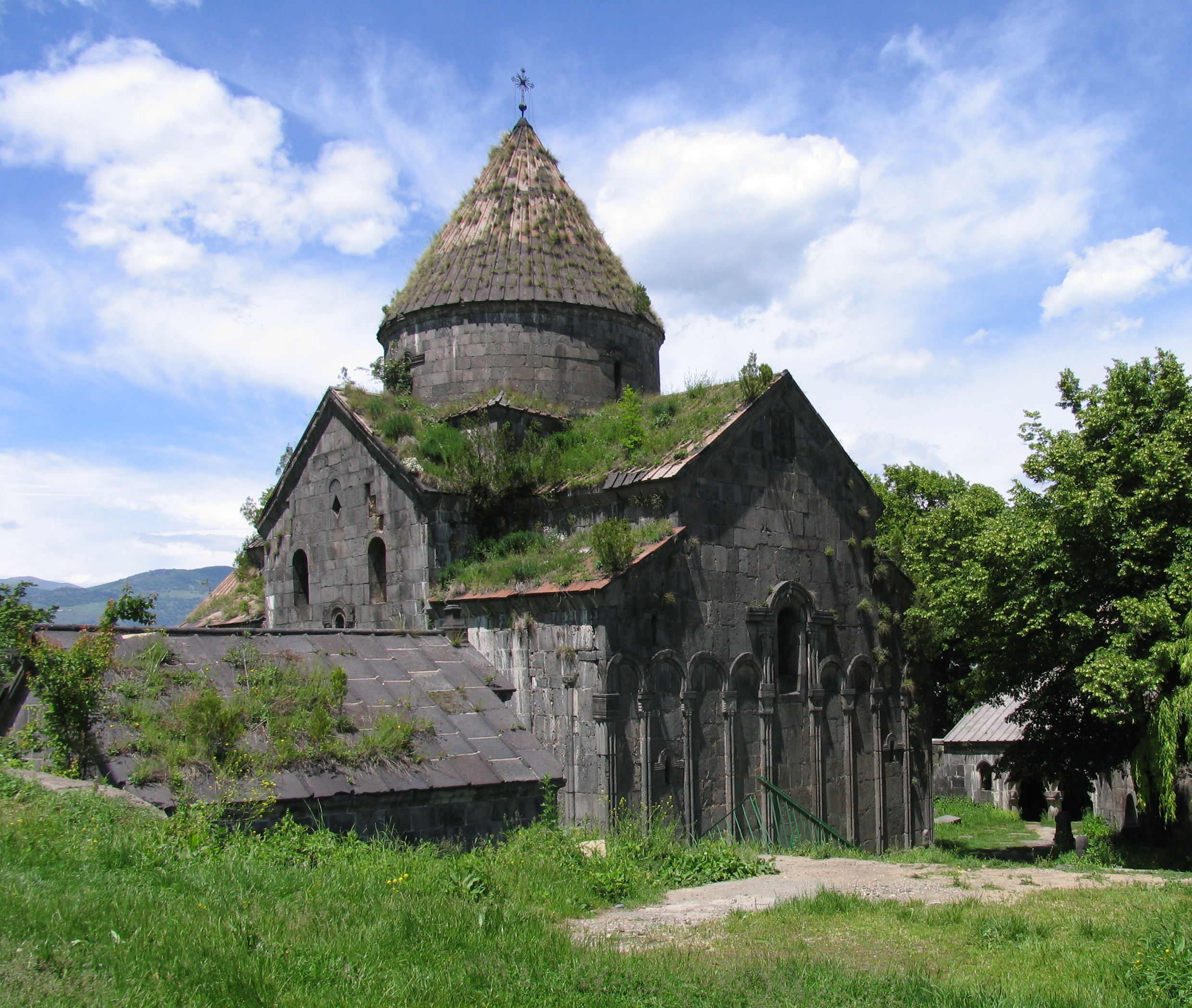
Санаин, 957—966 гг.
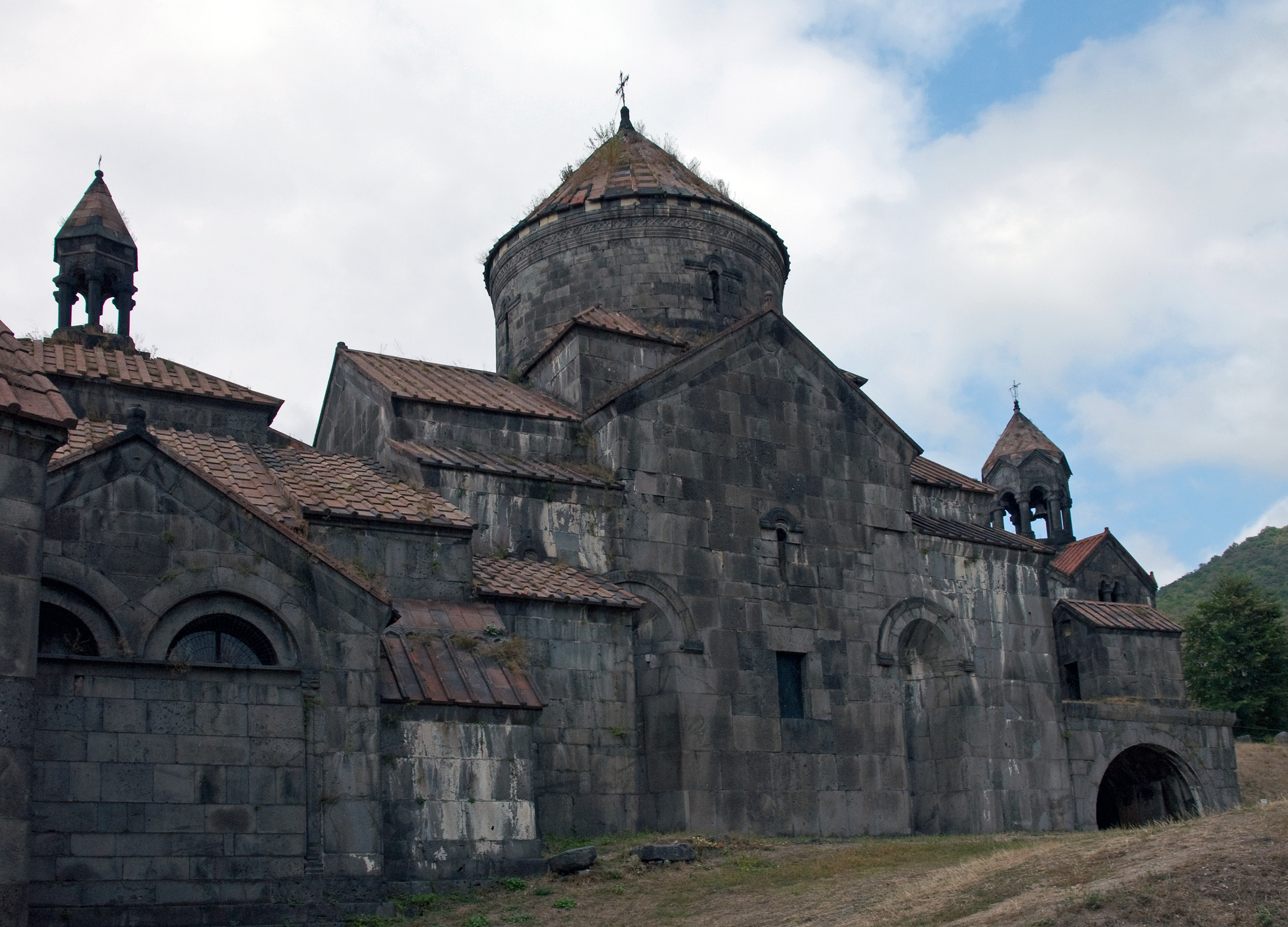
Ахпат, 976—991 гг.
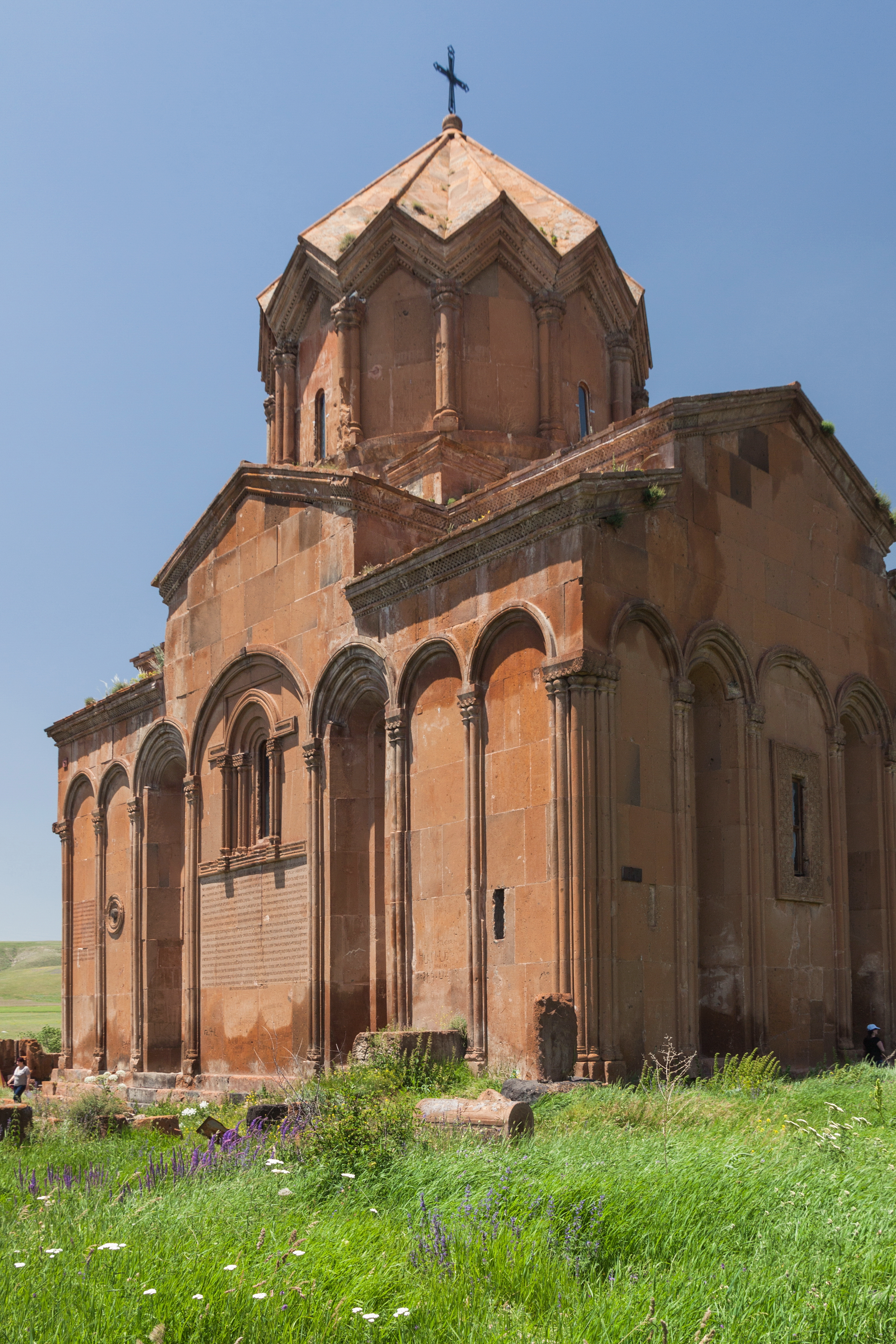
Мармашен, 988—1029 гг.
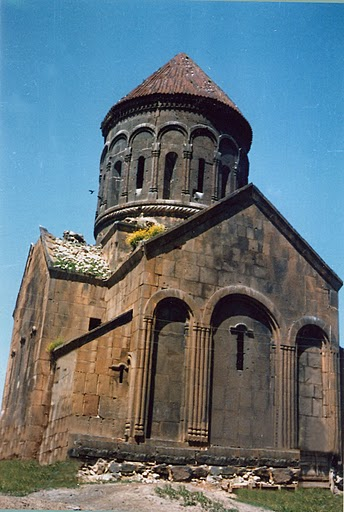
Церковь Ехегнамор, X—XI века
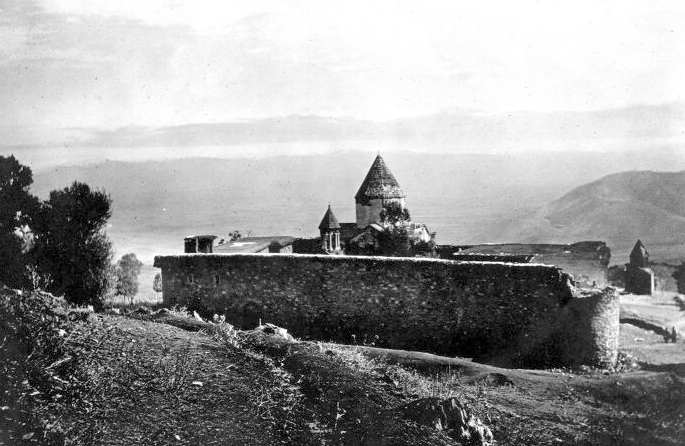
Монастырь Святых Апостолов (Муш) XI век
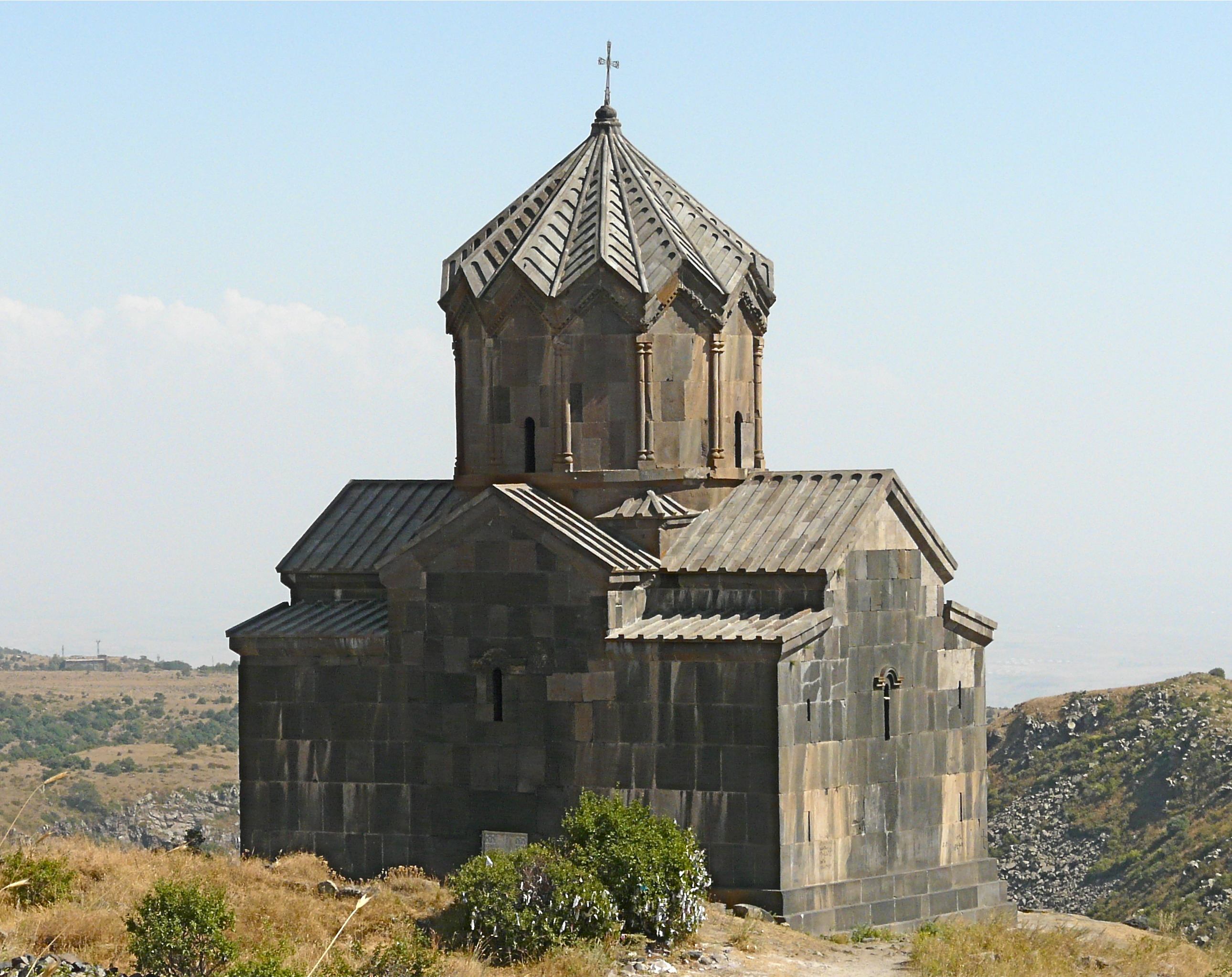
Ваграмашен, 1026 г.
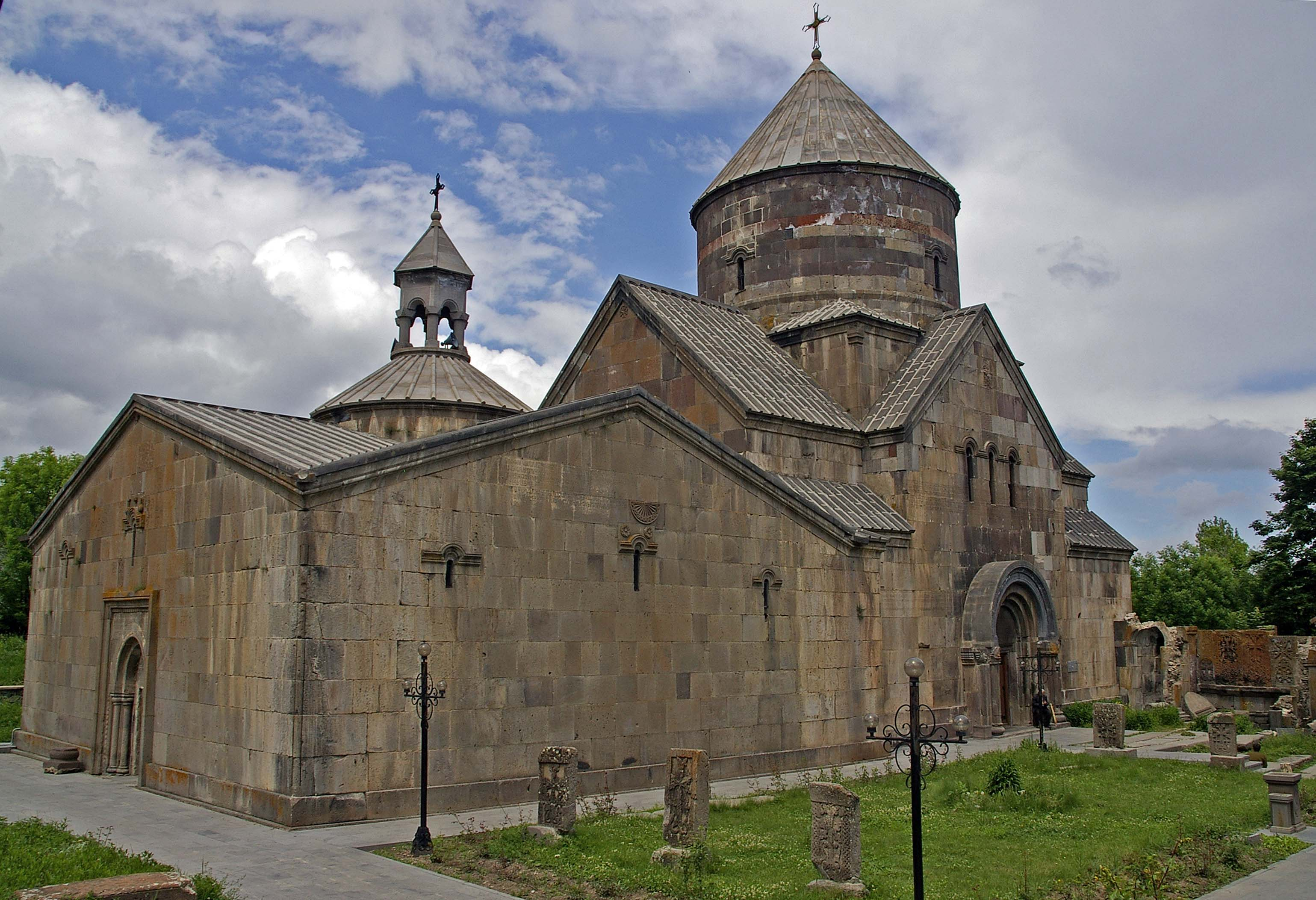
Кечарис, 1033 г.
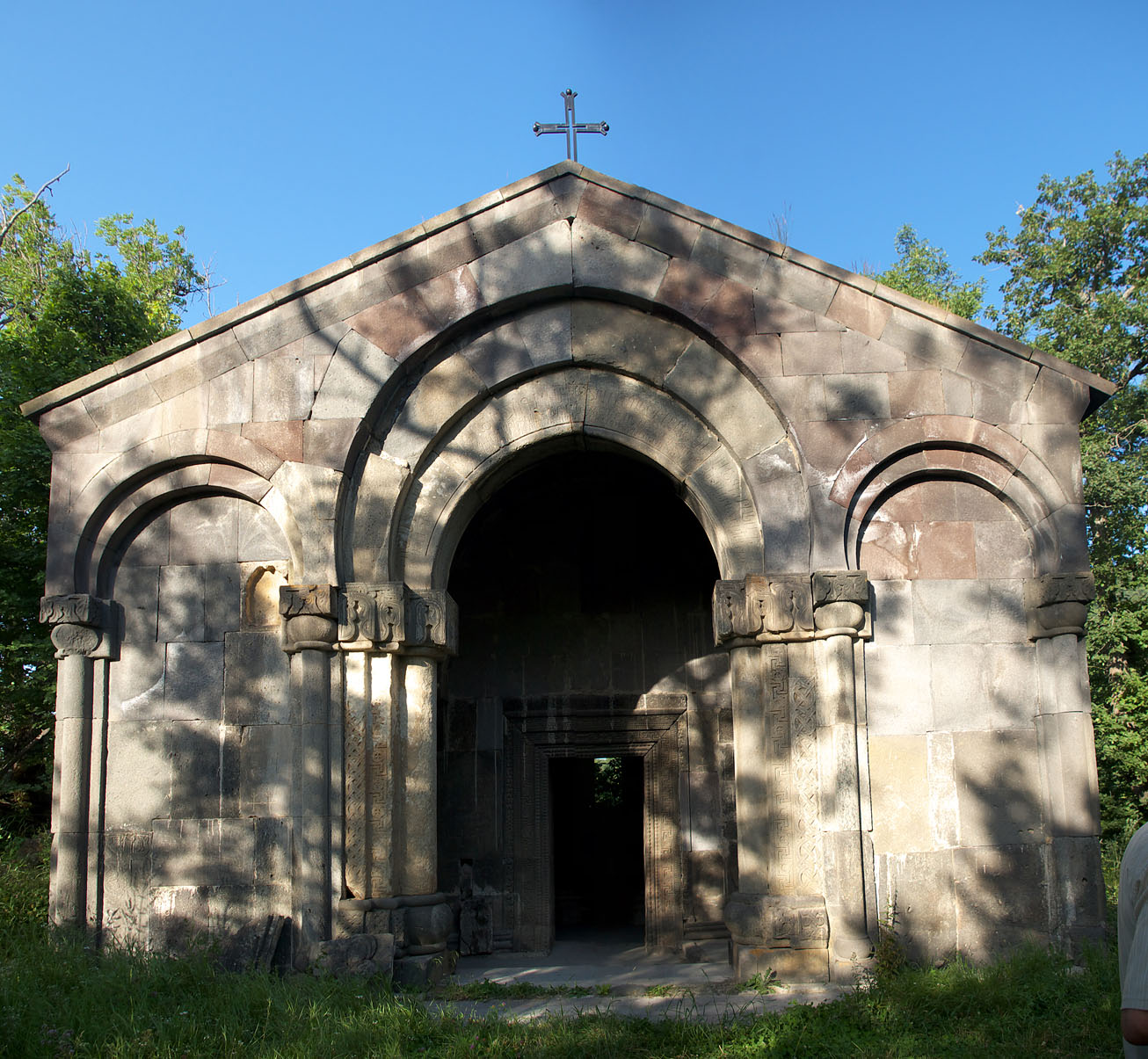
Бхено Нораванк, 1062 г.

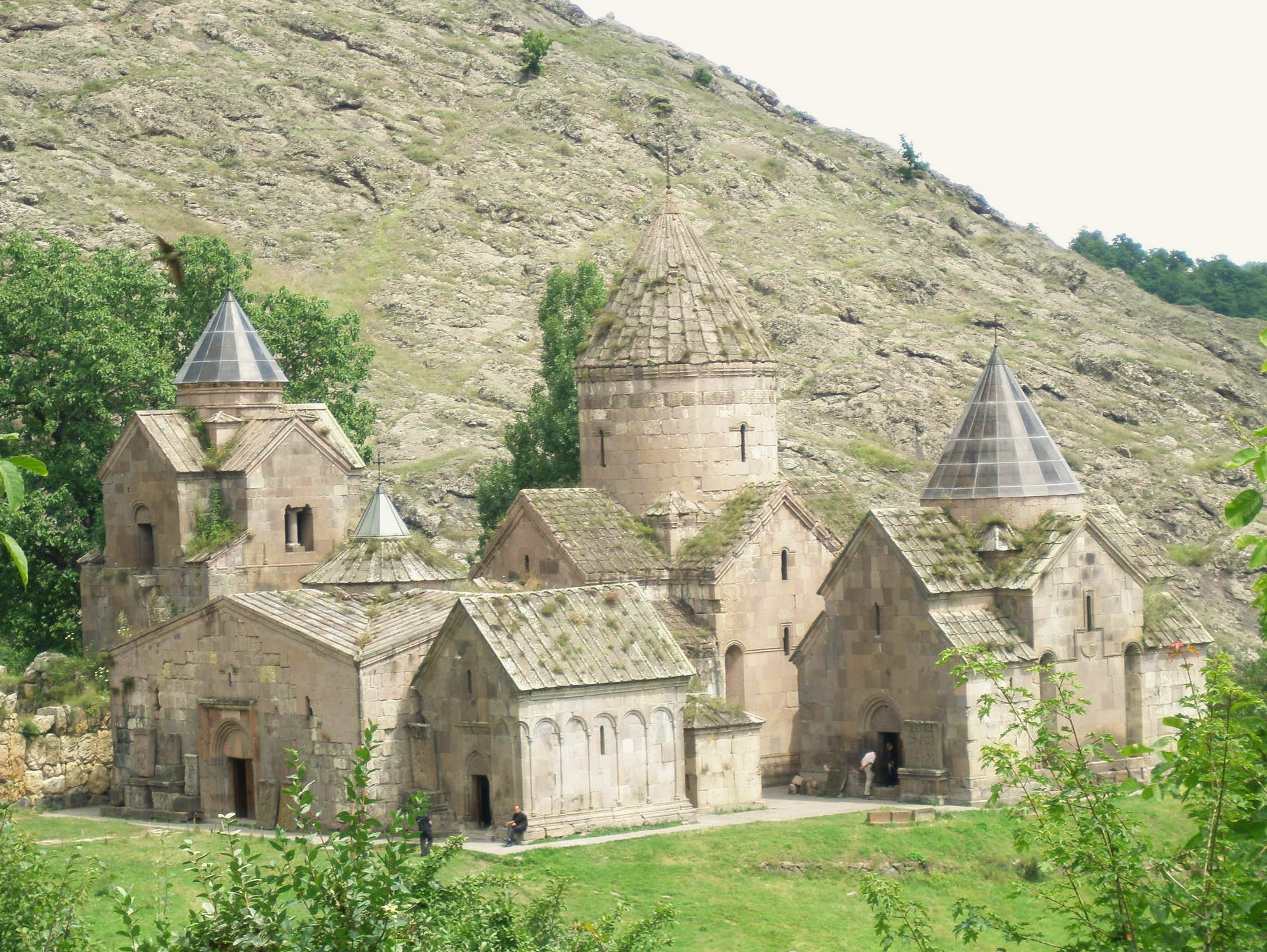
Гошаванк, 1191—1196 гг.
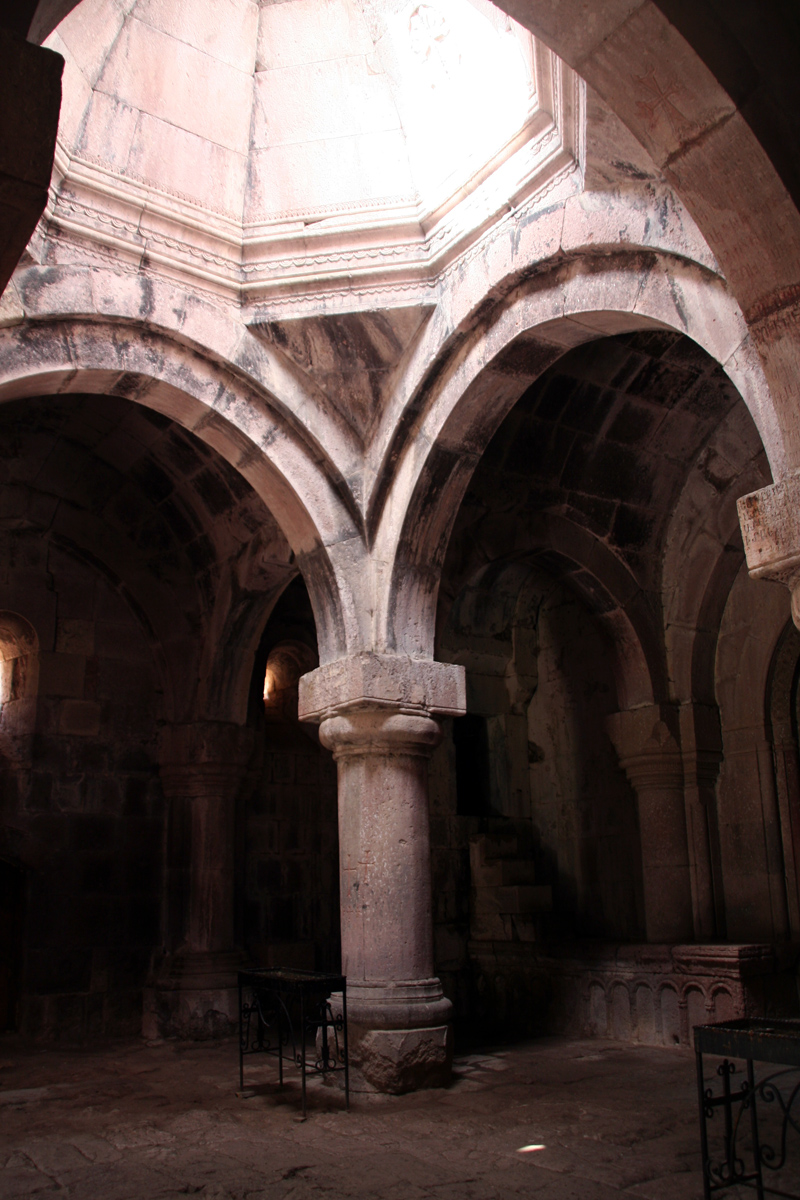
Интерьер Гошаванка
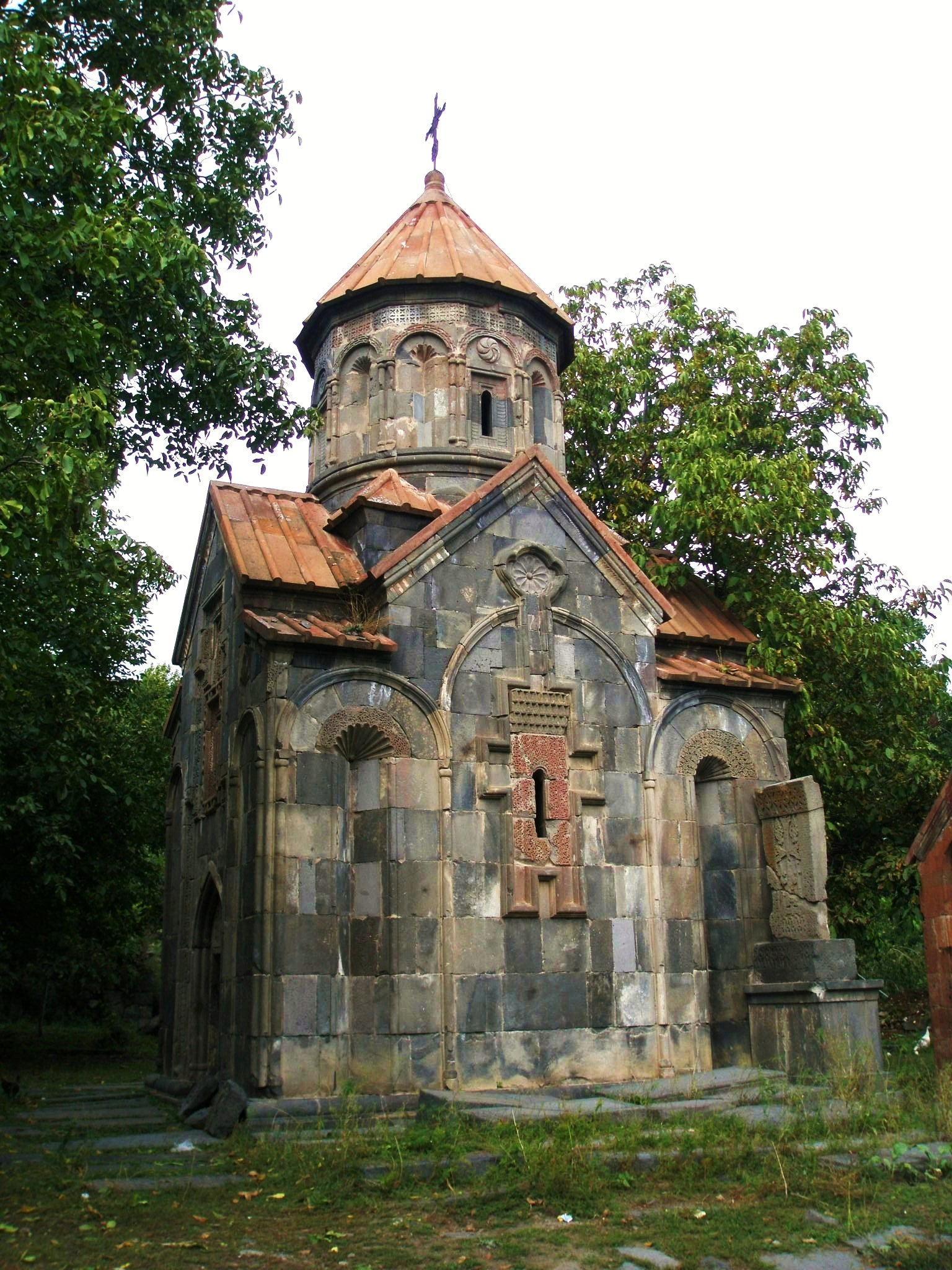
Маштоц Айрапет, XII в.
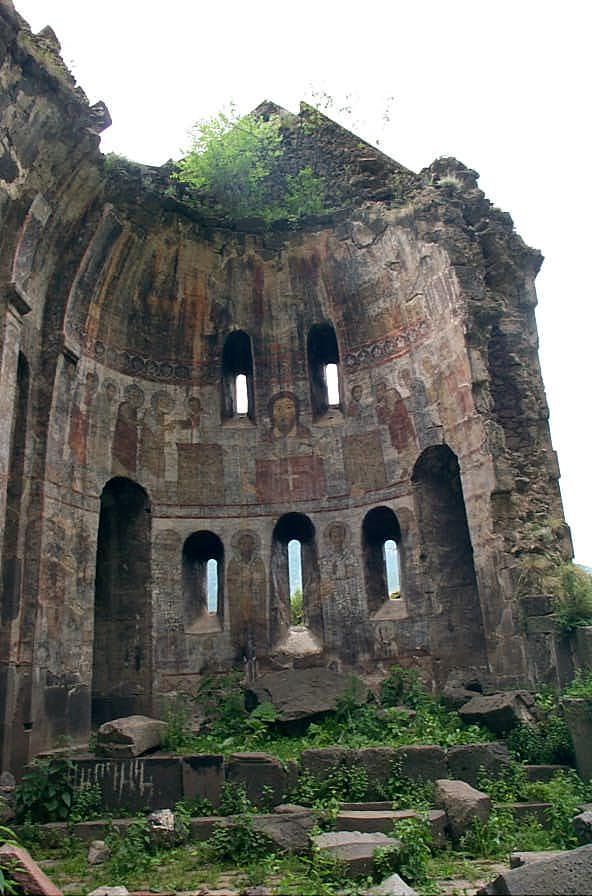
Кобайр, 1171 г.
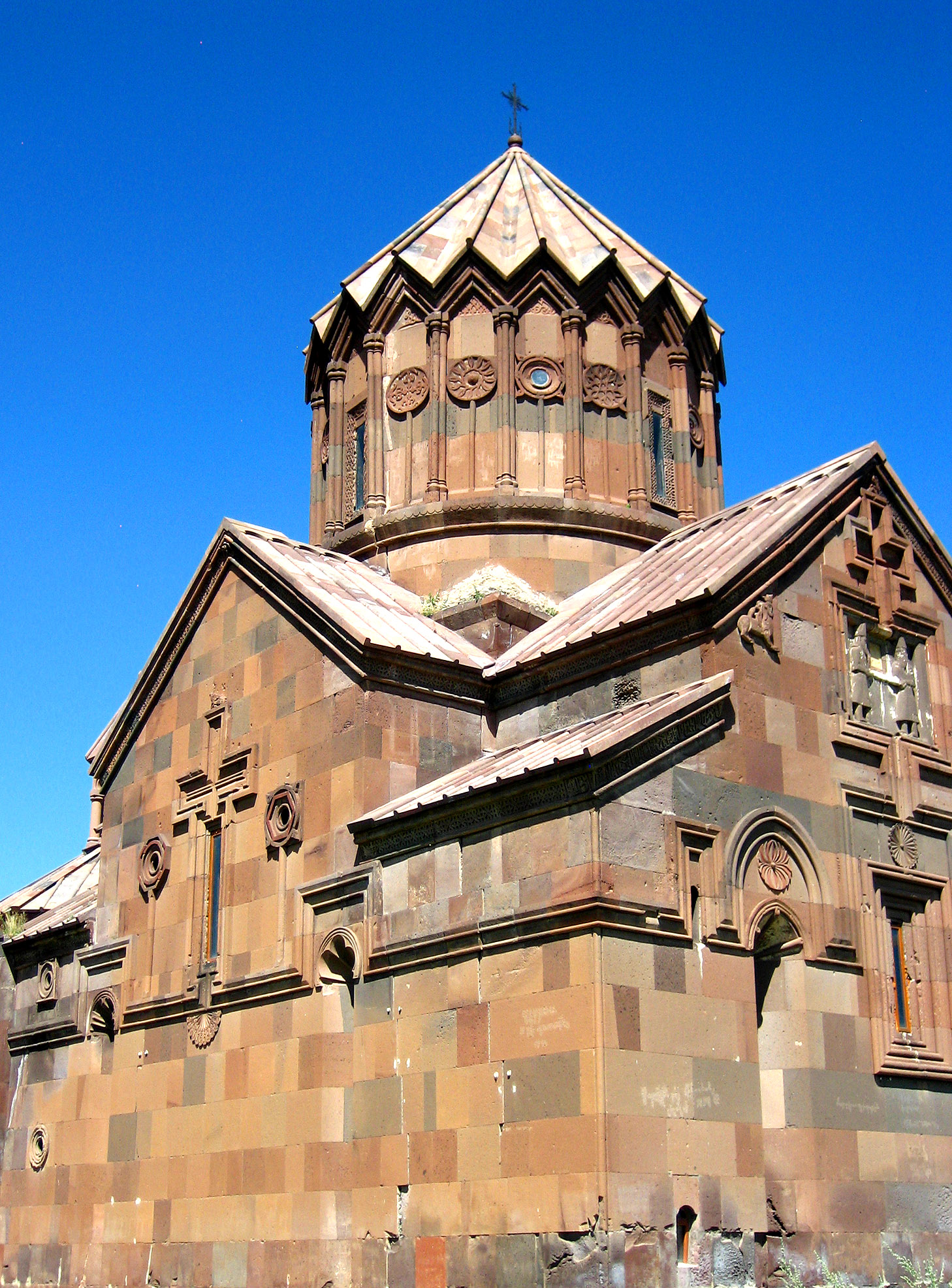
Аричаванк, 1201 г.
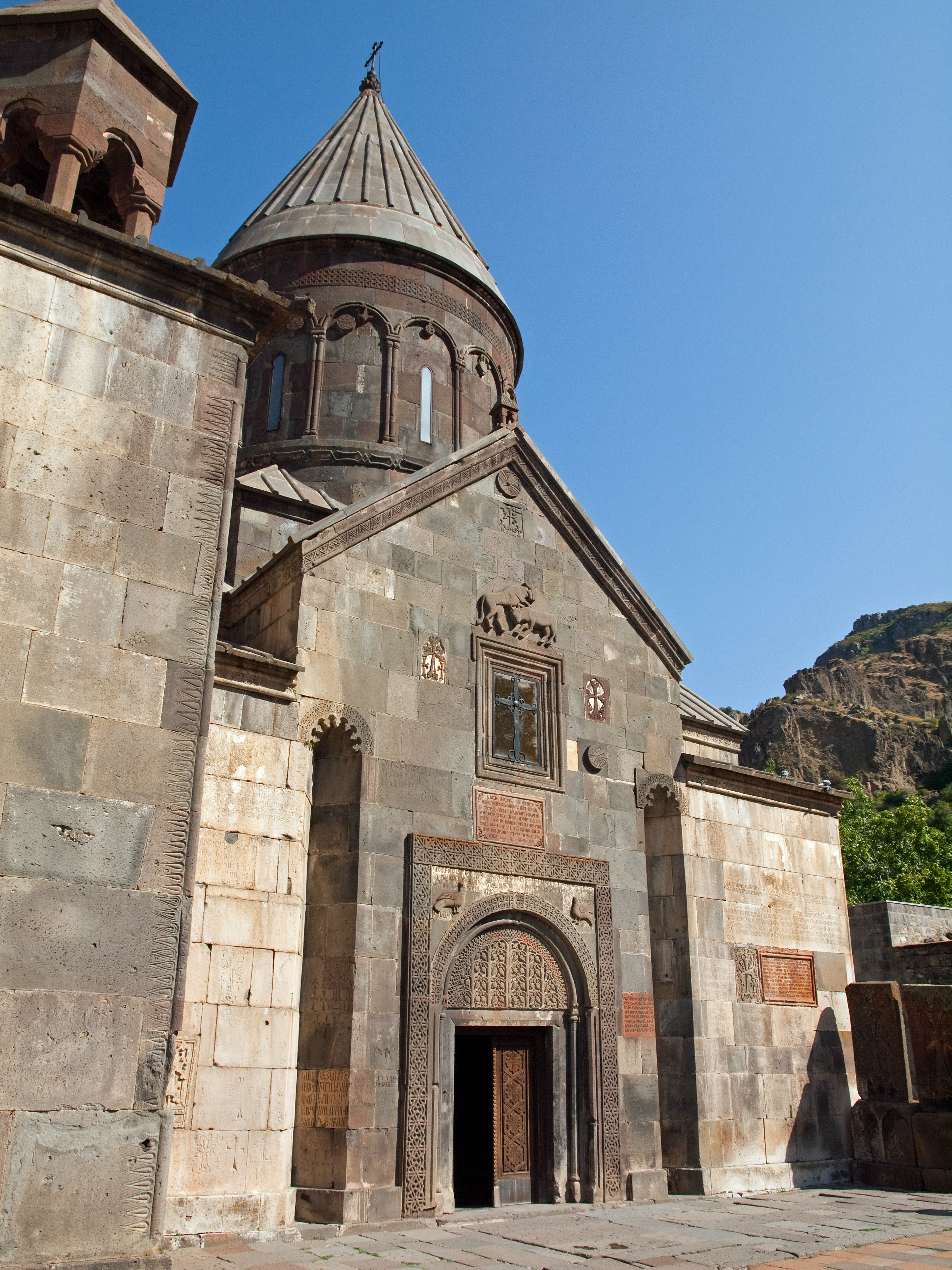
Гегард, 1215 г.

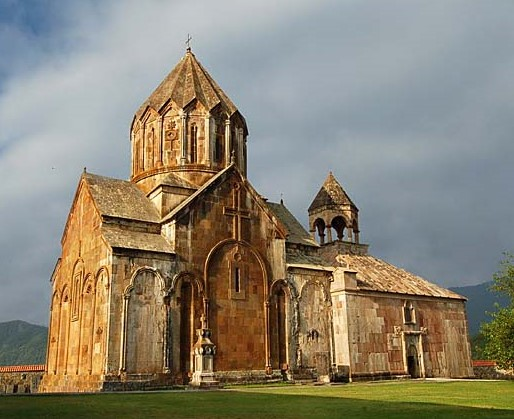
Гандзасар,  1216—1238 гг.
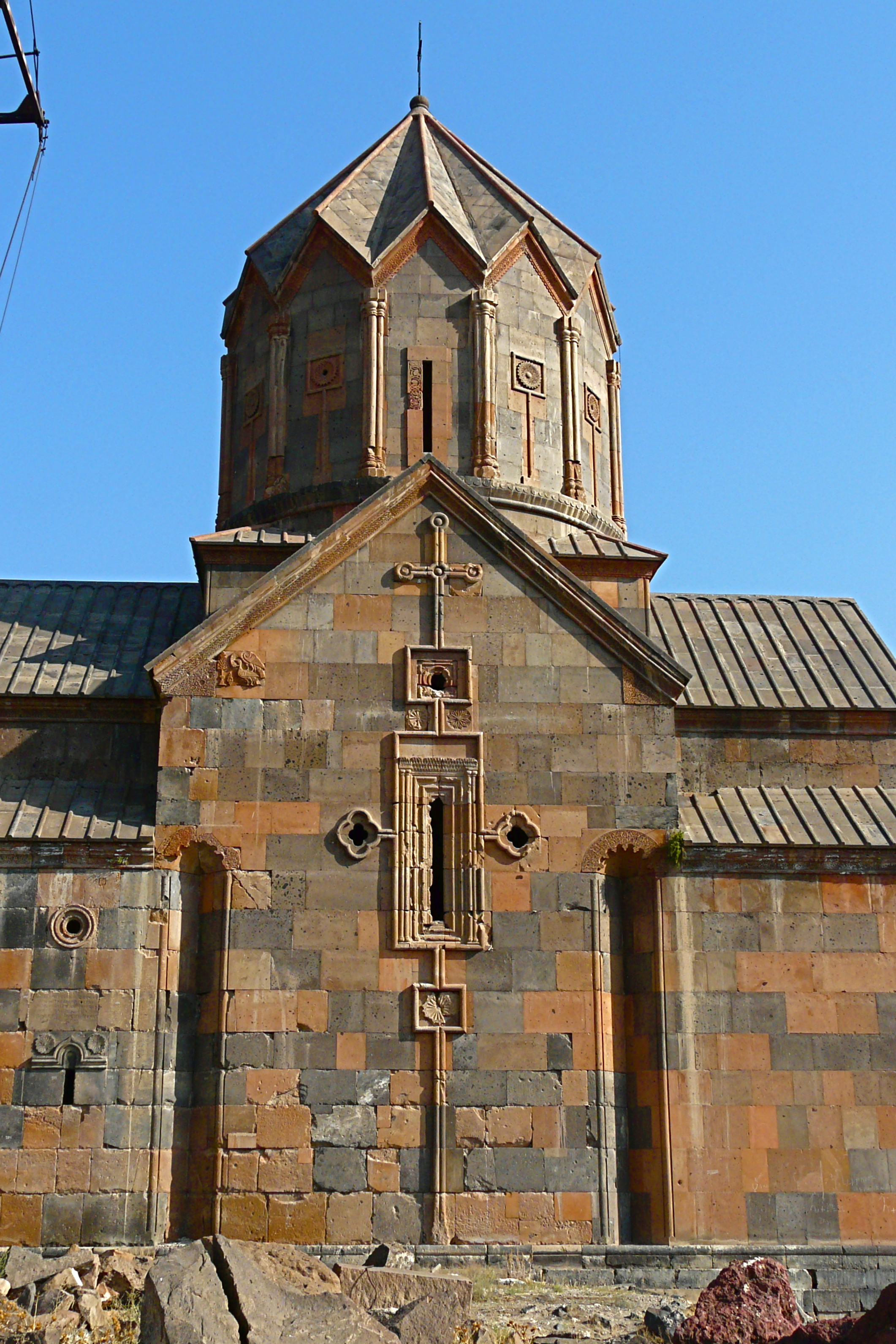
Ованаванк, 1216 г.
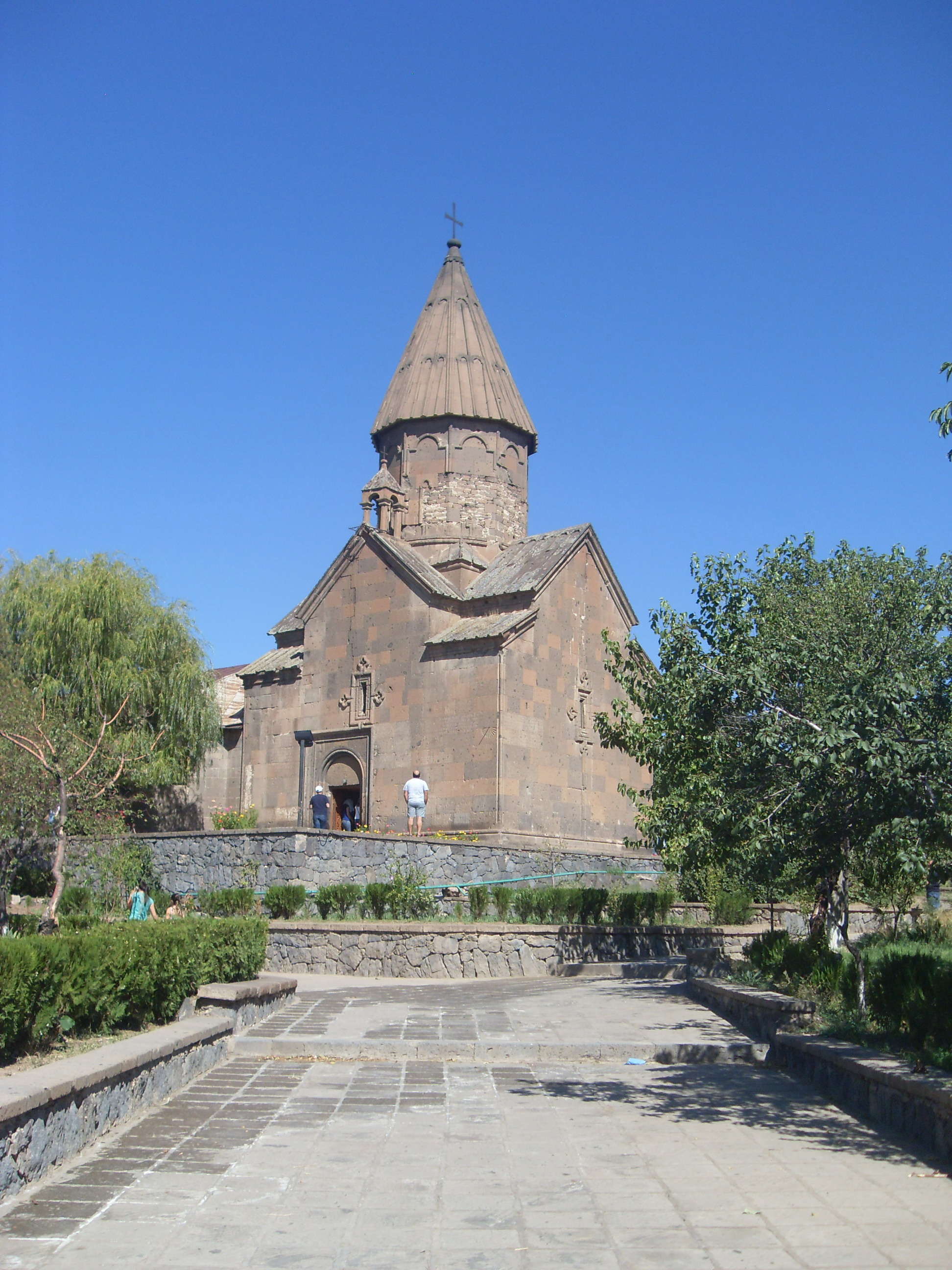
Церковь Святой Марине (Аштарак), 1271 г
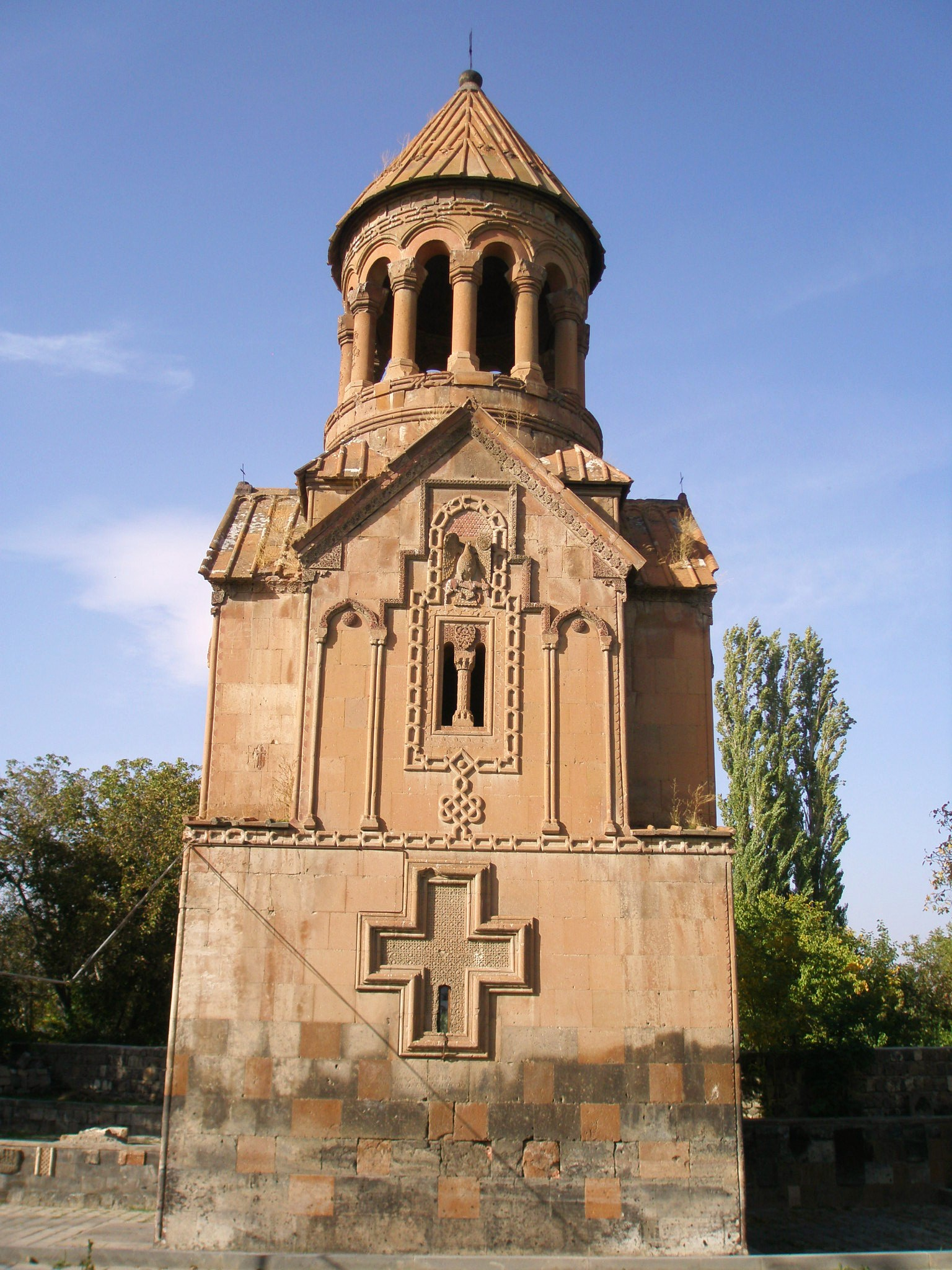
Церковь Святой Богородицы (Егвард), 1301
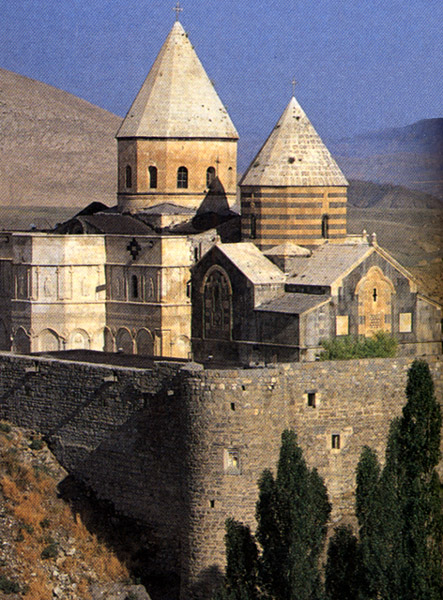
Артаз, Васпуракан, Монастырь Святого Фаддея, 1319—1329 гг. (ныне на территории Ирана)
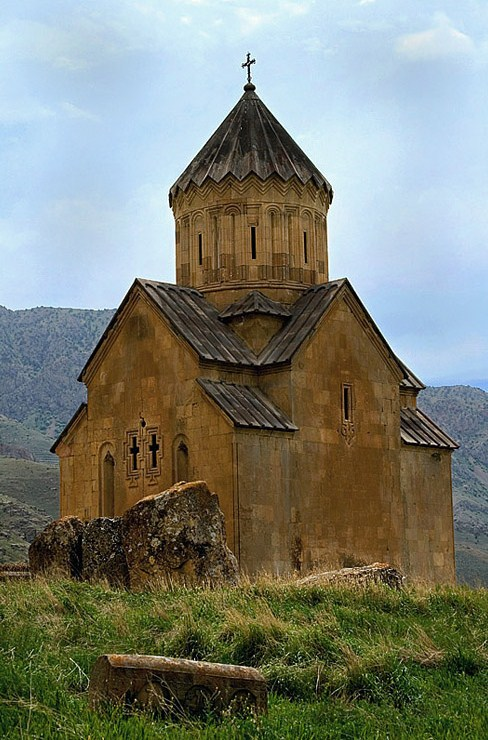
Церковь Святой Богородицы (Арени), 1321 г.
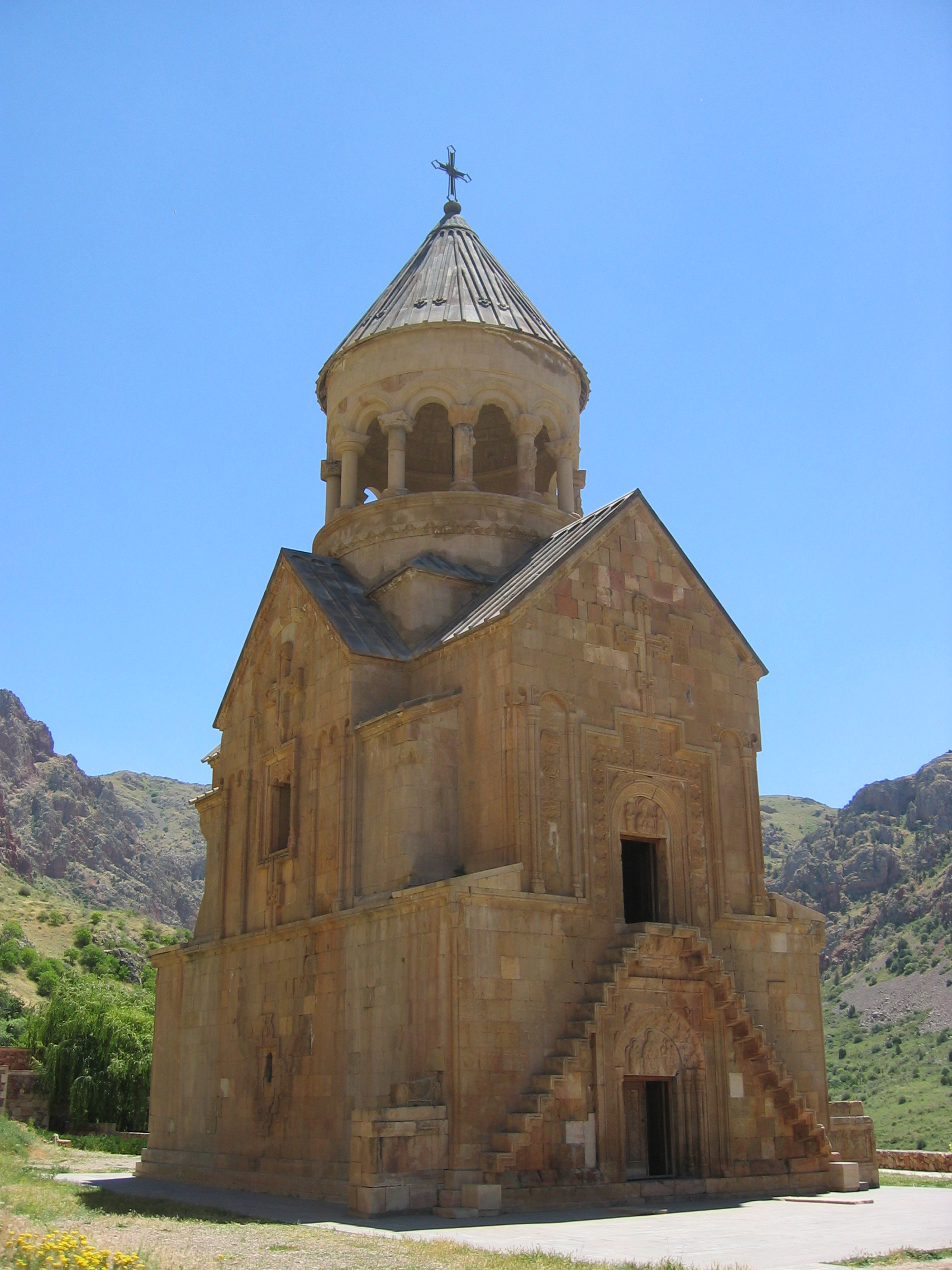
Нораванк, 1339 г.
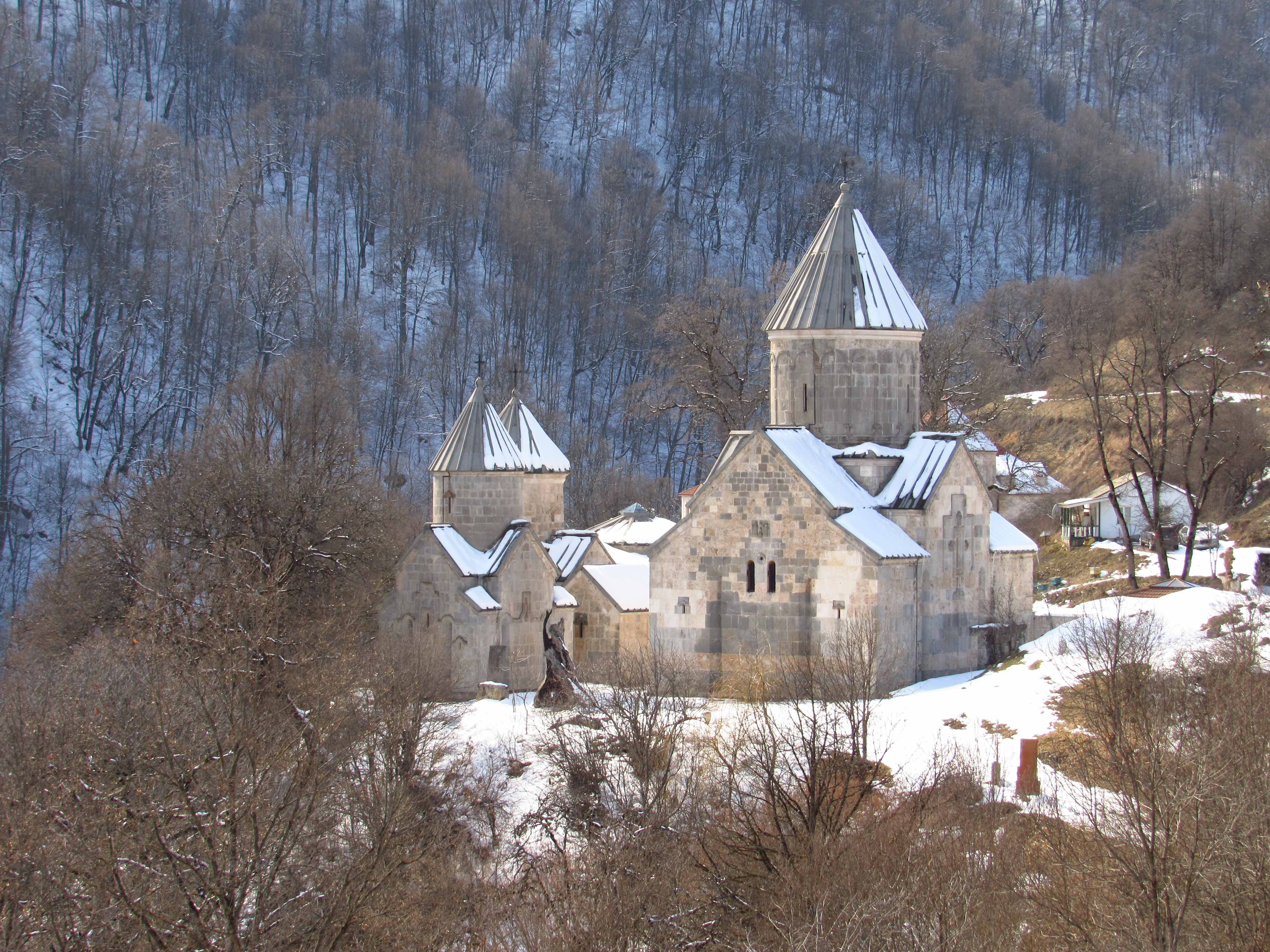
Комплекс монастыря Агарцин (монастырь)

## Архитектура Ани

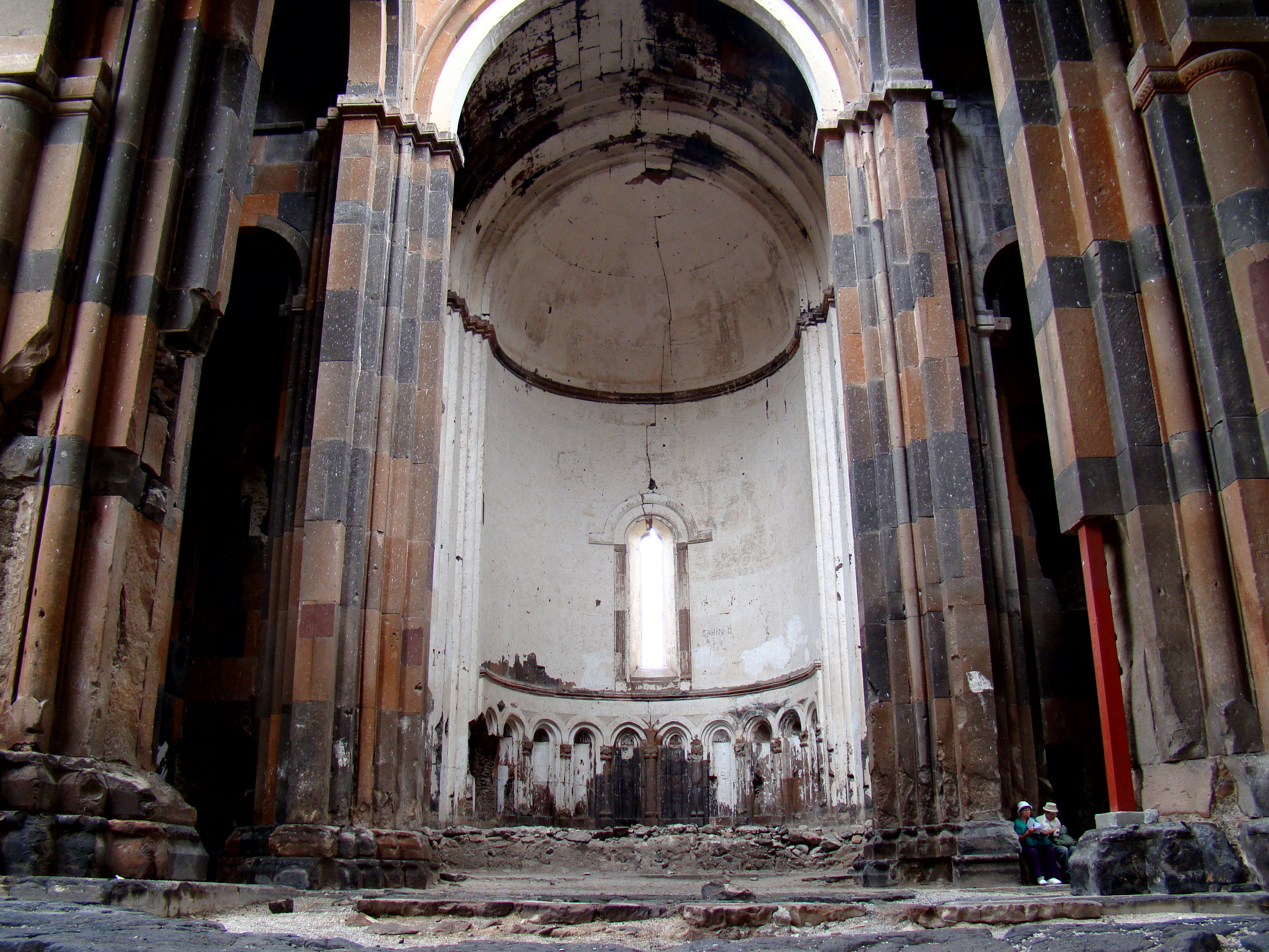
Интерьер главного собора Ани, 989—1001 гг.

В IX—XI вв. на территории Армении возникает независимое государство Багратидов со столицей в Ани. Архитектура этого времени продолжает развивать принципы зодчества VII в. В культовых зданиях продолжают разрабатываться центрические и базиликальные структуры. В центрических зданиях становится всё более определённой тенденция объединения интерьера вокруг центральной оси, господство подкупольного пространства в традиционных схемах крестово-купольного храма и купольного зала. Пропорции храма вытягиваются. Большое значение приобретает декоративное убранство, резьба по камню (церковь Григория в Ани, конец X в.; церковь Аракелоц в Карсе, середина X в.).
О развитии купольной базилики даёт представление кафедральный собор Ани, построенный выдающимся армянским зодчим Трдатом. Его строительство было начато при Смбате II в 989 г. и завершилась в период правления Гагика I в 1001 г. В структуре храма выделена крестообразность, что говорит о влиянии на композицию крестово-купольной системы. Средний и поперечный нефы значительной высоты (20 м) доминируют в интерьере и на фасадах. Стремление к пластическому богатству проявилось на фасадах — в изящной декоративной аркатуре, а в интерьере — в сложном профиле пучкообразных колонн, подчёркивающих вертикальную устремлённость членений, которой отвечает и стрельчатая форма основных арок. Отмеченные детали (стрельчатость, вертикальная расчленённость устоев, аркатура и др.) в некоторой степени предвосхищают приёмы романских и раннеготических зданий, развившихся несколько позднее в странах Европы.
Изначально, в V—IX веках Ани представлял собой одну из важнейщих крепостей центральной Армении, в X—XI века Ани — столица Армении, в IX—XIV века — крупнейший культурно-экономический центр. В годы процветания население Ани достигло 100 тыс.. В историческом развитии Ани выделяют 3 этапа: 1) период Камсараканов (IV—VII вв.), 2) Багратидов (X—XI вв.), 3) Закарянов (1-я половина XIII в.). Эпохи Камсараканов относятся древнейшие стены города и дворянский храм (VII в.), на стенах которого вырезаны изображения 4 евангелистов, а также библейская сцена принесения в жертву Исаака Авраамом. Среди ранних построек известны городские стены («Ашоташен») 963—964 гг., построенные Ашотом II. В связи с быстрым развитием города царь Смбат строит новые стены, так называемые «Смбаташен», высота которых в некоторых местах достигала 8-10 м. В разные времена стены были реконструированы Закарянами и др. Стены Ани имели до 40 входов , у каждого из которых имелось собственное название.

Архитектура средневековой столицы Армении Ани
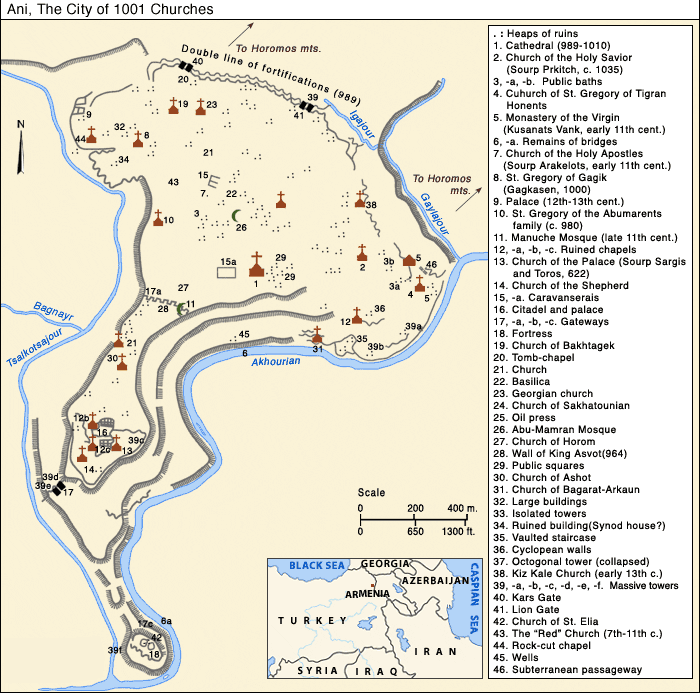
Карта-схема архитектурных памятников Ани
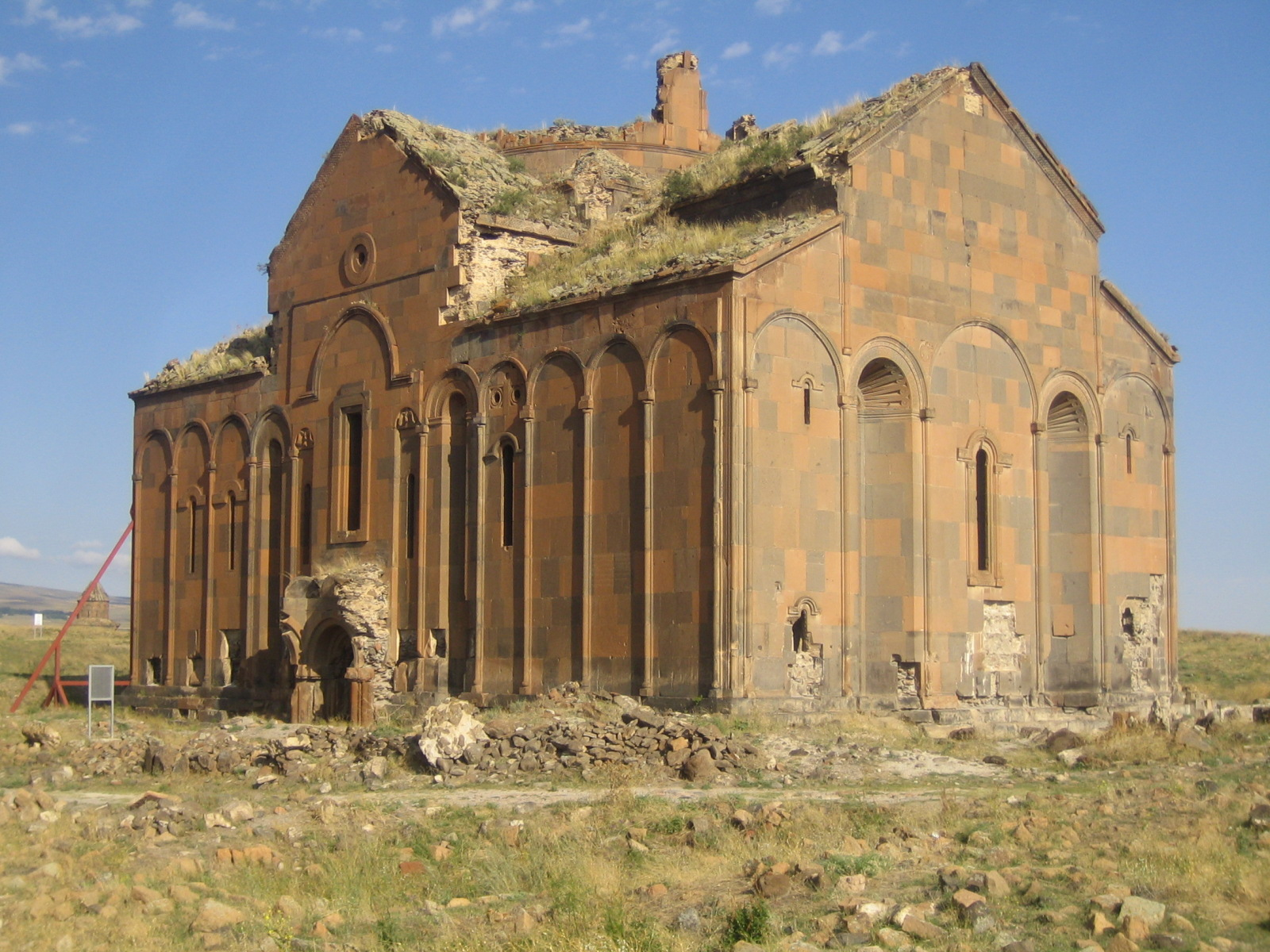
Анийский собор, 989—1001 гг.
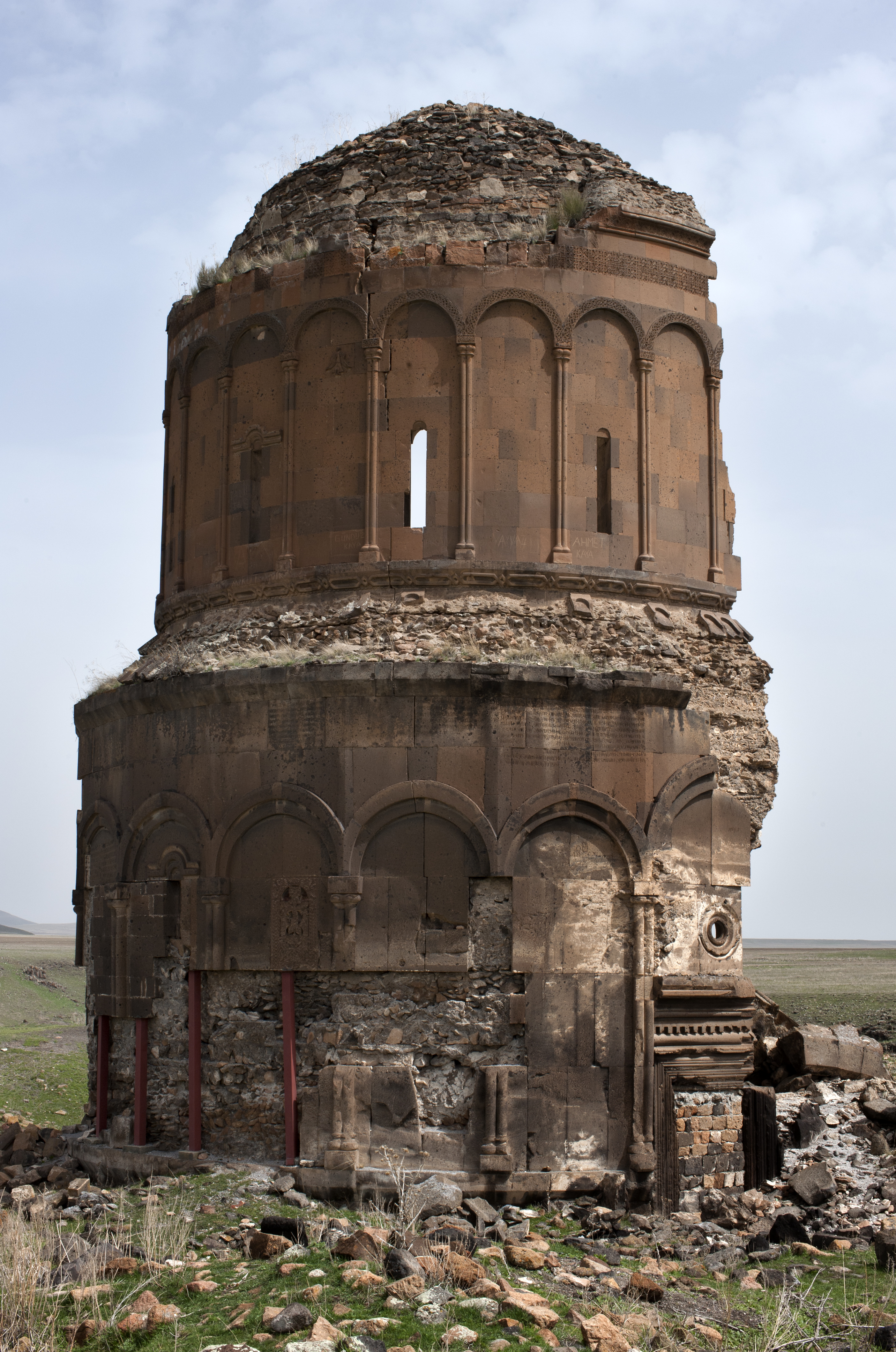
Останки церкви Христа-избавителя (XI век)
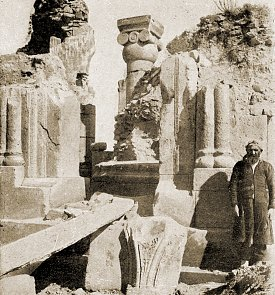
Археологическая экспедиция Н.Я. Марра в Ани, 1905 года
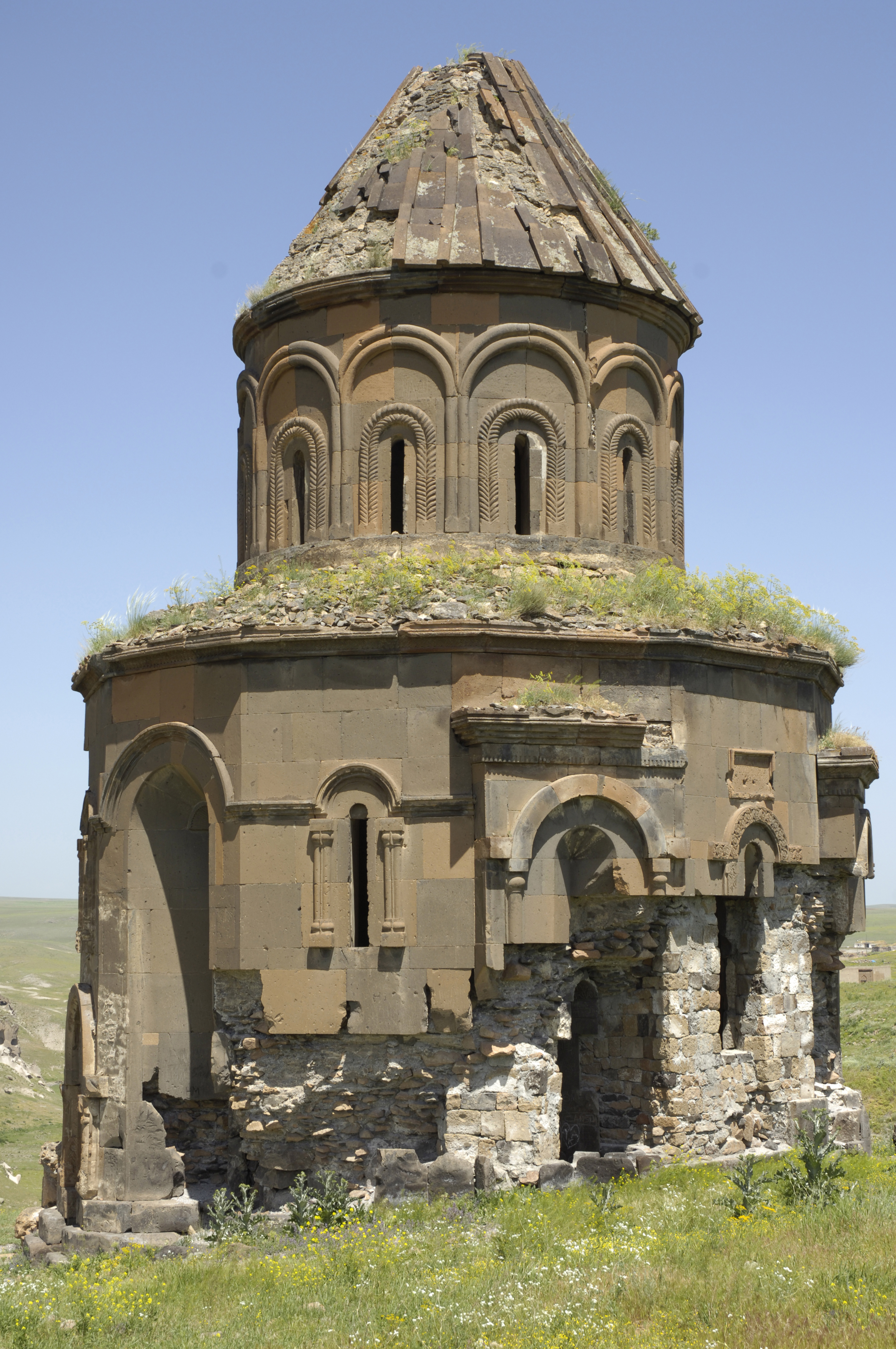
Церковь Святого Григория Просветителя
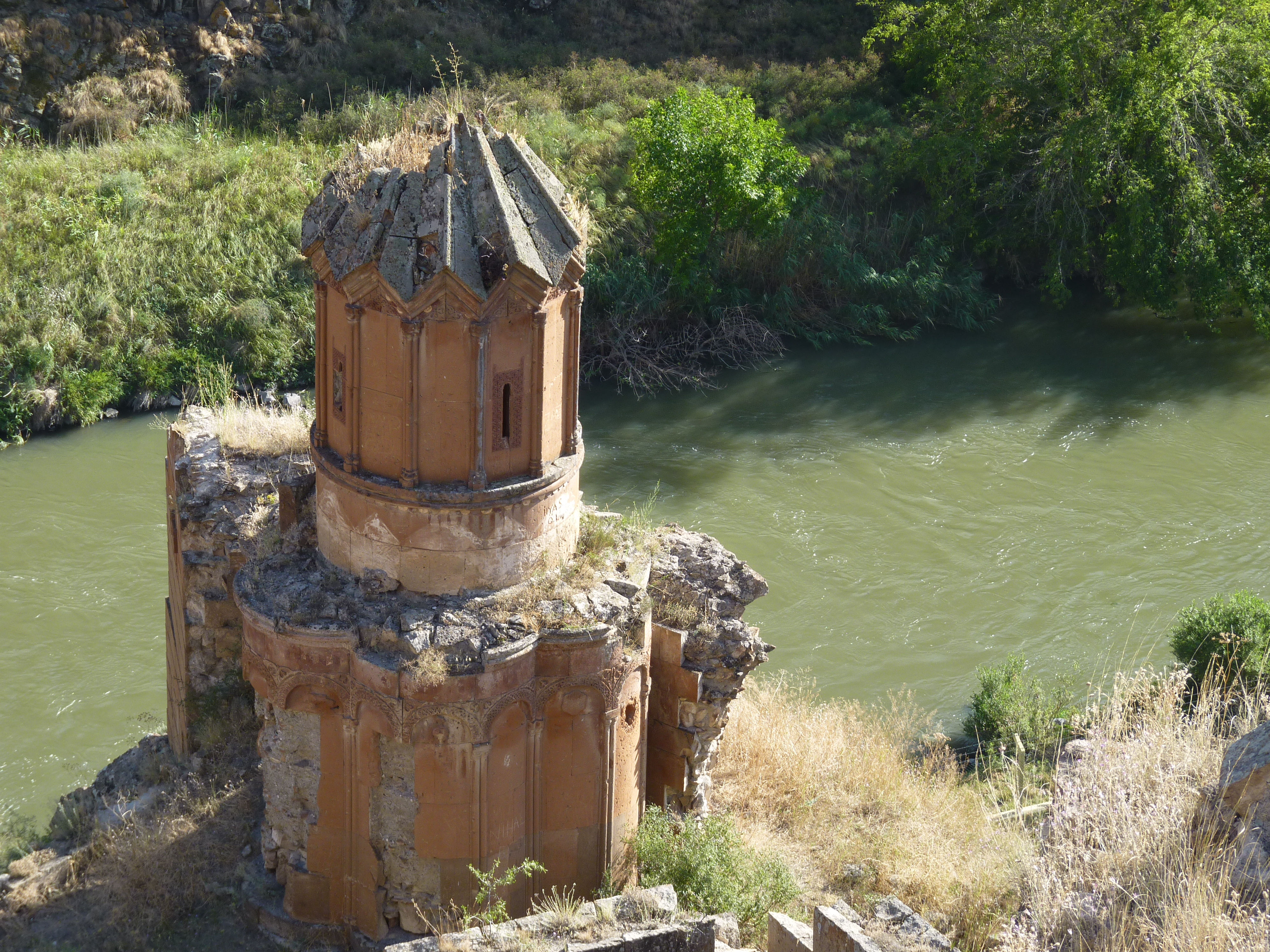
Девичий Монастырь
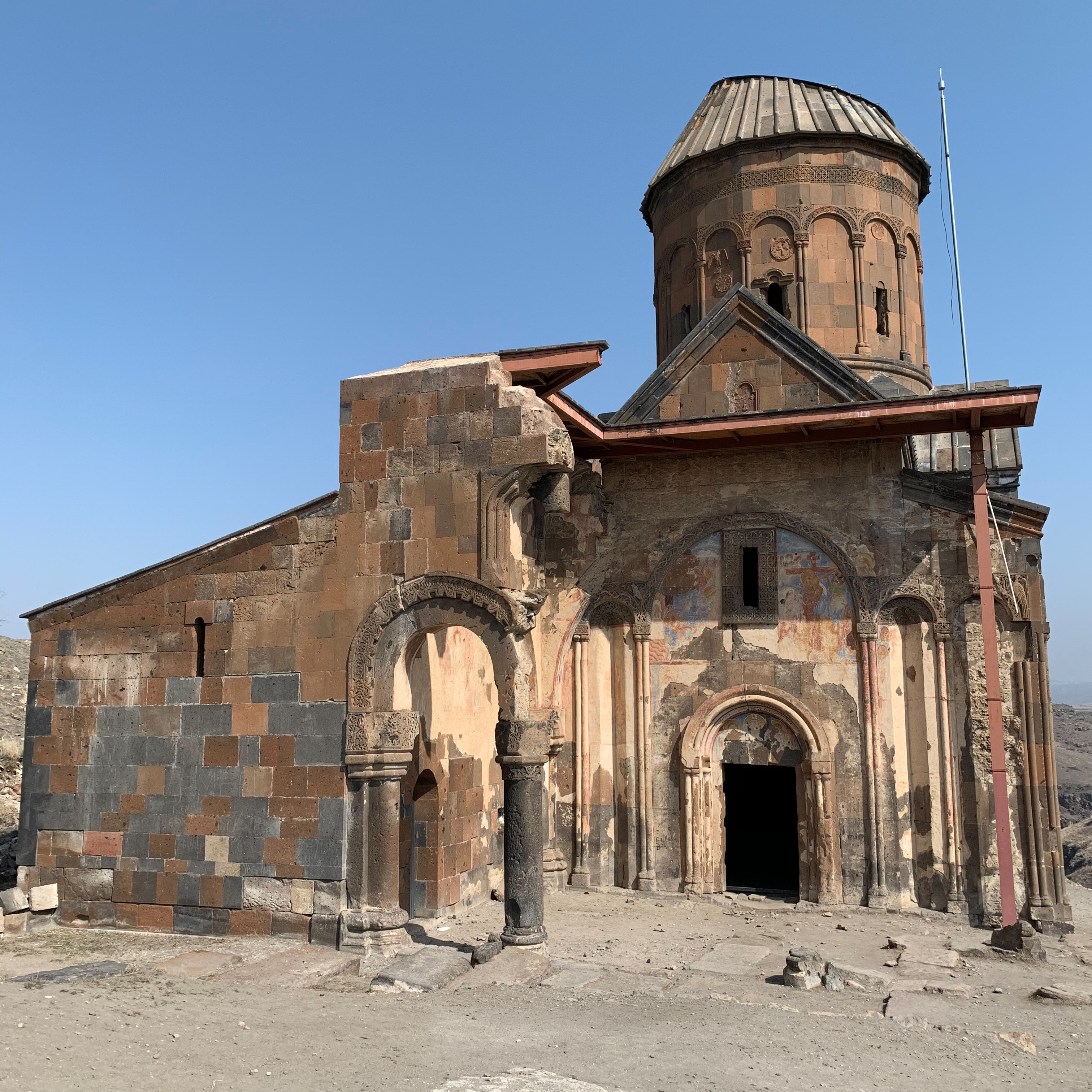
Церковь Тигран Хоненц
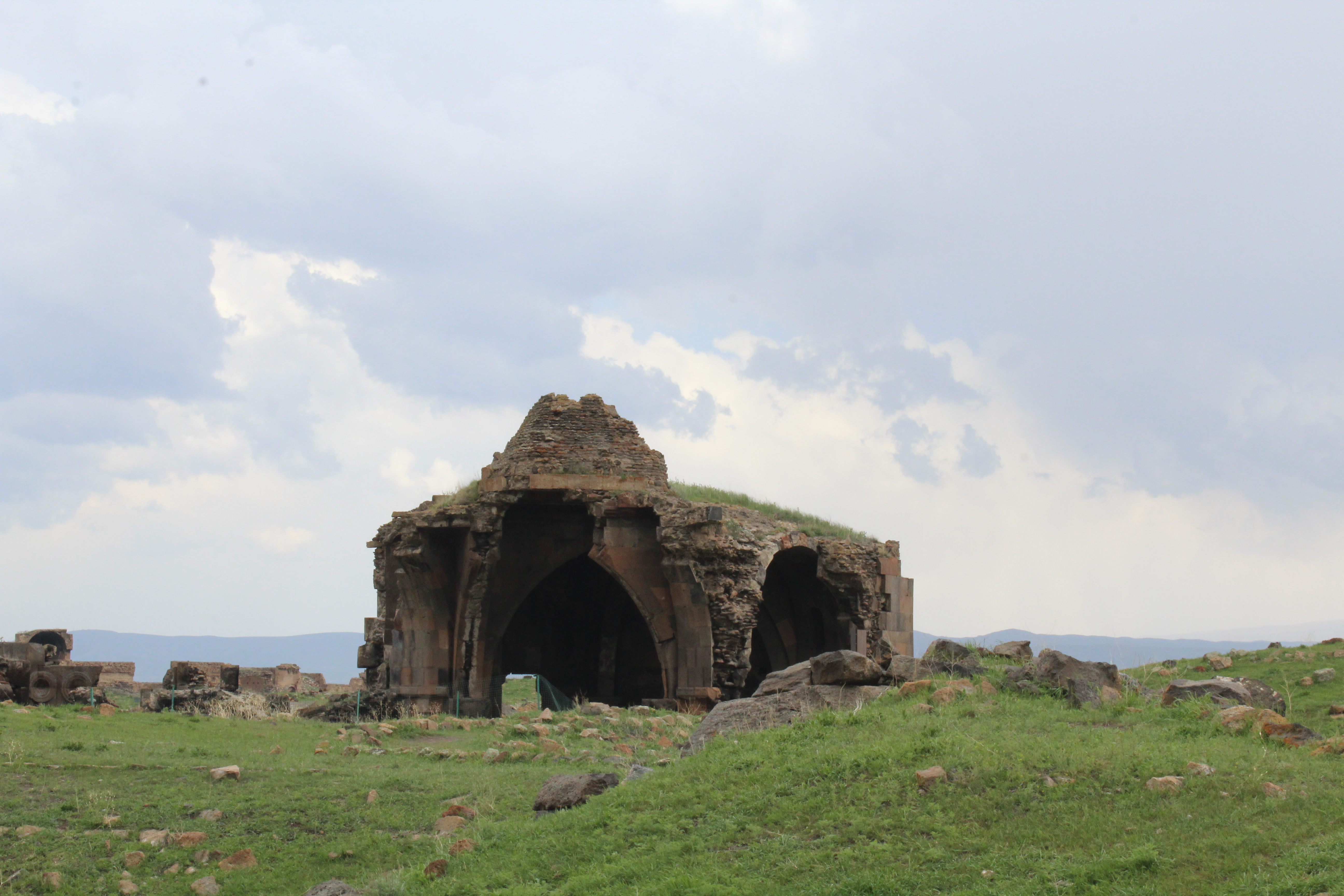
Церковь Святых Апостолов
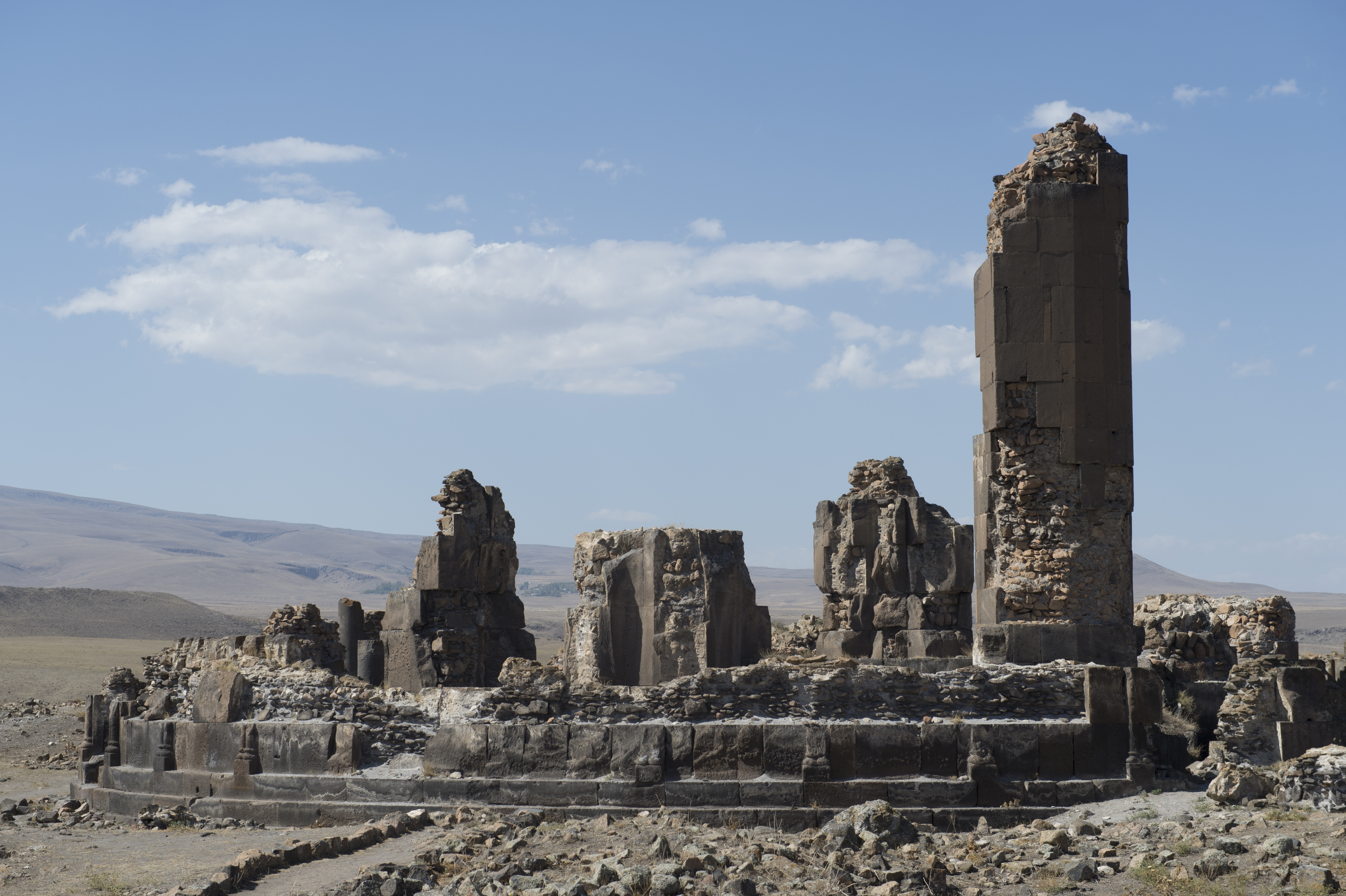
Церковь Святого Григория Просветителя (Ани)

В 2016 году археологическая зона Ани была включена в список Всемирного наследия ЮНЕСКО.

## XV—XVIII века

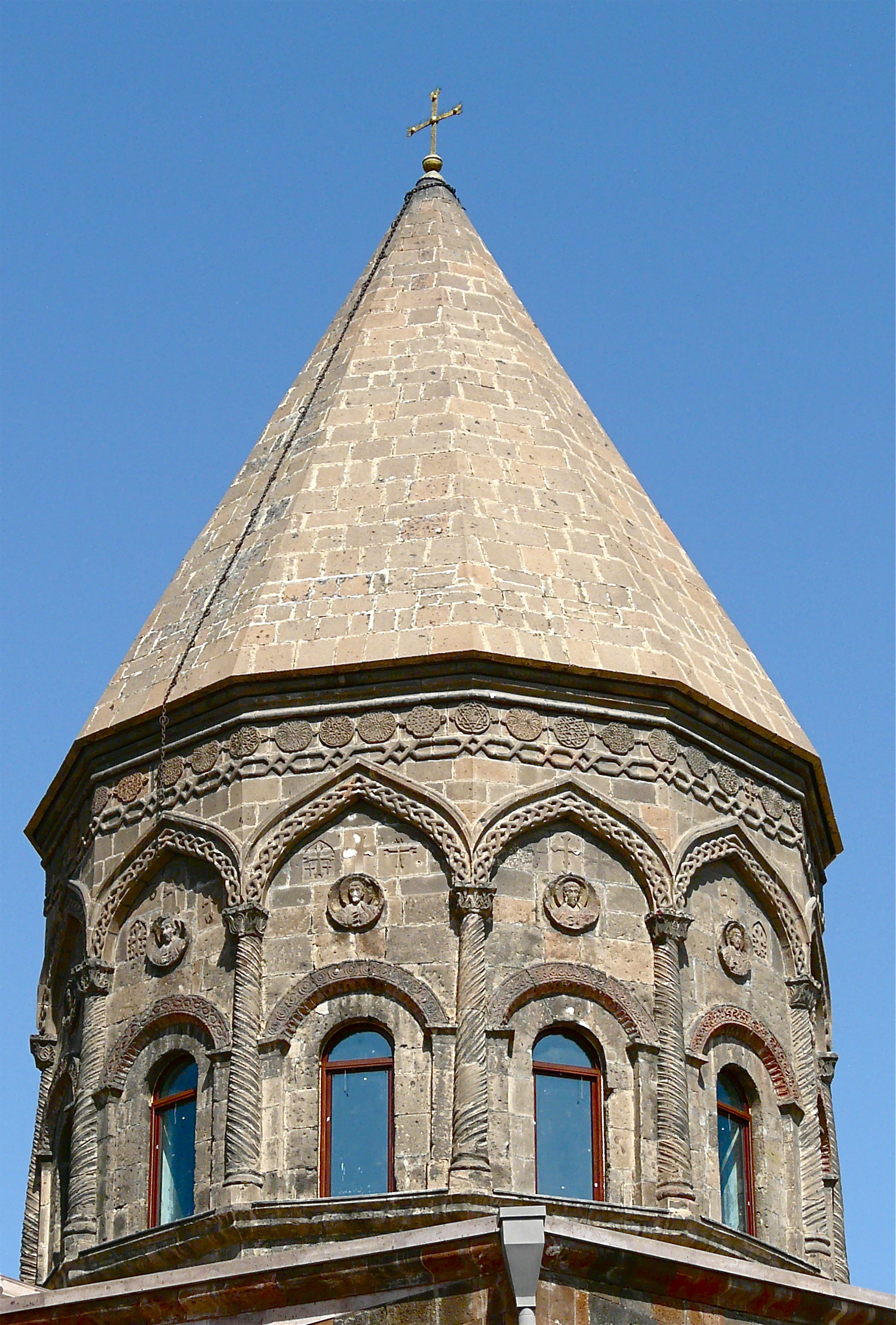
Купол Эчмиадзинского собора, начало XVII века

Со второй половины XIV века для армянской архитектуры начинается трудная эпоха. Из-за политического и экономического упадка строительство в стране развивается медленно. В XV—XVI веках в Армении не строятся крупные монументальные здания. Армянское искусство обработки камня в этот период развивается в малой архитектуре — хачкарах. В XV—XVI веках армянские архитекторы играли значительную роль в развитии османской архитектуры. С середины XVIII века в Константинополе свою деятельность начинает династия армянских архитекторов Балян — авторы дворца Долмабахче.
Собственно армянская архитектура на протяжении XV—XVI веков развивается в местах компактного проживания армян на территории России, Грузии, Украины, Крыма, Польши.
Начиная со второй половины XVII века в Армении отмечается сравнительный мир, после трёхвекового перерыва создаются условия для развития национальной архитектуры. Строительство развивается в основном по трём направлениям: 1) восстановление старых церквей и храмов, 2) строительство новых, 3) развитие уже существующих за счёт новых сооружений. Значительные строительные работы ведутся в Вагаршапате, восстанавливаются главный собор и храм св. Гаянэ. Новые церковные сооружения строились по принципам армянской архитектуры IV—VII веков — купольные базилики, купольные залы и особенно трёхнефные базилики. Трёхнефные базилики XVII века, в отличие от своих раннесредневековых аналогов, более простые, без особой декоративной роскоши, часто из малообработанного камня. Типичные примеры архитектуры эпохи: церкви Гарни, Татева (1646), Гндеваза (1686), Егегиса (1708), Нахичевана (св. Богоматери в Бисте (1637), св. Шмавона в Фараке (1680), св. Григоря Просветителя в Шороте (1708)) и другие.
В XVII веке купольных церквей строилось сравнительно немного. Строение купольного зала имели большая церковь Хор Вирапа (1666) и Шогакат (1694) Эчмиадзина. Купольные базиликальные церкви строились в основном в Сюнике и Нахичеване. В этот период основным строительным материалом являлся базальт, использование которого требовало больших затрат. По этой причине начинают использоваться более простые материалы, в основном кирпич.

### Галерея

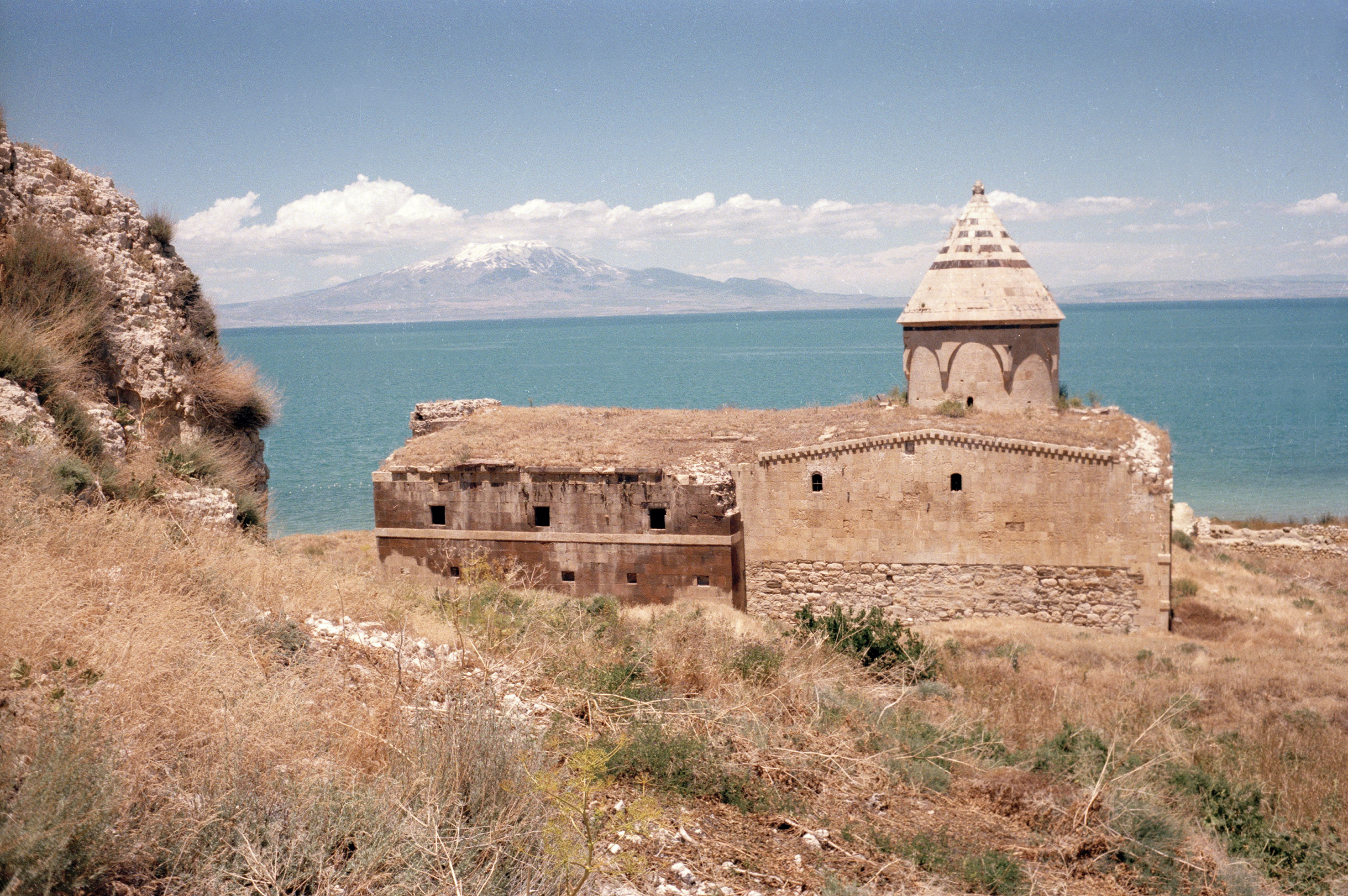
Церковь Св. Ованеса на острове Ктуц, XV в.
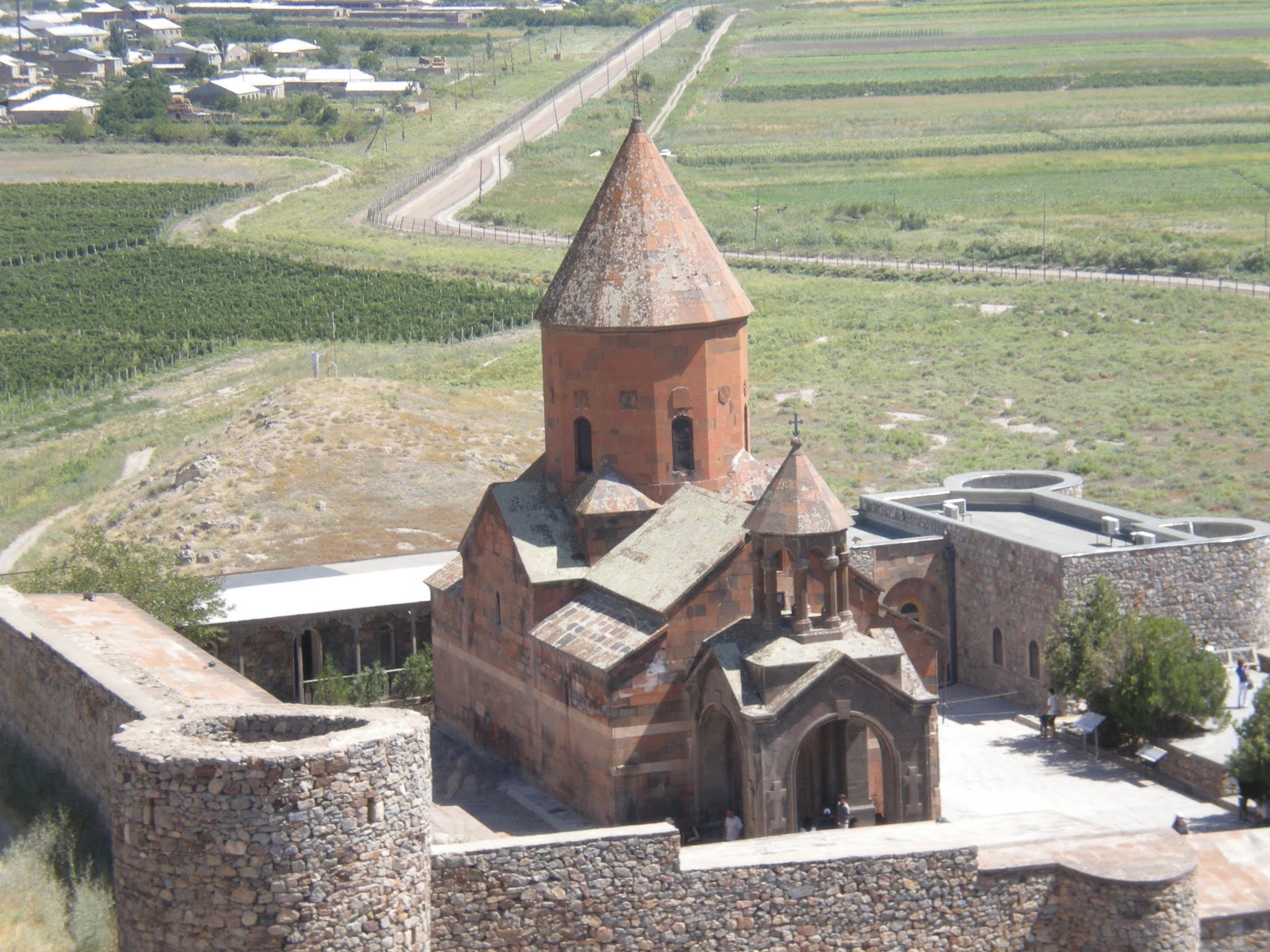
Хор Вирап, 1661 г.
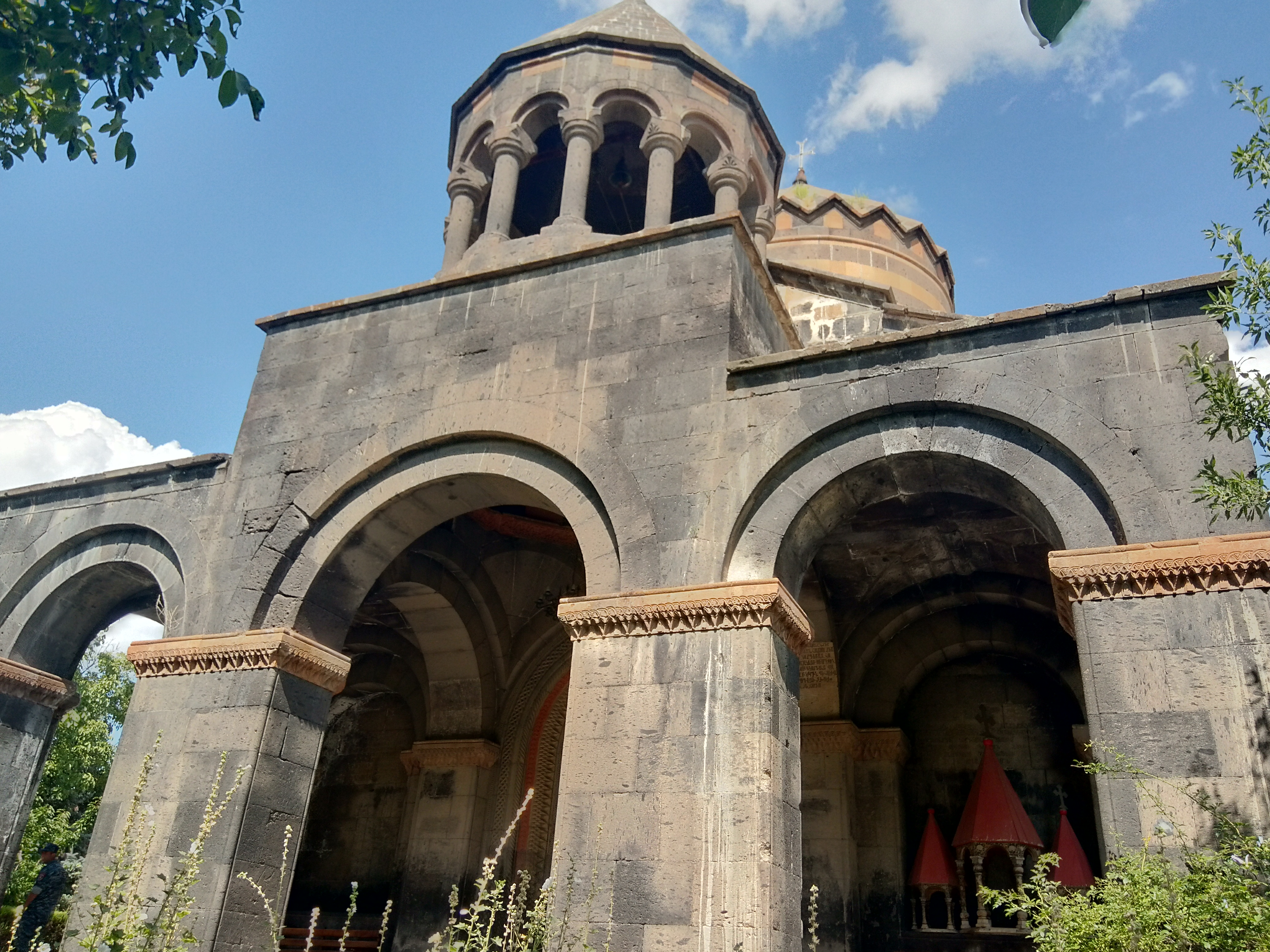
Церковь Мугни, 1661—1669.

## Влияние на культуру других народов

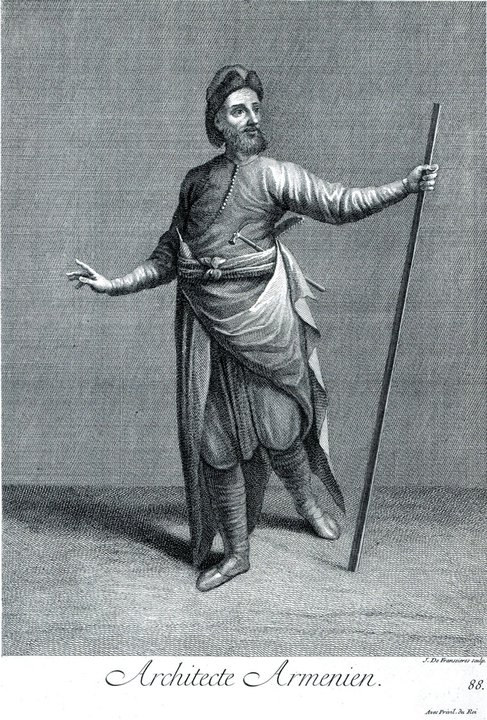
Армянский архитектор в Константинополе, картина XVIII века

Армянская архитектура оказала влияние на культуру других народов. Так форма и стиль «сельджукской» монументальной архитектуры по существу были обязаны своим образованием армянскому зодчеству и его творцам. Кроме того, ряд форм «сельджукской» архитектуры являлись прямым воспроизведением форм армянских строений. Ряд мусульманских мавзолеев в точности производят формы армянской архитектуры. Их композиция представляет собой, как бы срезанную и поставленную на землю, верхнюю часть армянского храма — его барабан с конусом. Например такие как круглые или гранные мавзолеи в Эрзеруме, Ахлате и т.д. и т.п. Подобная композиция сформировавшаяся в армянском зодчестве стала использоваться и в азербайджанской мусульманской архитектуре, одним из примеров которой является мавзолей Гюлистан близ Старой Джуги. Среди армянских зодчих, возводивших мусульманские строения в XIII веке, выделяется зодчий Галуст, который будучи армянином, жил и творил в Конии. В 1251 году им был построен один из лучших сельджукских памятников архитектуры — «Медресе Индже Минарет», на котором он оставил свою надпись. В эту же эпоху творил архитектор Калоян.
Как отмечают авторы «Глобальной истории архитектуры» важное влияние на византийскую архитектуру приходило из Армении. Влияние армянской архитектуры на византийскую и европейскую подробно рассмотрено в труде известного польско-австрийского искусствоведа Йозефа Стржиговского «Архитектура армян и Европа».
В VII веке в Грузии творил архитектор Тодос, сооружитель Атенского Сиона.
Монументальное раннесредневековое зодчество Кавказской Албании ориентировалось преимущественно на Армению.

## XIX век. Начало XX века
В XIX веке градостроительство и архитектура городов западной Армении (Ван, Битлис, Карин, Харберд, Ерзнка и т. д.) переживали незначительные изменения. Присоединение Восточной Армении к России в начале того же века создало условия для экономического подъёма и сравнительного развития архитектуры и градостроительства. Города частично (Ереван) или полностью (Александраполь, Карс, Горис) обустраивались по каноническим планам главных планировок. Реконструкция и сооружение городов развивалось особенно в конце XIX, начале XX веков, когда перечисленные города становились центрами капиталистического развития Армении.
История армянской архитектуры XX века начинается с инженера-архитектора В.Мирзояна. Им были спроектированы здания Ереванской мужской гимназии на ул. Астафьяна (ныне Концертный зал им. Арно Бабаджаняна на ул. Абовяна), Казначейство и казённая палата (ныне банк на ул. Налбандяна), Учительская семинария.

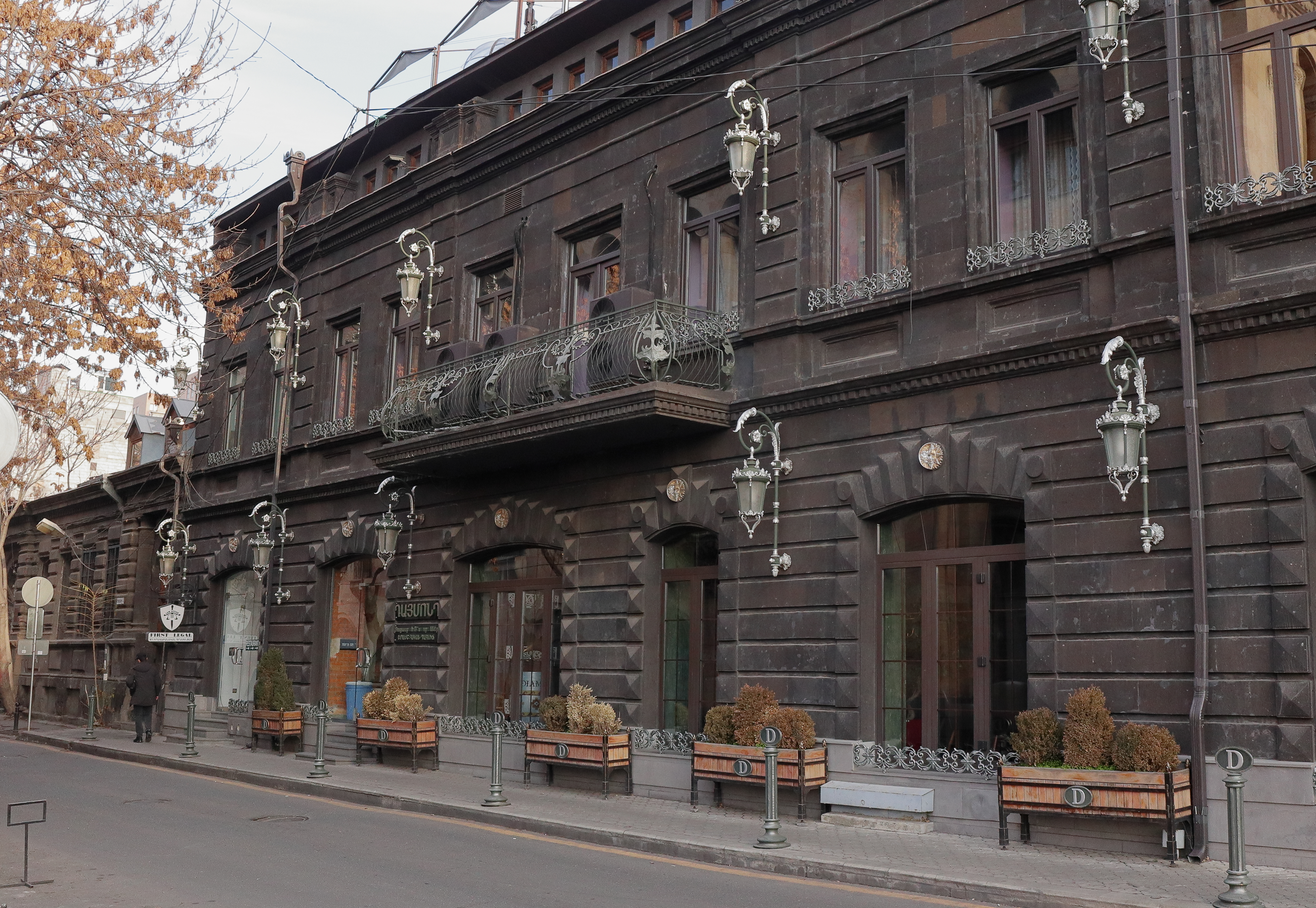
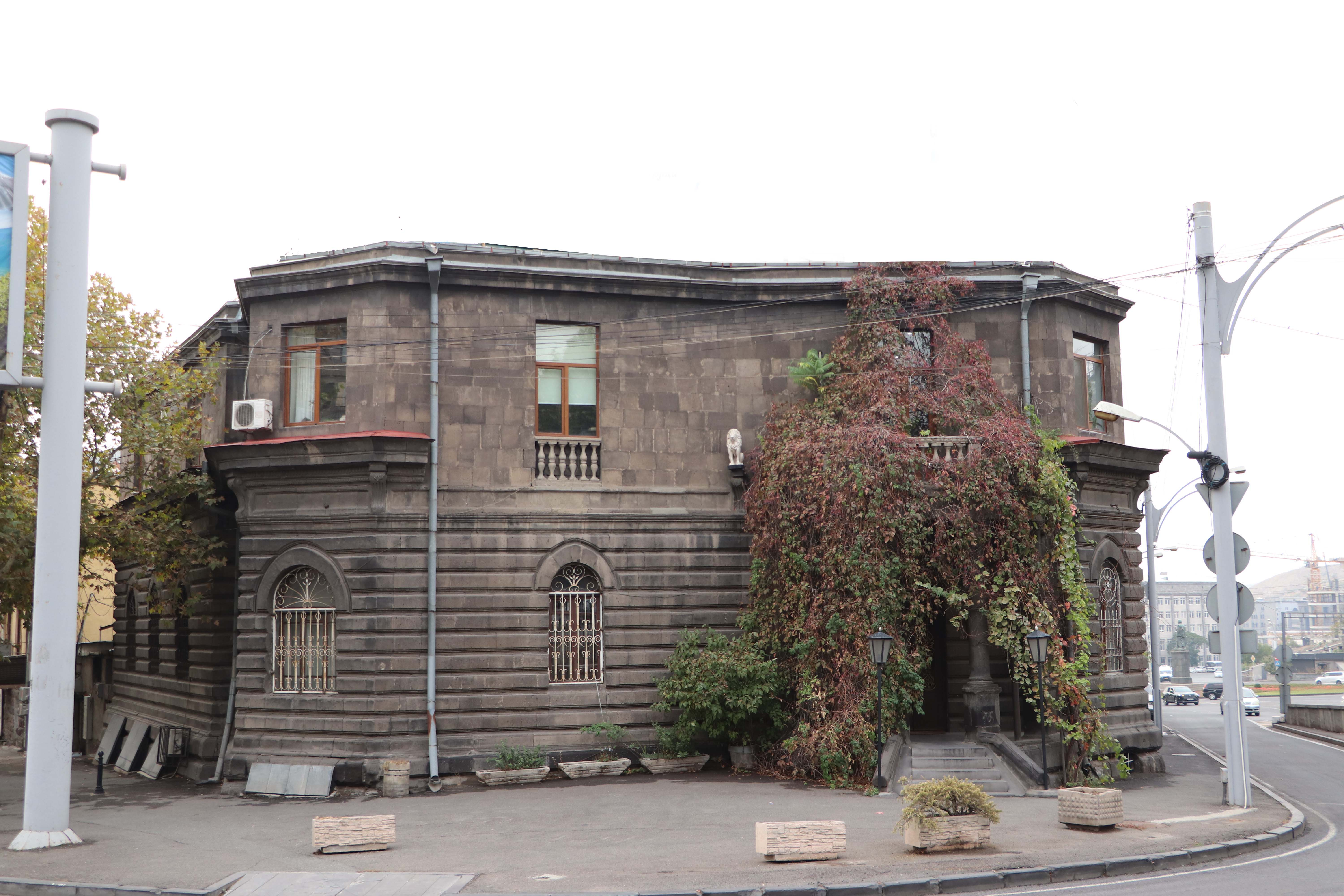
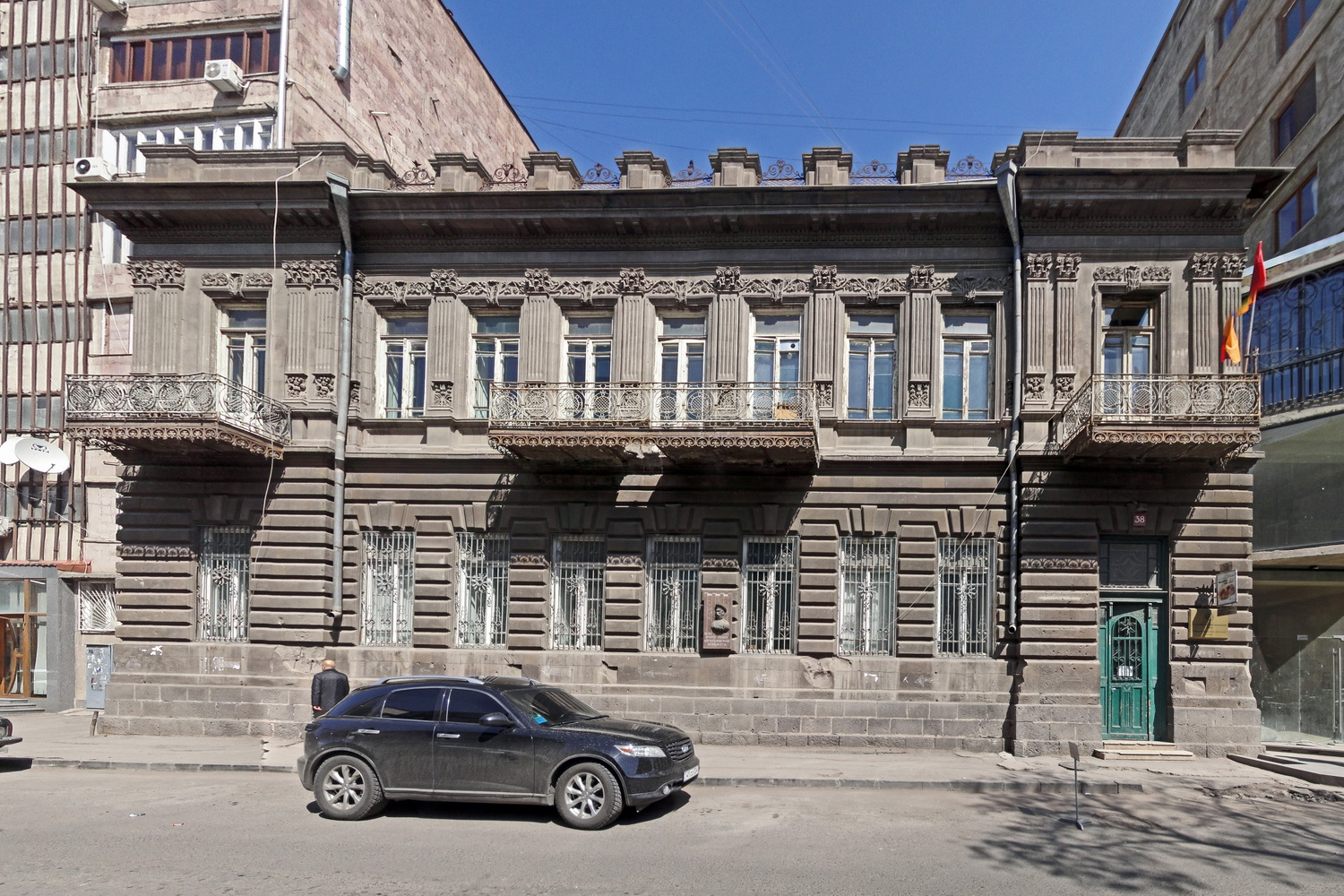
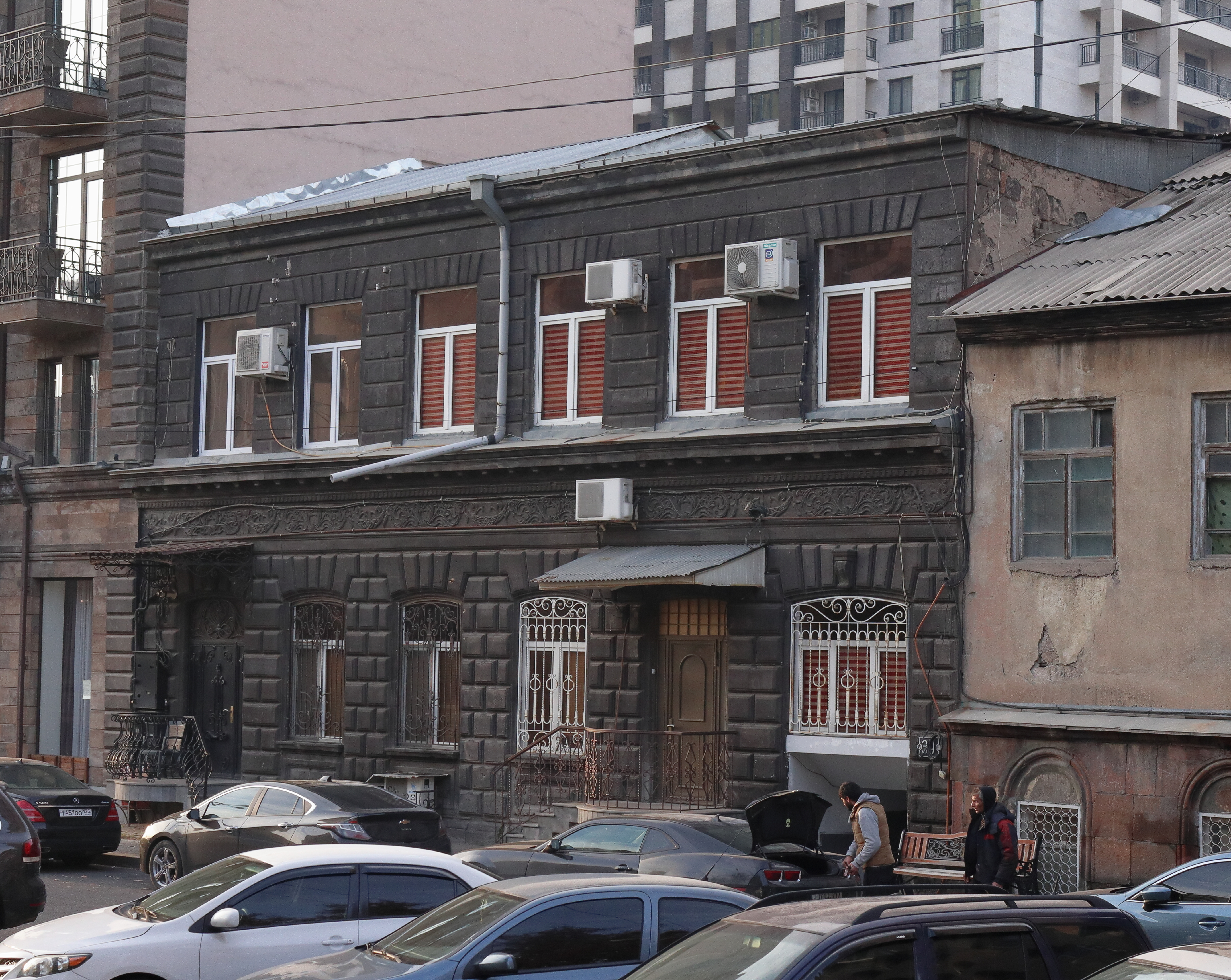
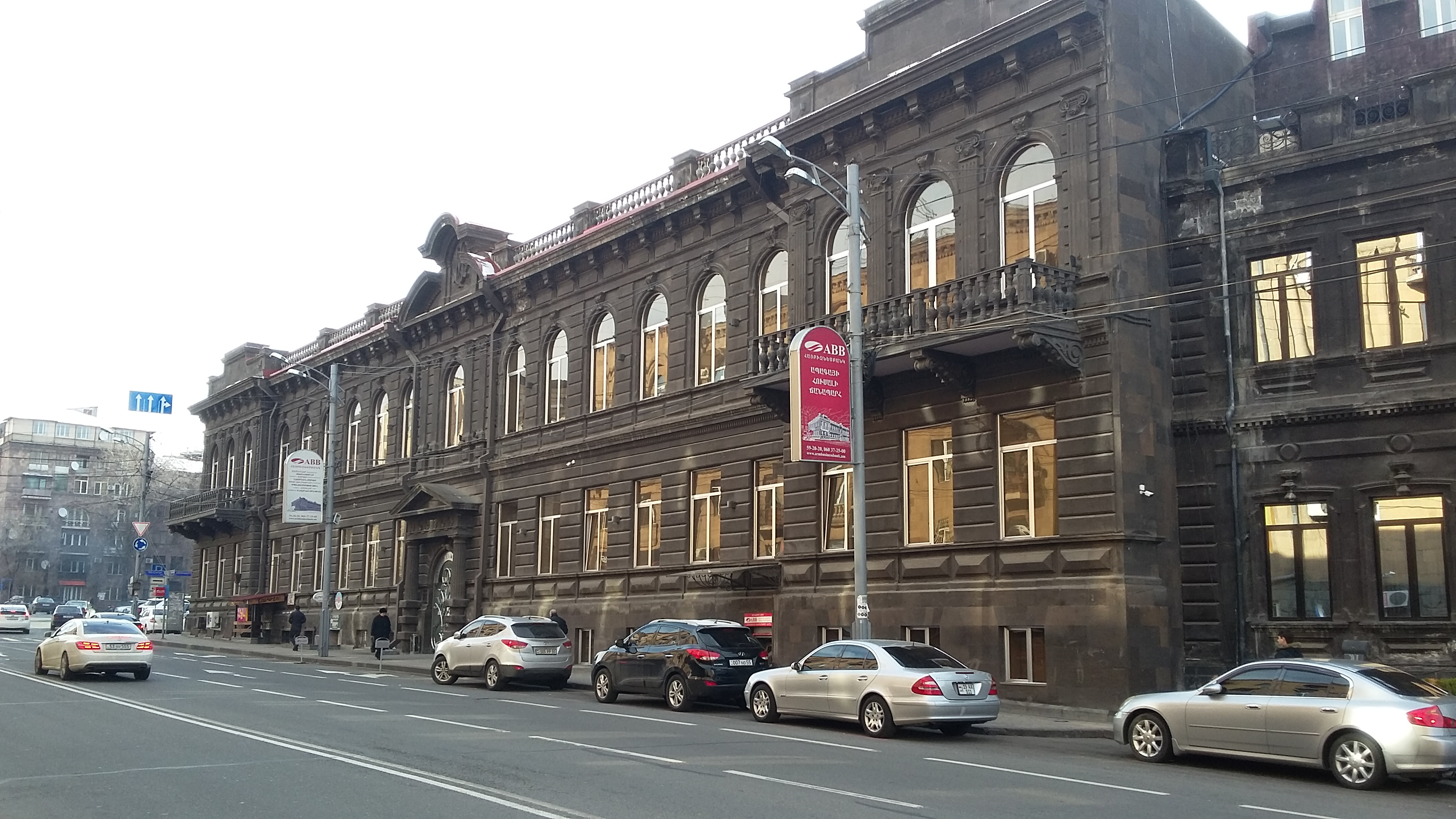
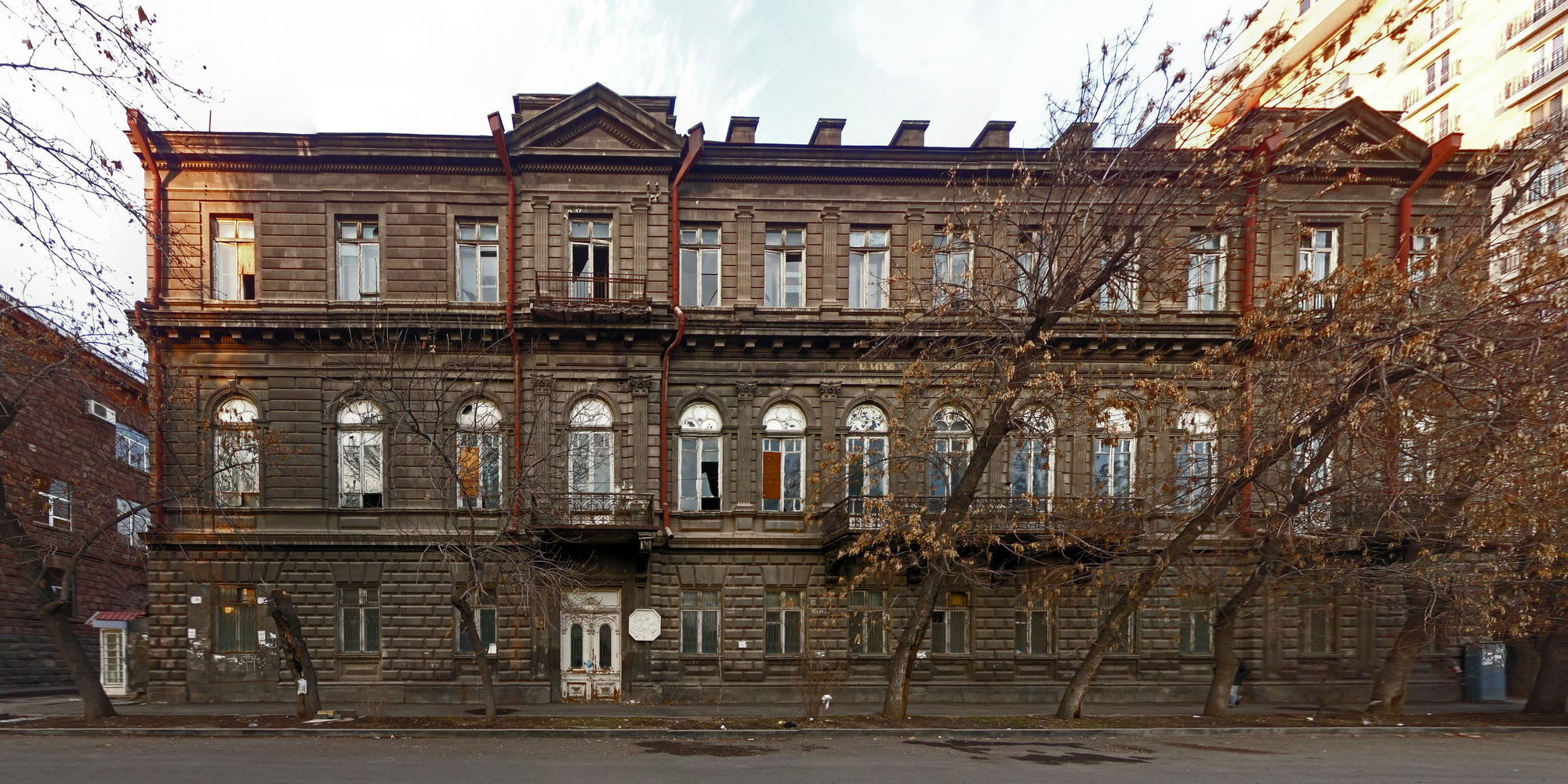
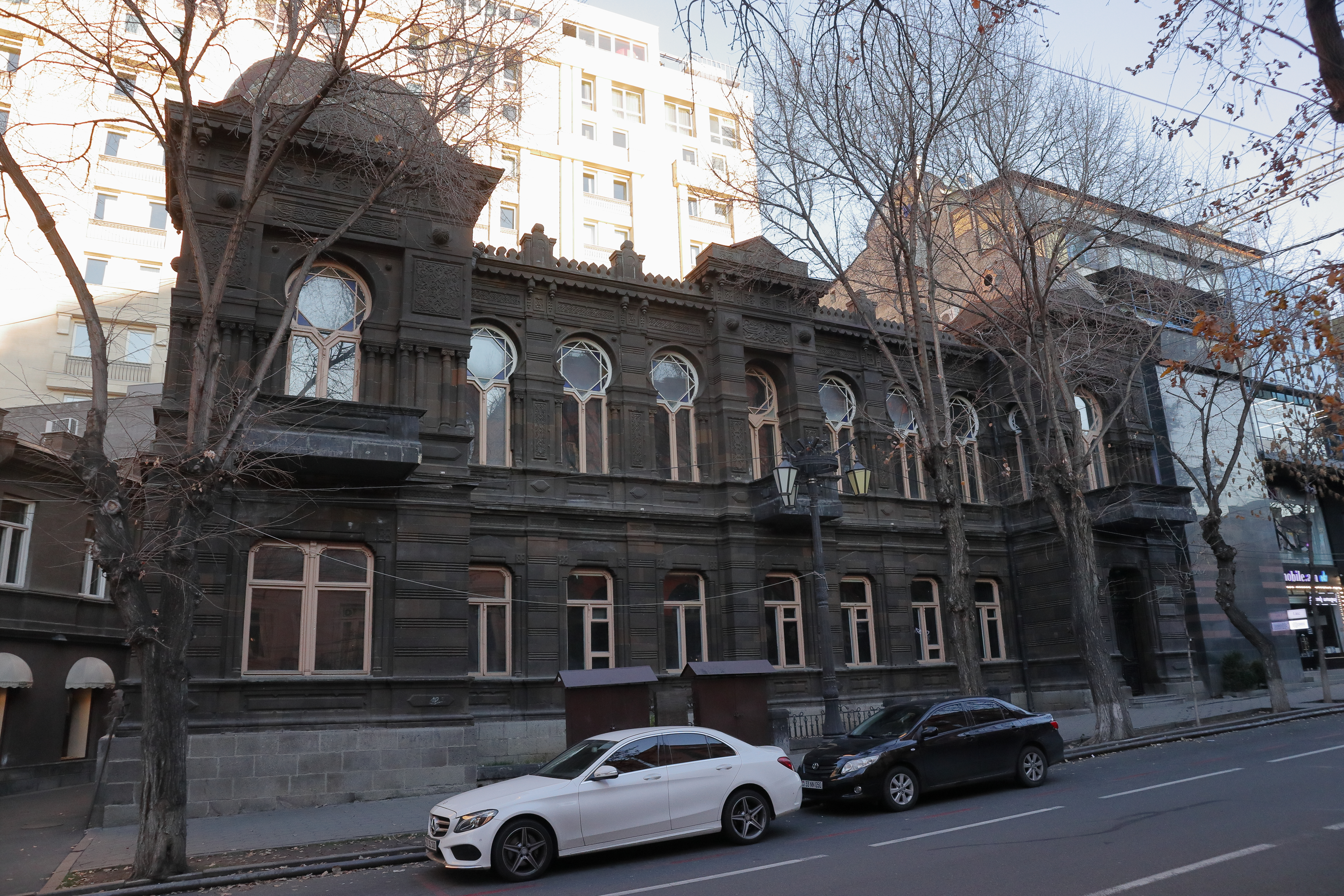
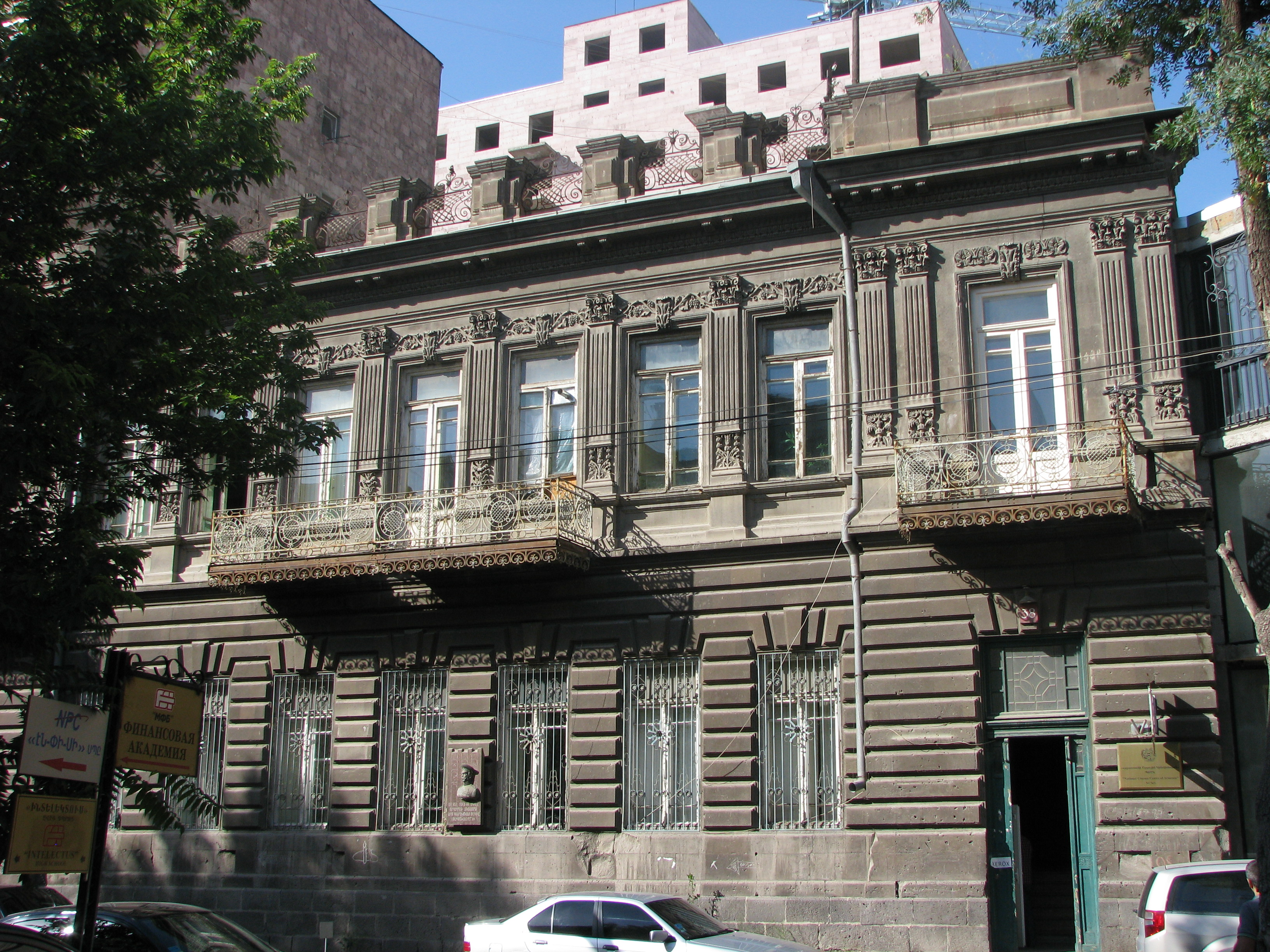
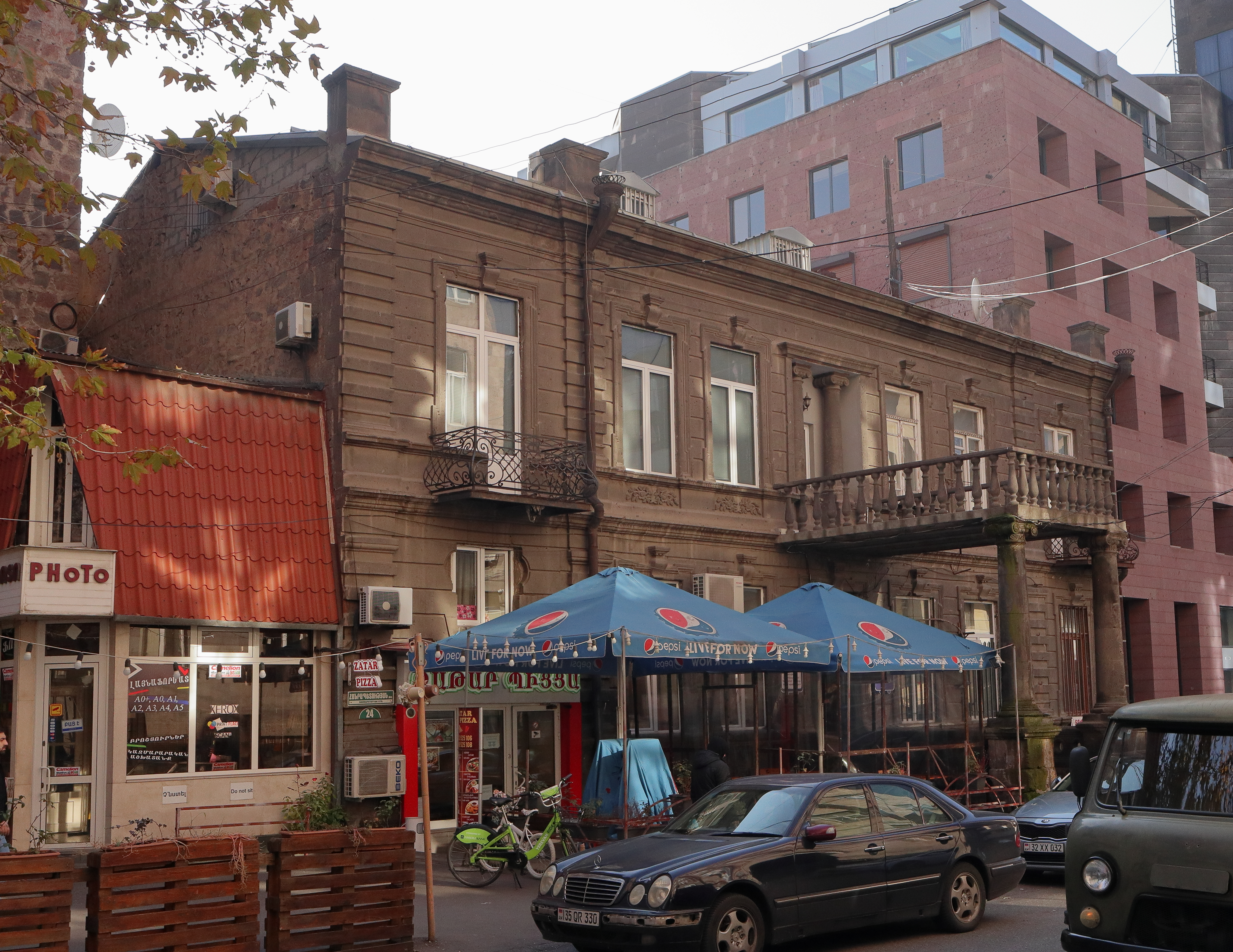
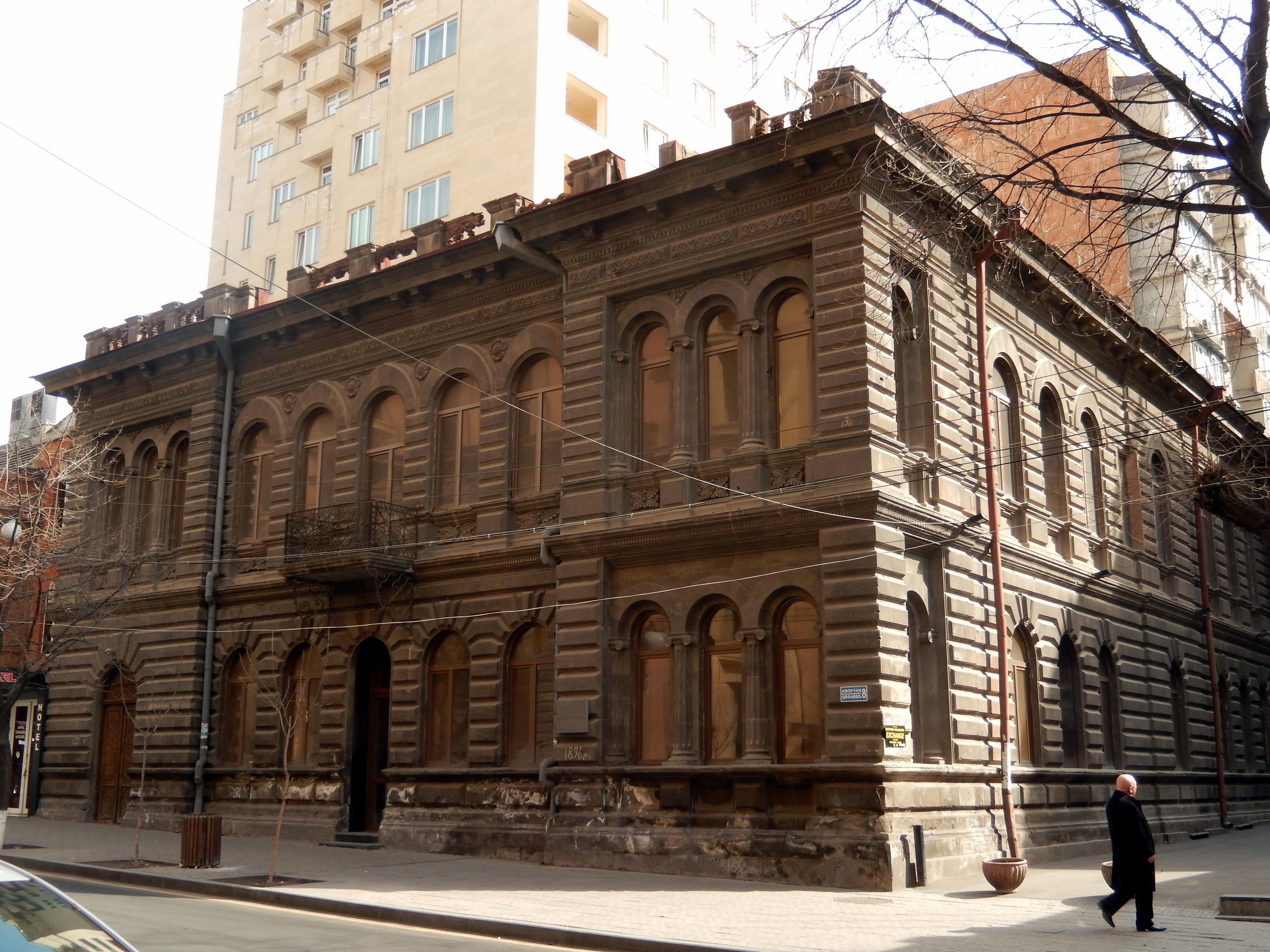
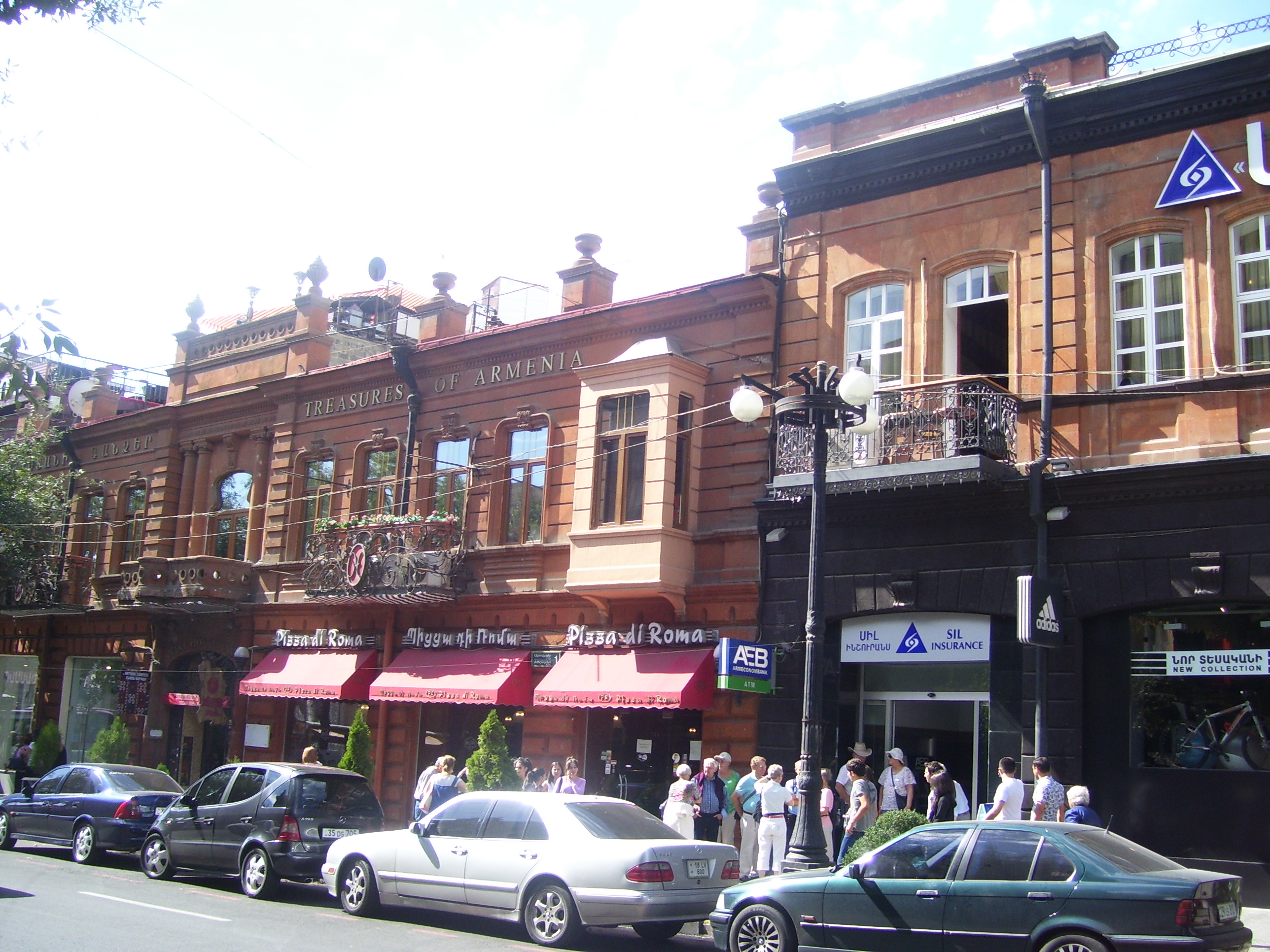
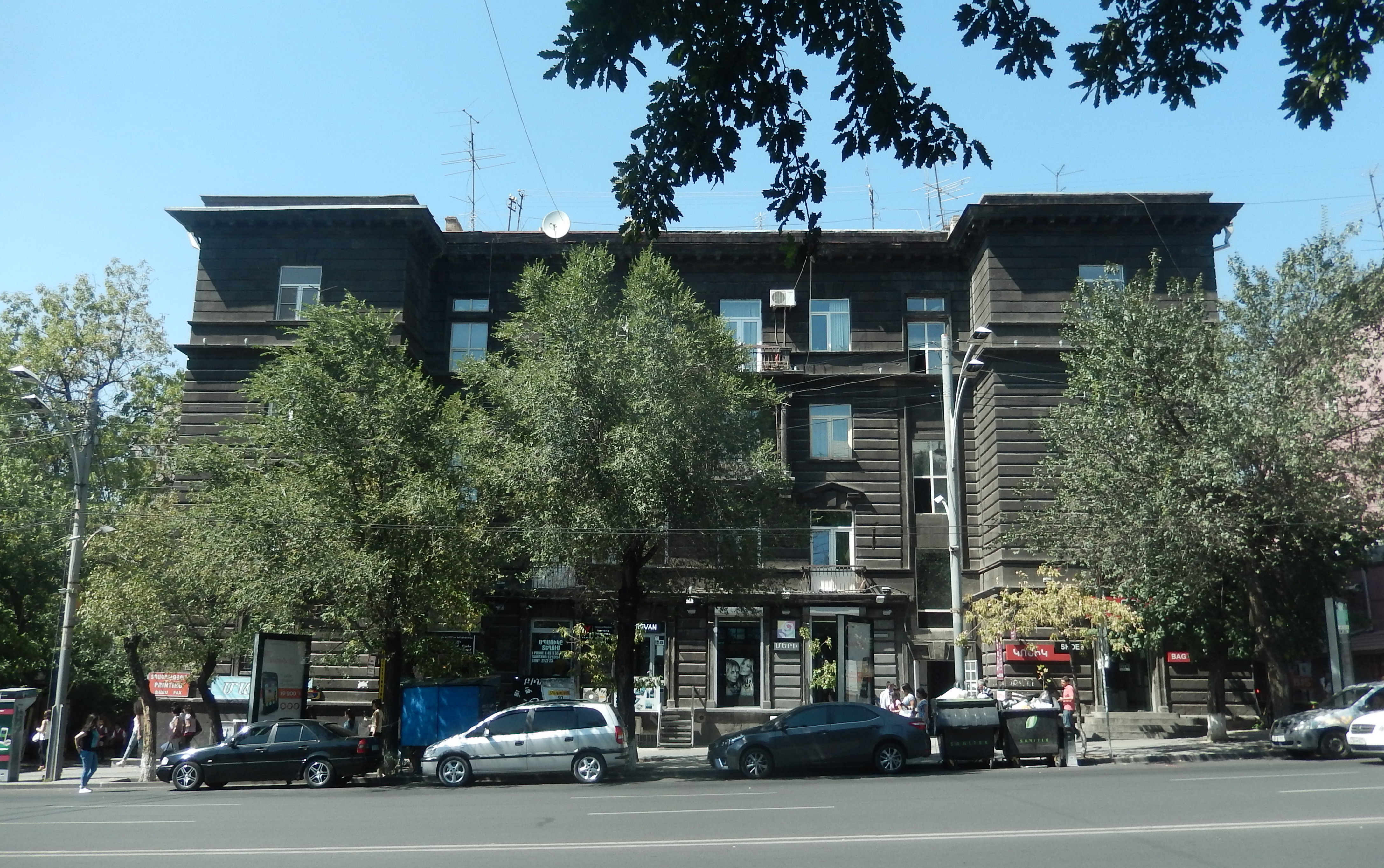
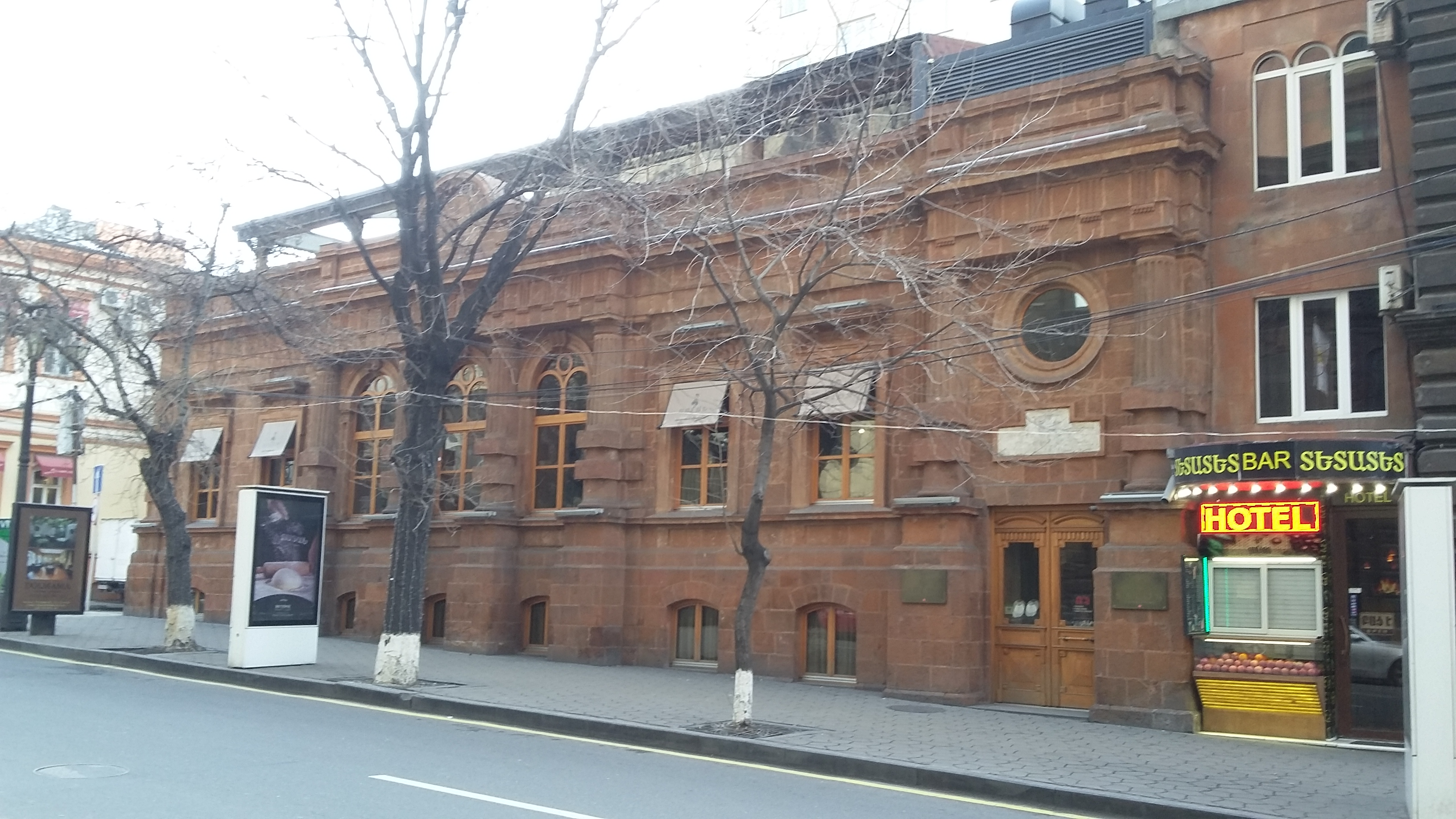
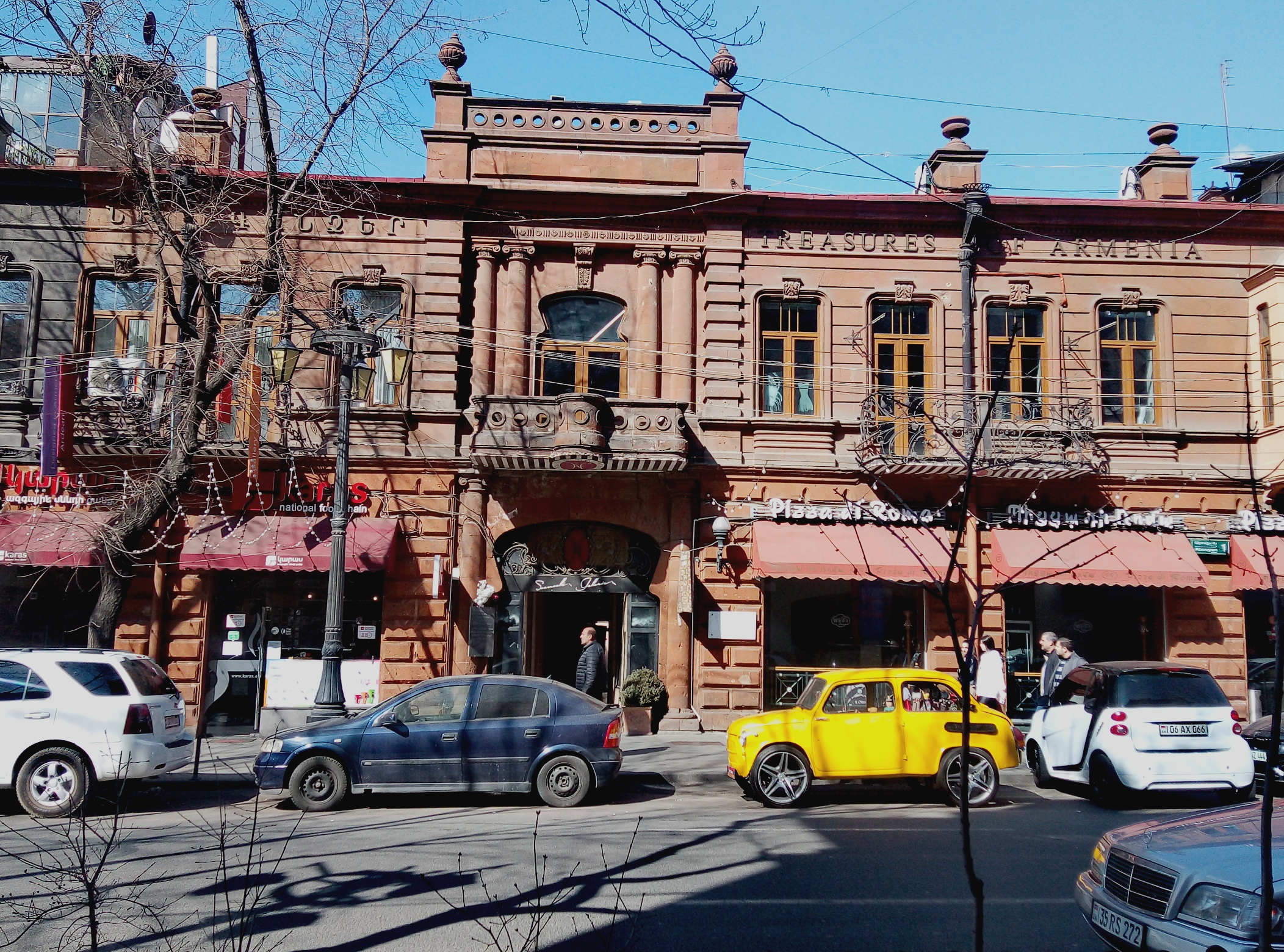
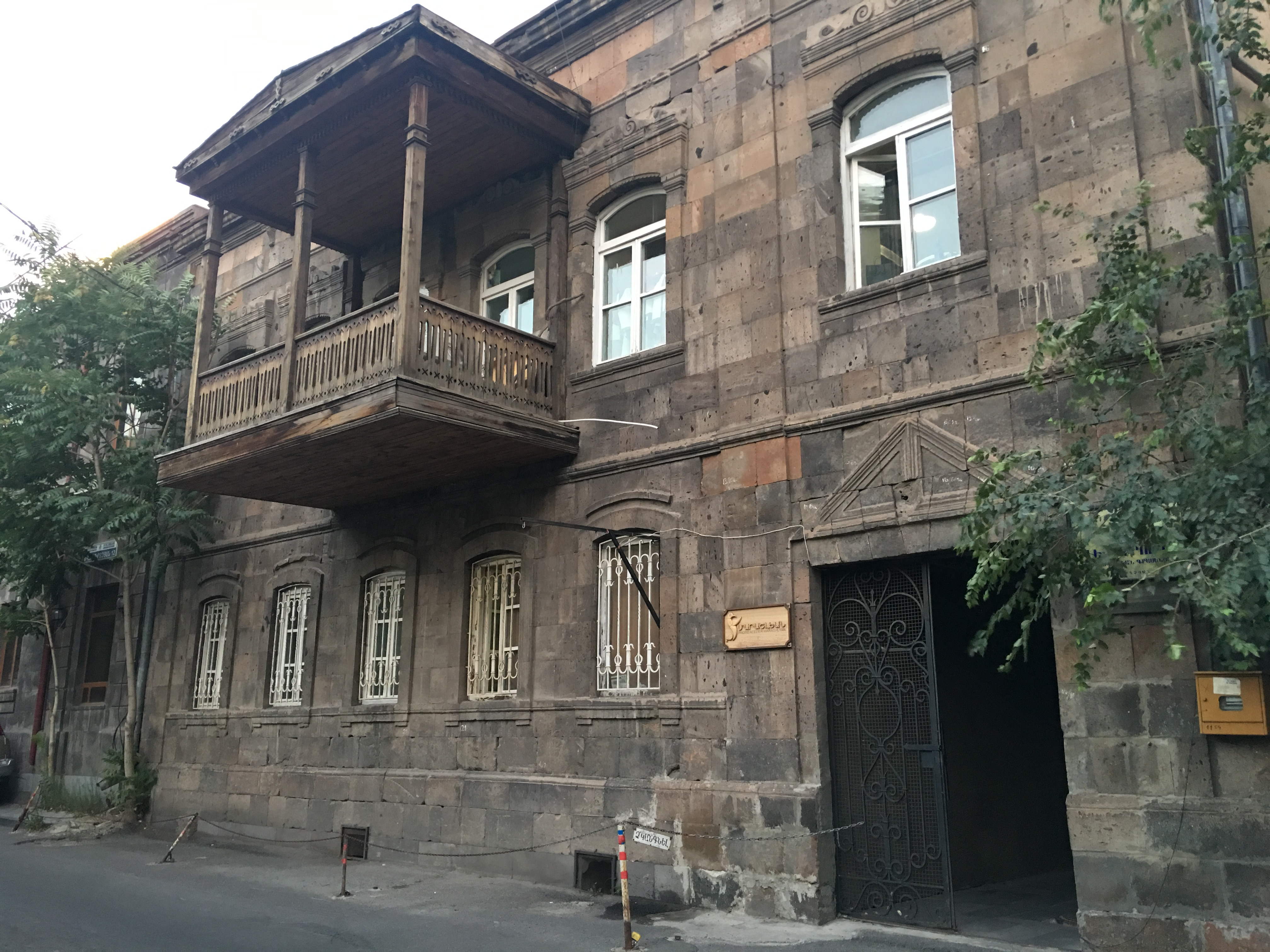
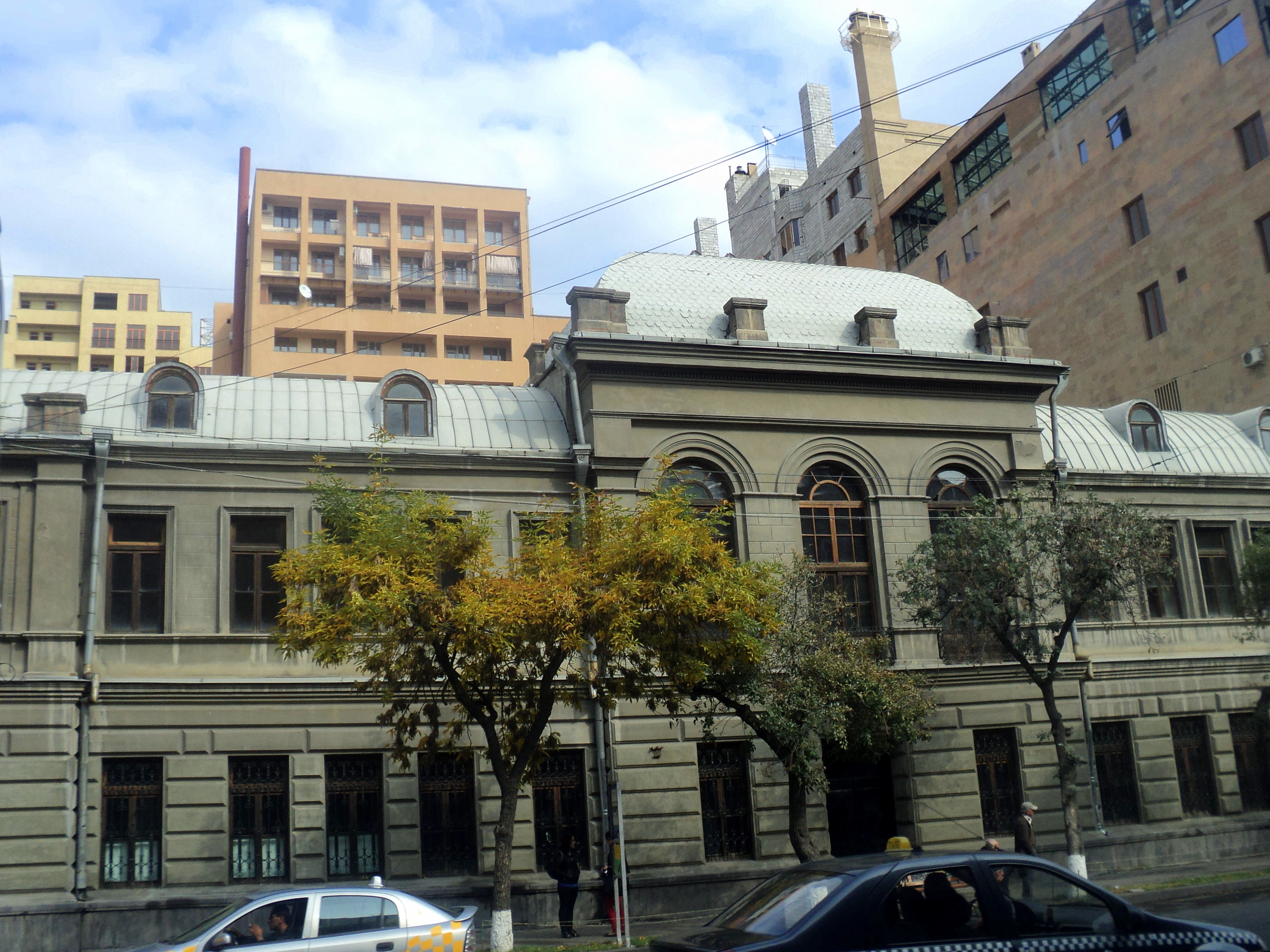
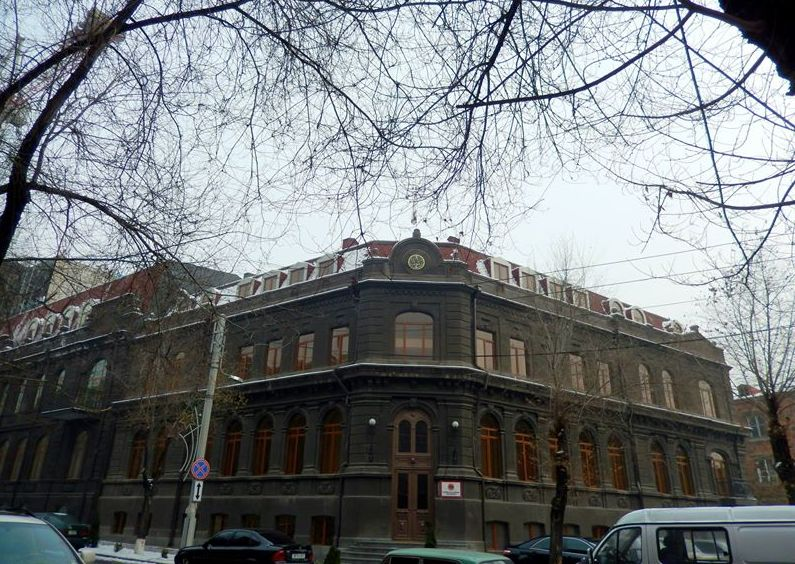
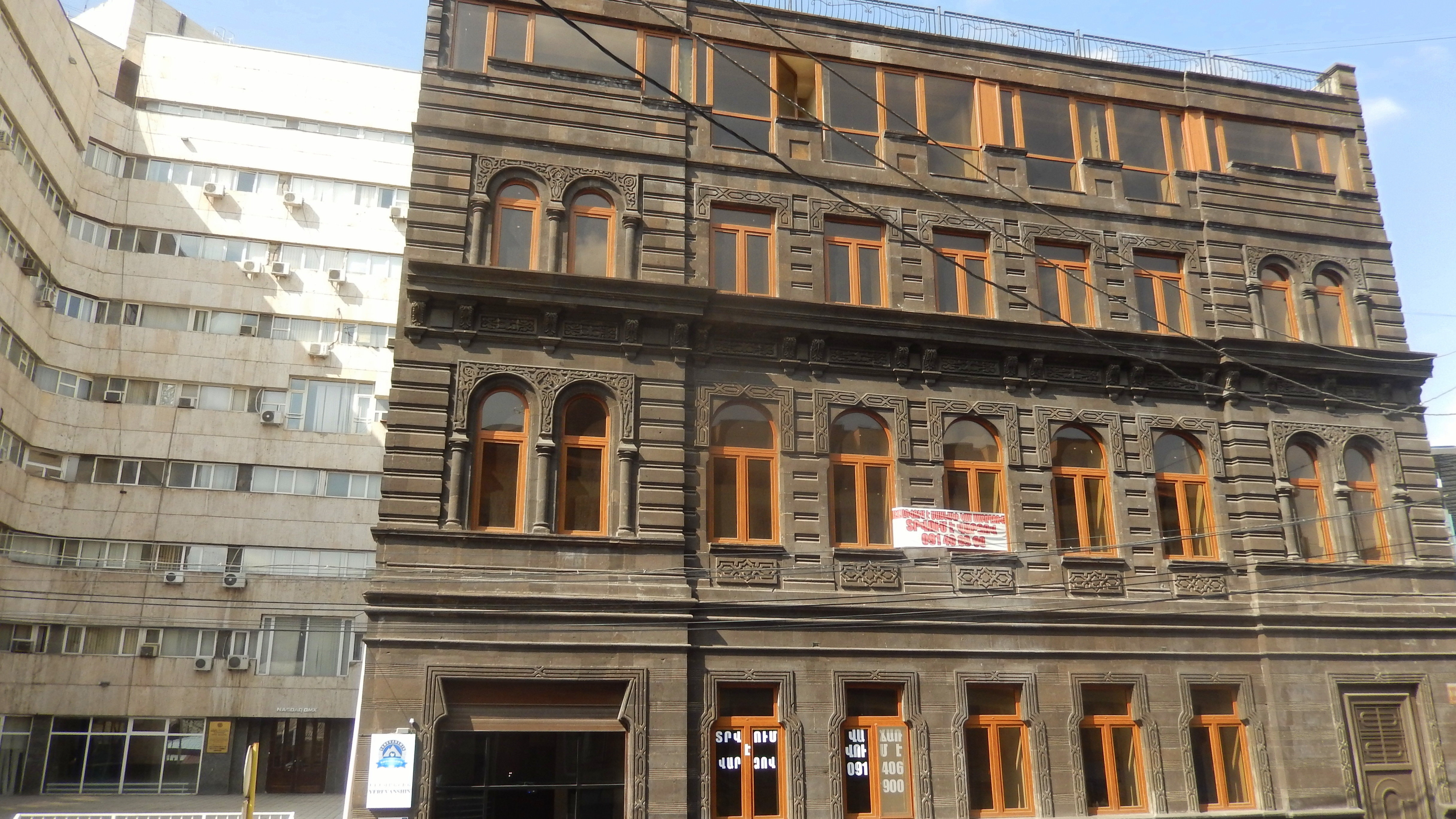
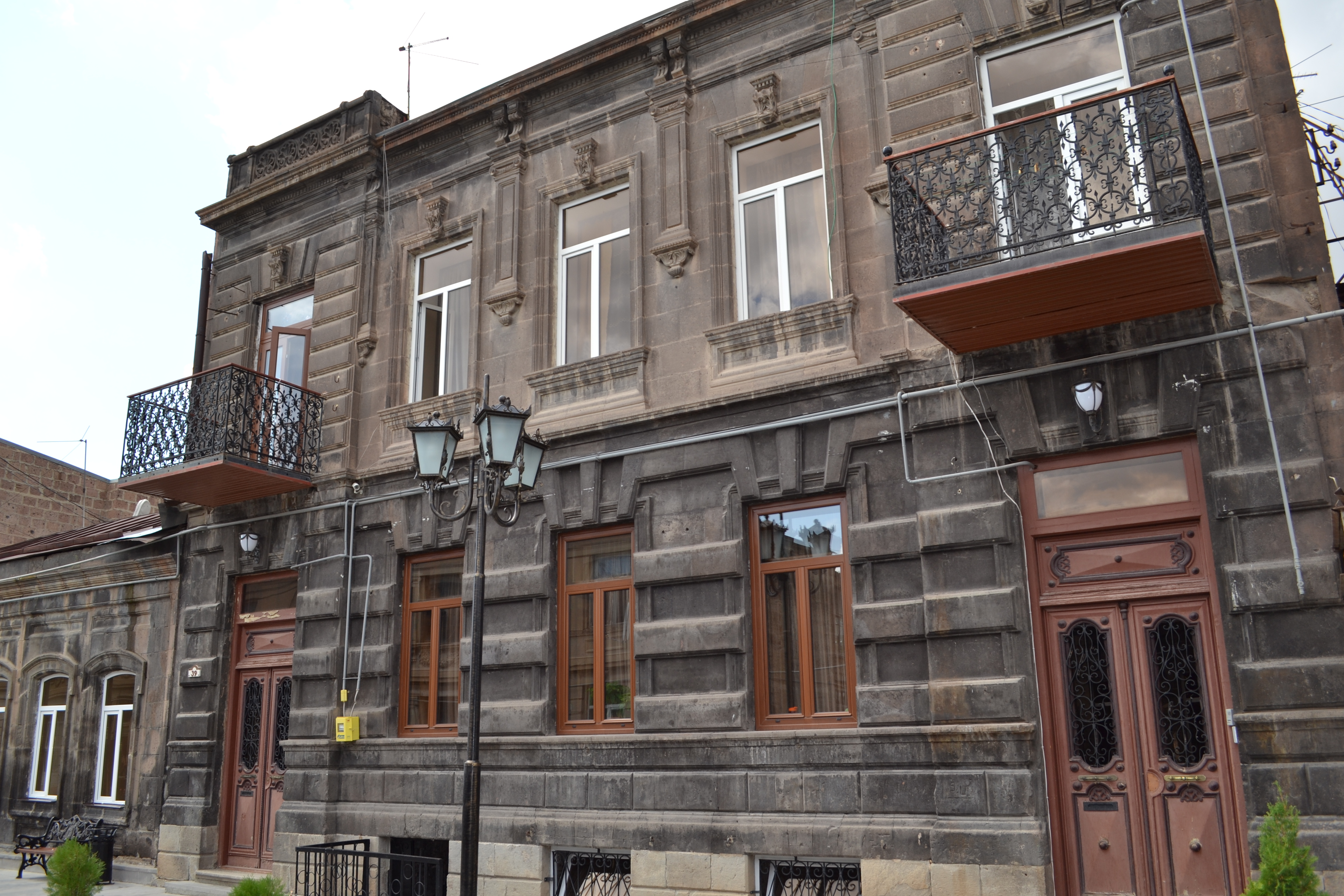
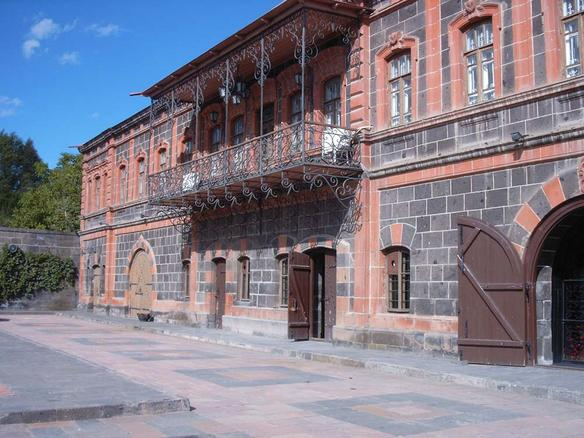
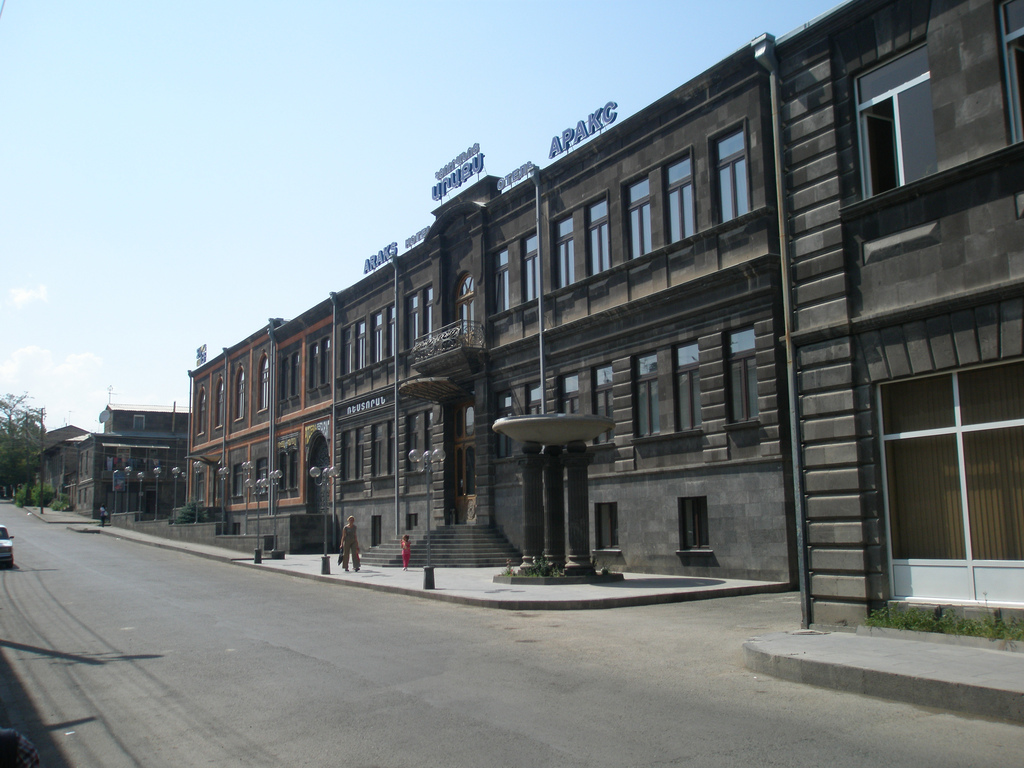
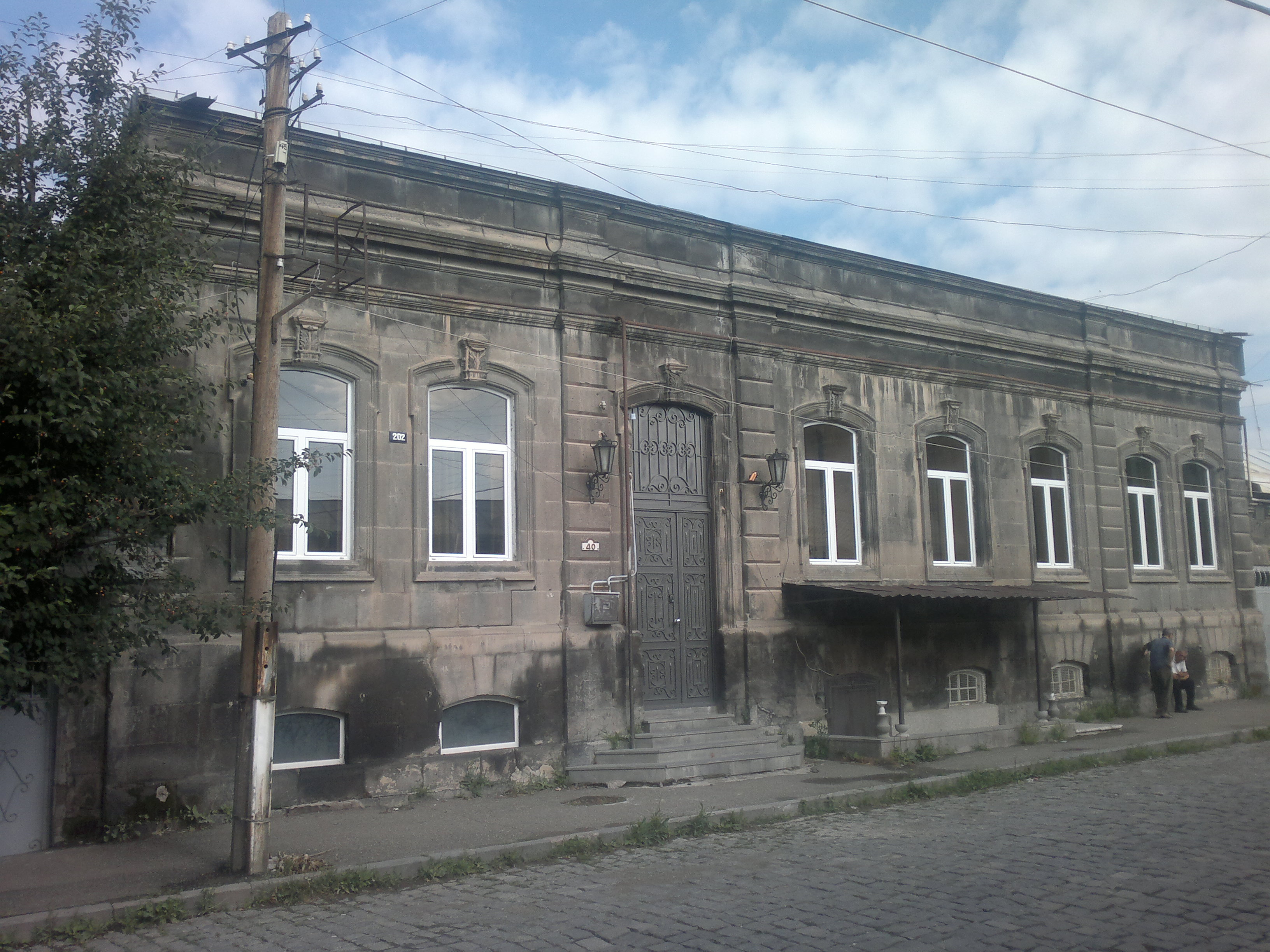
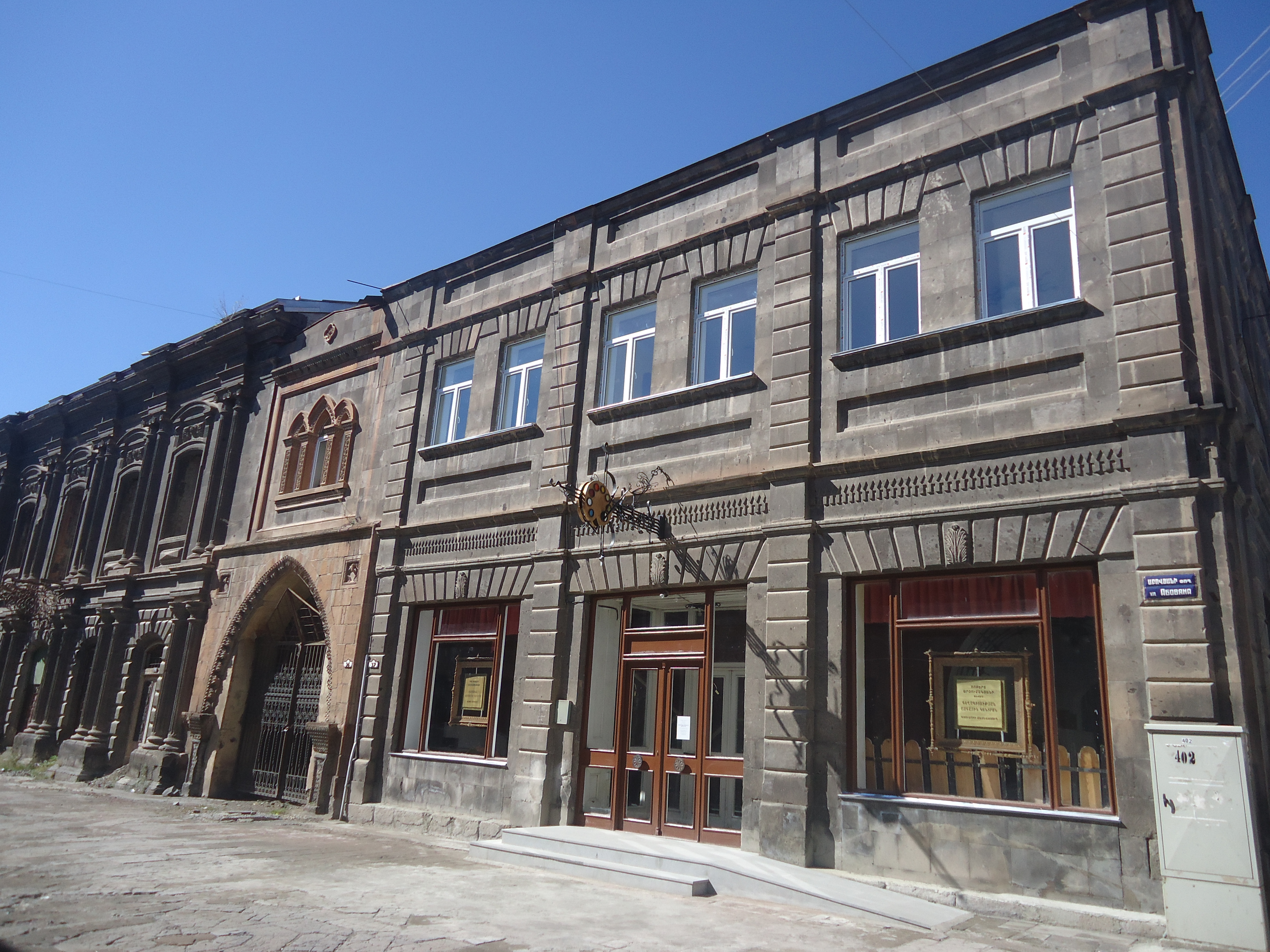
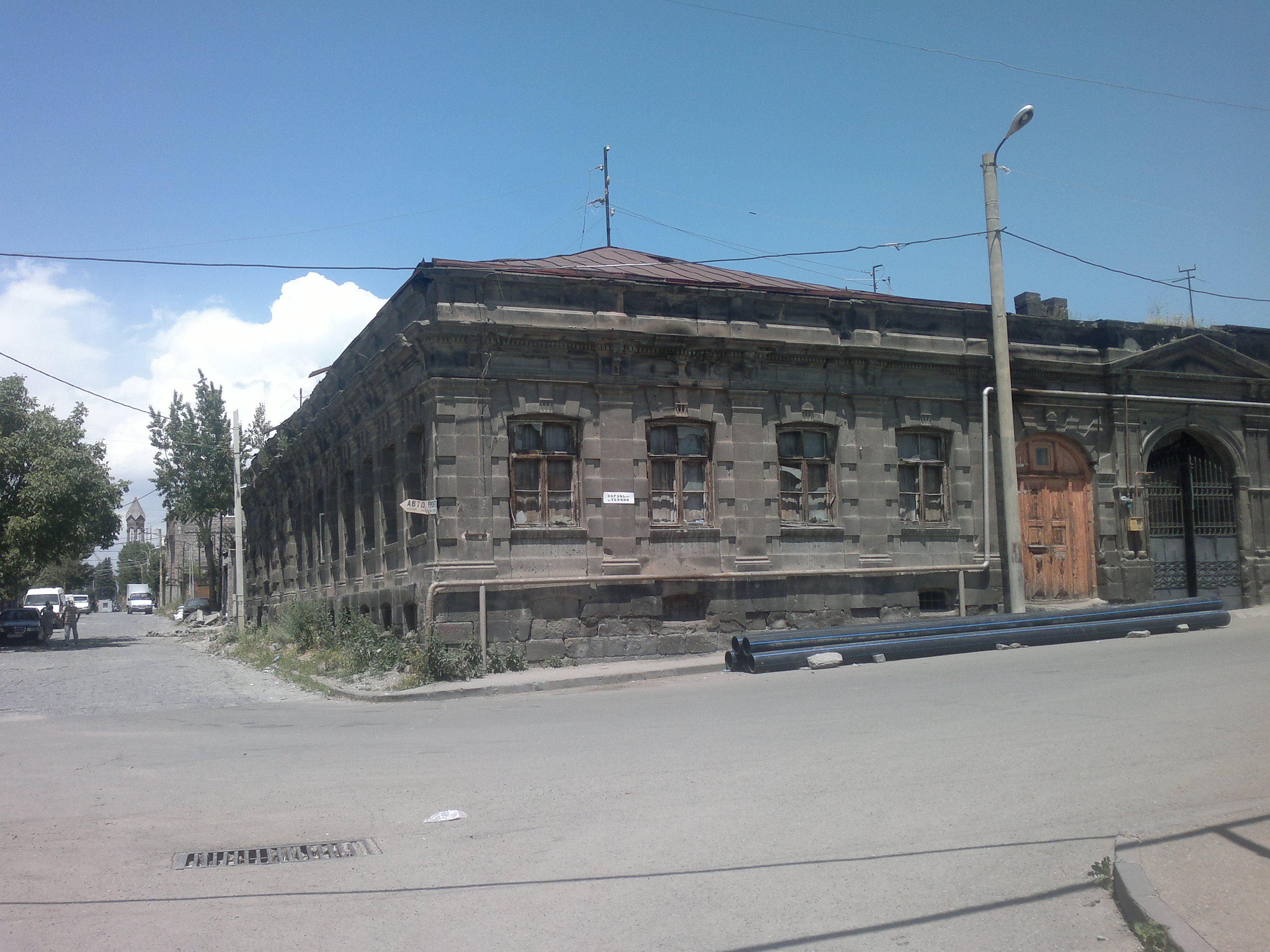
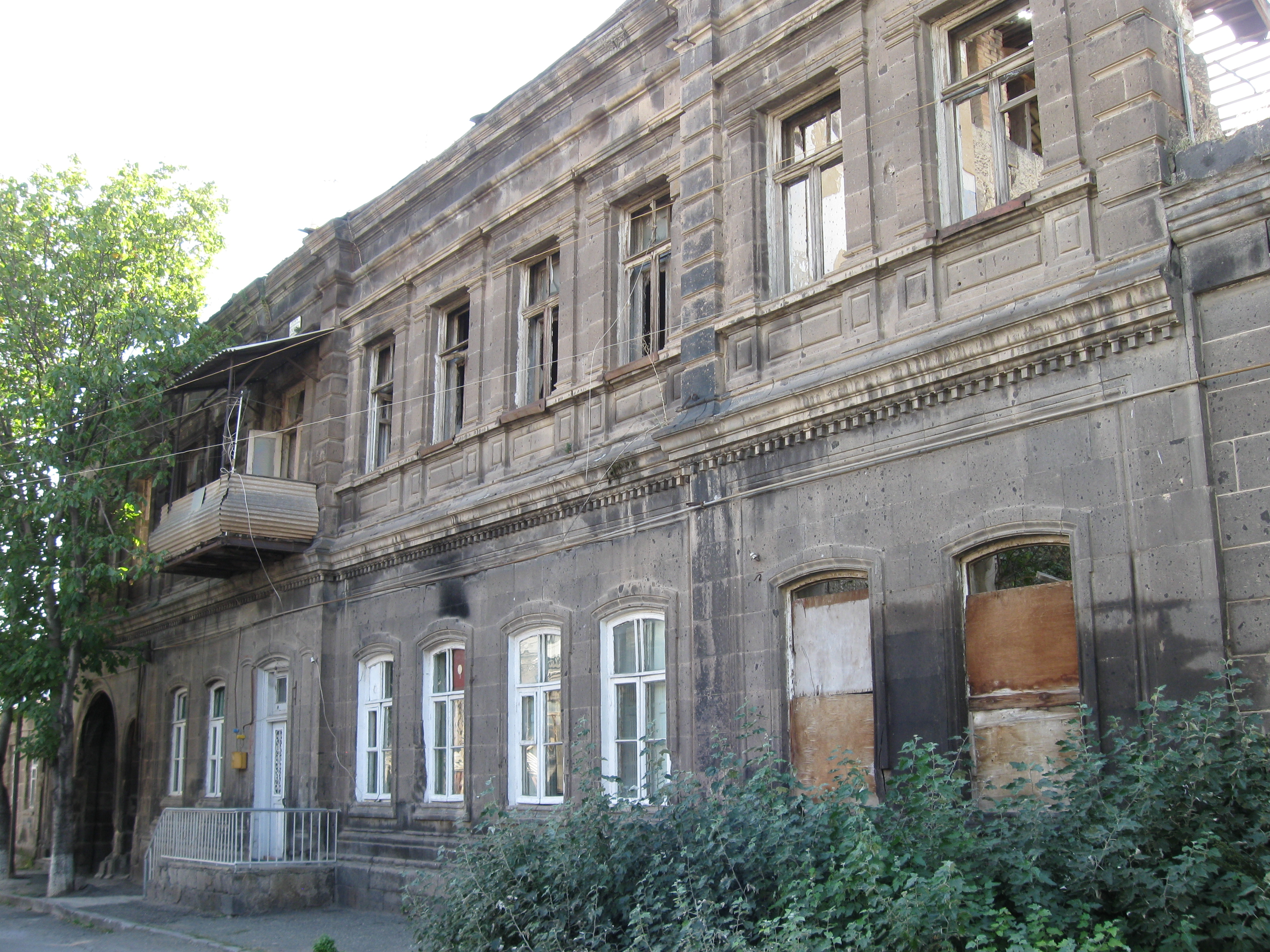
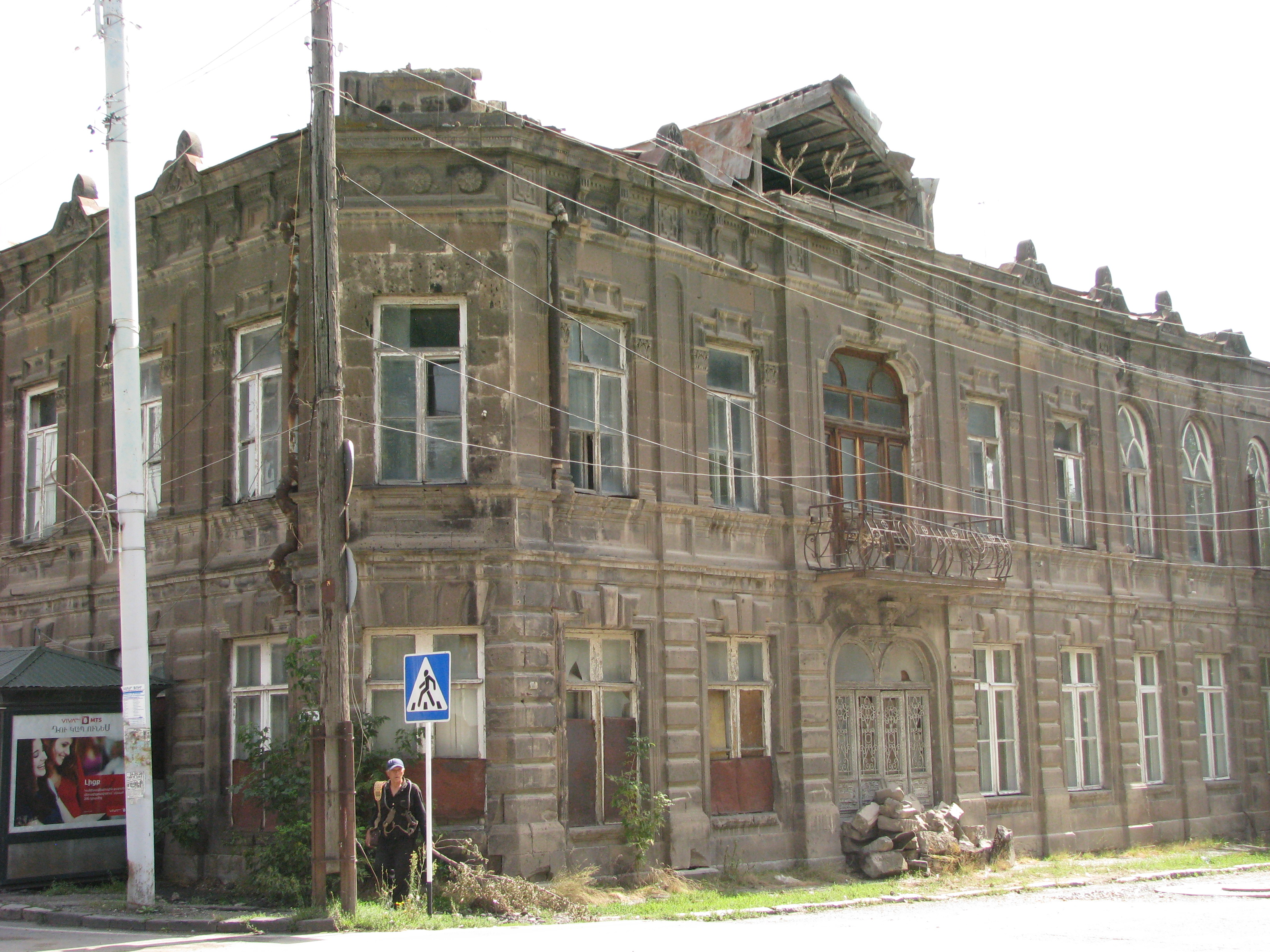
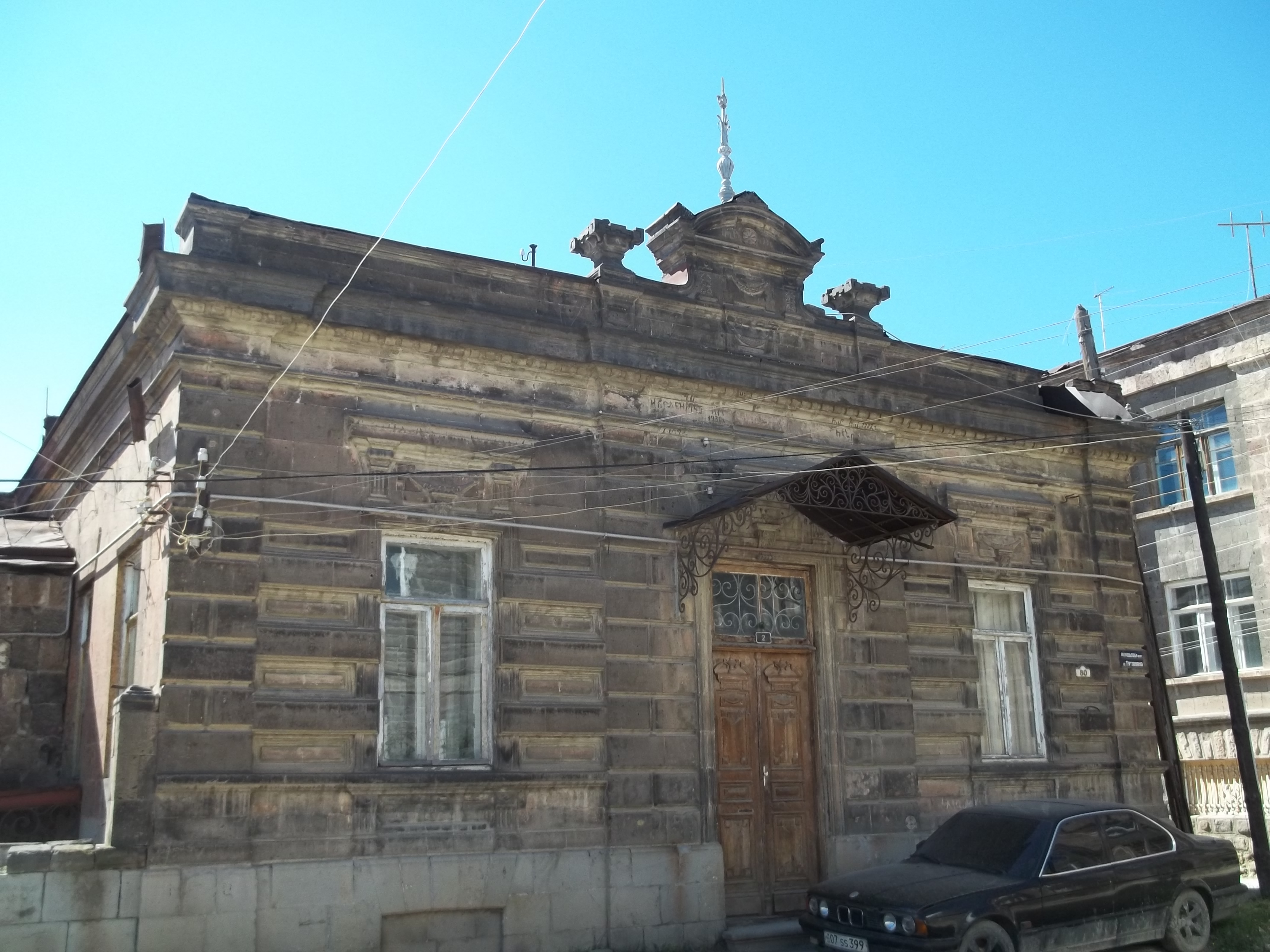
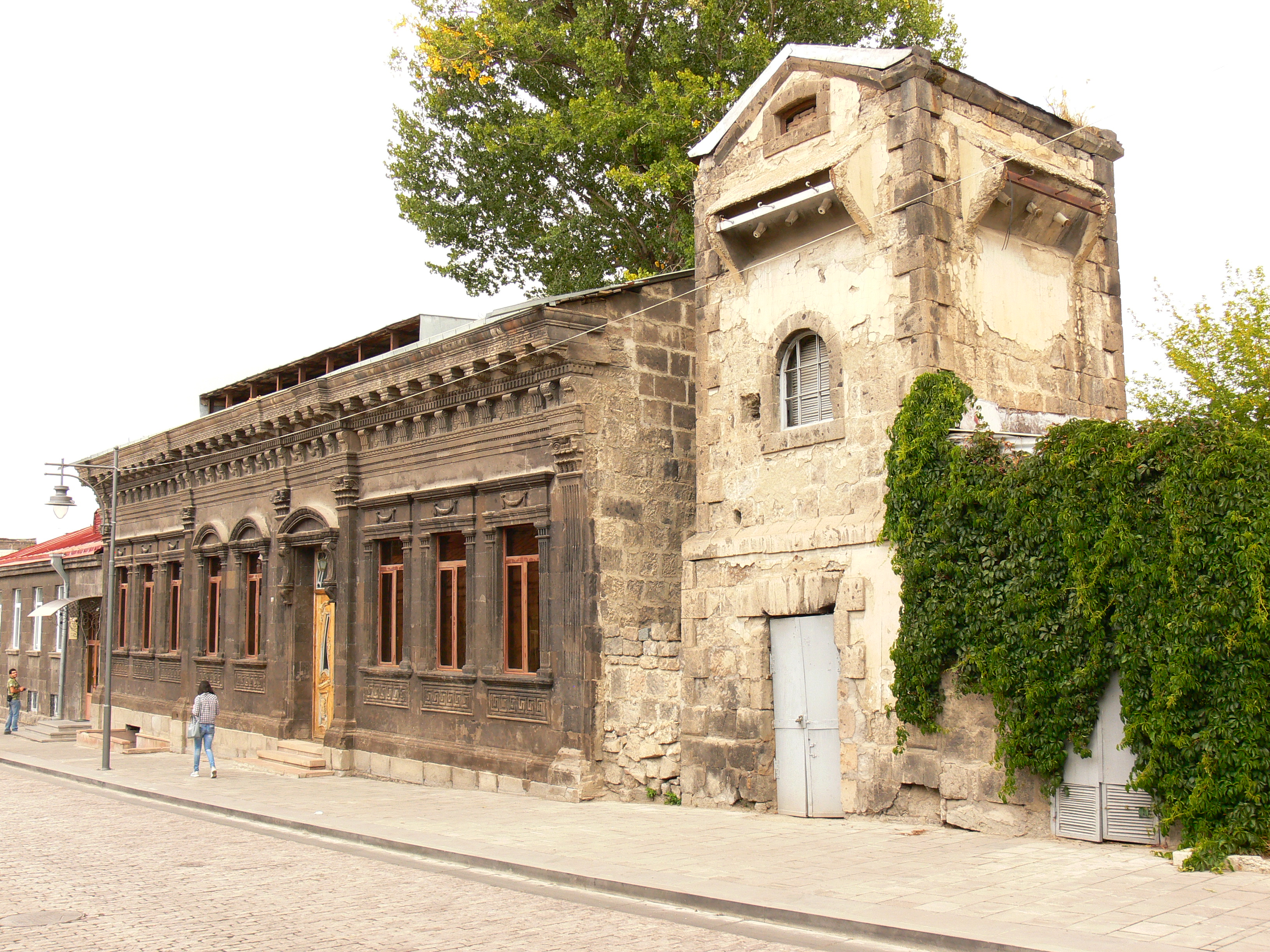
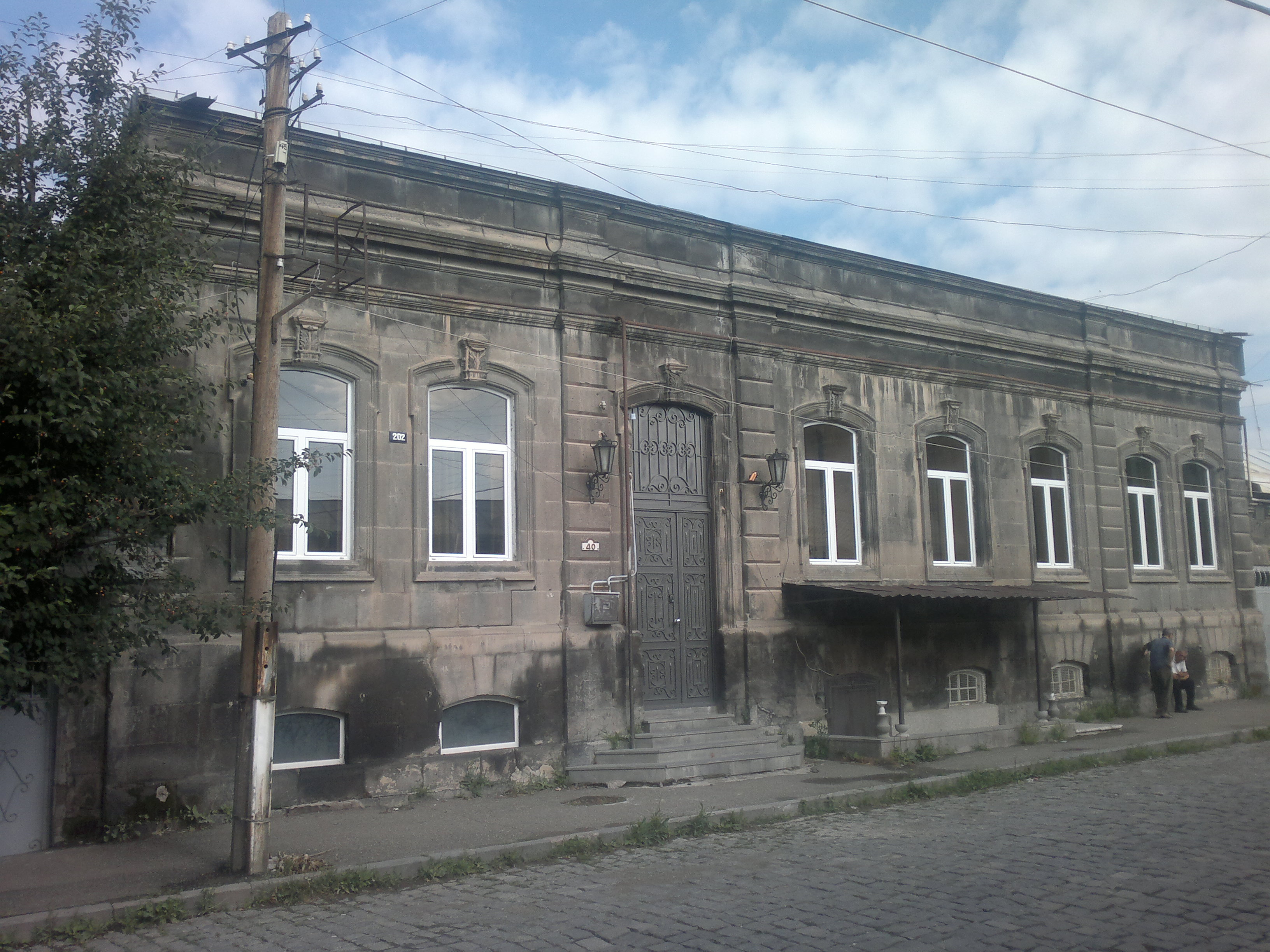
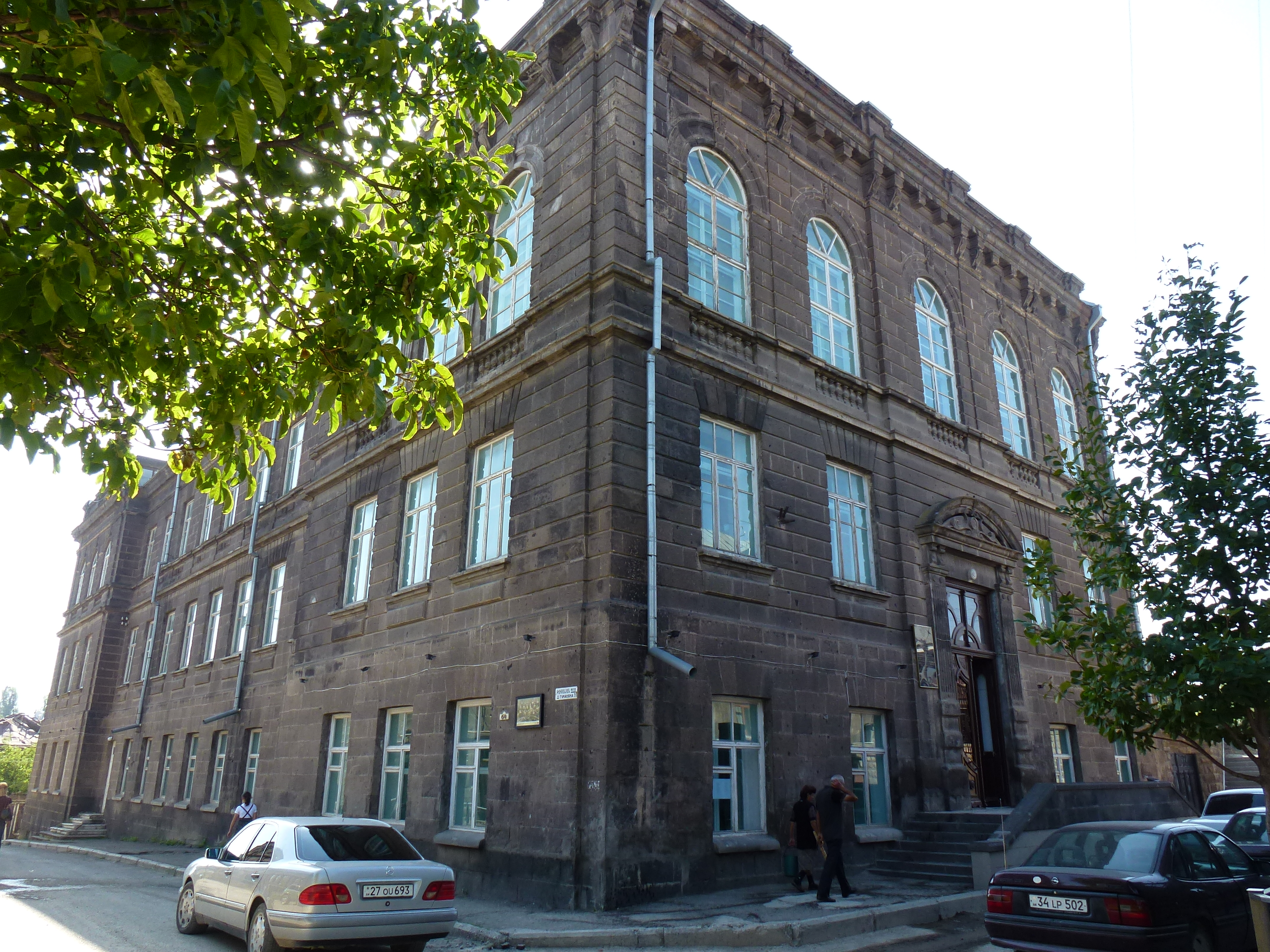
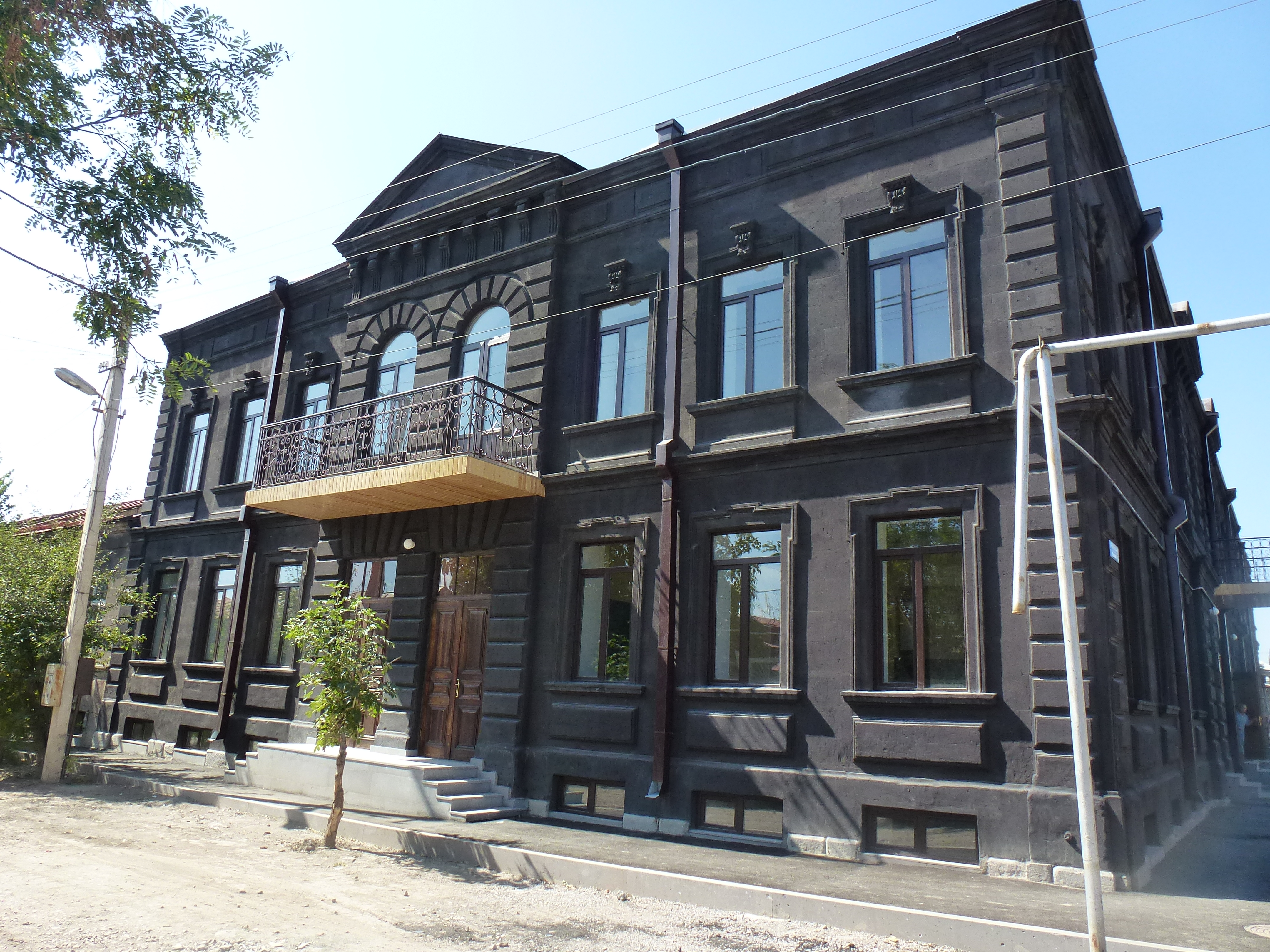
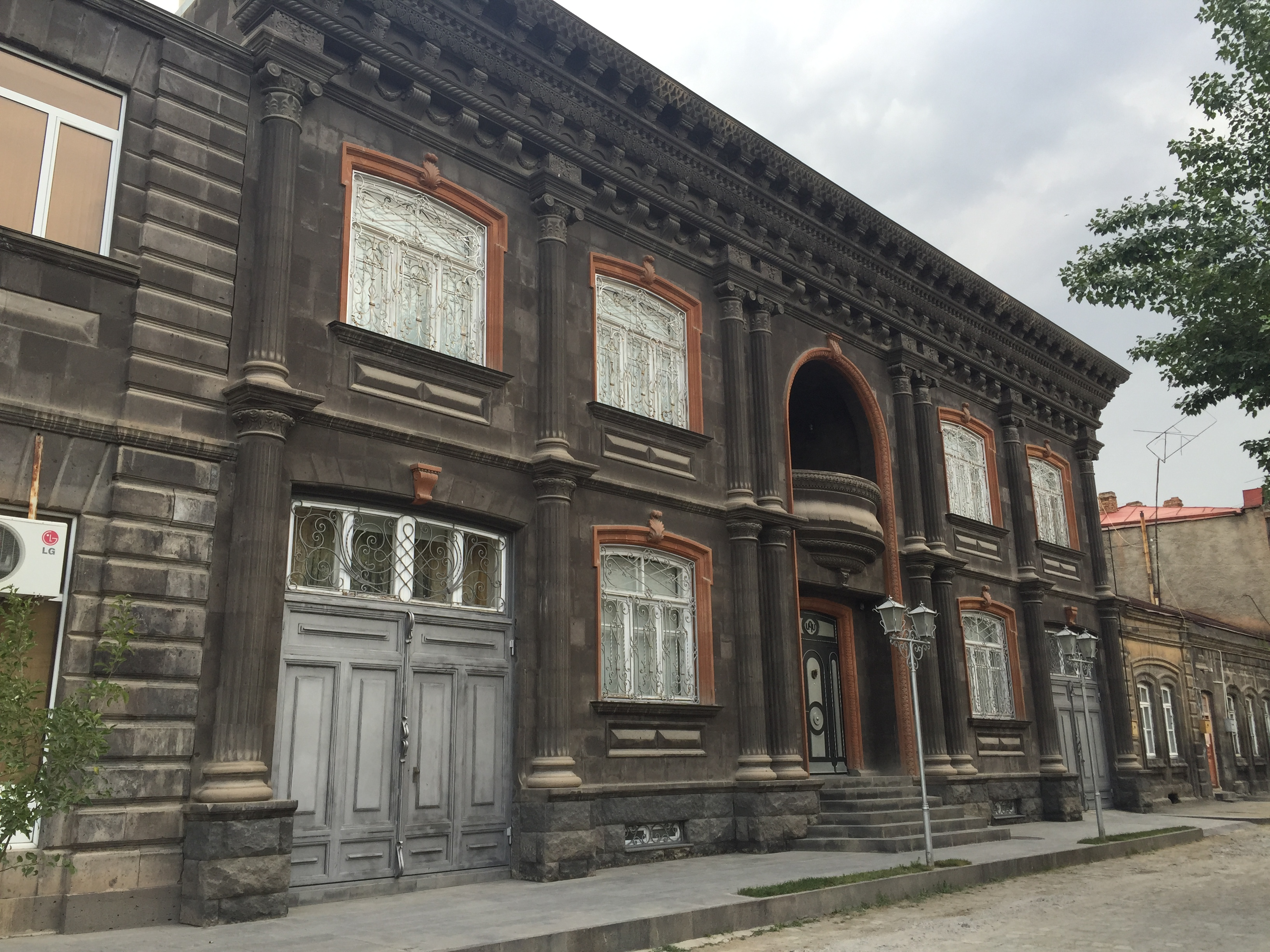
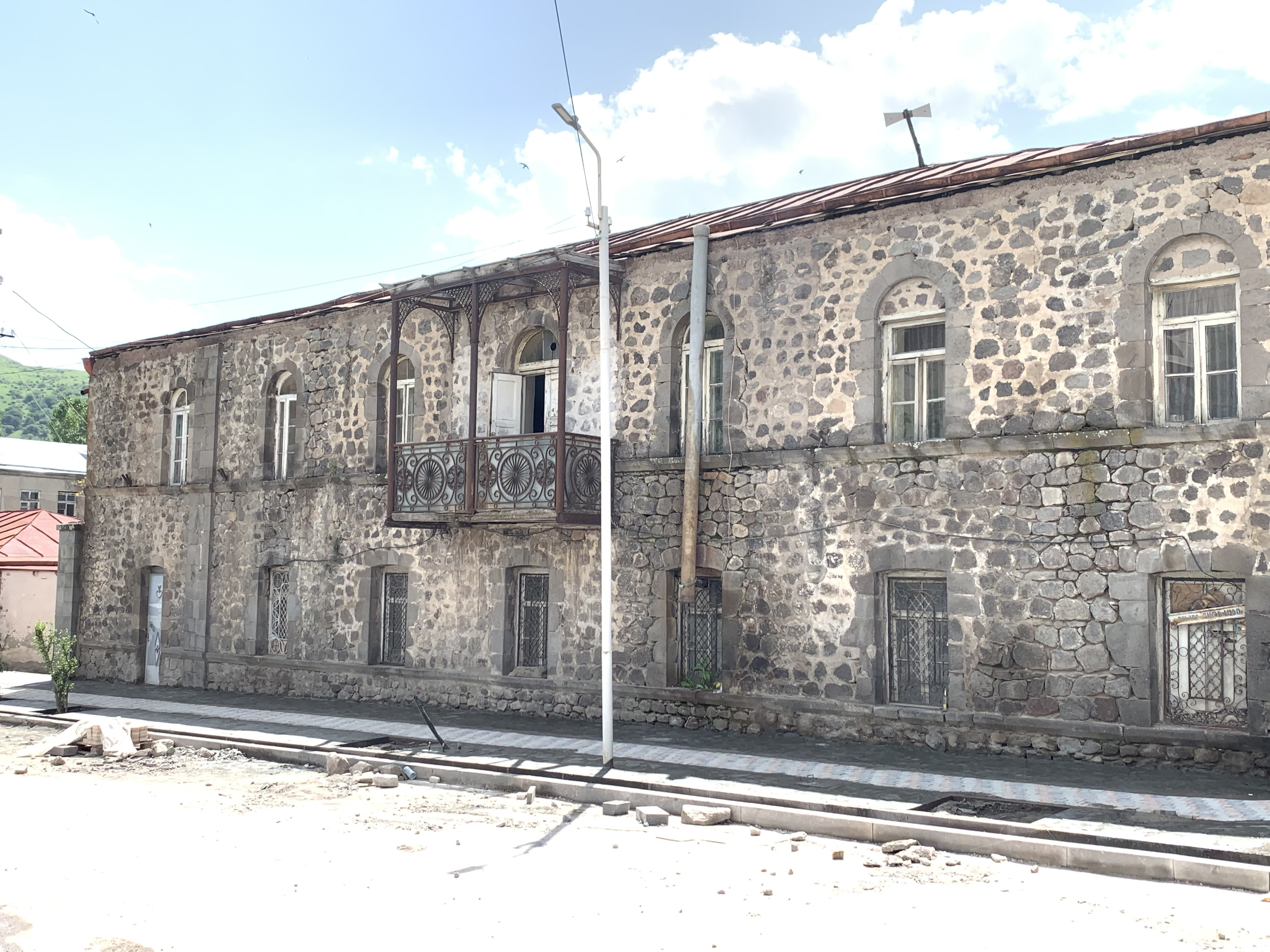
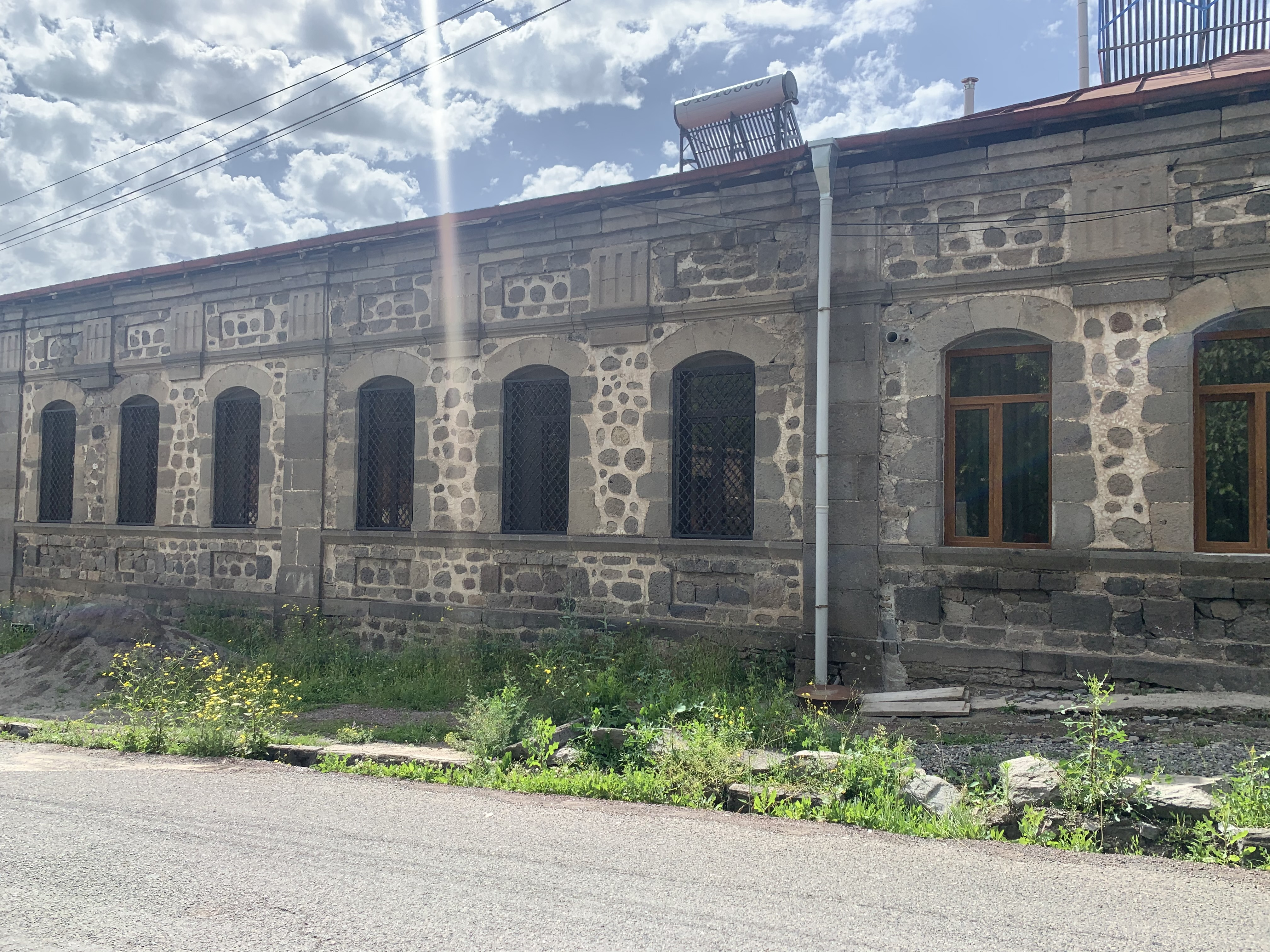
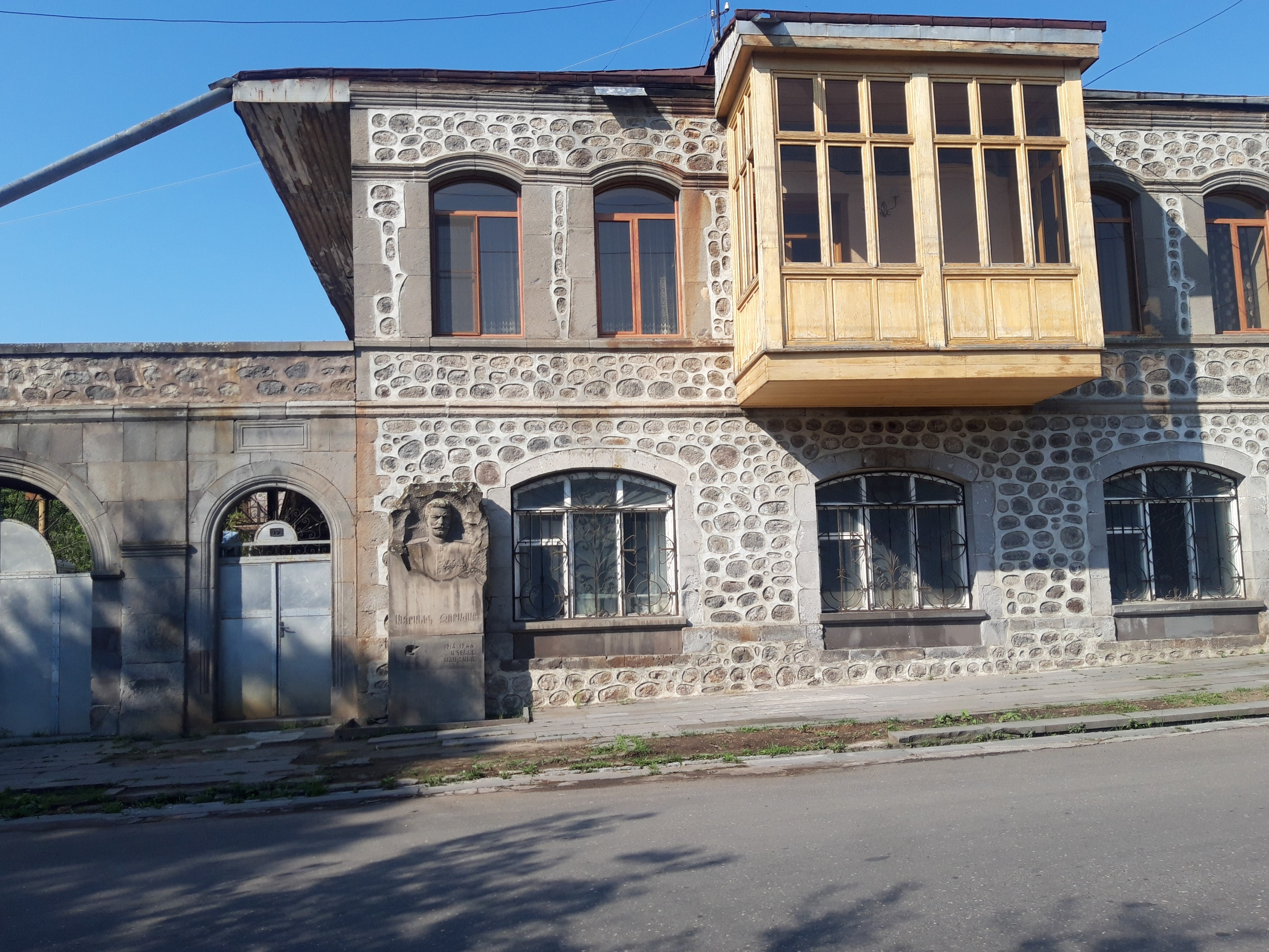

## XX век
История архитектуры Советской Армении начинается с Александра Таманяна. В начале XX столетия Таманян создал основную версию Генплана Еревана. Он является автором зданий «Оперы и балета им. Спендиарова», «Дома правительства». Параллельно с Таманяном творили мастера Н. Буниатян (гостиница «Ереван») и другие.
Эпоха 1930-х годов отражается в зданиях Г. Кочара (административное здание КГБ, Универмаг), К. Алабяна, М. Мазманяна, О. Маркарян.
Послевоенное архитектурное проектирование возглавили Р. Исраэлян (Винные подвалы треста «Арарат», Монумент Победы в парке «Ахтанак»), Г. Таманян (кинотеатр «Наири», Консерватория им. Комитаса, Музыкальная школа им. Саят-Новы, Школа им. А. П. Чехова), М. Григорян (Резиденция президента, Национальное собрание, Матенадаран, Картинная галерея, Конституционный суд), Э.Тигранян (ЕГУ, здание железнодорожного вокзала), С. Сафарян (Дом правительства н.2, НАН РА, ИМЛ (ныне посольство Китая в Армении), Драм. театр в Ленинакане, Медицинский институт, Школа им. А. С. Пушкина), Г. Агабабян (Крытый рынок), К. Акопян (стадион «Динамо», стадион «Раздан»), С. Кнтехцян (летний зал кинотеатра «Москва»), С. Гурзадян (Бюраканская астрофизическая обсерватория), А. Тарханян (Памятник жертвам геноцида армян в 1915 году, аэропорт Звартноц, Спортивно-концертный комплекс).
В 1970-х годах архитекторами Л. Христафоряном и Р. Асратяном были созданы здания аэропортов «Ширак» и «Эребуни». Аэропорт в Гюмри является одним из зданий Армении, которые выдержали землетрясение 1988 года.
Архитектура Советской Армении в двадцатом веке развивалась на основе лучших традиций армянского архитектурного стиля.

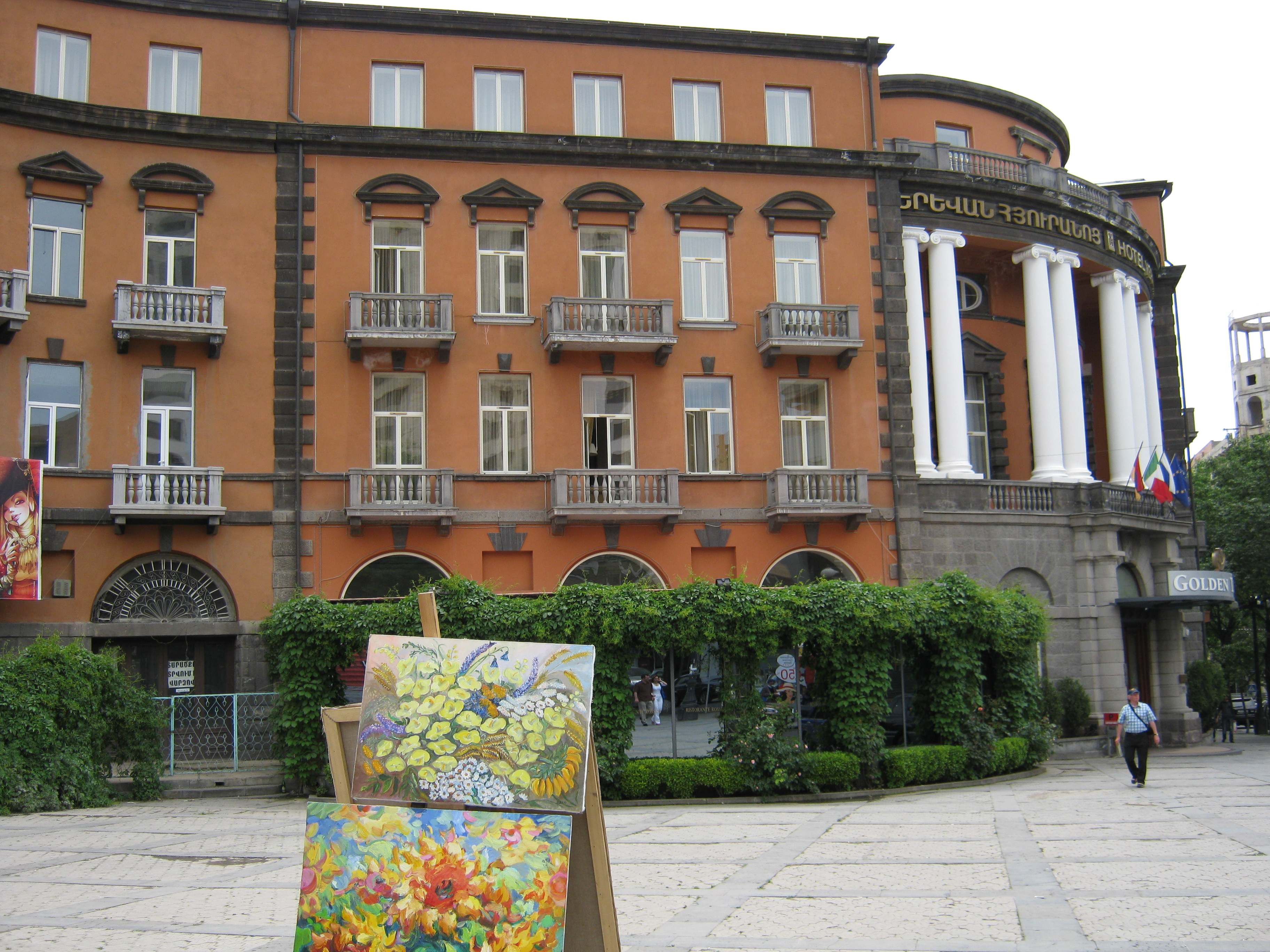
Н. Буниатян. Гостиница «Ереван» (1926—1928)
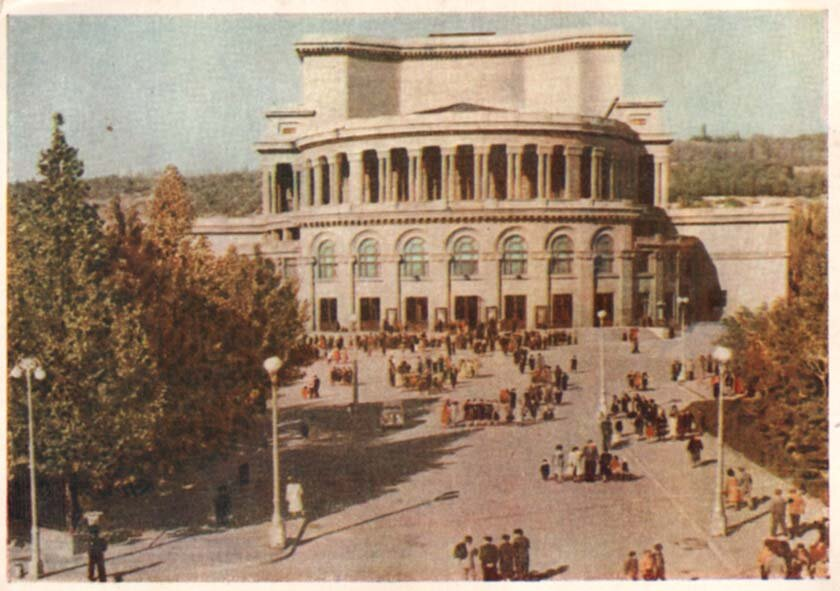
А. Таманян. Театр оперы и балета в 1951 году (1926—1939)
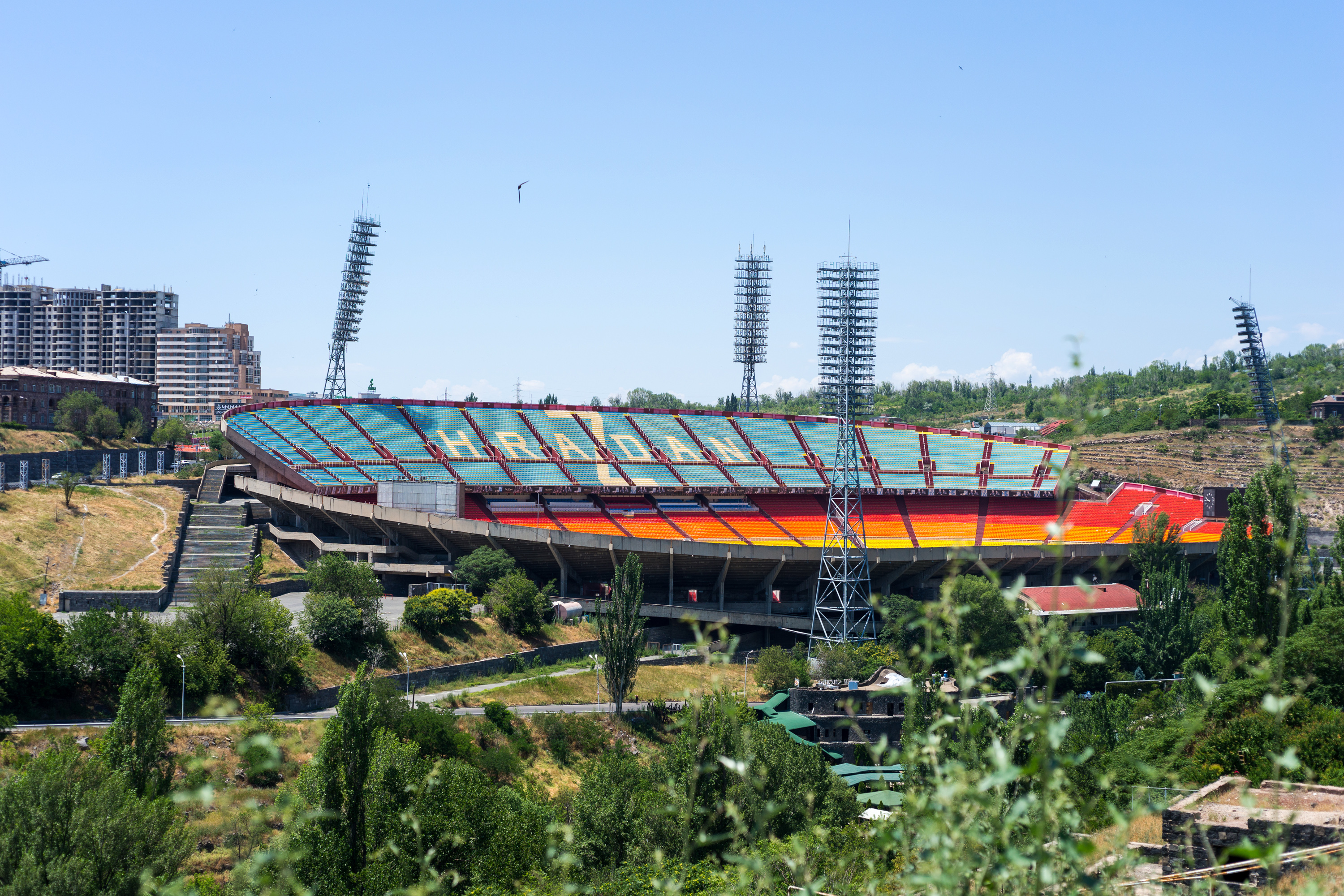
К. Акопян, Г. Мусаелян. стадион «Раздан» (1970—1971)
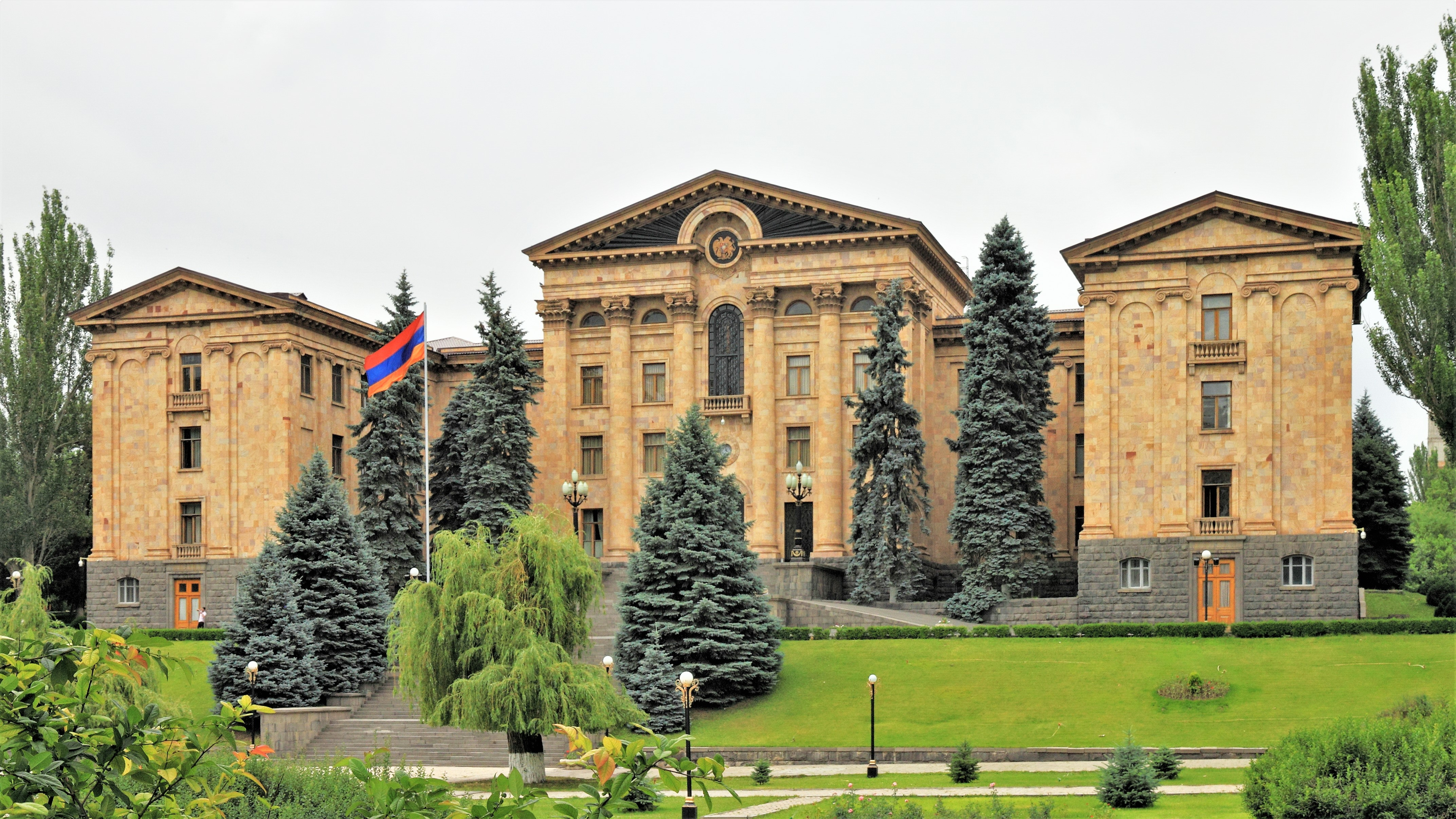
М. Григорян. Здание Национального собрания (Парламента) (1949)
Р. Исраэлян. Монумент Победы (1950)
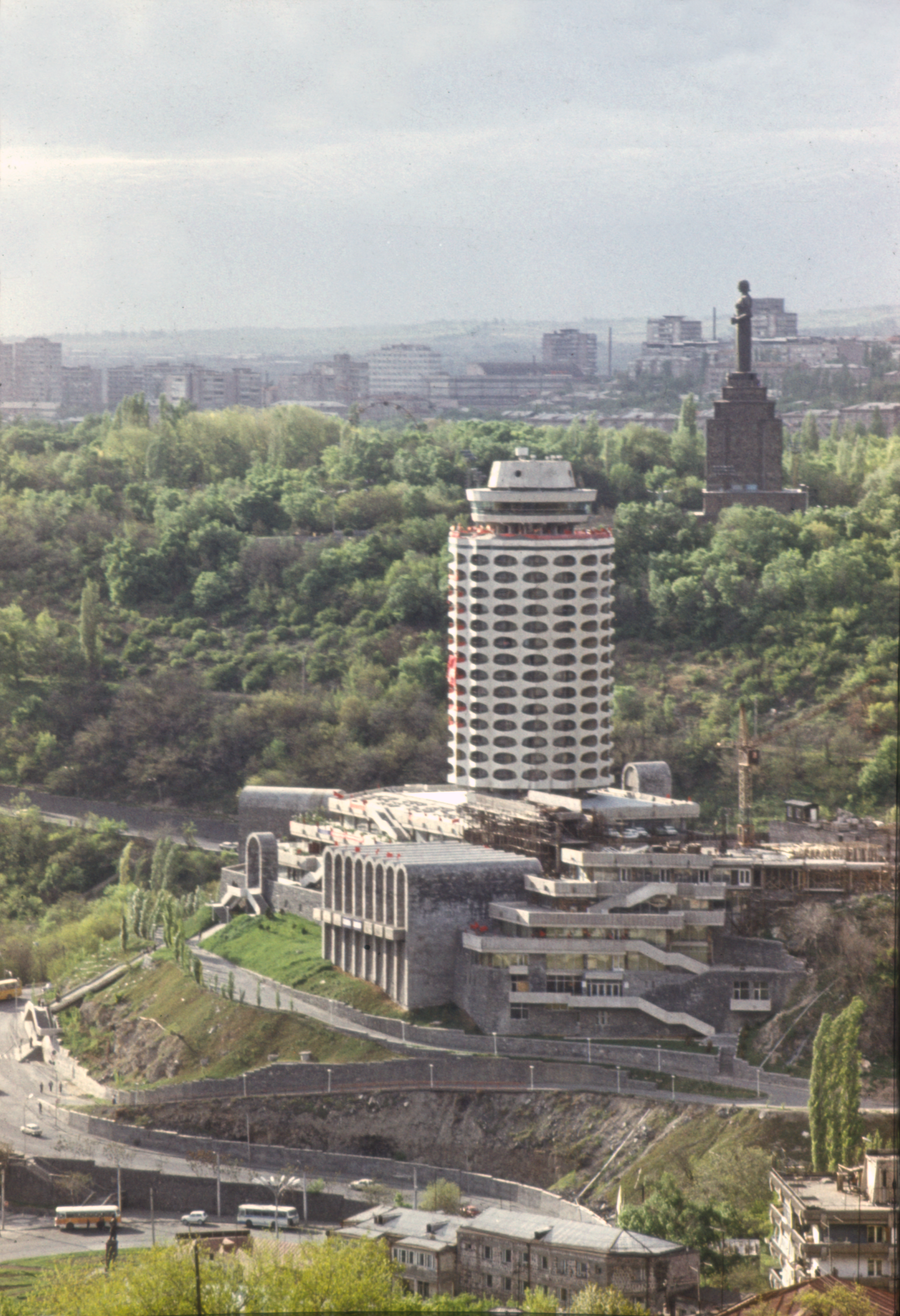
А.Тарханян. Дом молодёжи (1970)

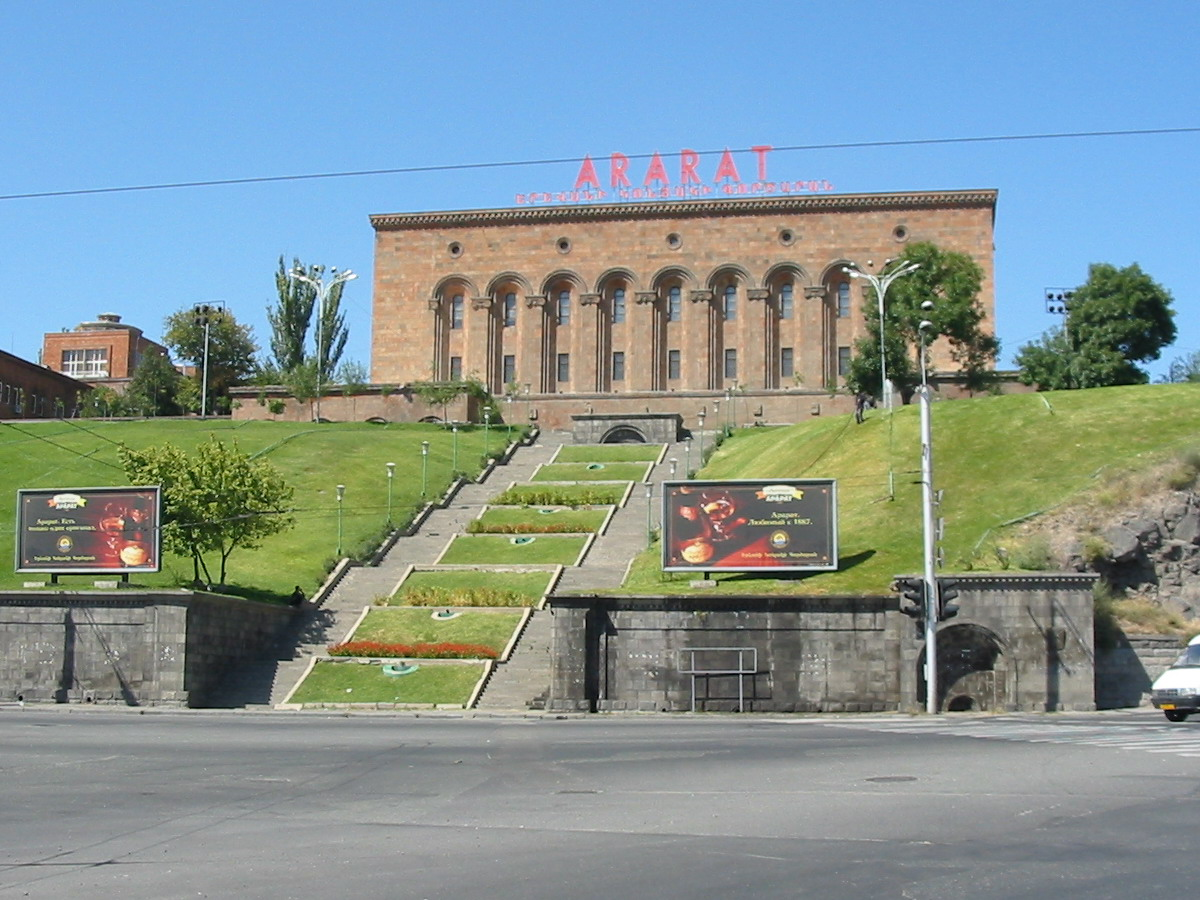
О. Маркарян. Ереванский коньячный завод (1952)
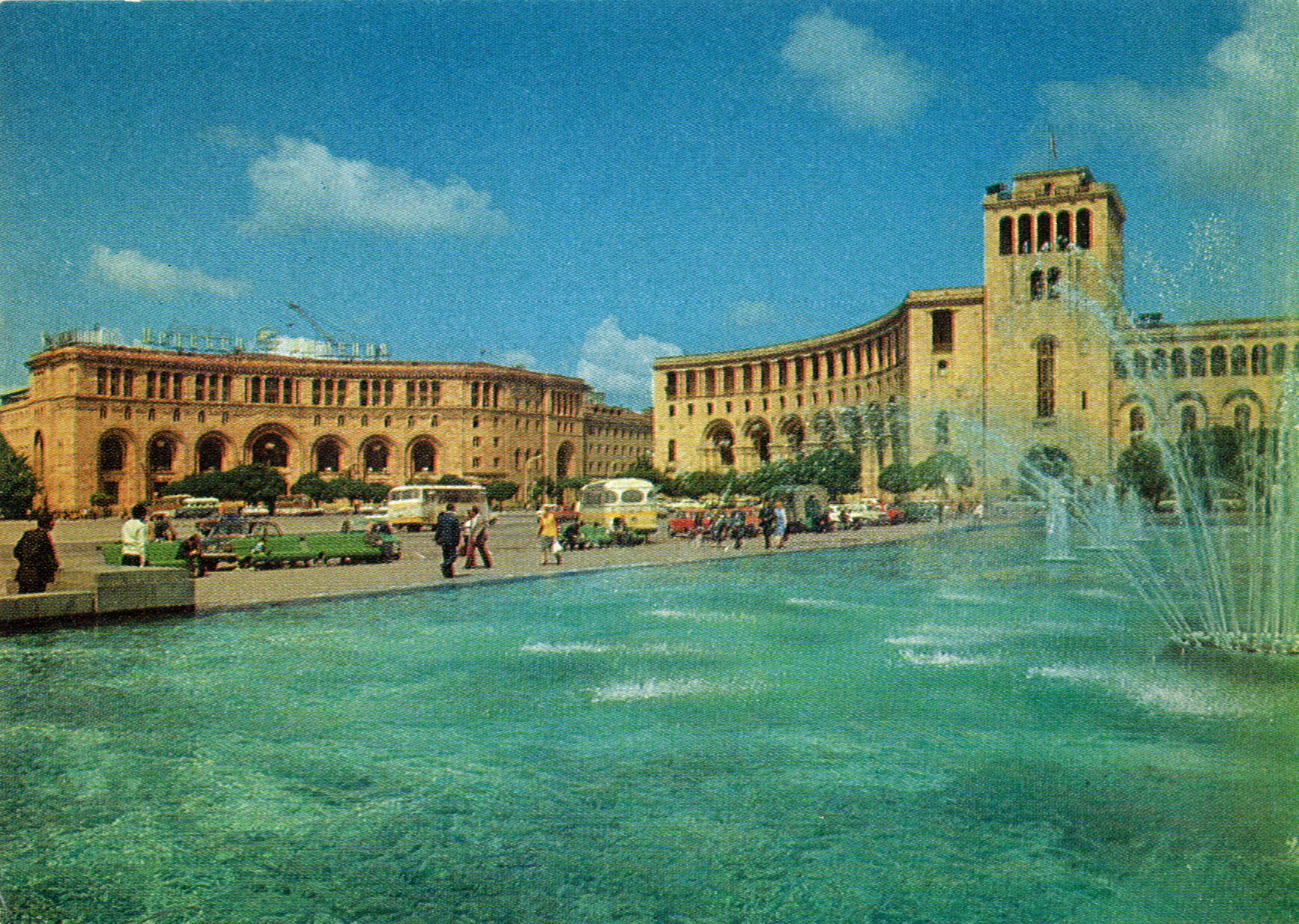
С. Сафарян. Дом правительства N2 (1953)
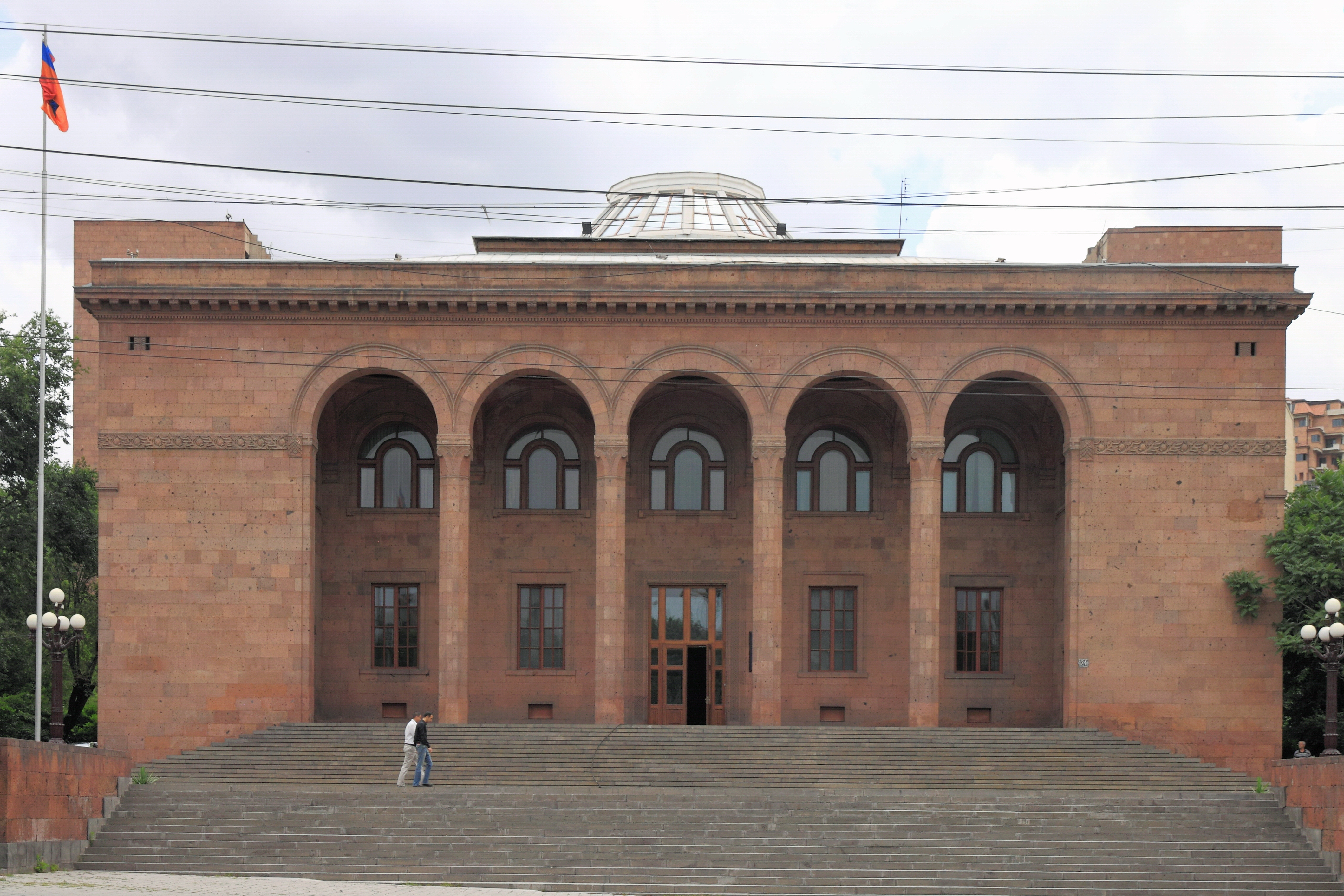
С. Сафарян. НАН РА (1954)
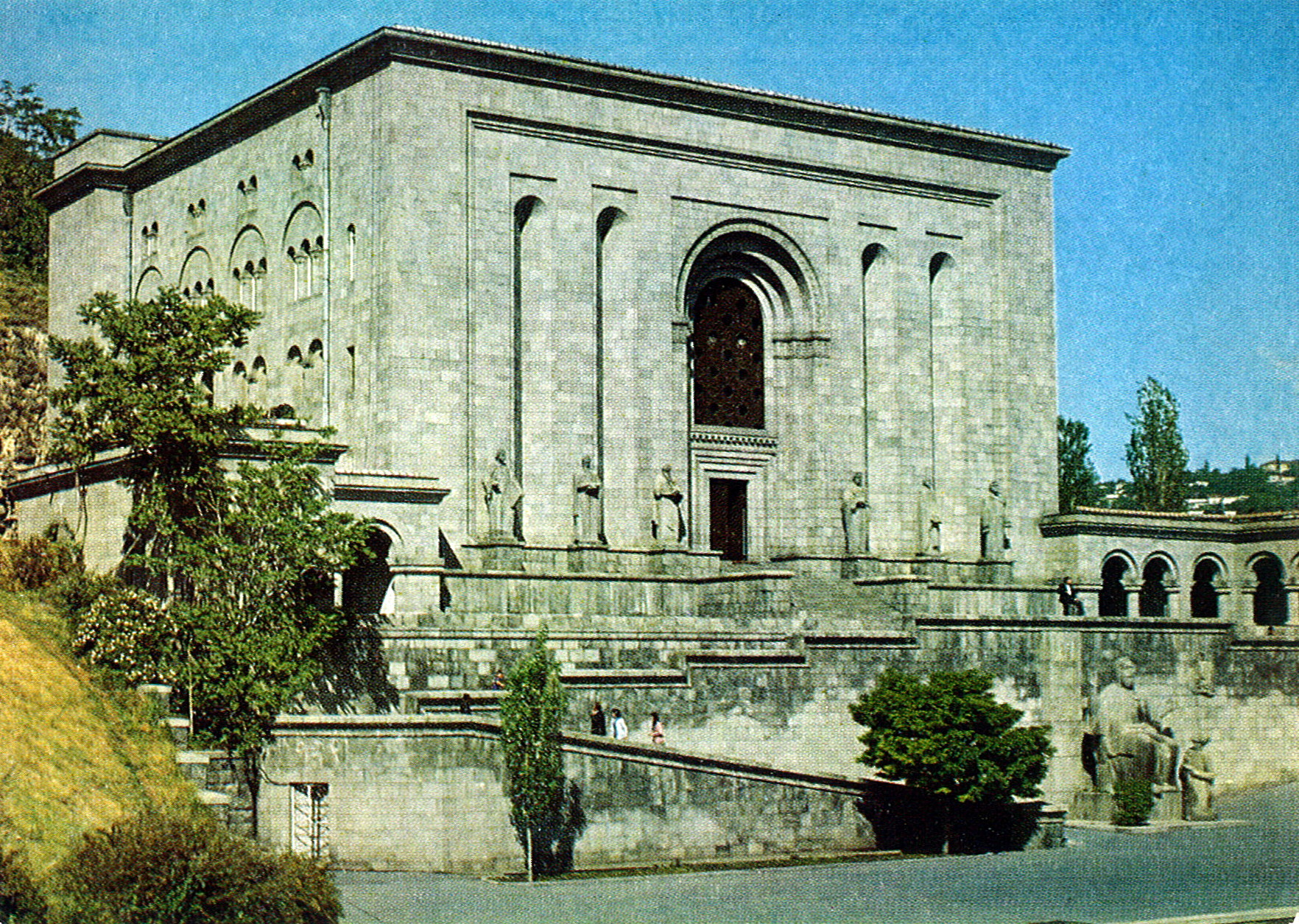
М. Григорян. Матенадаран (1959)
Б. Арзуманян, Музей «Эребуни»
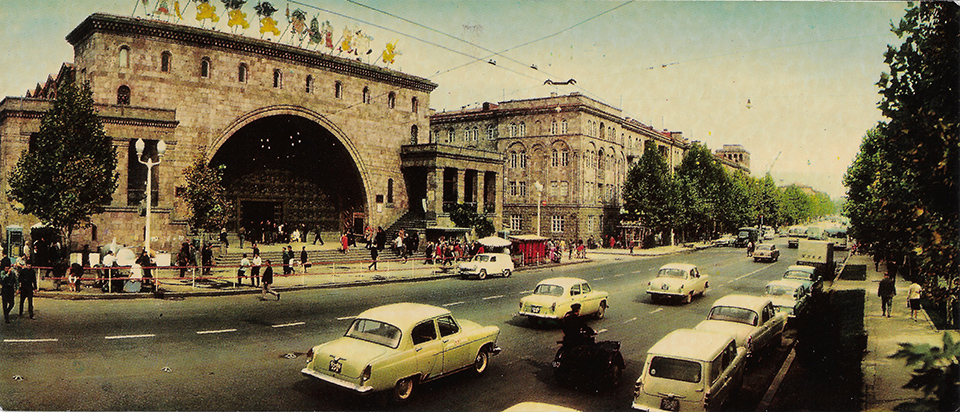
Крытый рынок Еревана в 1968 году

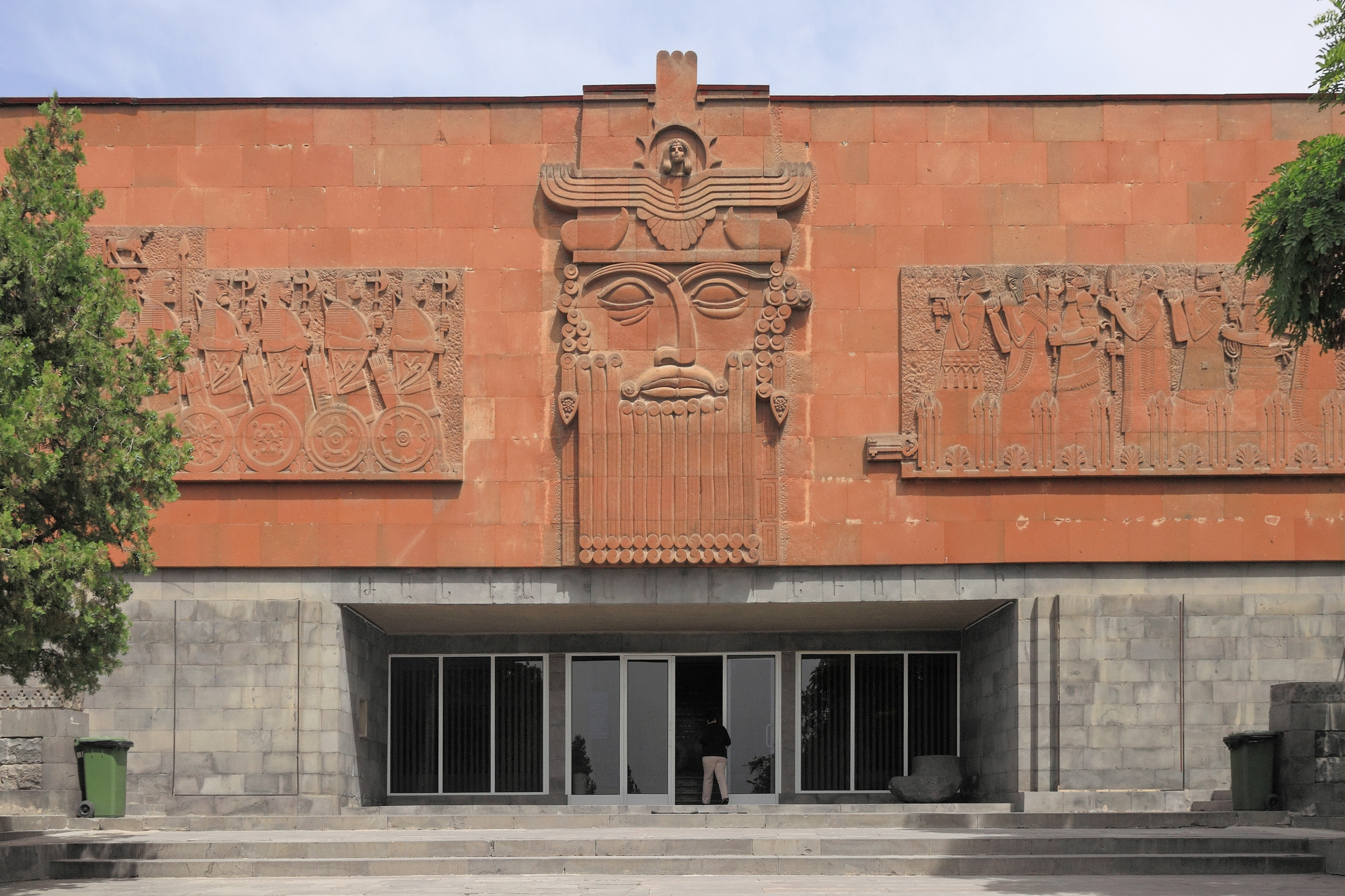
Музей «Эребуни». Ш. Азатян, Б. Арзуманян
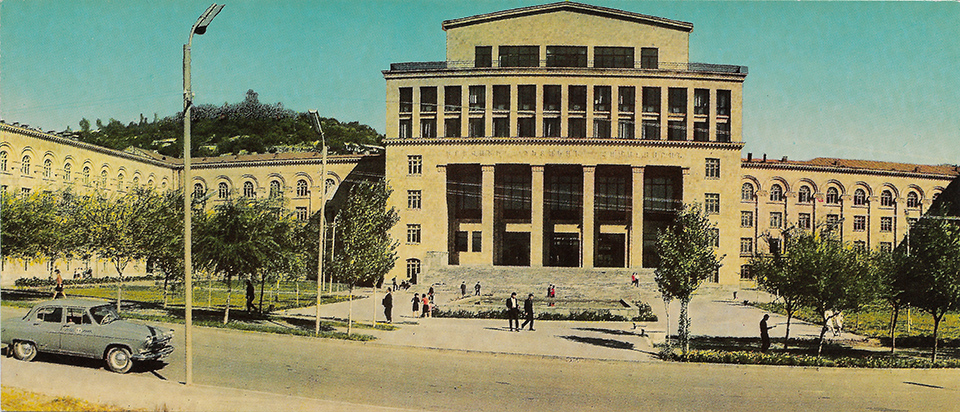
Ереванский государственный университет в 1968 году.
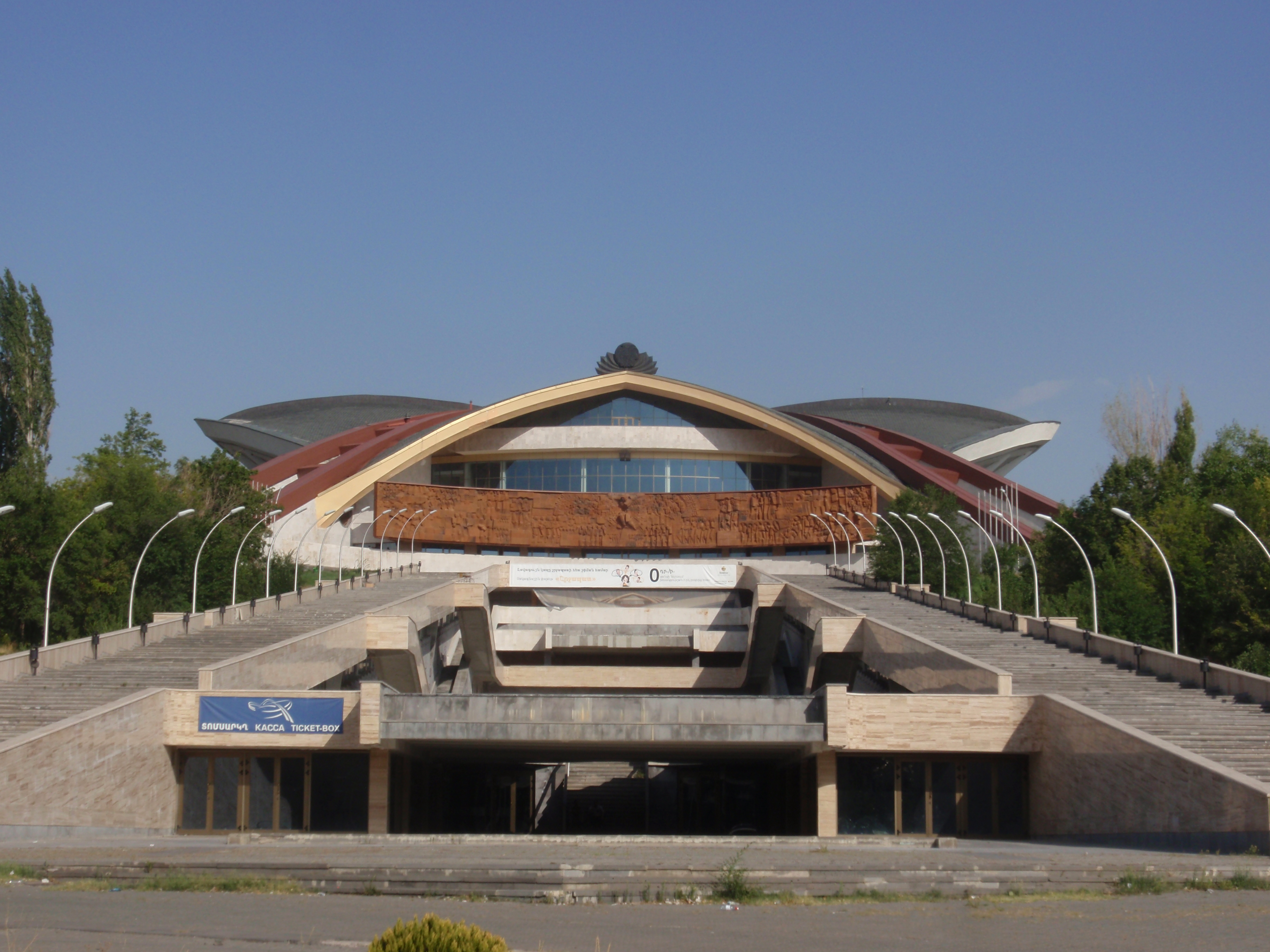
Спортивно-концертный комплекс имени Карена Демирчяна. А. Тарханян, С. Хачикян, Г. Погосян и Г. Мушегян
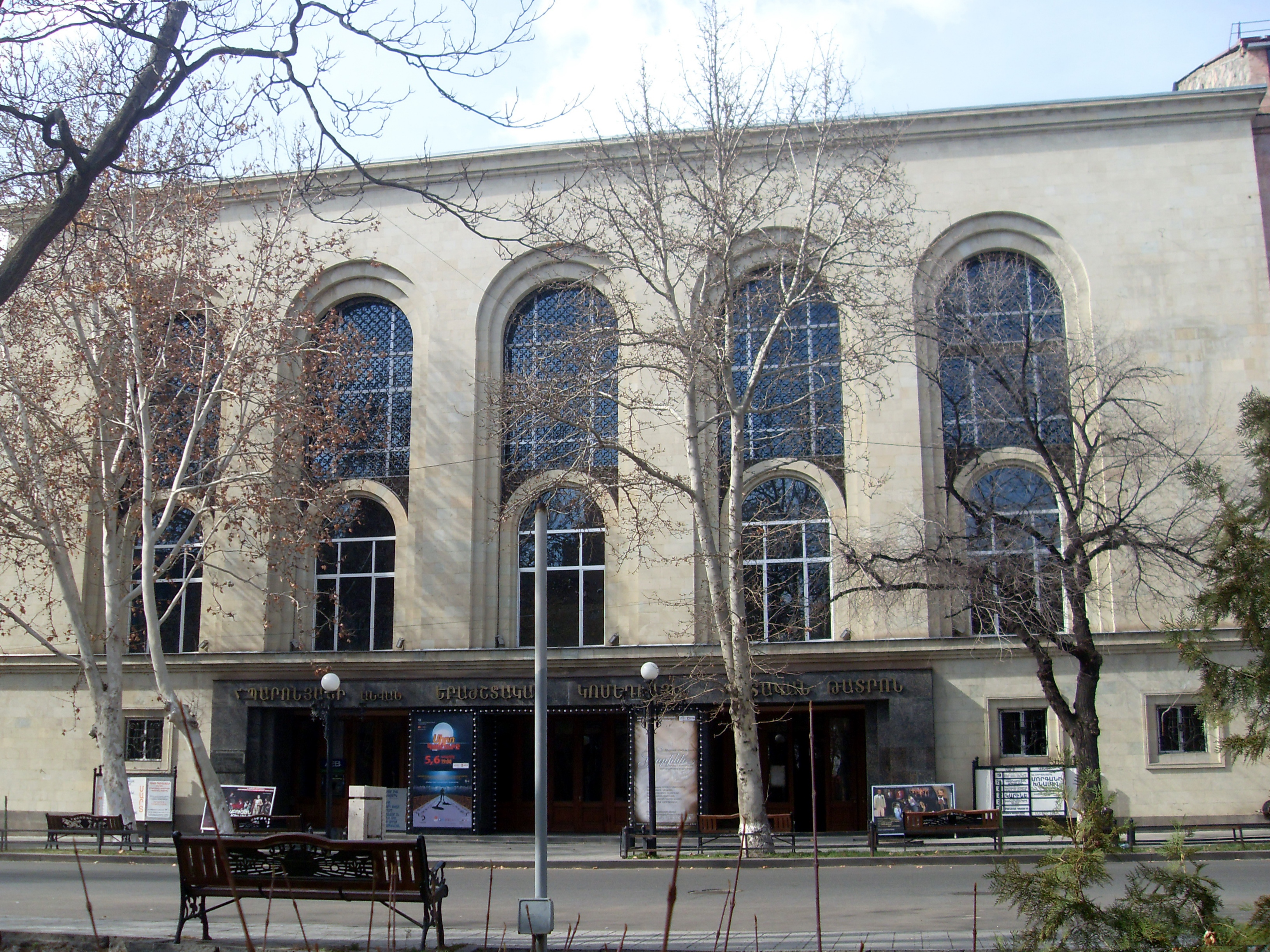
Театр музыкальной комедии им. Акопа Пароняна
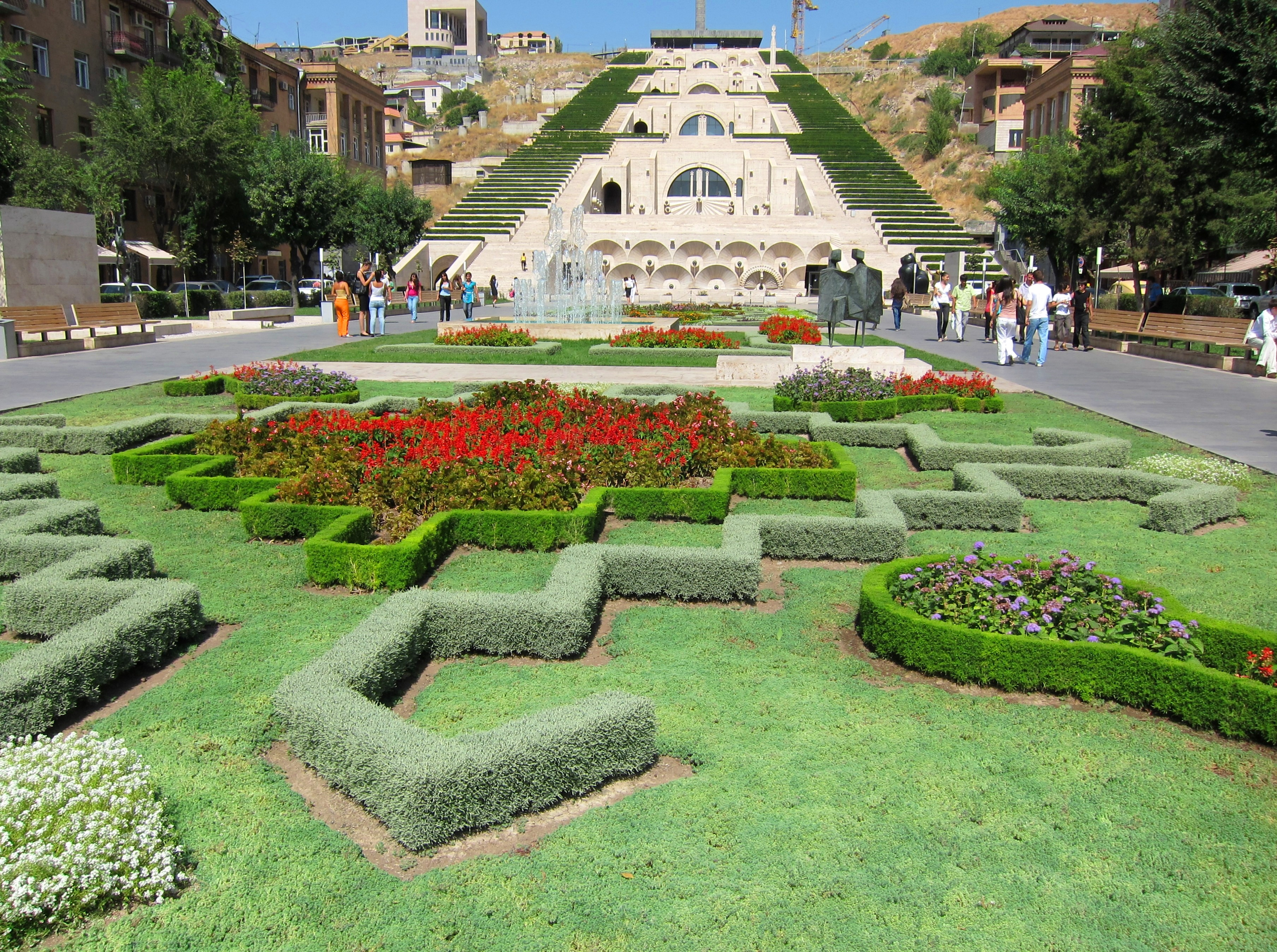
Ереванский каскад. Дж. Торосян, А. Мхитарян, С. Гурзадян

### Здания

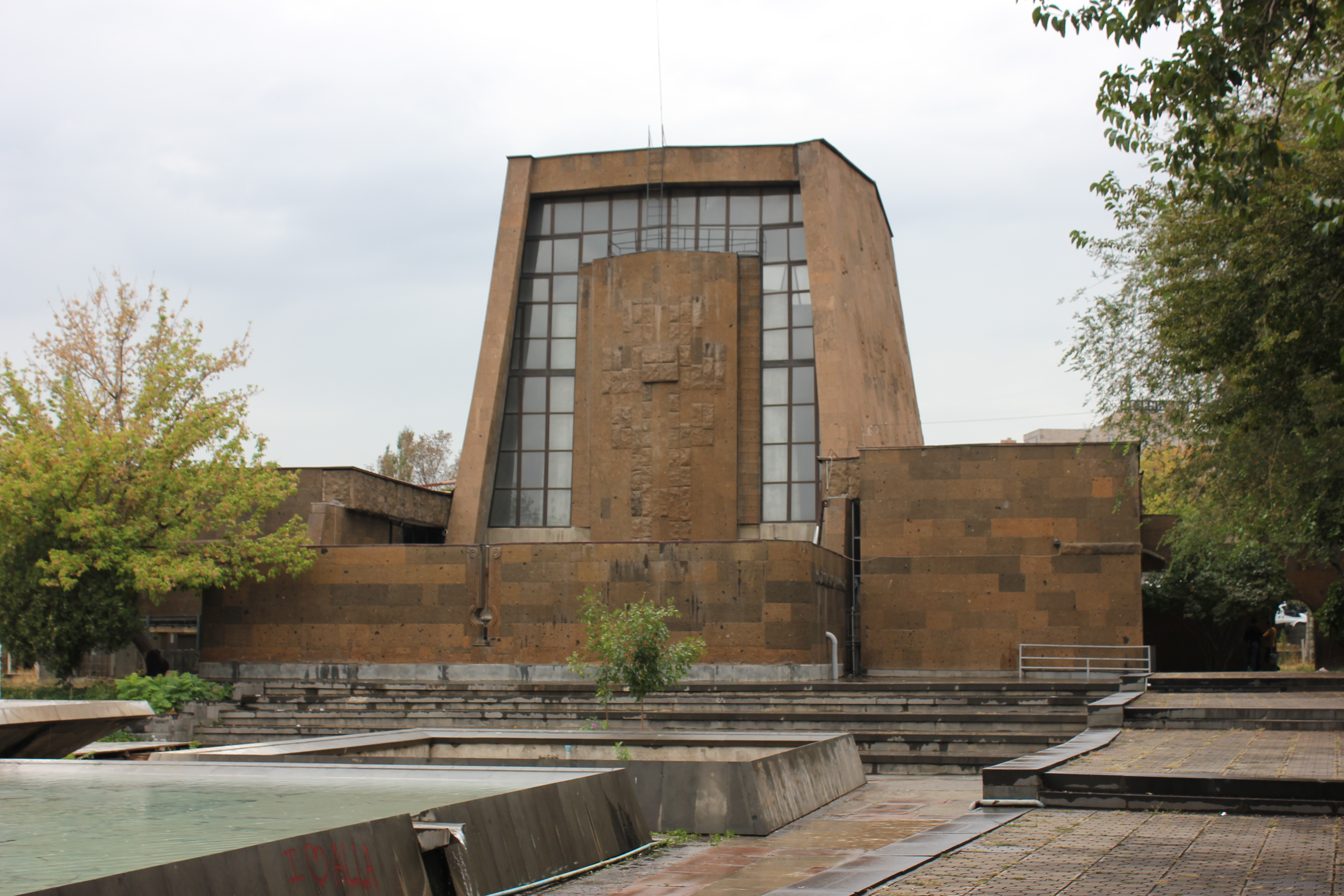
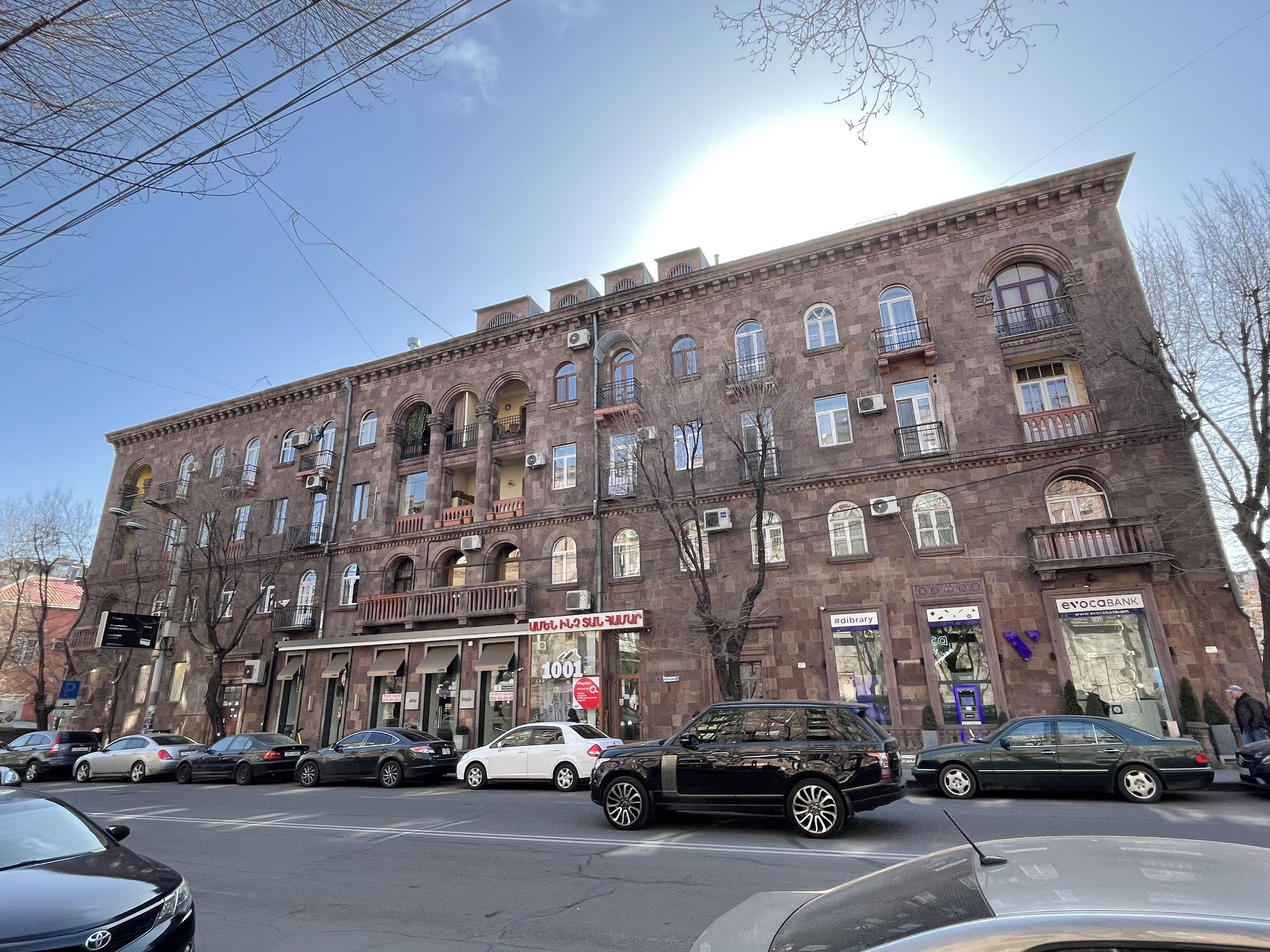
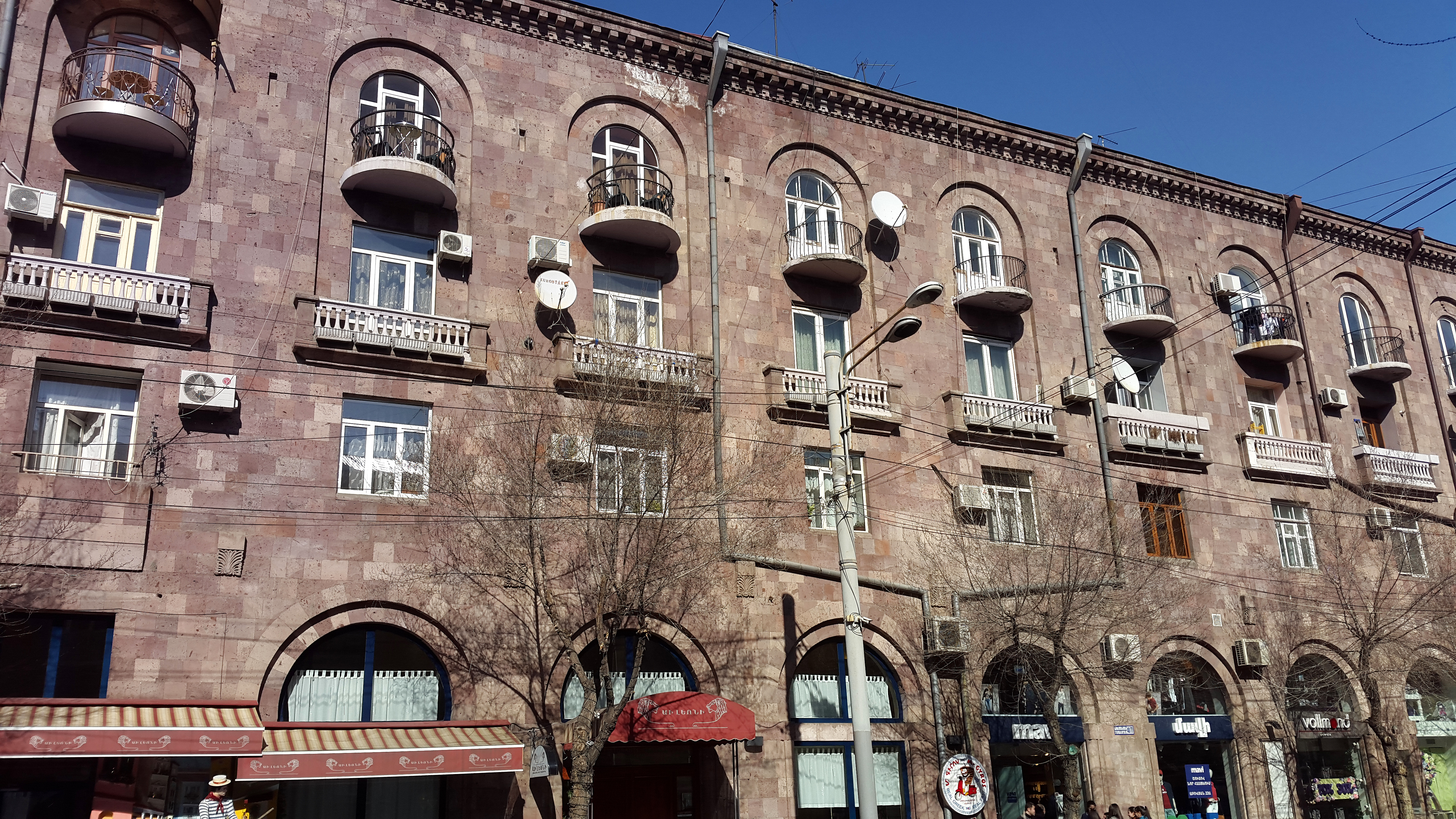
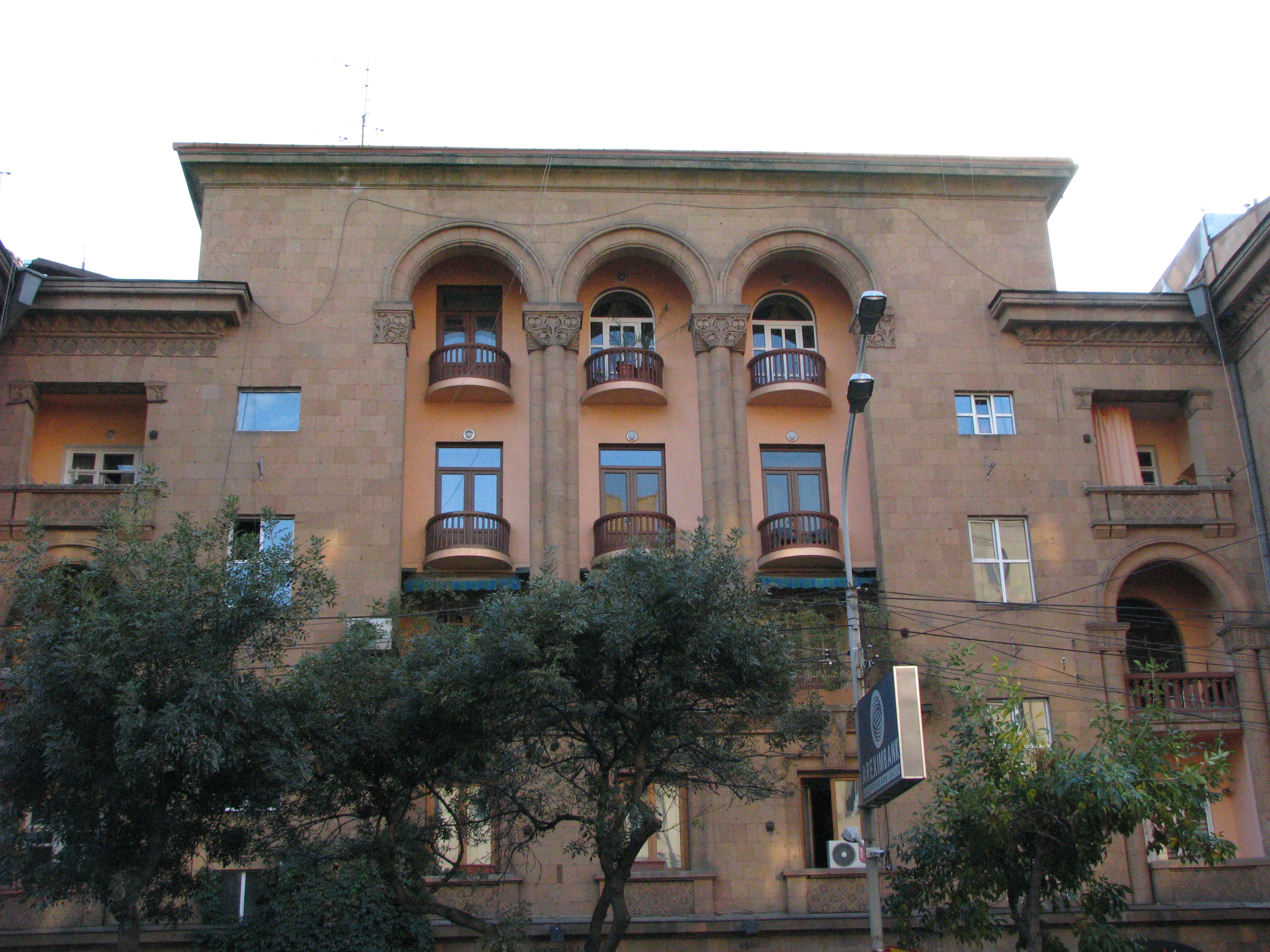
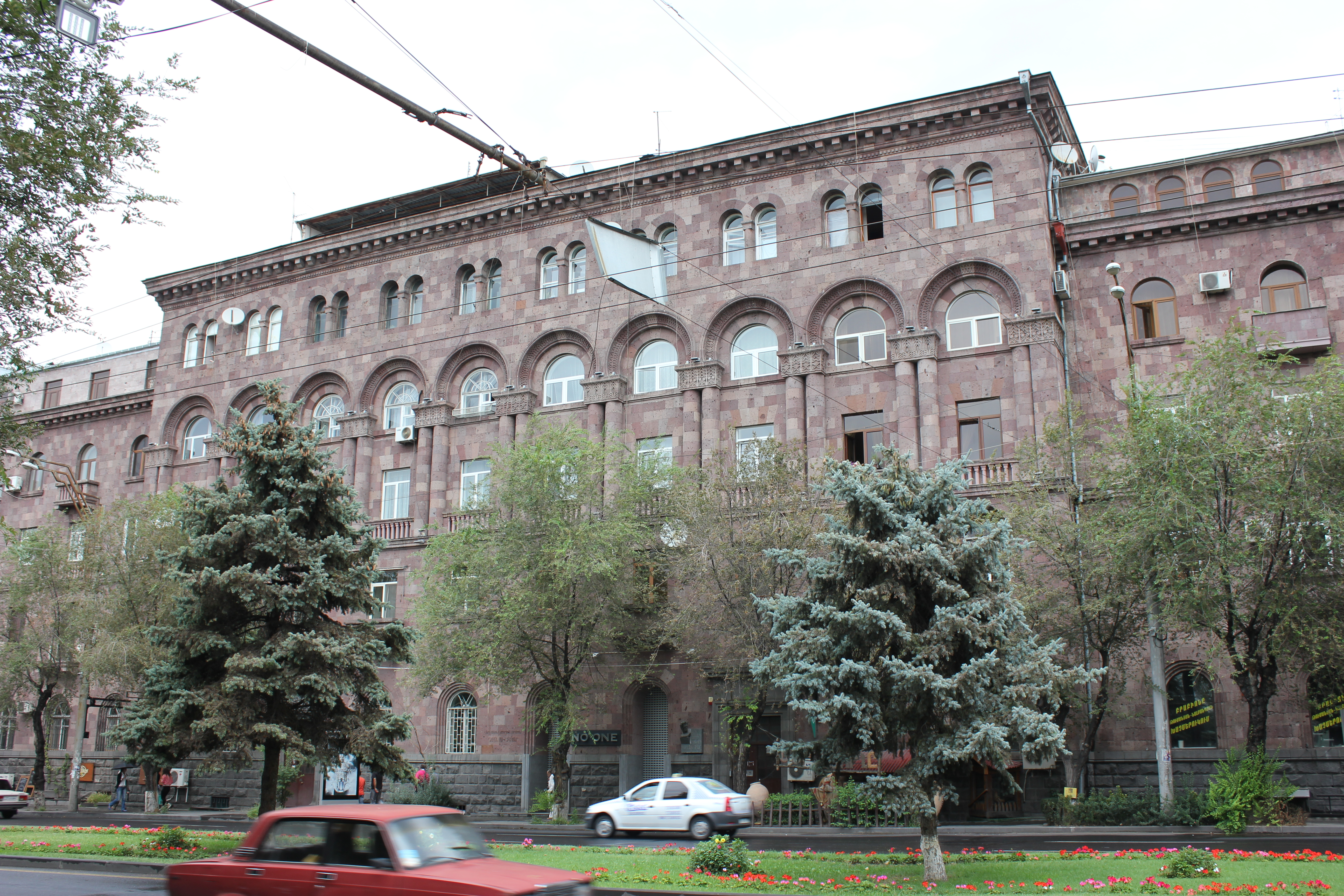
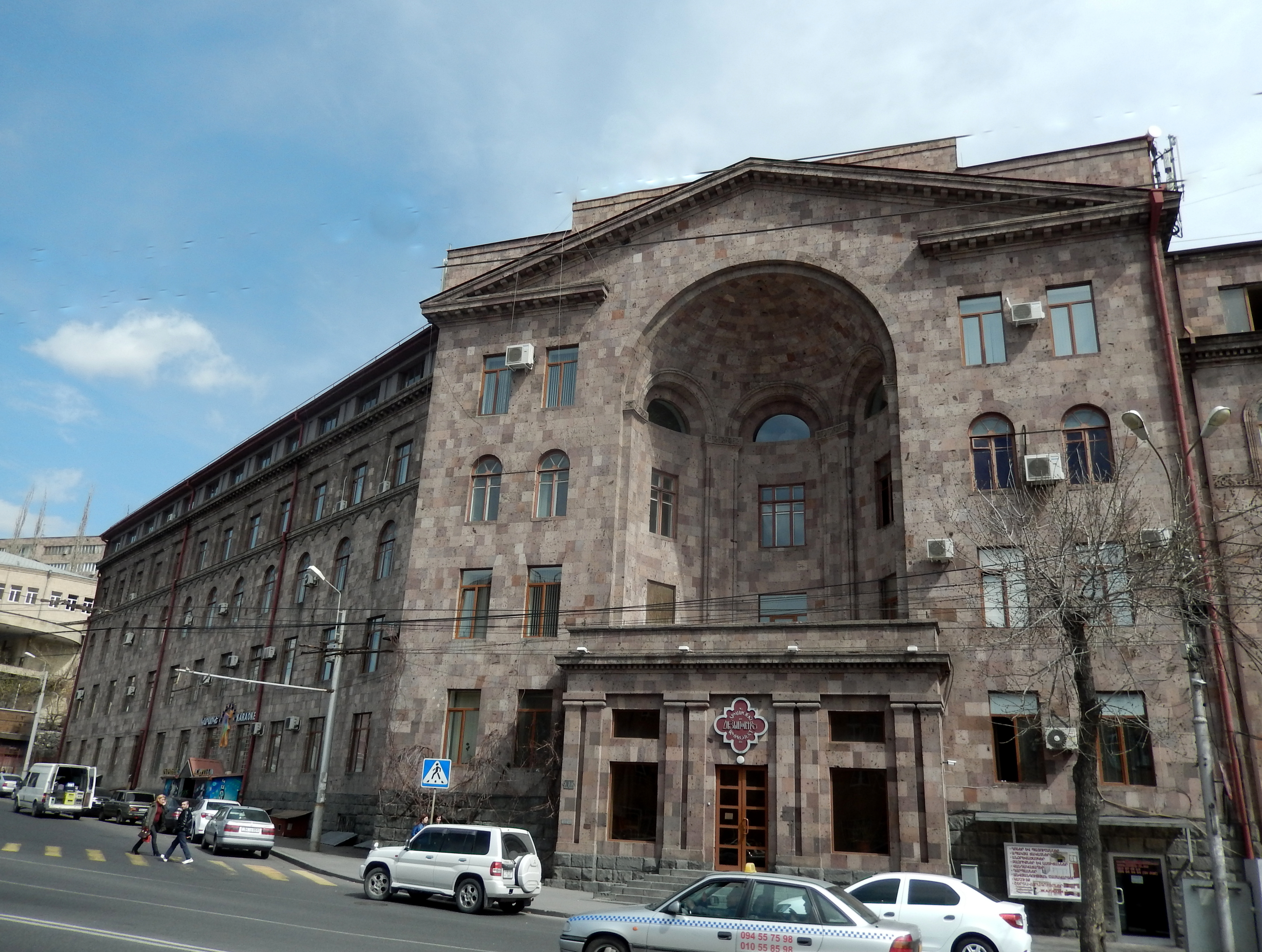
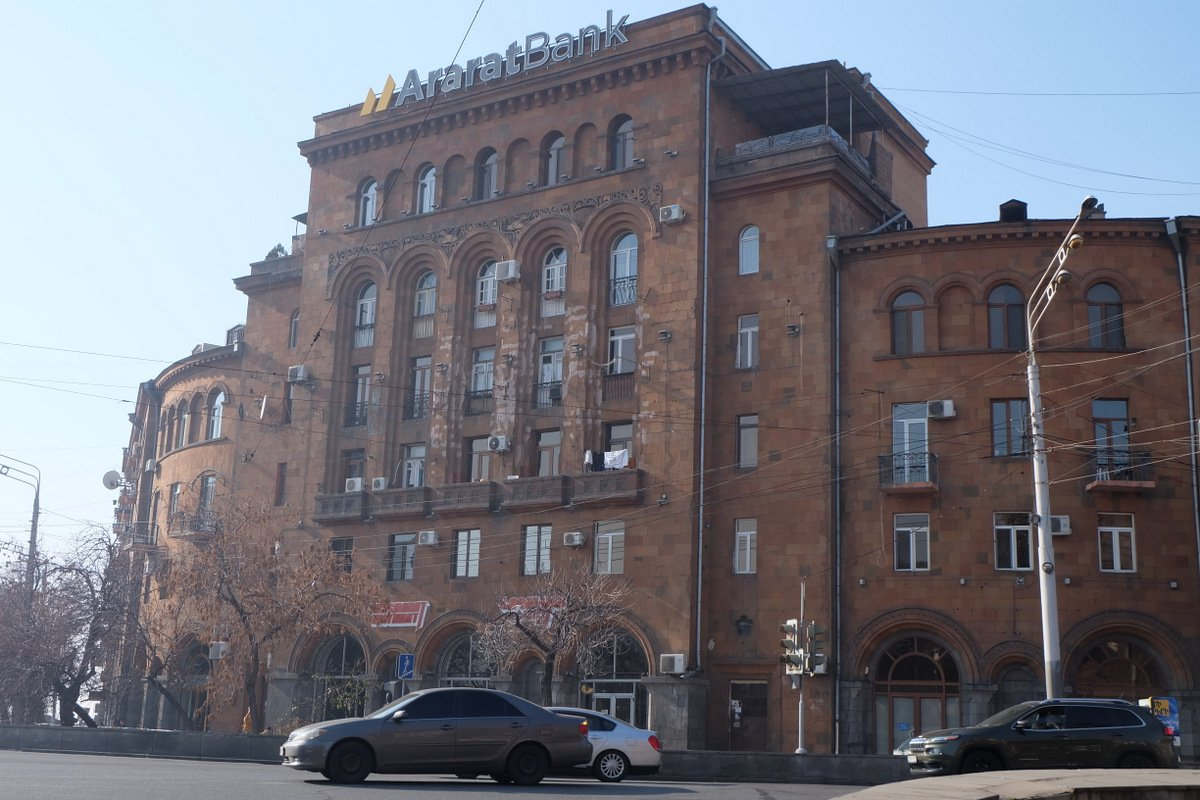
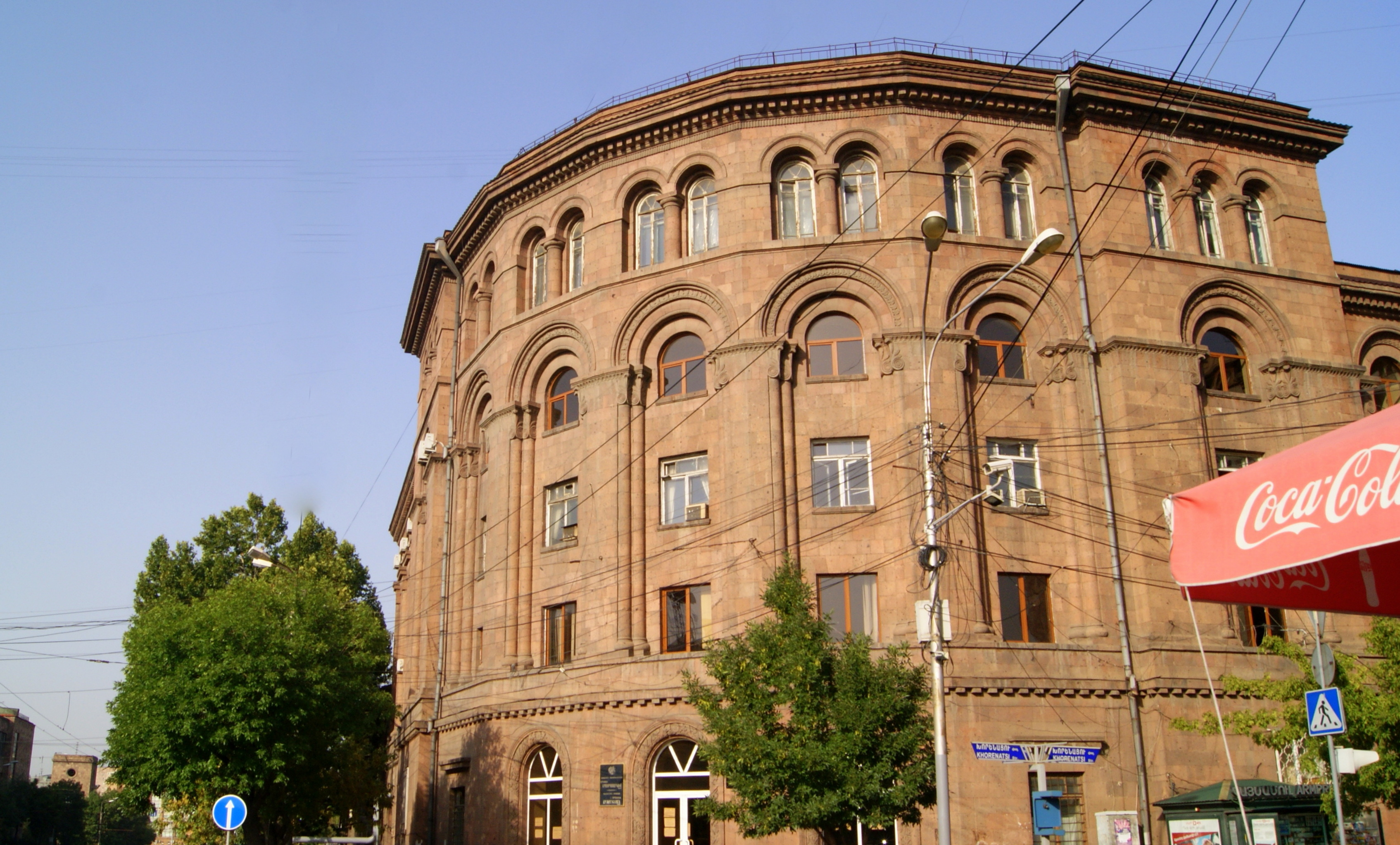
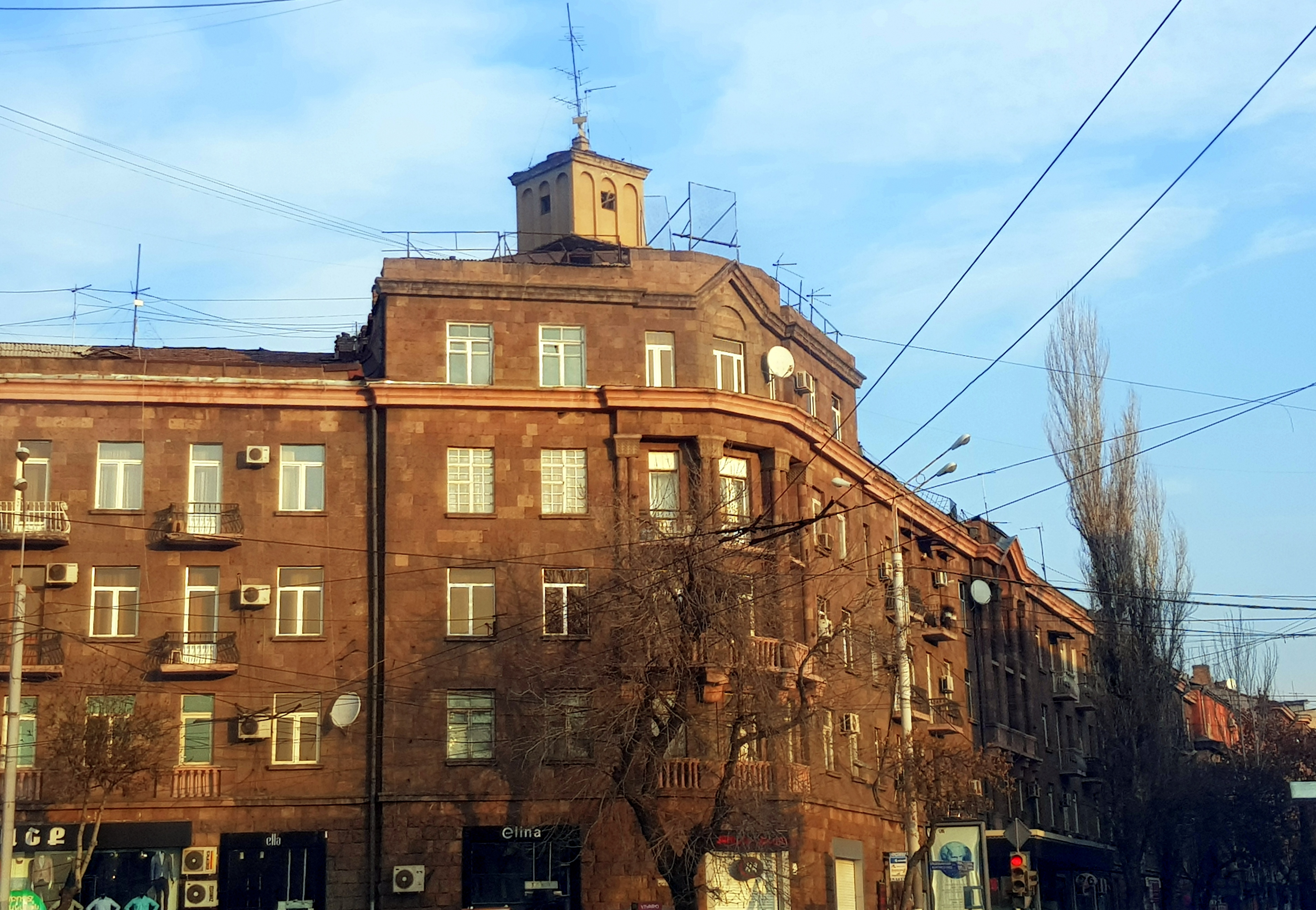
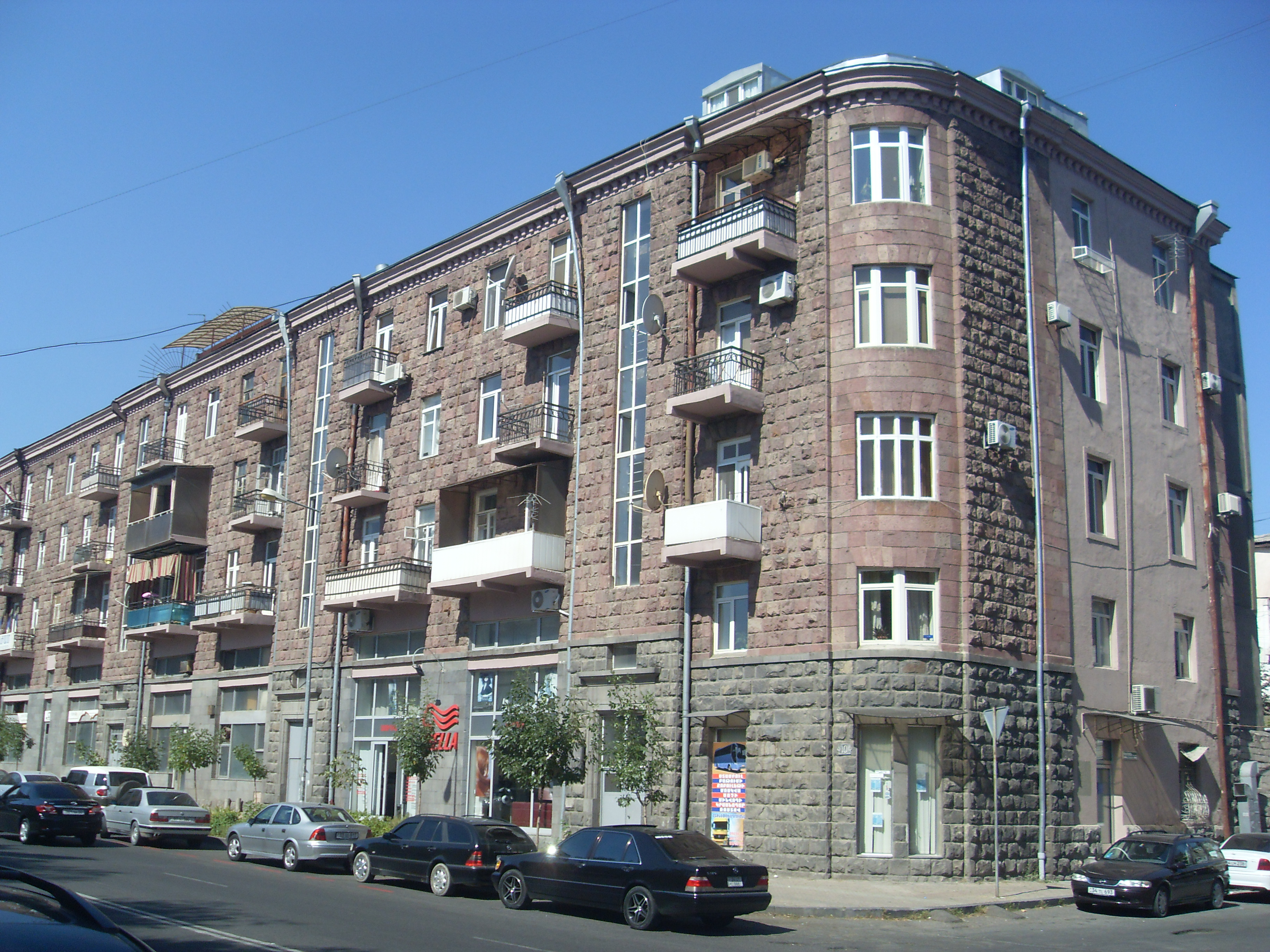
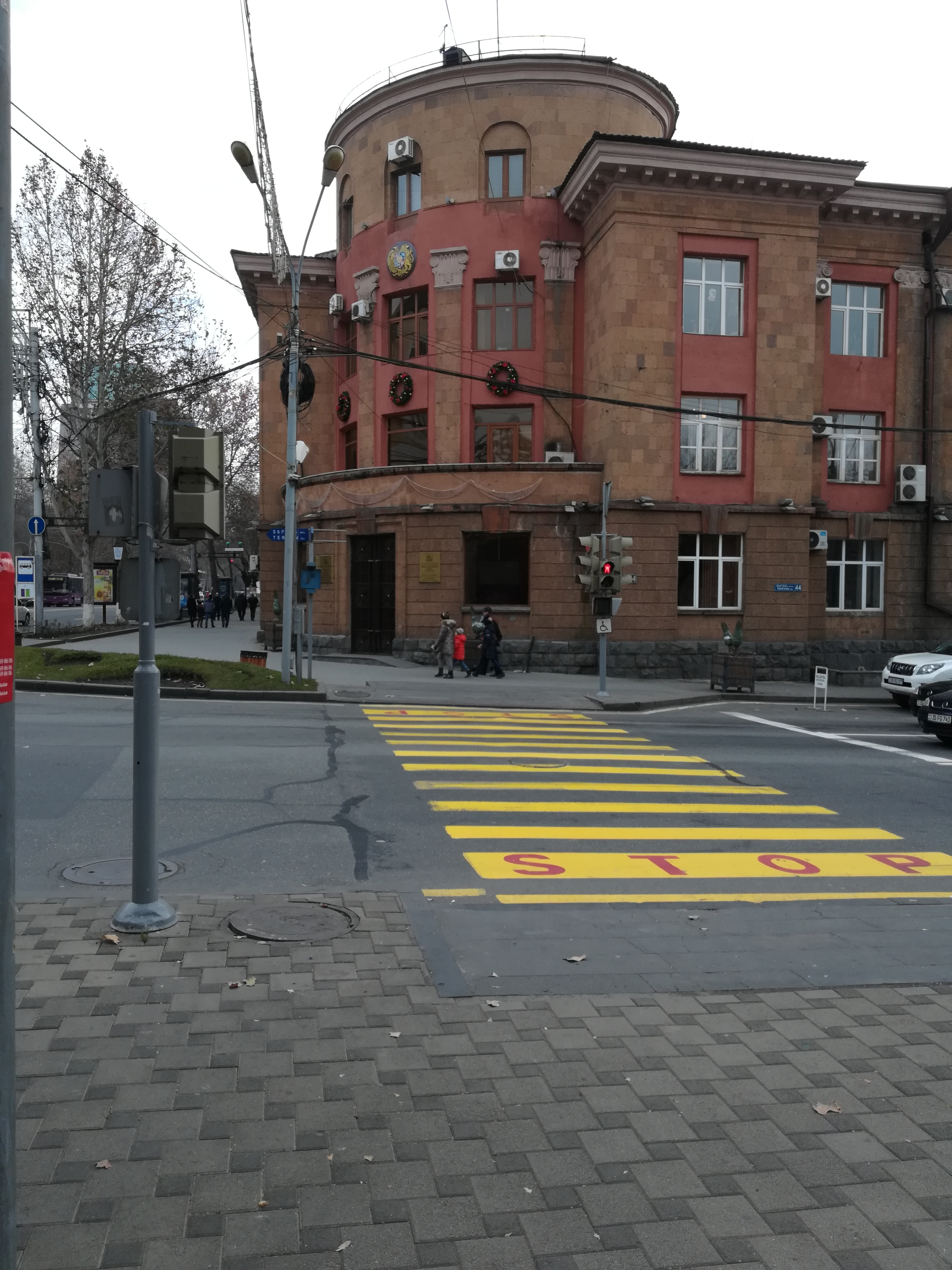
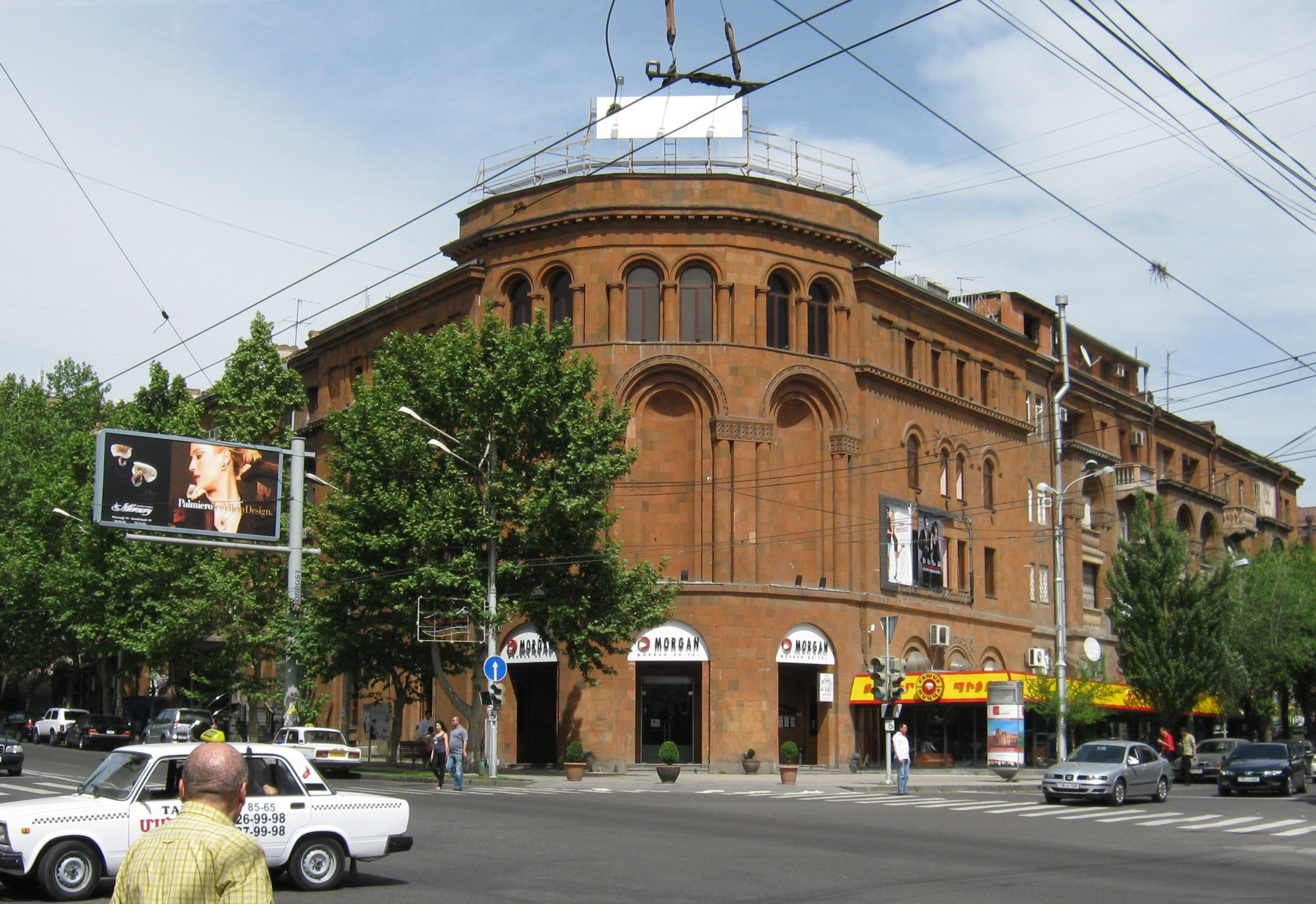
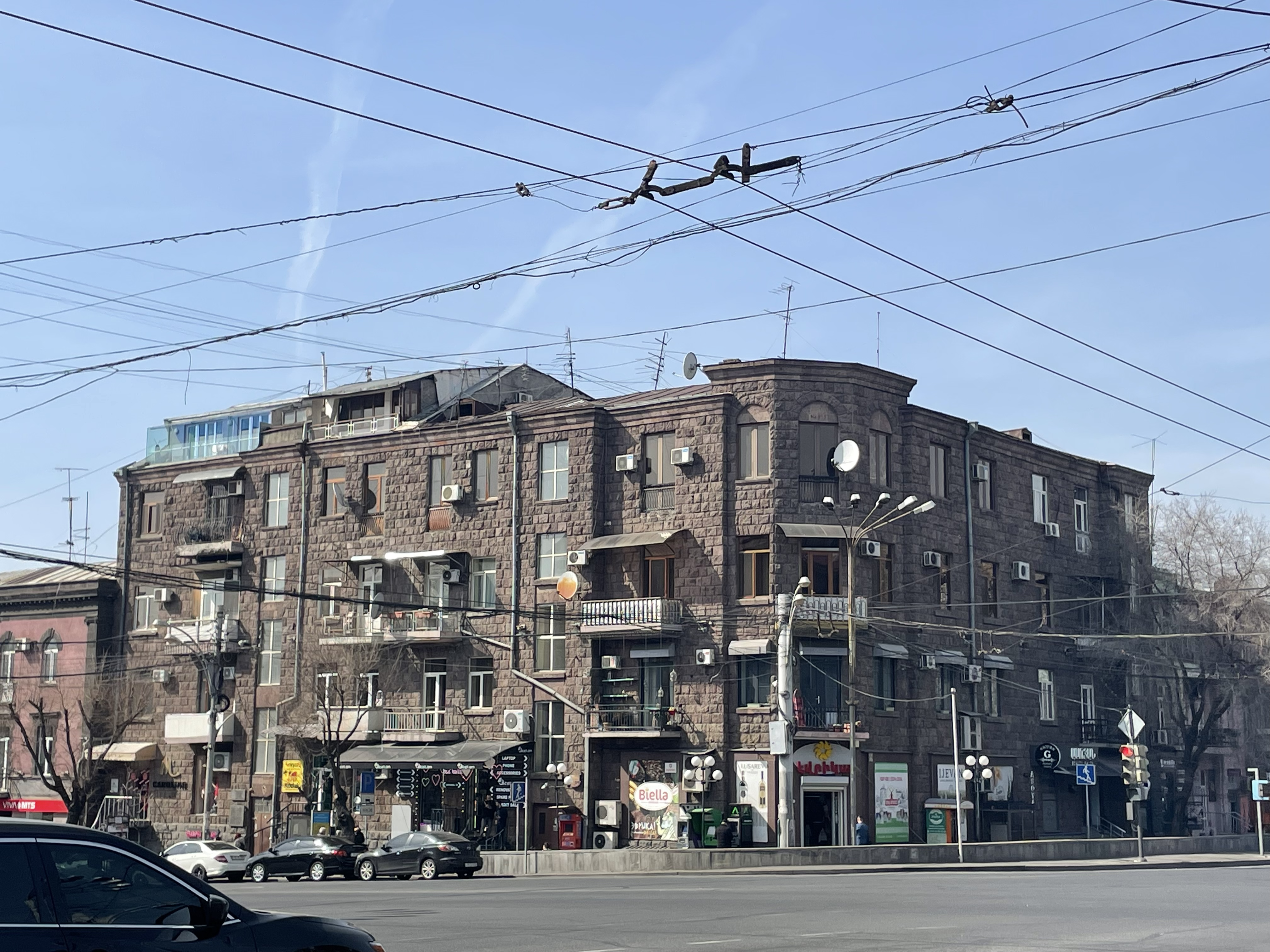
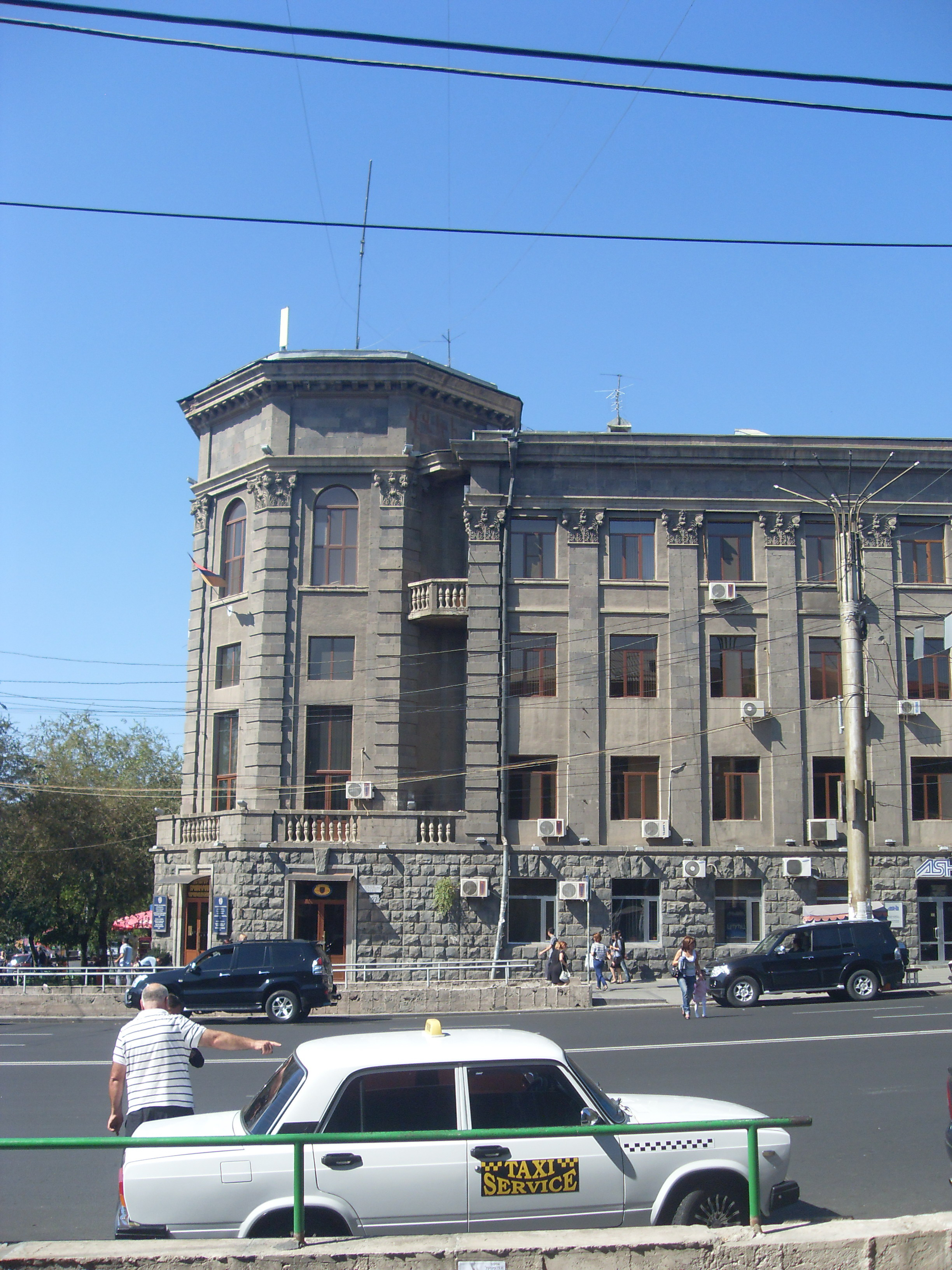
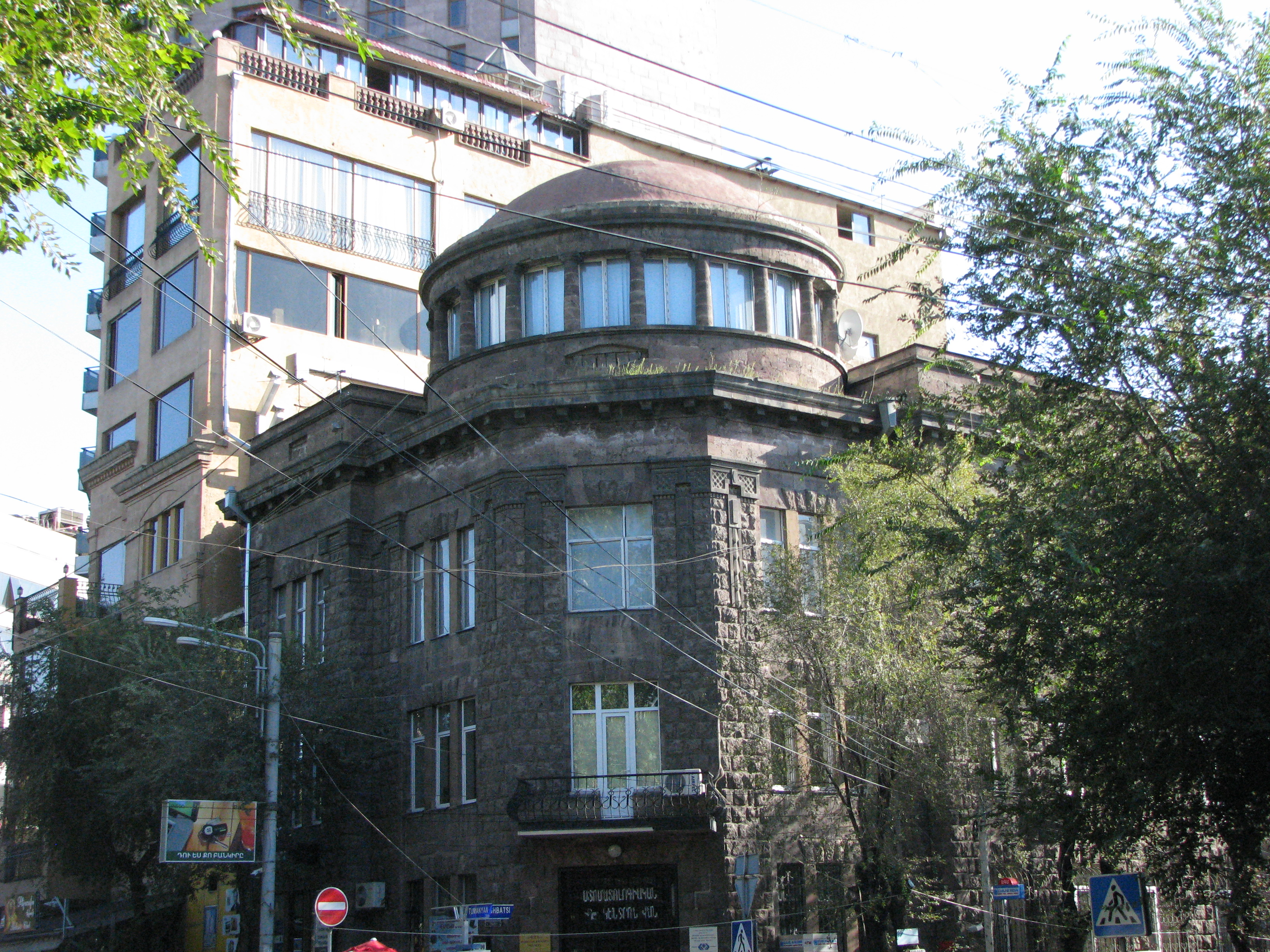
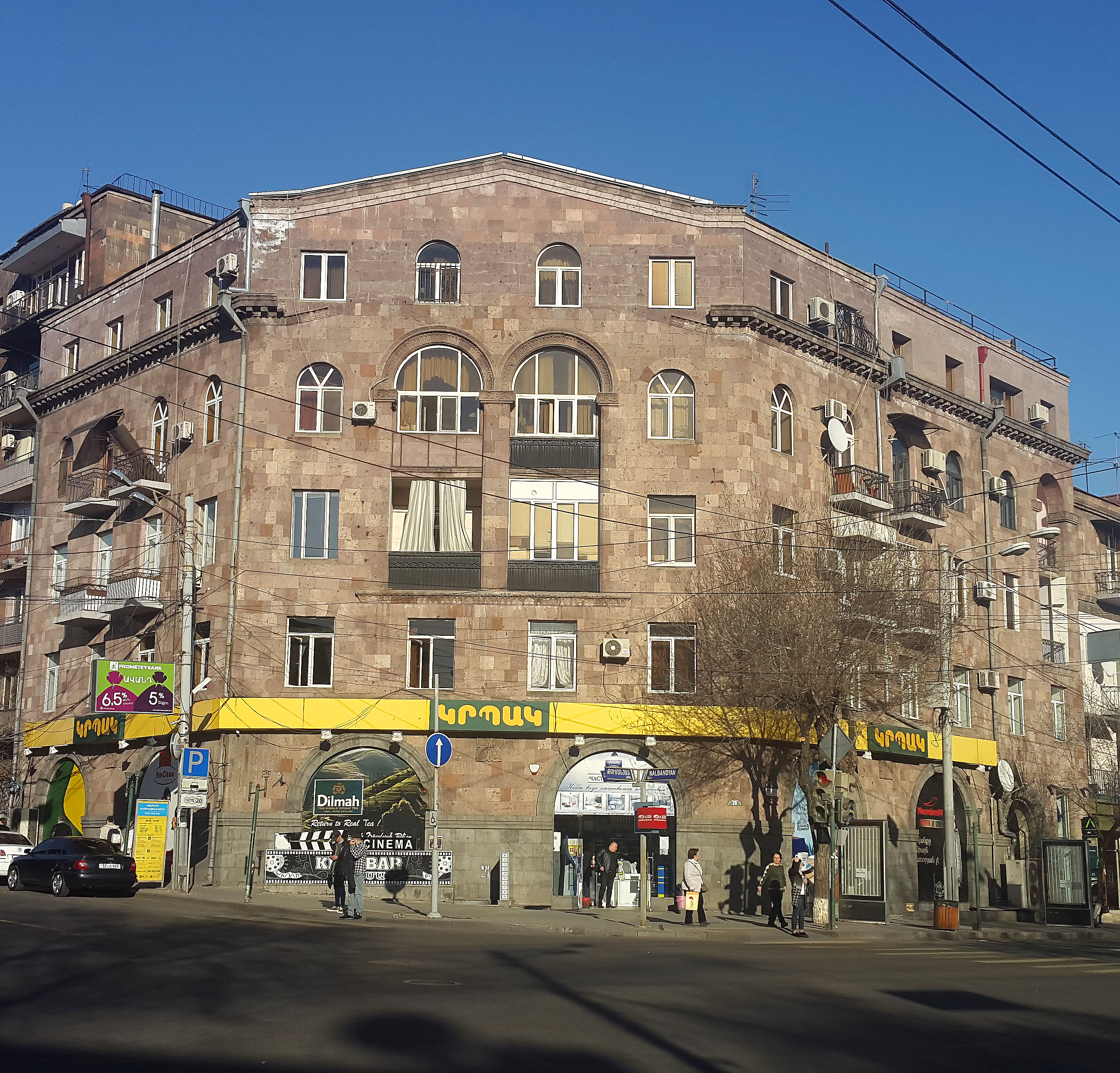
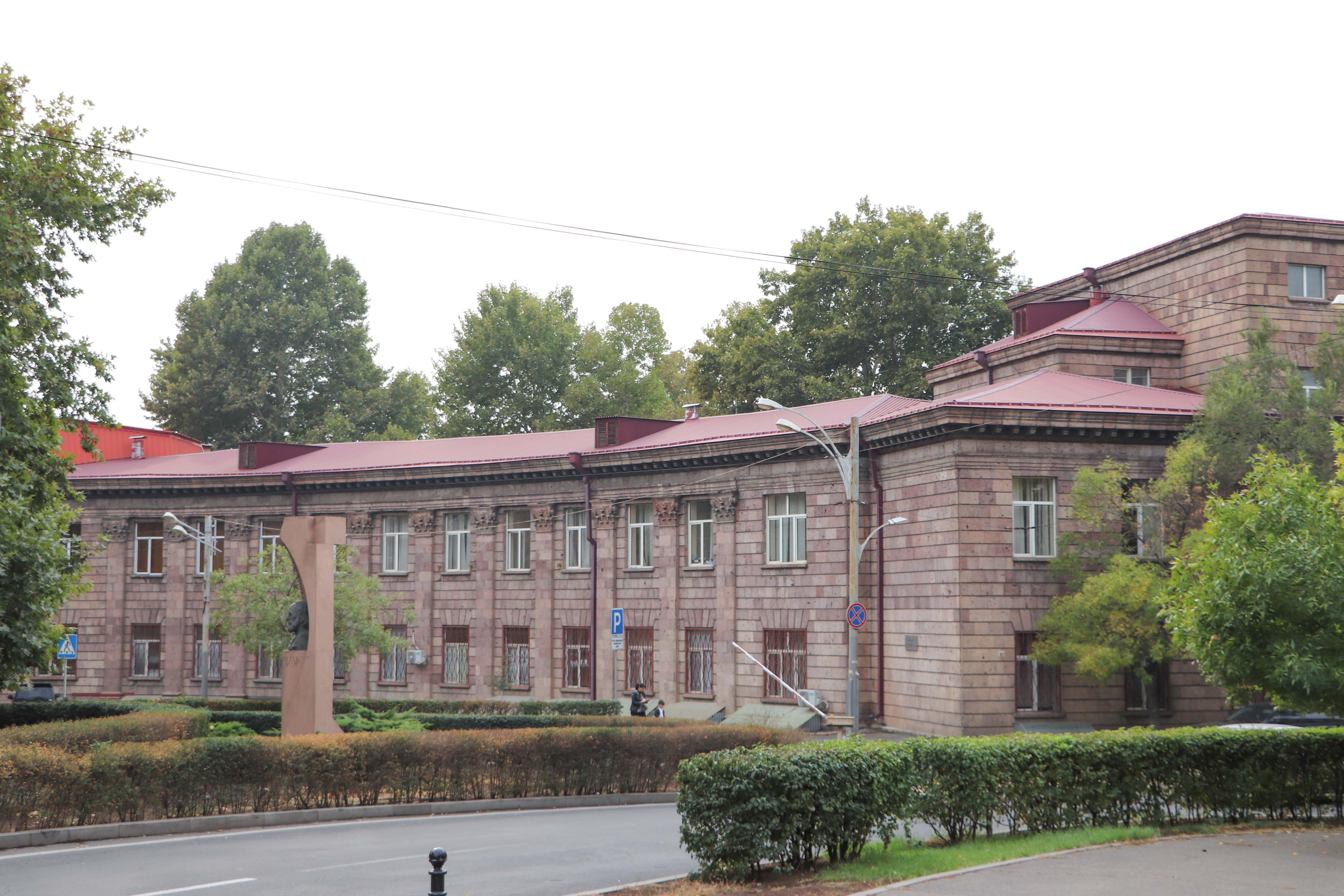
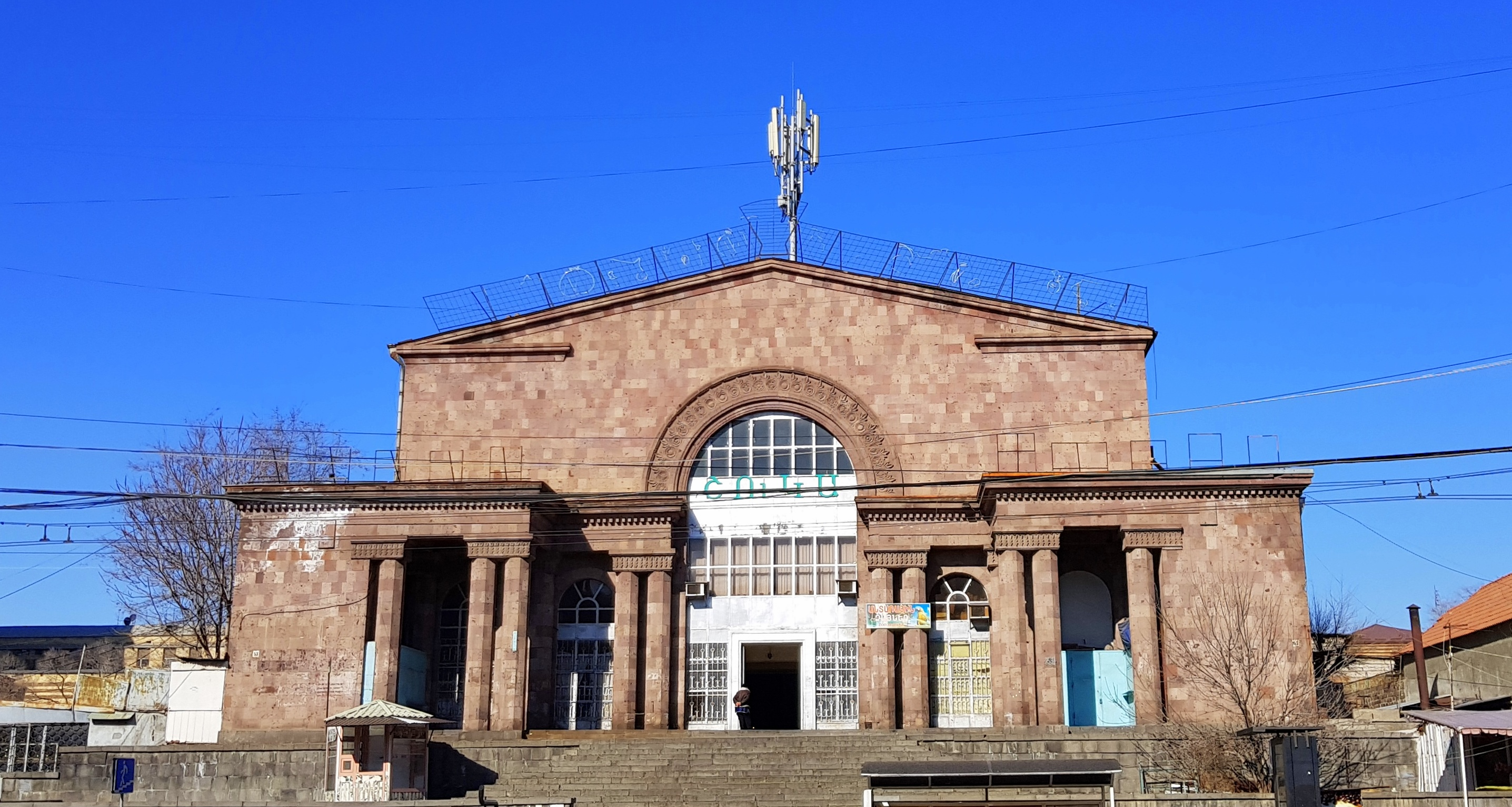
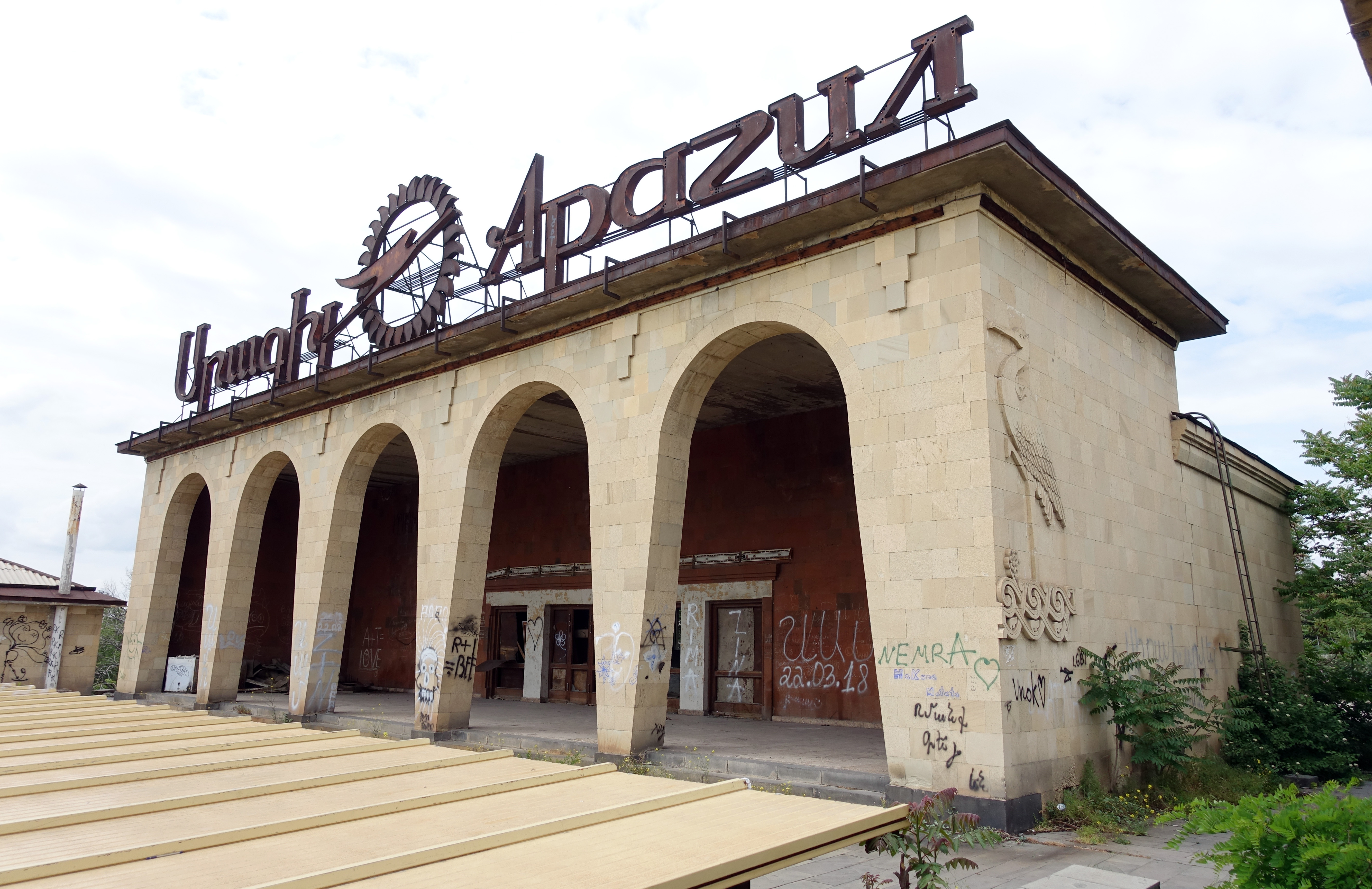

## Начало XXI века
В 2001 году произошло торжественное освящение собора Святого Григория Просветителя в Ереване, строительство которой было приурочено к 1700-летию принятия в Армении христианства в качестве государственной религии. Церковь считается крупнейшей по своим масштабам в истории многовековой христианской архитектуры Армении.
В начале XXI века группа архитекторов (Г. Азизян, С. Назарян, Л. Христафорян, А. Айвазян, Г. Овсепян, А. Айрапетян) начала проектирование нового комплекса Министерства Обороны РА. В 2009 г. проект был удостоен государственной премии в области градостроительства и архитектуры.
В 2005 г. началось строительство третьего корпуса Центрального Банка РА (арх. Л. Христафорян).
20 января 2010 г. состоялась церемония открытия Piazza Grande в Ереване (арх. Р. Асратян).
Армянские архитекторы XXI века участвуют в международных конкурсах. Армяне отличились на международном конкурсе на проект застройки одного из центральных кварталов Дохи — столицы Катара. Они заняли второе место (первое место заняли испанцы). Авторы проекта: Л. Христафорян (руководитель группы), М. Зороян, Г. Исаханян, В. Мхчян, М. Согоян, Н. Петросян.

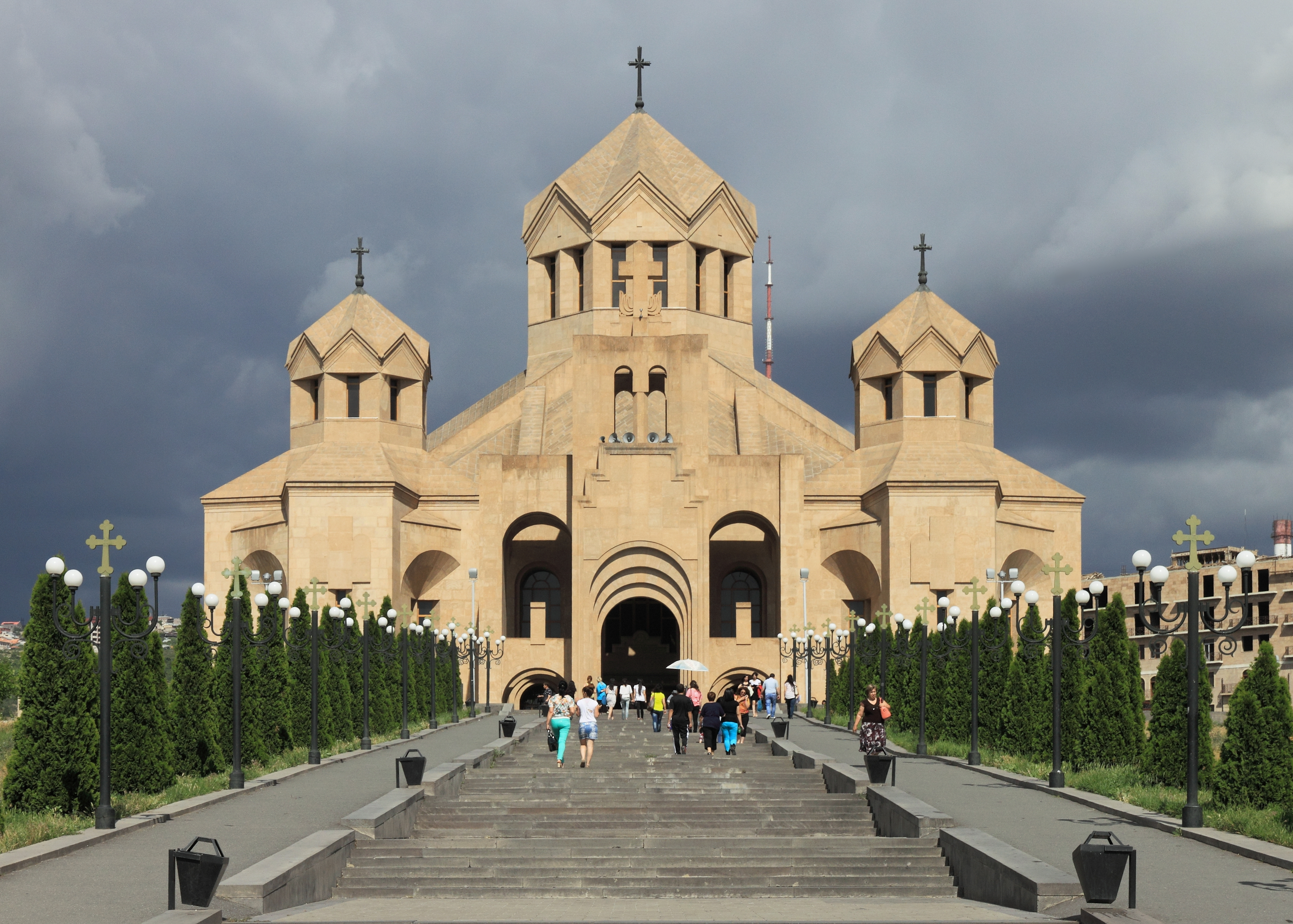
С. Кюркчян. Церковь Св. Григория Просветителя (1997—2001 гг.)
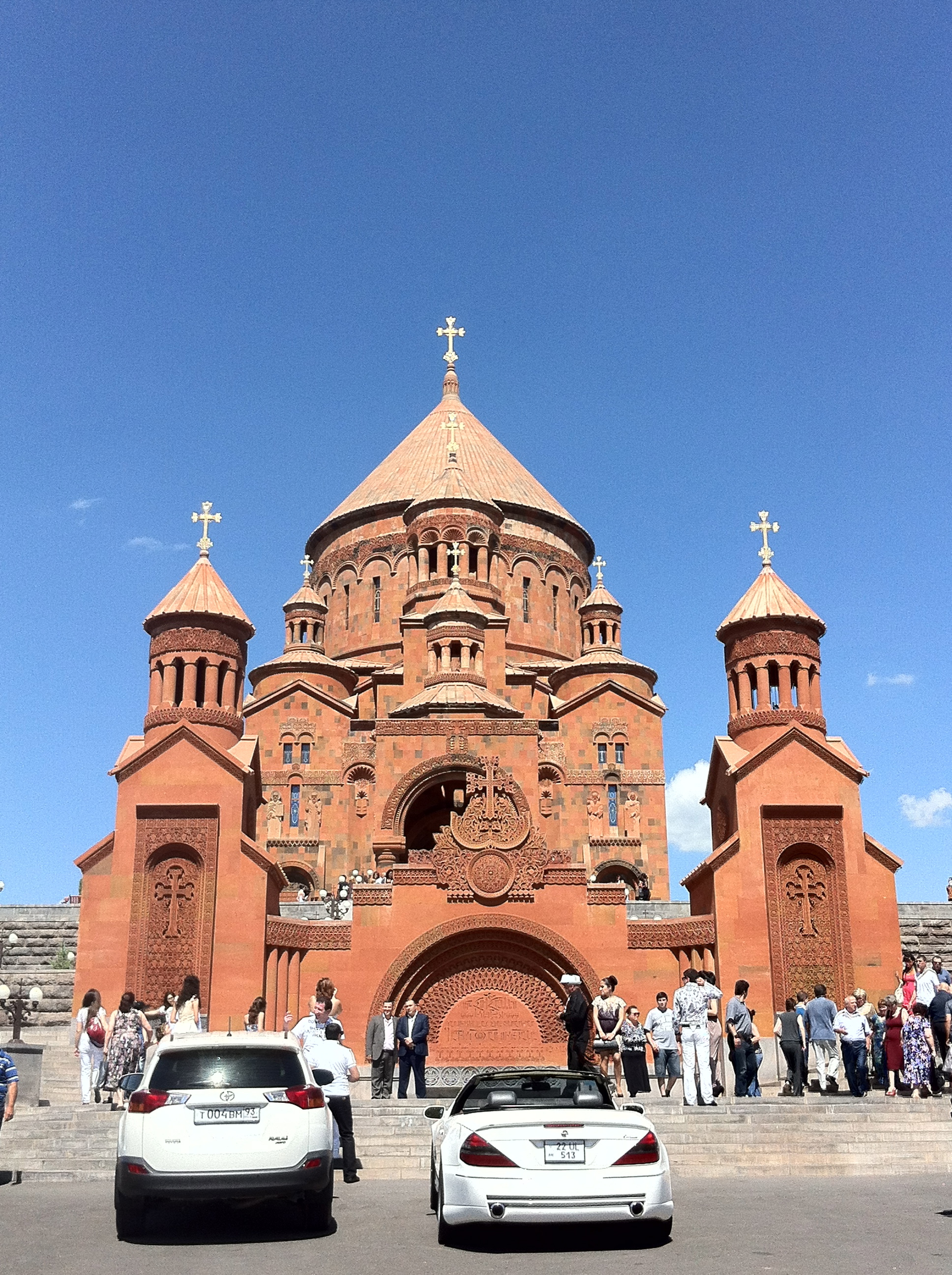
Церковь Святого Иоанна Крестителя, г. Абовян (2006—2013 гг.)
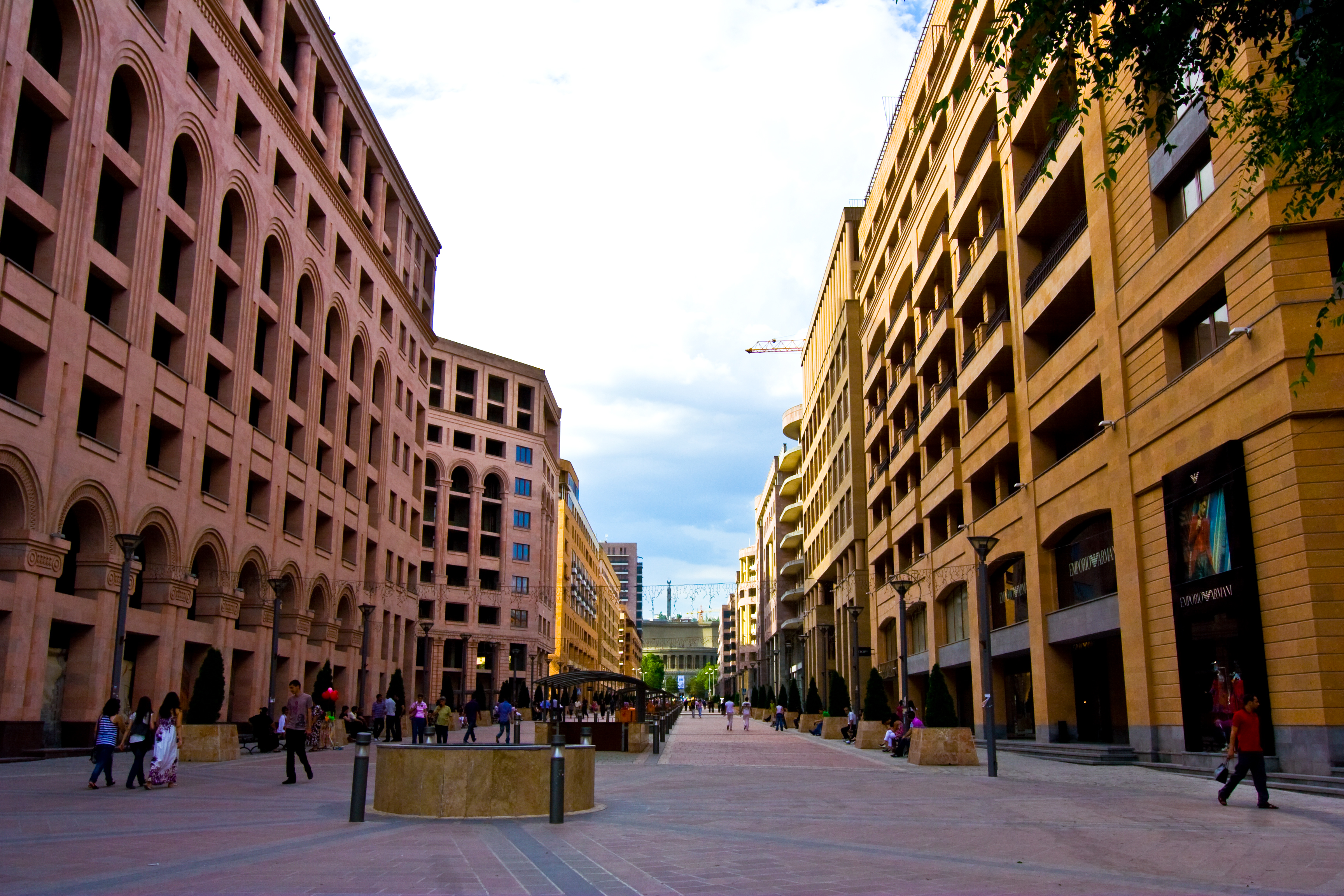
Северный проспект. Ереван
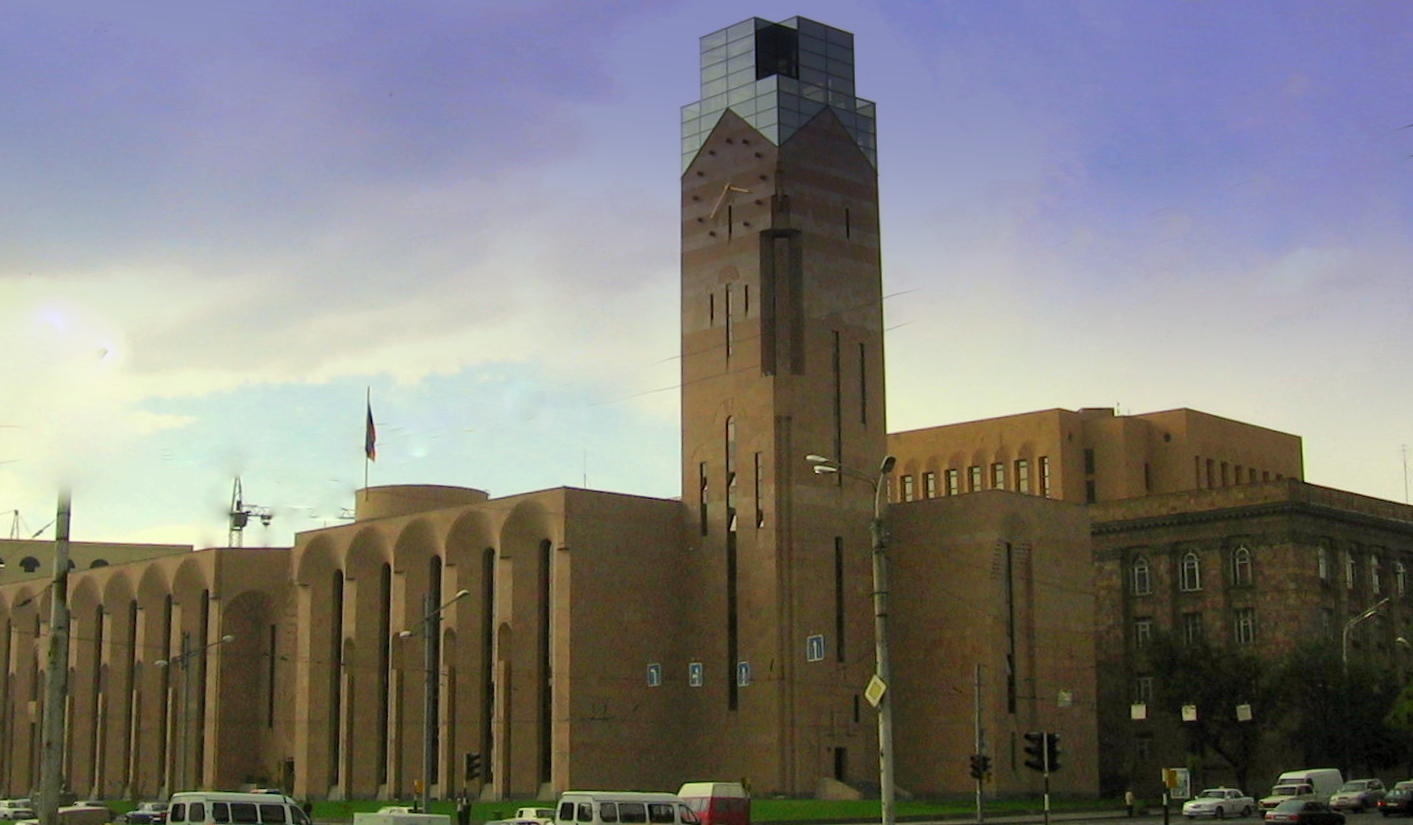
Здание мэрии Еревана
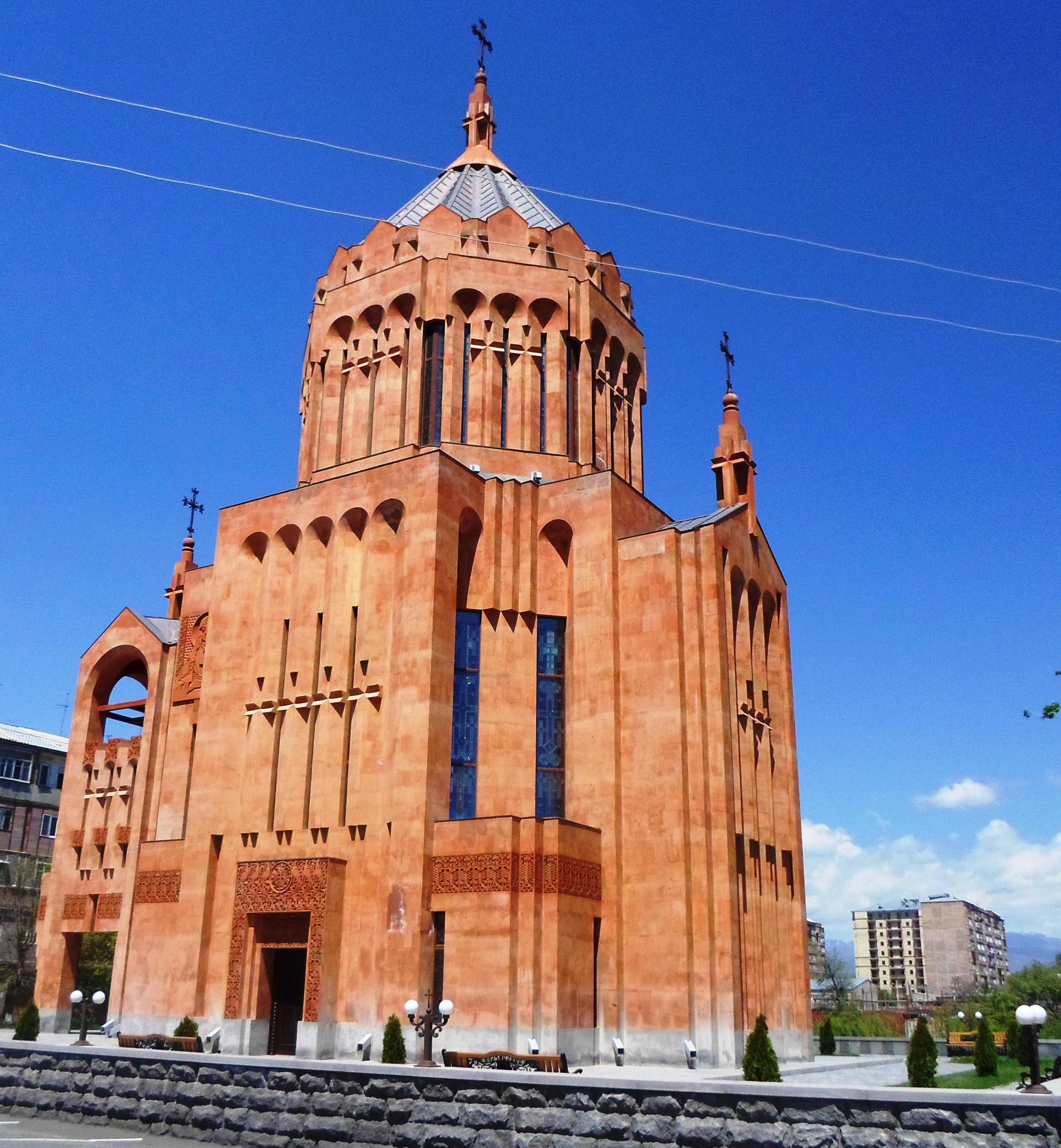
Церковь в Нор Ачине (2011—2015 гг.)
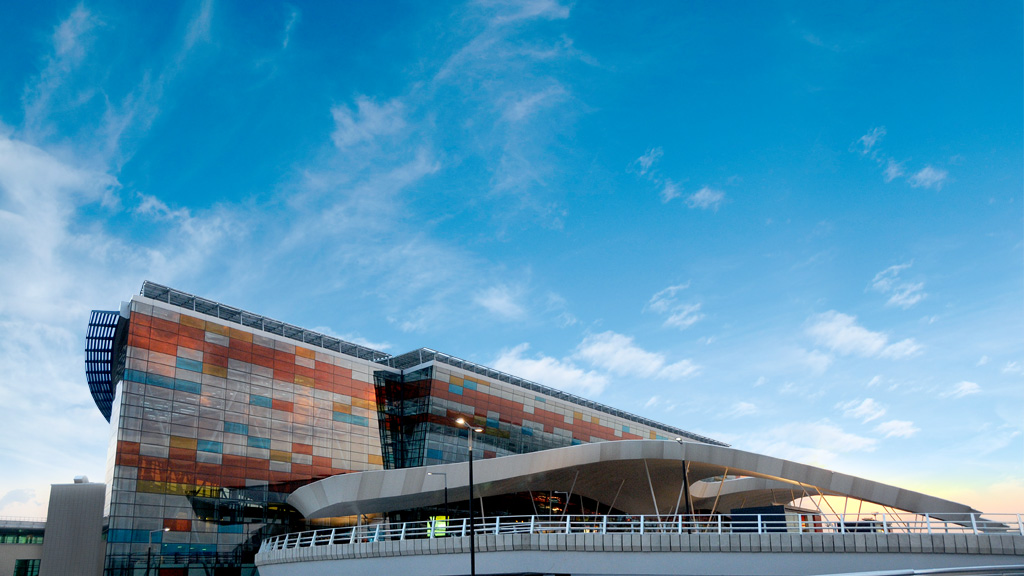
Аэропорт Звартноц
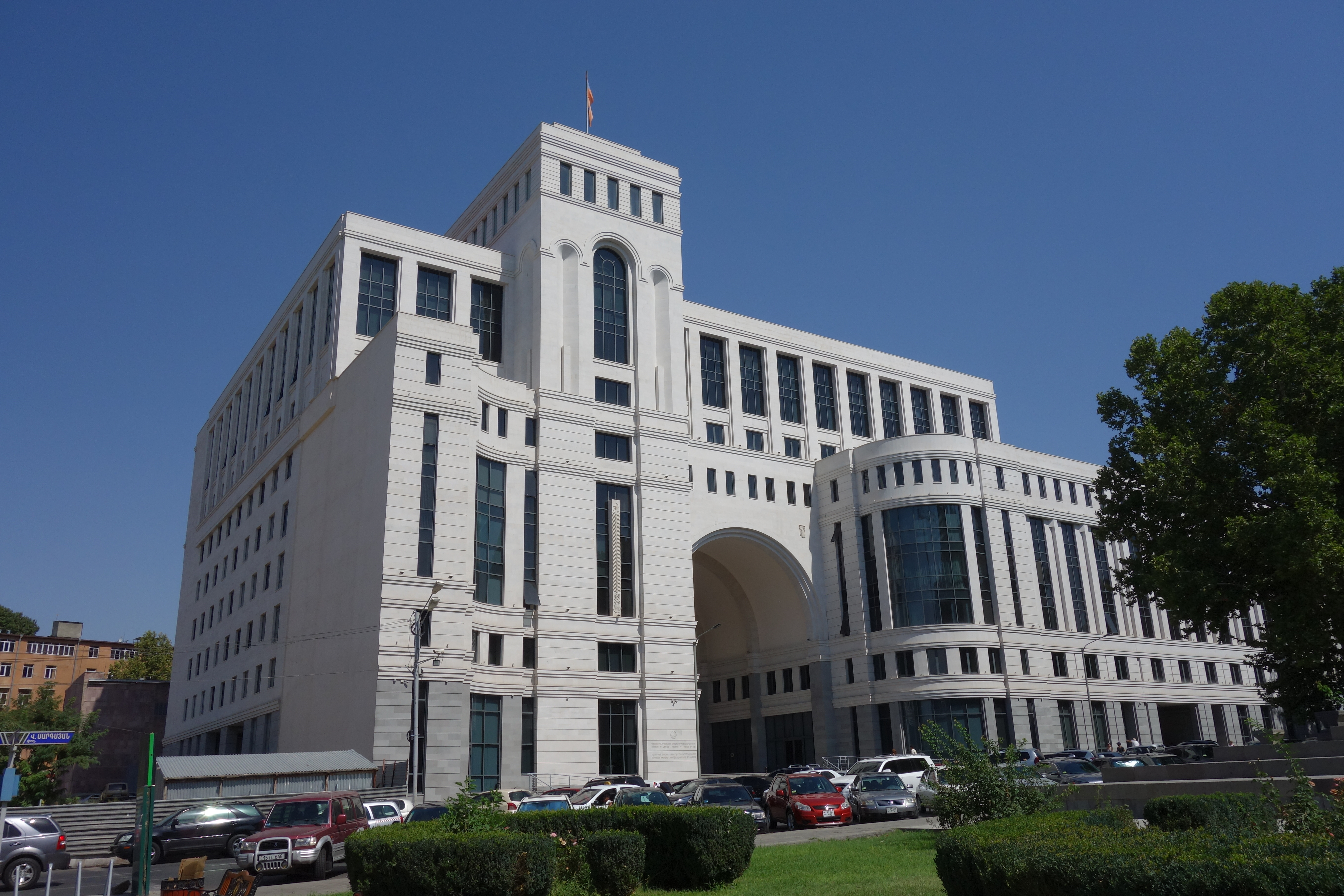
Здание МИД Армении
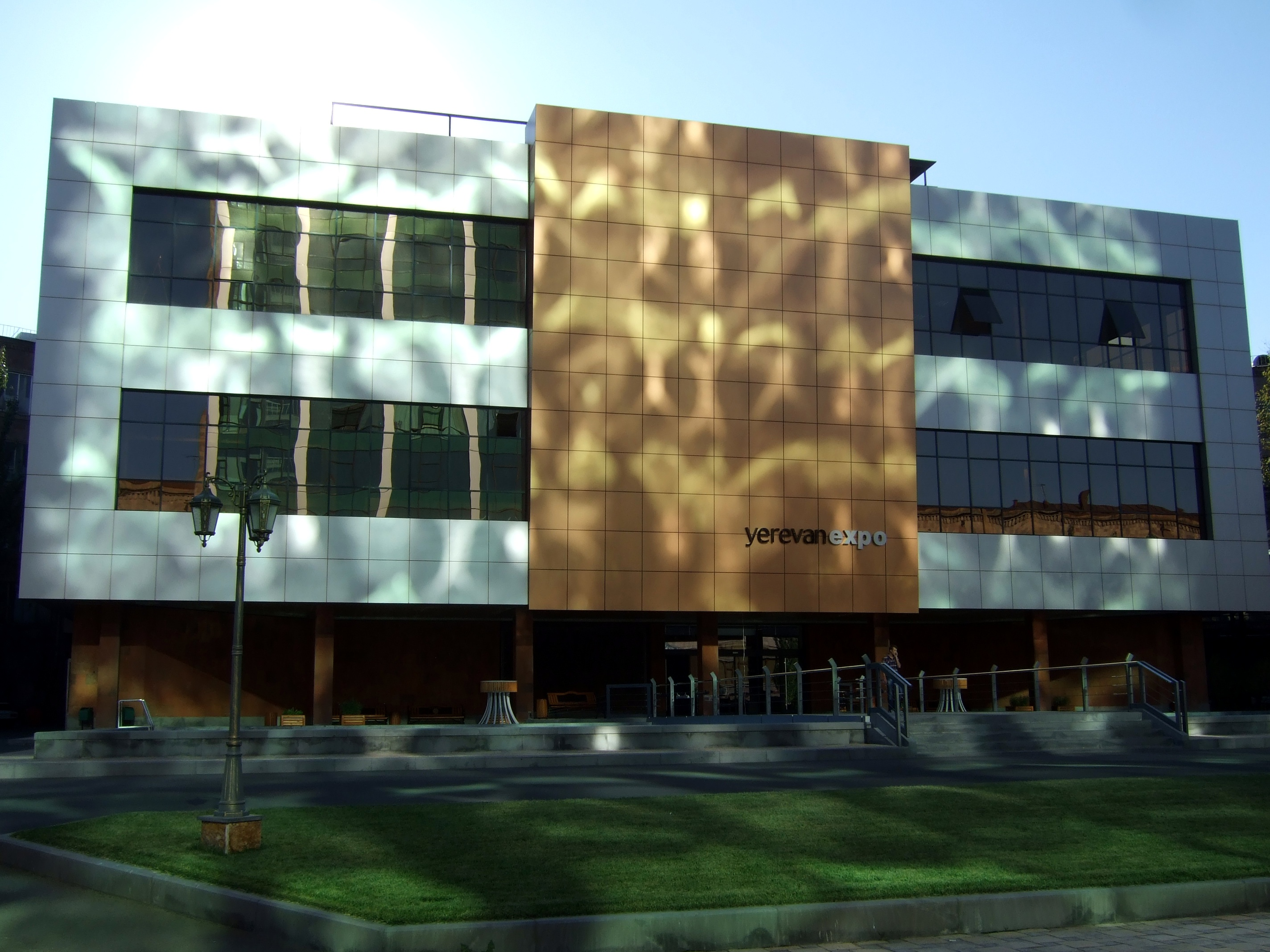
Здание Ереван Экспо
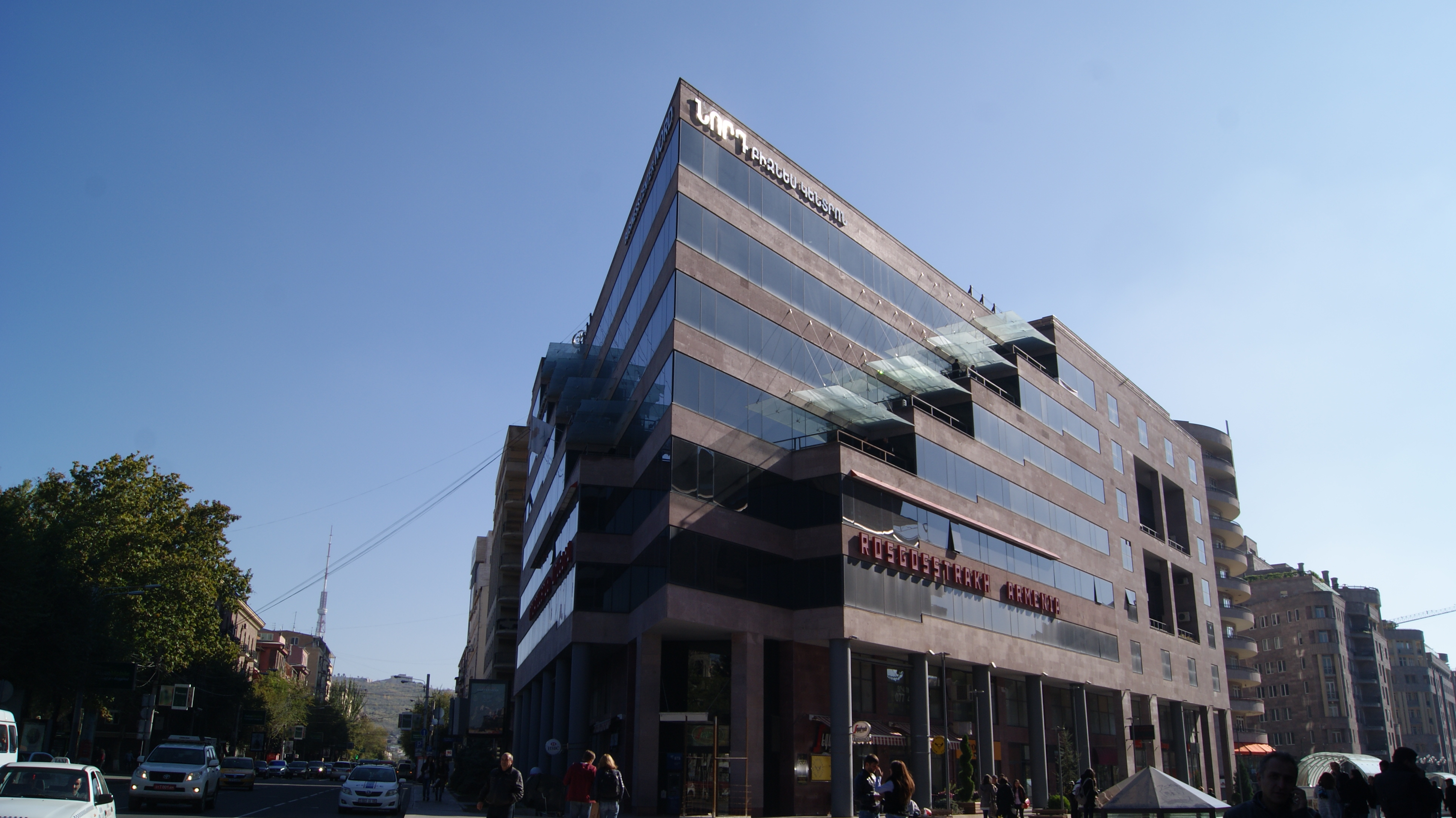
Бизнес центр Норд
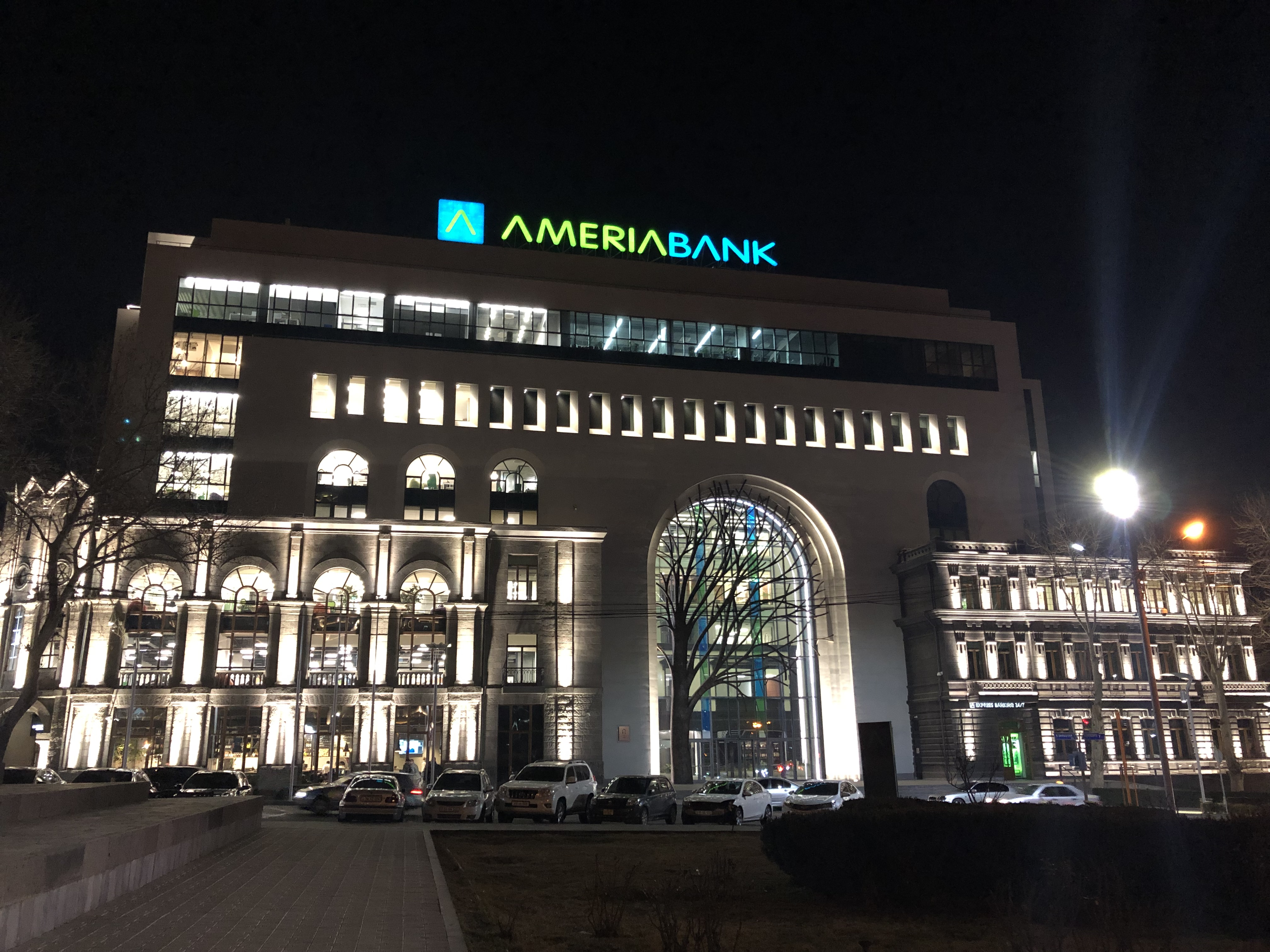
Бизнес центр Камар
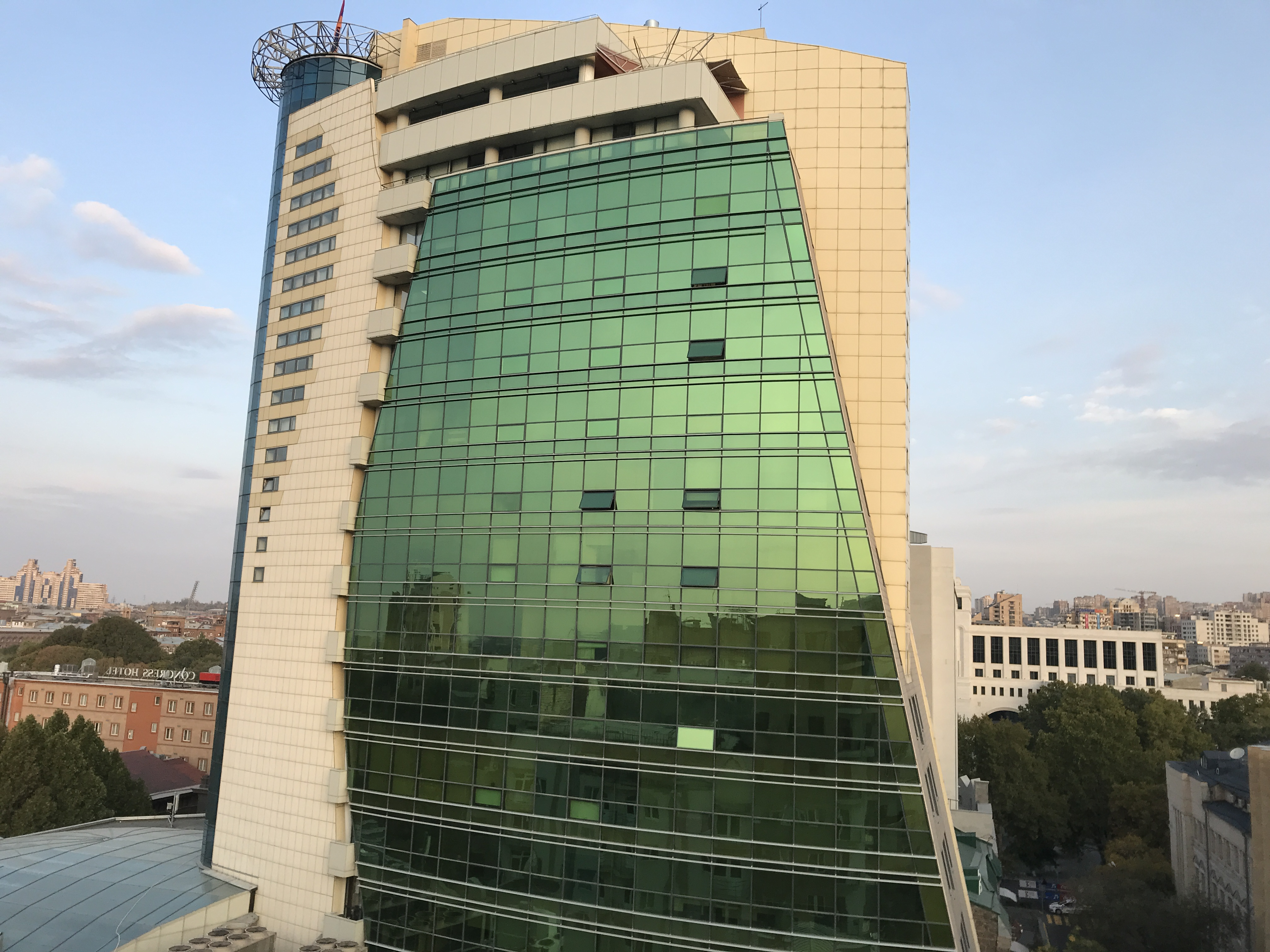
Элит Плаза